# 国鉄205系電車
205系電車（205けいでんしゃ）は、1985年（昭和60年）に登場した直流通勤形電車である。当初は日本国有鉄道（国鉄）が、国鉄分割民営化後は東日本旅客鉄道（JR東日本）、西日本旅客鉄道（JR西日本）により設計・製造された。本項では、インドネシアのPT Kereta Commuter Indonesia に譲渡されて使用されている車両についても記述する。
103系・201系に代わる省エネルギー通勤形電車として、国鉄末期の1985年に登場し、国鉄分割民営化後もJR東日本とJR西日本が増備を続け、合計1,461両が製造された。
次期近郊形車両（211系）用として開発していた界磁添加励磁制御方式を本格的に採用し、新開発の軽量ボルスタレス台車や軽量ステンレス構造、電気指令式ブレーキを国鉄車両として初めて採用した。本形式で導入された新機軸は、国鉄末期からJR初期に登場した新型車両にも多数採用されている。

## 導入の経緯
1981年（昭和56年）より、103系に代わる次世代通勤形電車として量産が開始された201系は、量産中にも様々なコストダウンを図りながらも1,000両を超える増備を行ってきた。しかし、電機子チョッパ制御の製造コストが高価で、当時財政的に厳しい状況であった国鉄は、コストダウンの図れる車両が必要であった。
1984年度に1985年（昭和60年）3月のダイヤ改正において横浜線・武蔵野線の輸送力増強を行うこととなり、山手線からこれらの路線へ103系を捻出するための通勤形車両が必要となった。この時点で既存の201系を山手線用に増備するのか、新形式車両を投入するかが迫られた。そして最終的には、1984年（昭和59年）6月末に次期近郊形車両用のシステムを使用した通勤形車両として本系列の製造が決定された。乗務員訓練時期を含めたダイヤ改正の前に落成する必要性から、翌1985年1月末に第1編成の落成が決定され、デビューまでわずか7か月という短期間で設計・製造が進められた。
なお、当初の国鉄における計画では首都圏全体の置き換え計画があり、山手線に次ぐ投入線区として中央・総武緩行線に集中投入する計画であった。

## 構造

### 車体

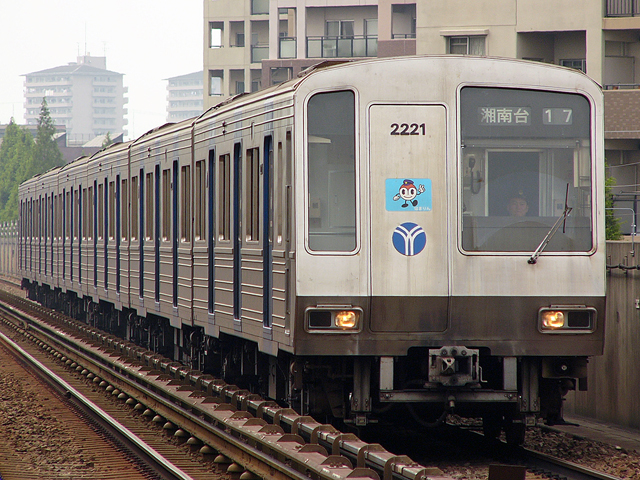
一段下降窓の採用を決定づけた横浜市交通局2000形電車

101系から使われてきた 20 m級片側4扉車体を有するが、車体は従来の普通鋼からオールステンレス構造となり、大幅な軽量化と塗装工程を省略したことにより保守作業が大きく軽減された。ステンレス車体とすることで、車両重量は201系より各車約7 tの軽量化が実現されている。
外観は補強用のビード（ローラーによる断面が細い凸状のプレス加工）を極限まで減らした外板に、初回製造分（0番台量産先行車）を除きバランサー付きの大きな1段下降窓を備えたものとなった。この1段下降窓への設計変更は横浜市営地下鉄の2000形がヒントになっている。量産先行車の落成時、国鉄の車両設計責任者が東急車輛製造（以下東急車輛と略）の工場を訪問した際、同時期に製造中であった横浜市2000形が本系列と並んでいた。同形式の1段下降窓を見たその責任者曰く「1段下降窓の方がすっきりする。ステンレス車体なら腐食の心配もないから保守上の問題もない」とのことで、以後の量産車は1段下降窓で製造された。
国鉄ではかつて10系客車（一部の寝台車）や157系、それに急行形グリーン車（153系サロ152、451系サロ451、キハ58系キロ28/キロ58）などの鋼製車で1段下降窓を採用した前例があるが、いずれも車体下部の水抜き穴設置が不十分で、内側にたまった鉄粉や泥が水分を保持して車体の腐食を進めることで車両の寿命を縮めた。そのため、当時の国鉄では下降窓車は御法度となっていたが、オールステンレス構造の本系列であれば腐食の心配もないことから、戦後の通勤形車両として初めて1段下降窓が採用された。このほか、車体側面の戸袋窓と連結面にある妻面窓が廃止された。ステンレス車両の場合、外板が強度を確保する上で重要な役割があり、窓を設ける場合には骨組みで固める必要がある。しかし、窓をなくせば、その分軽量化やコストダウンを図ることができる。
また、それまでの車体全面塗装から窓の上下に各路線ごとのラインカラーを糊付きフィルムの帯で表す方法を採ったことで、非常にすっきりとした印象を利用者に与えている。当初は1色のみだったが、JR化後は最大3色まで使われるようになった。
前面は、京王3000系で採用されたもののその後しばらく採用例のなかったFRP応用技術を採用し、ステンレス製車体にFRP製部材を接合することで製作されている。先代の201系と同じく設計に参加した東急車輛のカラーが反映された、前面の窓周りを黒色でまとめた左右非対称のデザインが採用されたが、前照灯の位置が窓下に変更されている。この位置変化は203系からの流れともいえる。また、前面にもラインカラー帯を配し、前照灯はカラー帯上に配置されている。JR東日本が増備した車両（山手線用を除く）では前面上部右側に種別表示器が追加されたが、実際は横浜線と京葉線以外では路線名のみを掲出していた例が多く、2000年代以降はほとんど使用されていない。
行先表示器は字幕式を採用したが、JR西日本では発足直後の一時期、LED式行先表示器を京阪神緩行線用の編成に設置した例がある。この編成はのちに幕式に戻されたが、2000年代以降は改造でLED式行先表示器を設置した車両が多く登場するようになった。
昭和62年度3次予算増備車（山手線向けクハ205-49・クハ204-49以降）からは先頭車の2位側にあった乗務員室扉横の足掛けが廃止され、この足掛けによるラインカラーの途切れも無くなったため外観も若干変化している。また、国鉄時代に製造された車両では幼児や子供などが戸袋に手を引き込まれないように201系と同様に窓を小さくした客用ドアを備えるが、分割・民営化以降は山手線用（4扉車）を除いて一般的な大きさの窓を持つドアに変更された。

### 車内
車内は201系をベースとしたもので、内装色はクリーム色系、床敷物は薄茶色である。天井は平天井構造とし、各車には補助送風機（ラインデリア）が4台設置されている。前述した戸袋窓と妻面窓の廃止でこれらのあった個所には広告枠が設置されている。ドアを開閉するための「ドアエンジン（戸閉装置）」は大半の車両が座席下収納式の「異径複シリンダ形差動ラック式」を使用している。
車内はロングシートで、101系以来の国鉄新性能通勤形電車標準の座席配置（バリエーションは後述）である。落成当初の座席表地は区分のため、両端3人掛け部をロームブラウン色（こげ茶色）、中央の1人分をヘーゼルナッツ色（うすいオレンジ色）としたものである。なお、座席表地はJR化以降経年劣化のため、各社の標準品へと交換が実施されている。空調装置は集中式のAU75G形 (42,000 kcal/h (48.81 kW) ) を搭載する。
荷棚は当初はアルミ金網式だったが、後期型からステンレスパイプ式に変更となり、冷房吹出口もアルミ材からFRP品に変更されている。

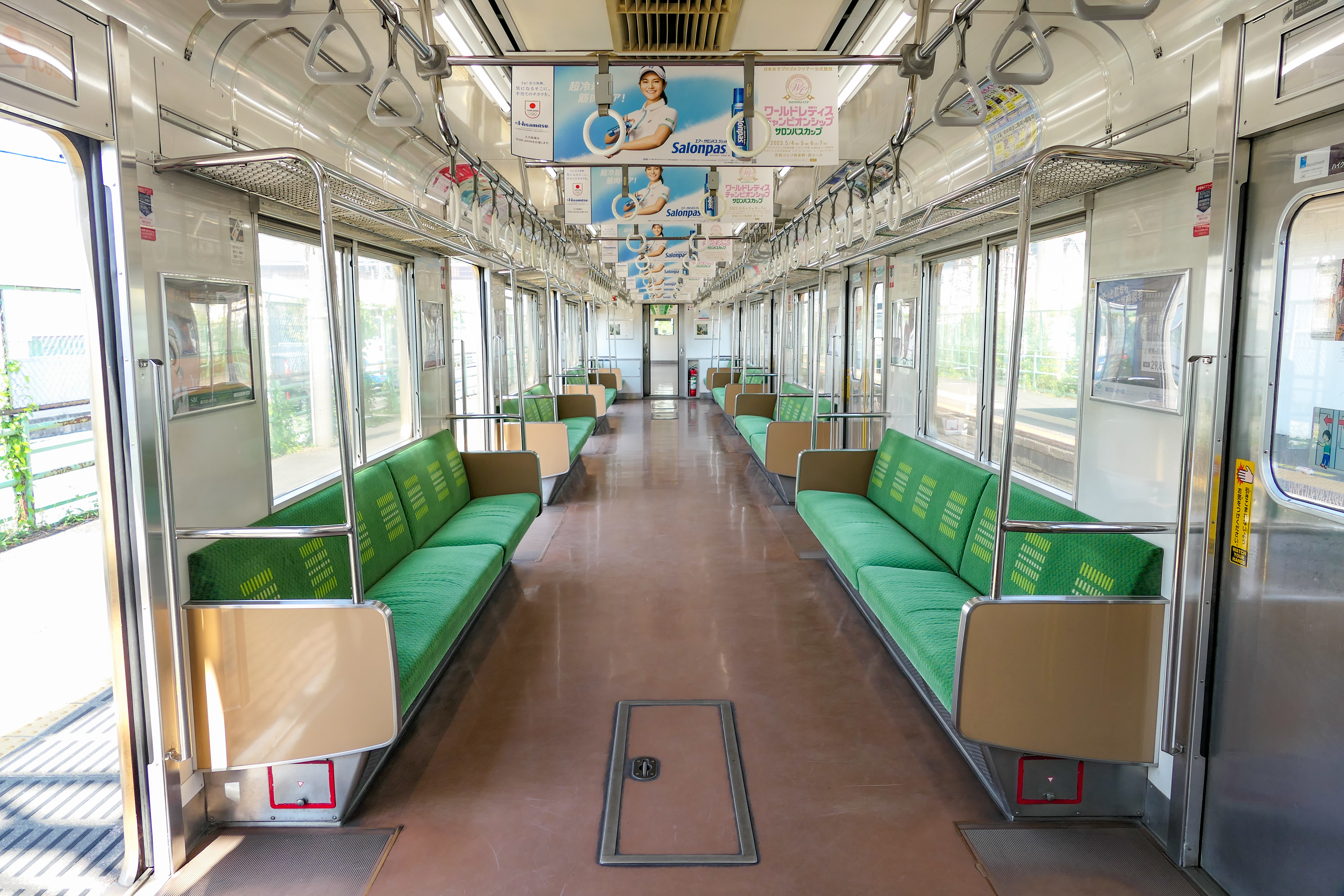
モハ205-26の車内。製造時、座席のモケットは茶色系統の色であったが、2000年代以降、緑色系統の色のものに張り替えられている。
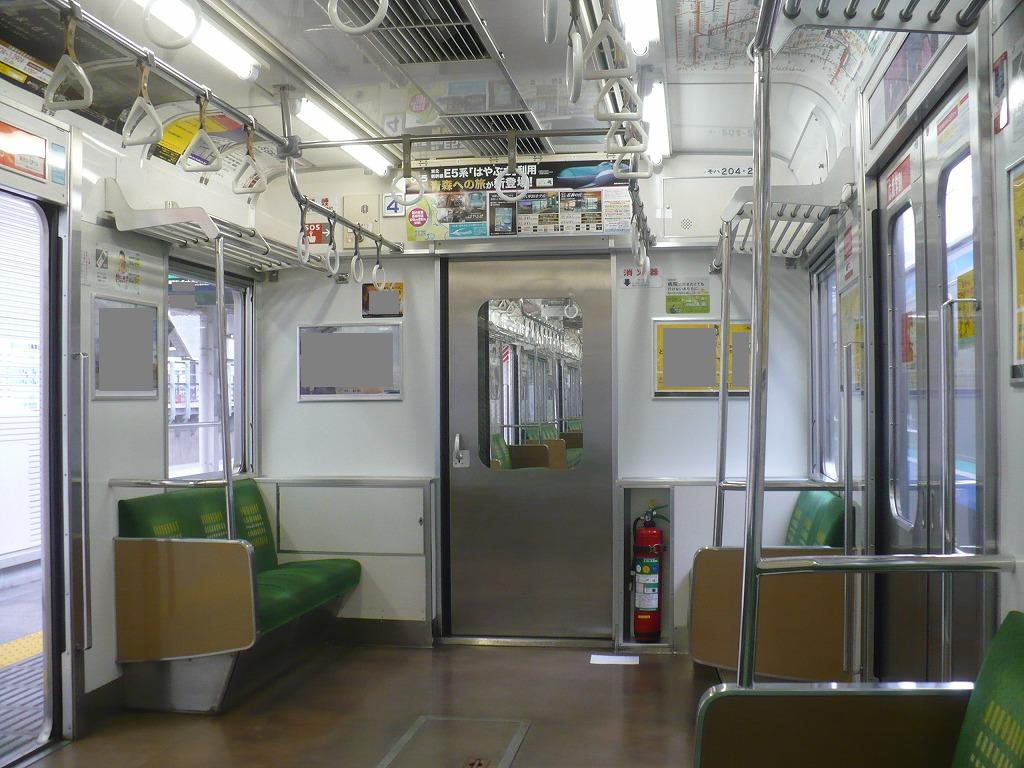
連結面寄り。妻面窓は省略されている。
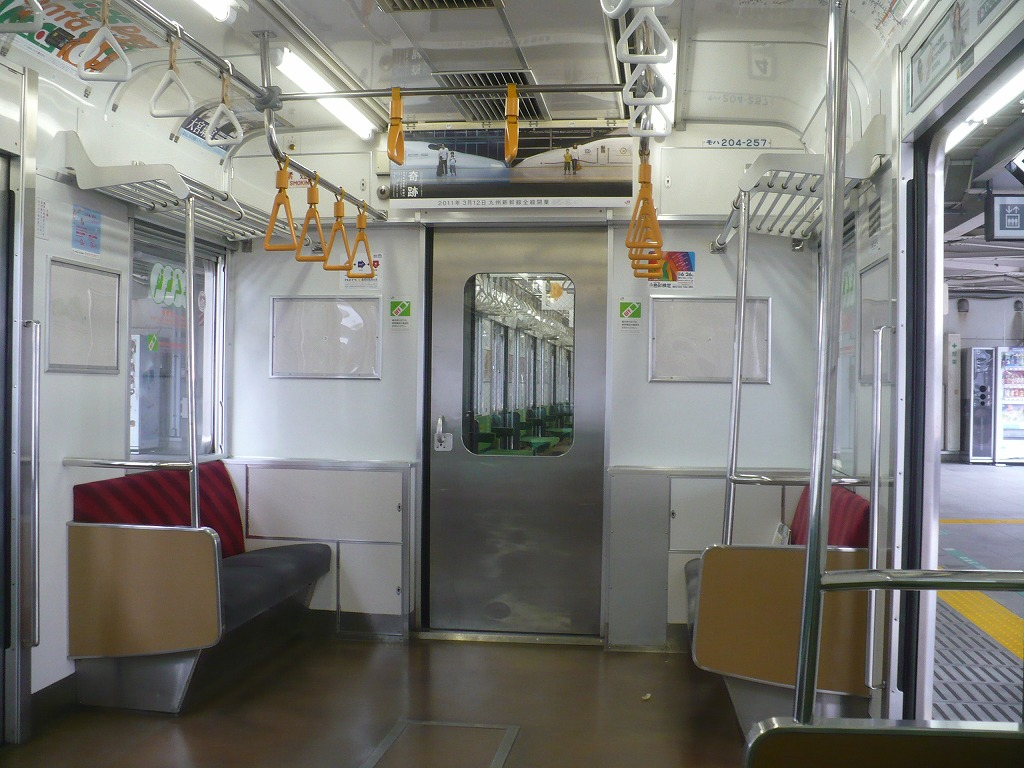
優先席部の座席周り。

#### 乗務員室
乗務員室と客室の仕切部においては従来、機器設置スペースとすることで背面窓を省略または小さいものを設けていた。しかし、国鉄末期に製造された本系列では旅客サービス等の配慮などから客室からの見通しも考慮して背面窓を設けた。この窓の大きさはATC搭載車・ATC非搭載車・1000番台で相違があるが、枚数は3枚に揃えられている。
運転台の機器配置、寸法等は201系に準拠したものである。ブレーキの電気指令化に伴い、ワンハンドルマスコンの採用も検討されたが、取り扱いの慣熟性などの諸問題から201系と同様の横軸式マスコン・縦軸式ブレーキ設定器の組み合わせとなった。縦軸式ブレーキ設定器の採用で、運転士の足元スペースを広く取っている。また、ブレーキハンドルは固定式で（従来の抜き取り方式ではなく）マスコンキーでハンドルロックの解除を行うものとなった。
運転台の配置は基本的に写真左（クハ204-20）のような配置が基本となっている（国鉄時代製造分・JR東日本初期製造分・JR西日本製造分）。ただし、JR東日本化後の増備車は途中（クハ204-130）から簡易モニタ装置の設置により、配置の一部見直しが実施されている（後述）。

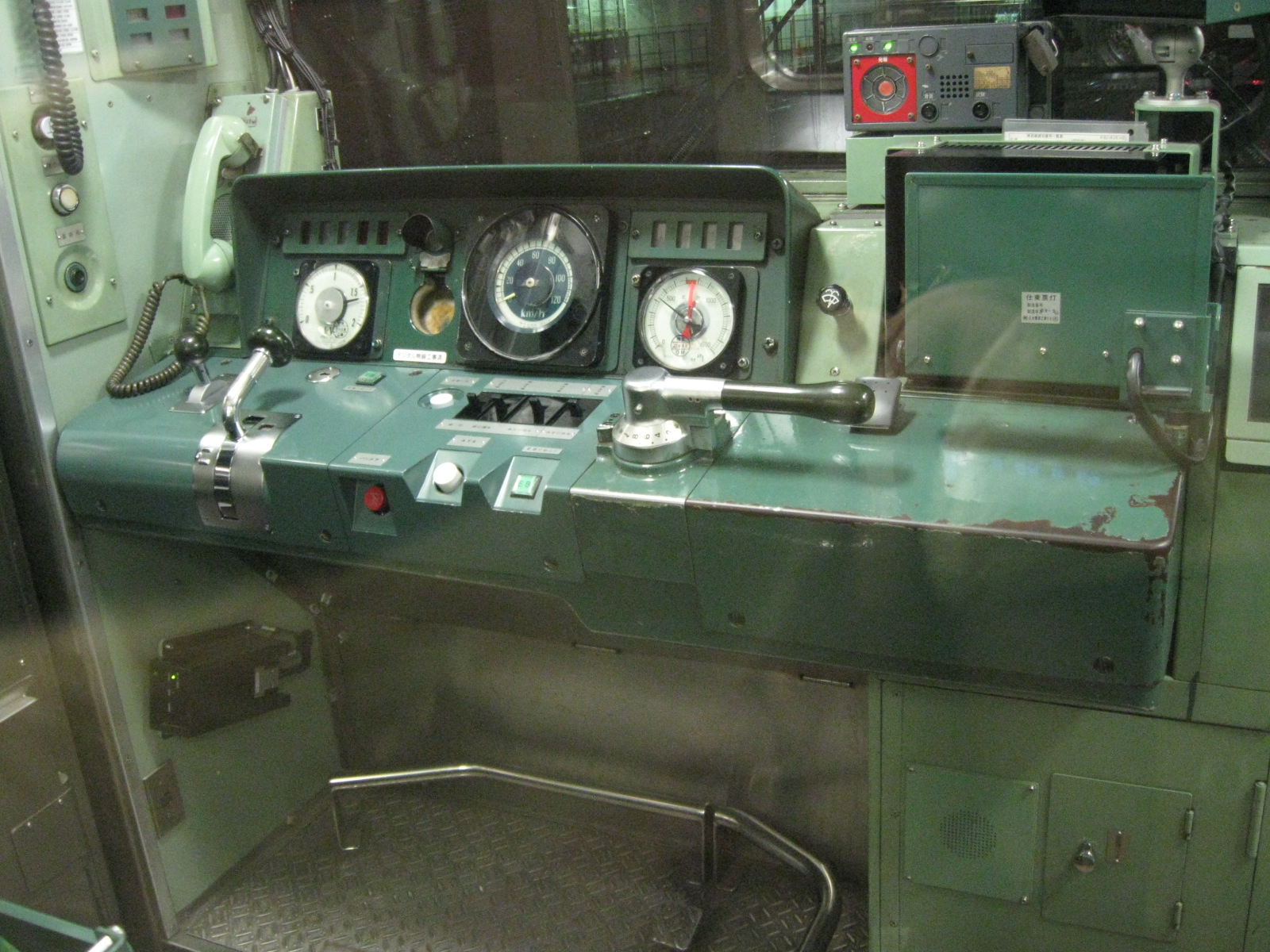
運転台（クハ204-20）
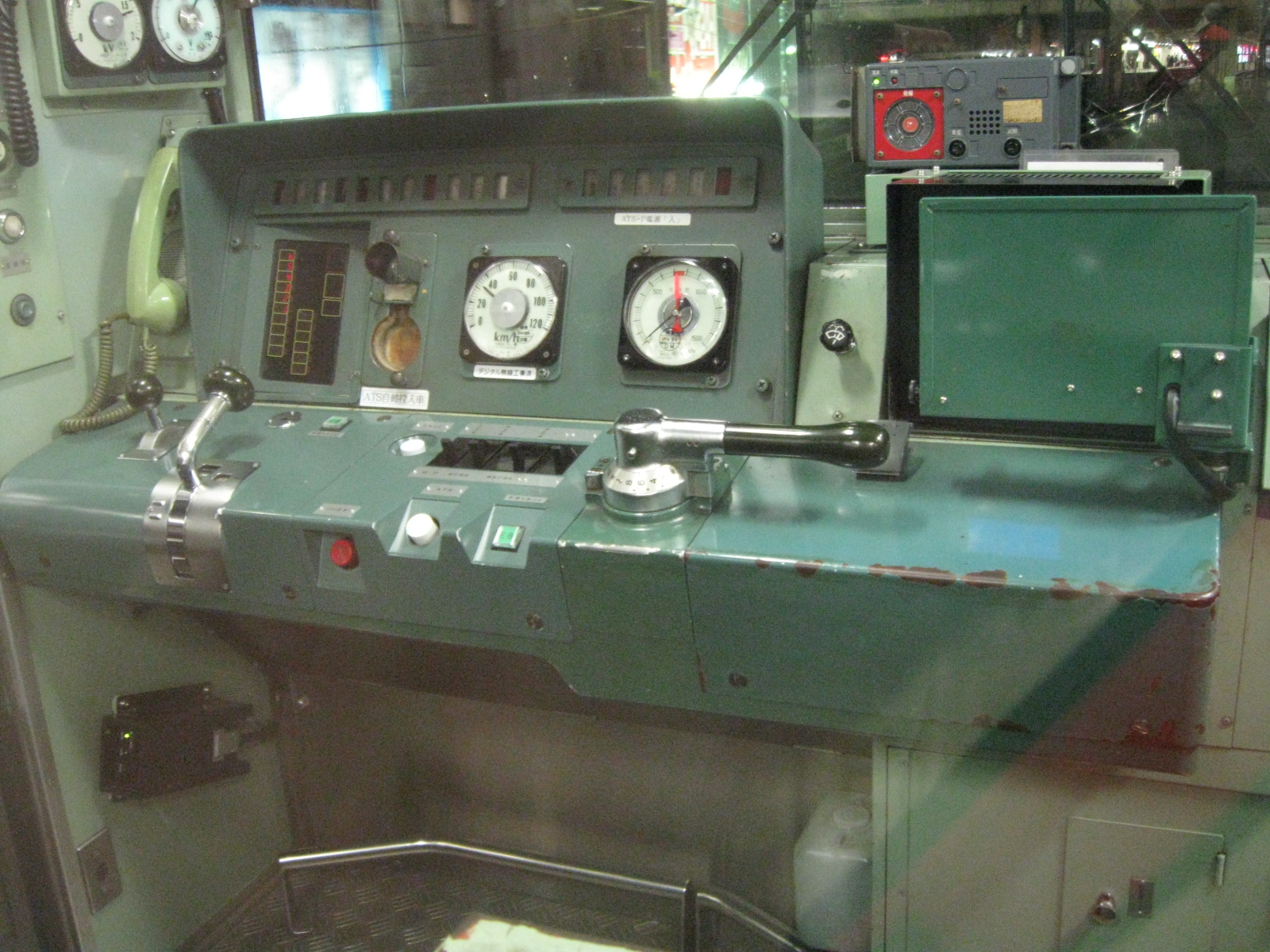
運転台（クハ204-130）
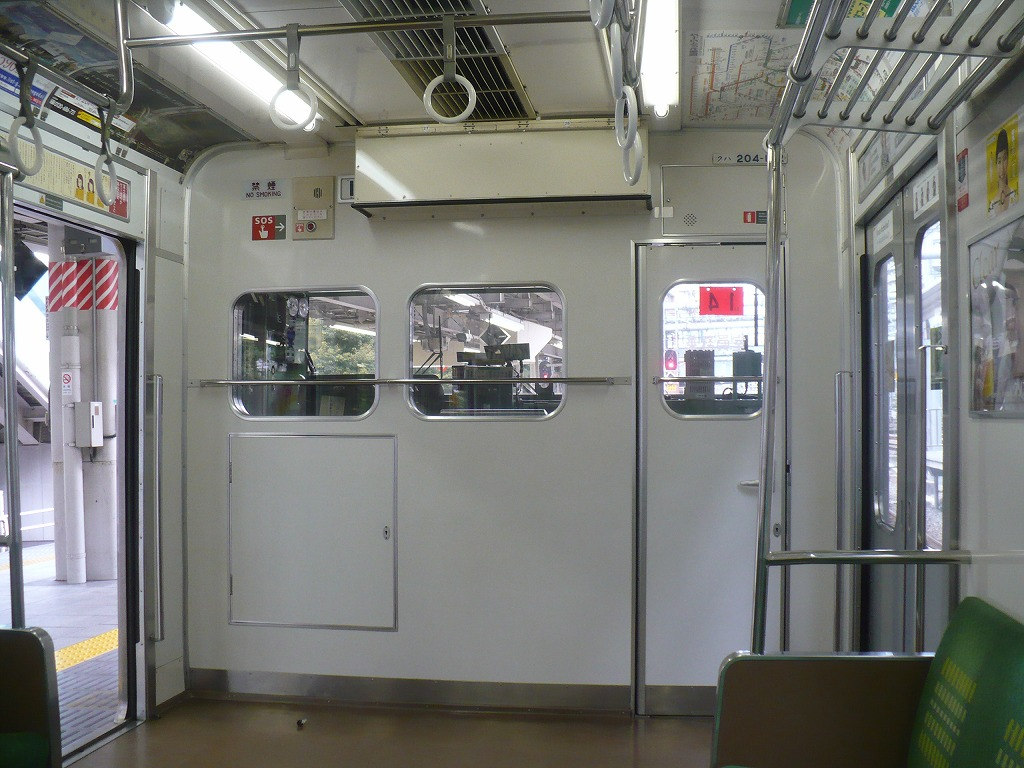
乗務員室背面仕切壁。写真は埼京線用ATC対応車で、仕切窓が小さい

### 主要機器
前述した通り201系と203系で採用した電機子チョッパ制御では高コストとなることから、本系列では国鉄末期の財政難の状況でも大量投入が行えるように比較的簡単な機器構成で省エネルギー効果が得られる界磁添加励磁制御を国鉄で初めて採用した。なお、原設計を担当したのは東洋電機製造である（励磁装置の中央に「TDK」の社章表記がある）。
界磁添加励磁方式は、機構的には古くからの抵抗制御の延長上にあり、力行の制御は基本、モーターの定格速度（全界磁を行なった場合の速度）までは界磁添加励磁制御による弱め界磁制御が使えないため電動カム軸式抵抗制御を用いて加速し、だいたい20-30 km/hにあたる定格速度を超えると界磁添加励磁制御による弱め界磁制御を使った無段階変速に切り替える。始動時に抵抗制御と同様電動カム軸式抵抗制御器を用いる在来手法によるが私鉄で普及していた界磁チョッパ制御と同様、電気ブレーキに回生ブレーキが使える上、加速時の損失発生も低速までに抑えられる利点があり、軽量な車体と相まって、結果的に201系より優れた省エネ車両となった。特に制御回路は電機子チョッパ制御とは異なり、高価な半導体素子を使用することなく、従来の車両で広く普及している部品を使用するため機器のコストは大幅に抑えられている。加えて、界磁チョッパ方式の場合は直流主電動機をコスト高な複巻式にするところ、界磁添加励磁方式はシンプルで一般的な直巻式主電動機を使用でき、当時の国鉄にとって最適な方式であった。
導入前に本系列の山手線走行シミュレーションを実施した結果、性能向上と車体軽量化により201系よりも電力消費量は少なく、同線で使用されていた103系よりも大幅に電力消費量が減少することが確認されている。本系列で採用したCS57形電動カム軸式主制御器には加減速の頻度が大きい場合に有用なノッチ戻し機構も搭載されている。この力行時に用いられる抵抗制御回路の段数は直列13段・並列11段である。その後、実車に搭載した積算電力量から、本系列の電力消費量は103系よりも約31 %節約されているほか、当時の電力代金に当てはめれば103系1編成に対して本系列1編成では1年間で約2,000万円の電力代金が節約されることになる。
本系列での界磁制御を行うため、CS57形主制御器に付随してHS52形励磁装置が搭載されている（ただし、JR東日本化後の増備車は後述するHS52A形に変更）。この励磁装置は弱め界磁制御と回生ブレーキ使用の際に界磁制御を行うもので、装置はサイリスタ (1,600 V・800 A) とダイオード (1,600 V・250 A) を組み合わせた三相混合ブリッジスタックとバイパスダイオードスタック (1,600 V・800 A)、さらに励磁用変圧器やマイコン制御ボードなどの無接点制御装置から構成されるものである。電動機の制御には電動発電機 (MG) からの三相交流 440 Vを基に三相混合ブリッジを用いて全波整流（HS52形）、または半波整流（HS52A形）を行い、主電動機の制御を行う。
M車に搭載された主制御器1基で2両8基分の主電動機を制御する1C8M方式で、M車 - M'車間には高圧用KE6形ジャンパ連結器が備えられている。

#### 主電動機

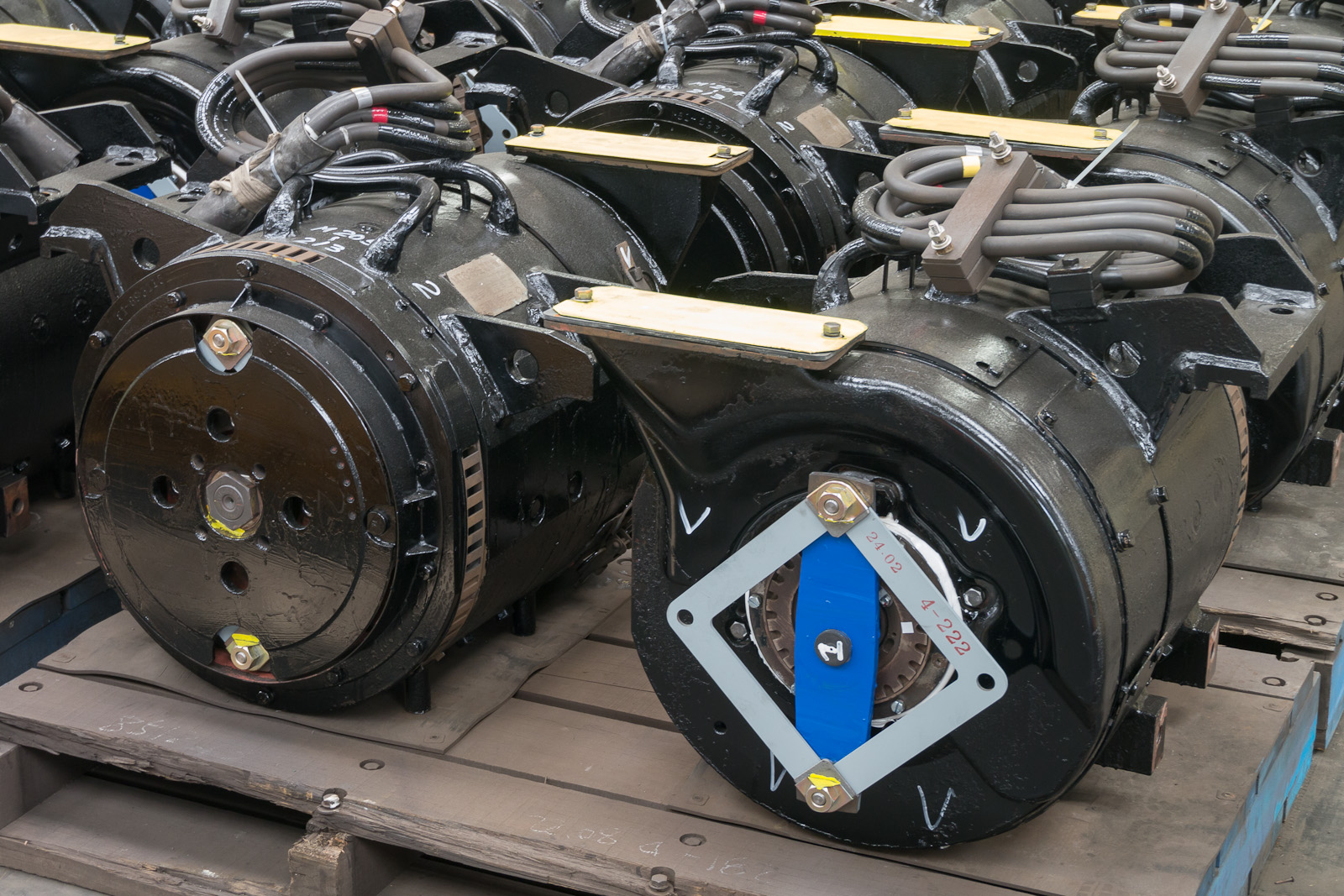
MT61形主電動機。右の電動機の手前にたわみ板が見える。

本系列の主電動機はMT61形と呼称する近郊形の713系向けに開発された直巻整流子電動機を使用している。1時間定格出力はMT54形と同じ120 kWであるが、設計の見直しにより低回転域でのトルクを向上させた一方で、弱めた際の界磁率を 35 % まで拡大して高速性能を確保している。1時間定格速度は 39.0 km/h、1時間定格牽引力は1ユニットあたり 8,870 kgf (87.0 kN) である。この電動機と軽量ステンレス構造車体の採用により、地下鉄乗り入れ用の203系と同じ歯数比 6.07 とされたにもかかわらず、高定格回転数仕様の主電動機を搭載し歯数比 5.60 と高速仕様の201系と比較してほぼ同等の起動加速度・高速特性を確保している。本系列の 6M4T 車（京浜東北線用）における起動加速度は 2.4 km/h/sとなっている。
1988年度までに投入された車両は冷却ファン構造が201系などと類似した「外扇形」で、翌1989年度の埼京線向け以降に増備したグループでは騒音源となる冷却ファン構造を変更し、高速域でも静かな走行音を実現した「内扇形」に移行している。なお、両者は互換性を有している。

#### 台車
台車には国鉄が新規に開発した軽量ボルスタレス台車を採用している。軸箱支持方式は円錐積層ゴム方式で、軸箱の両側に高さを変えて取付けられている。動力台車はDT50形、付随台車はTR235形と称する。台車枠は側梁をストレート、横梁にはシームレスパイプを採用するなど構造を大幅に簡素化したものとした。また、軸箱方式と合わせて構成部品数を少なくし、保守性の向上を図っており、合わせて軽量化と新製コストの低減を実現している。この結果、従来の台車よりも1台車あたりの重量は約1.5 t軽量化されている。基礎ブレーキ装置は動力台車は片押し式踏面ブレーキ、付随台車は片押し踏面併用ディスクブレーキ方式を採用した。
この軽量ボルスタレス台車は以降、203系100番台（DT50A形・TR235A形）、211系（DT50B形・TR235B形）、415系1500番台（DT50C・TR235C形）、117系100・200番台（DT50C形・TR235B形）など、同時期に製造される国鉄車両に続々と採用が進められた。

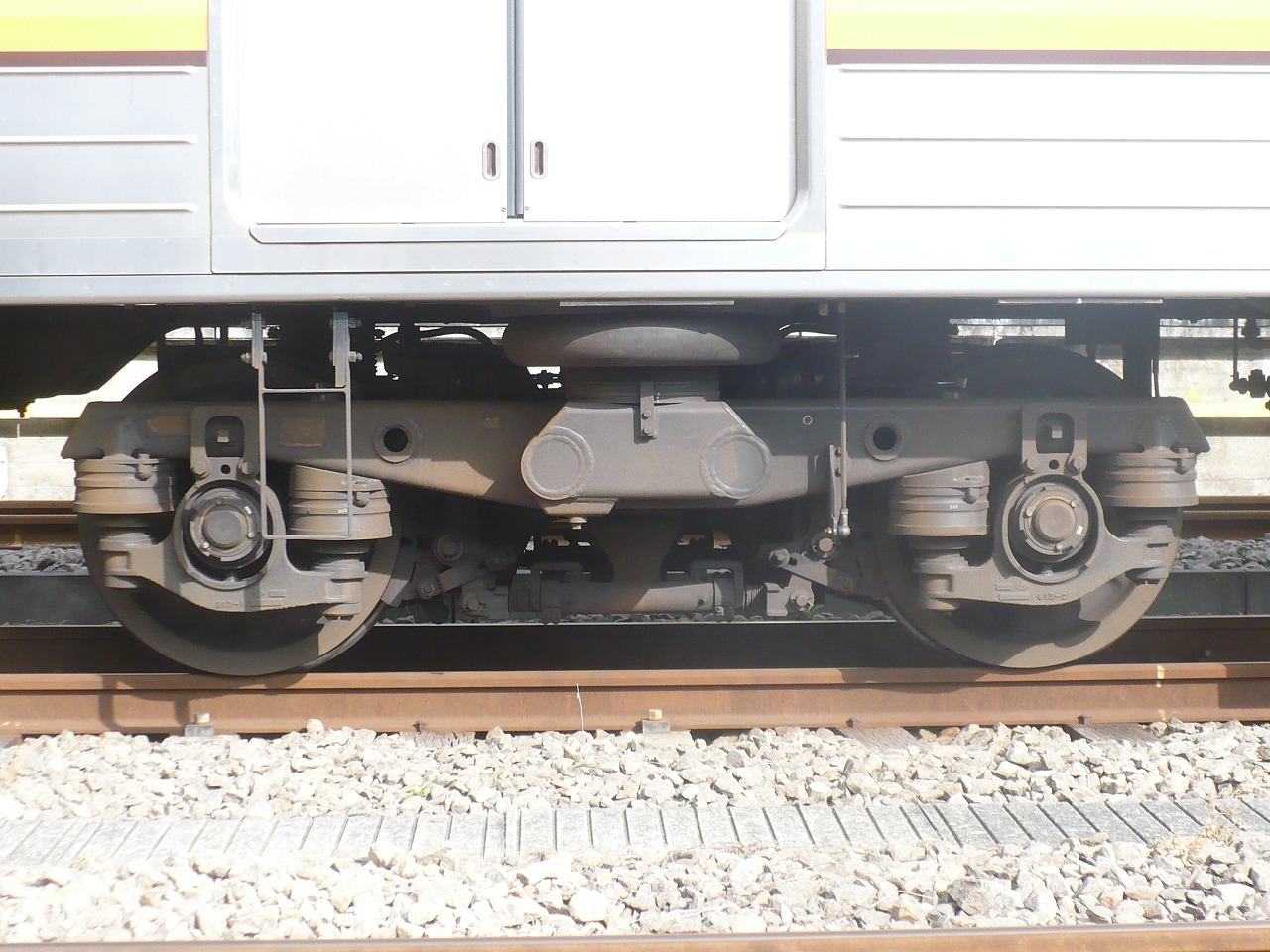
DT50形動力台車
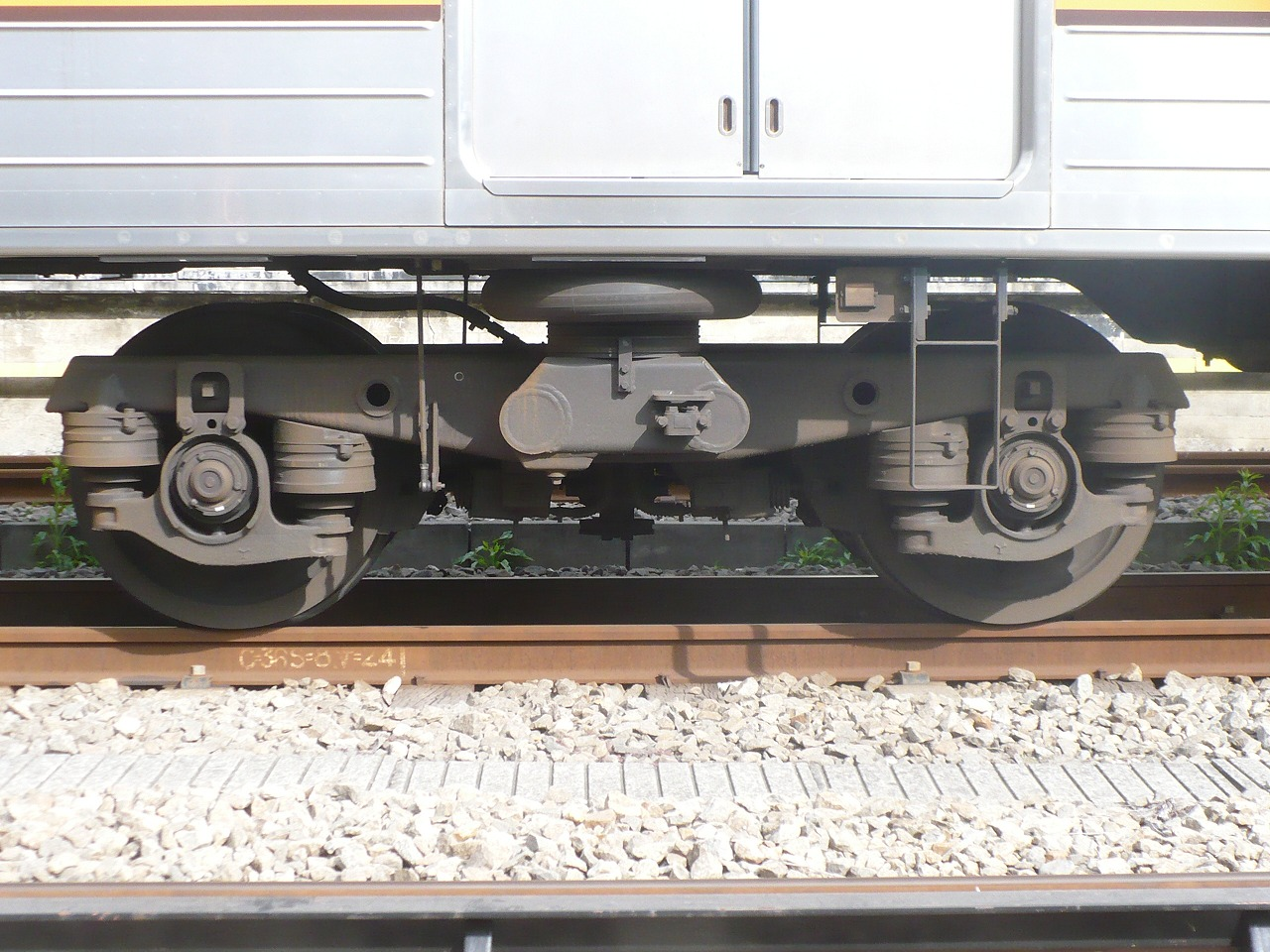
TR235形付随台車
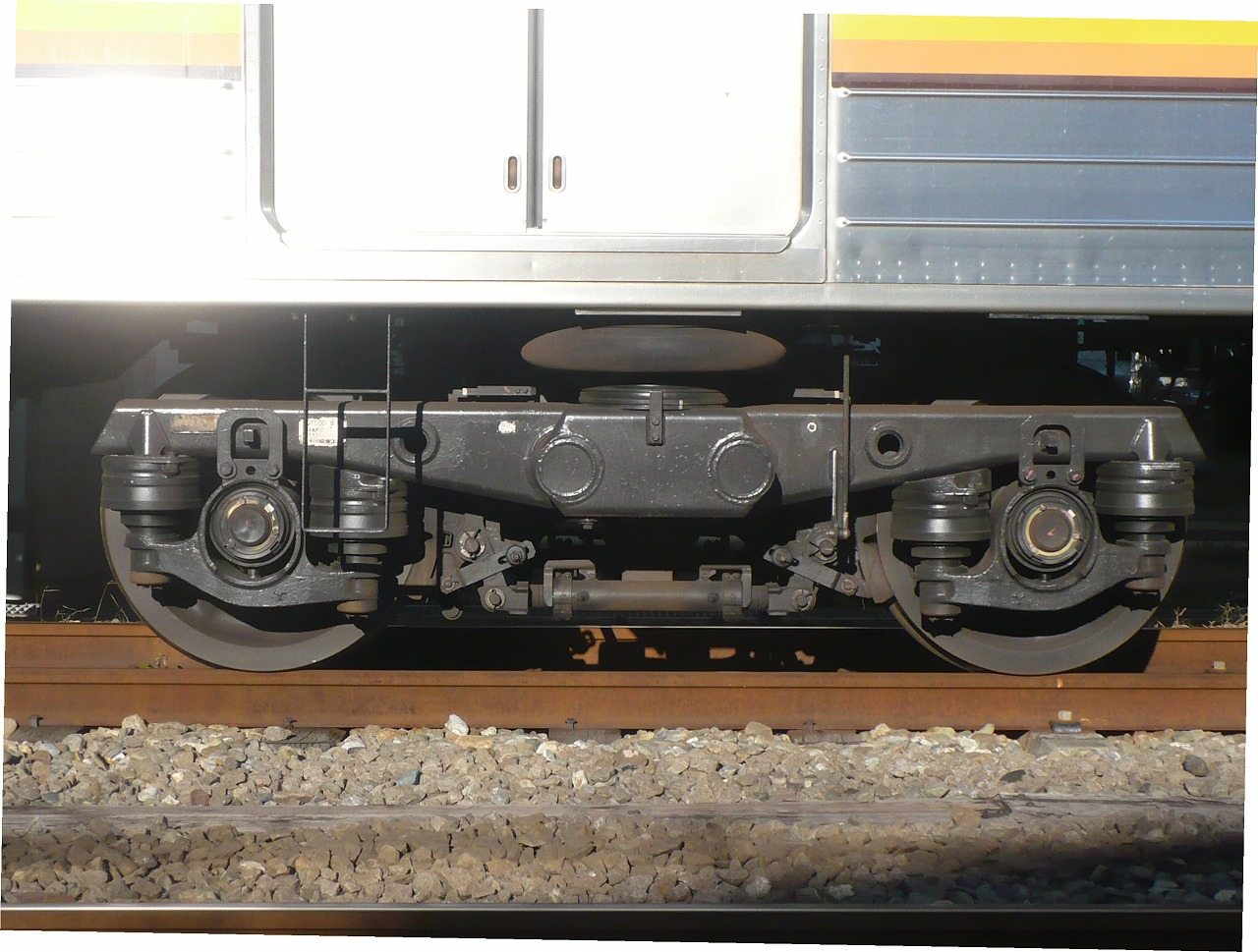
改良型のDT50D形動力台車
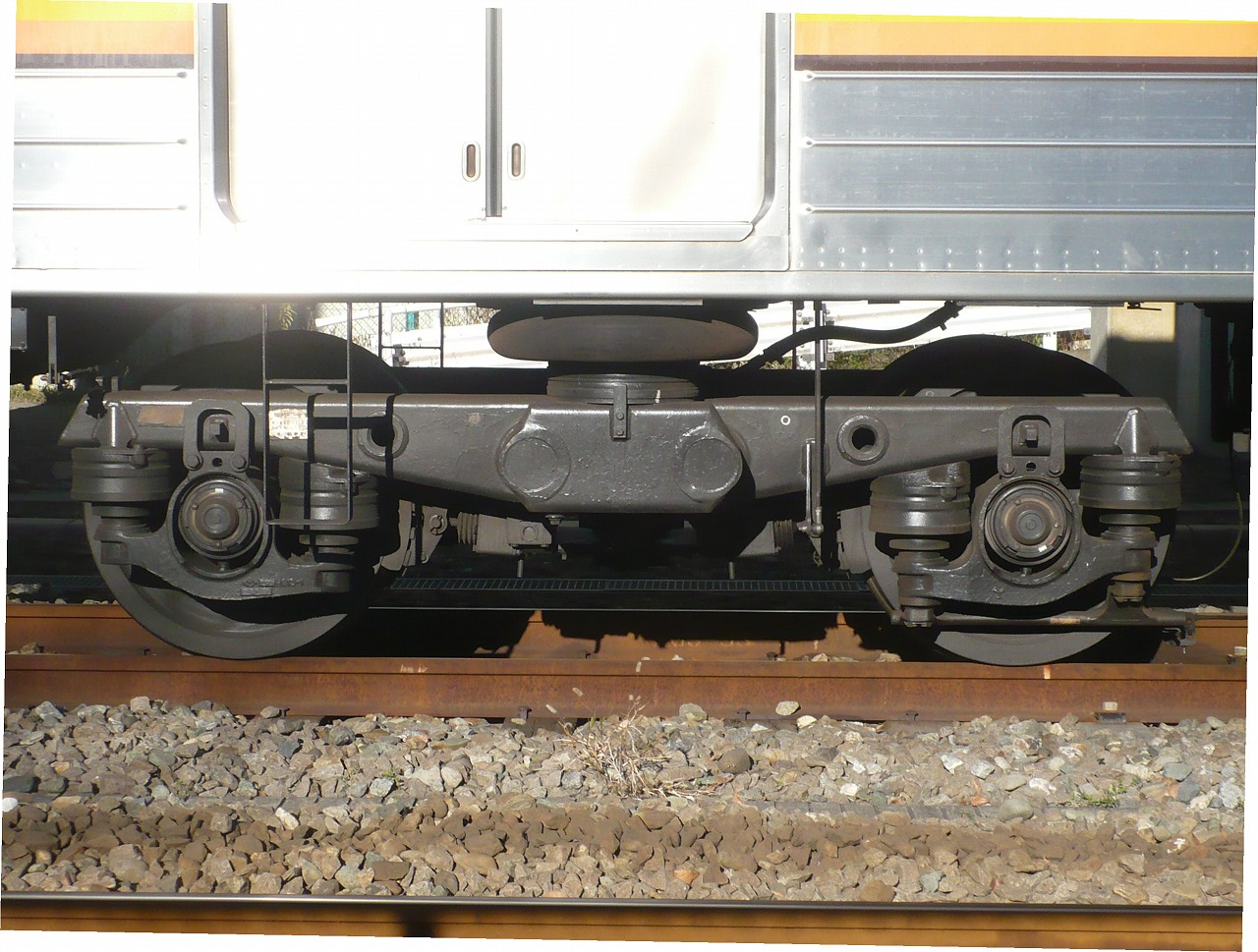
改良型のTR235D形付随台車

その後、昭和60年度第1次債務車（山手線クハ205-32・クハ204-32以降）からは軸受形状を片つば式密封ころ軸受から両つば式密封ころ軸受に変更し、合わせて動力台車の駆動装置の歯車潤滑方式の変更などが実施され、形式はDT50D形、TR235D形に改められた。なお、分割民営化後に製作されたJR西日本向け1000番台とJR東日本向けサハ204形では異なる台車が使用されており、これらは後述する。

#### ブレーキ
ブレーキ装置には国鉄在来線車両で初の全電気指令式ブレーキが採用され、空気配管の大幅削減と機器の軽量化が実現された。電気ブレーキは励磁装置を用いて回生制動を行う。高速域では界磁電流を弱く、主回路電流は強くし、速度の低下とともに界磁電流を強めながら主回路電流を減じるよう制御することで、一定のブレーキ力が確保される。65 km/h 以上からの制動では電動機は並列つなぎとなっており、それ以下からの場合は直列つなぎで回生ブレーキを開始する。並列つなぎで開始した場合は 50 km/h 前後で直列つなぎに切り替わるが、切り替えの際に端子電圧を急に半減できないため、抵抗を挿入しながら回路を切り替え、その後抵抗を抜き取る。低速域では界磁電流を強めても回生電圧が架線電圧を下回るため、20 km/h 前後で回生ブレーキが失効する。
従来の国鉄車両では運転台に手ブレーキが設置されていたが、効果が少ない割りに無駄にスペースを占有することから廃止した。そのほか、空気圧縮機 (CP) は電動機に三相誘導電動機を使用したレシプロ式コンプレッサMH3075-C2000M形（吐出量 2,000 L/min）を採用、補助電源装置には 190 kVAのDM106形電動発電機（ブラシレスMG）をM'車に搭載する。

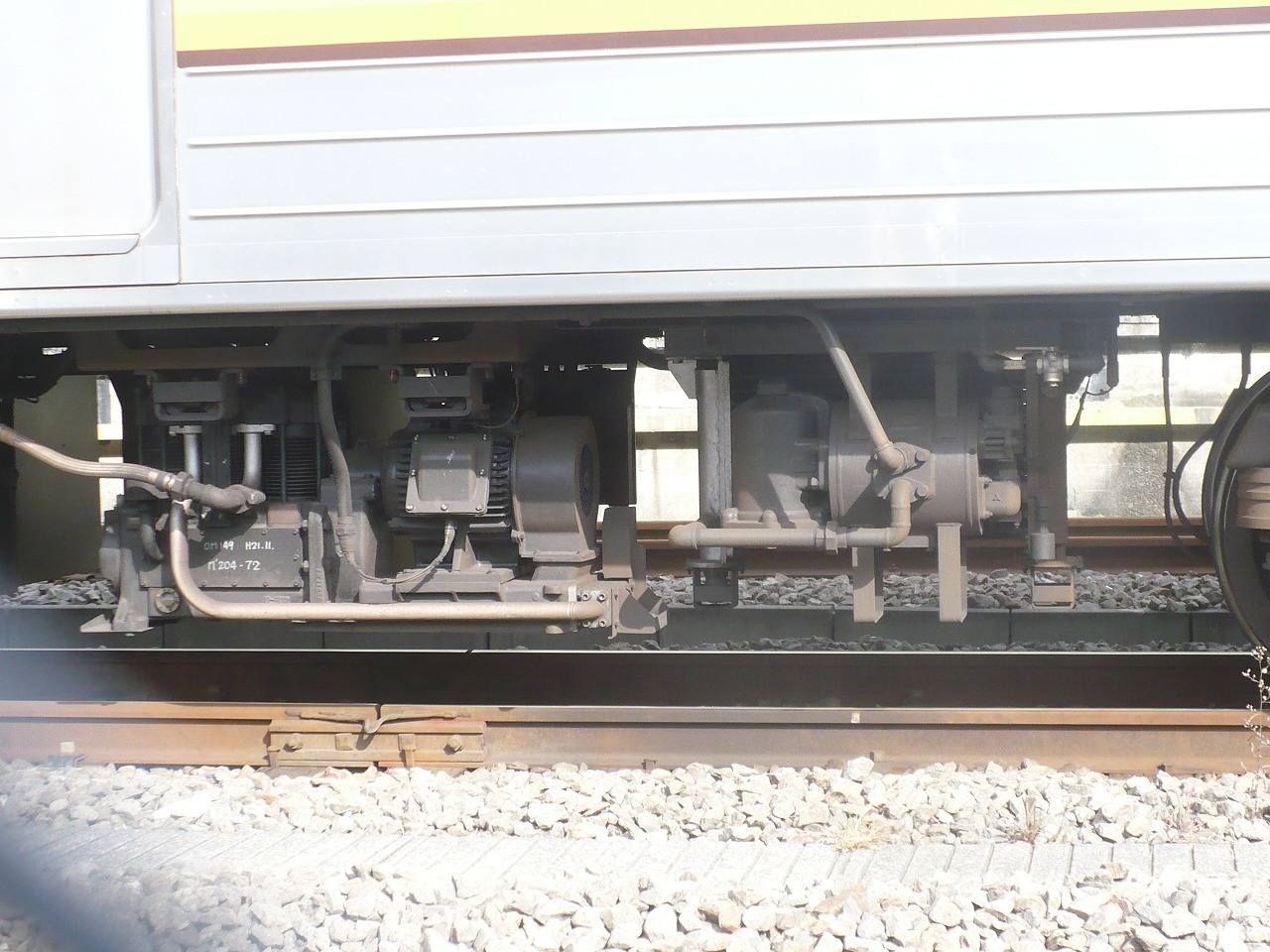
MH3075-C2000M形空気圧縮機。右端の除湿装置はD20A形
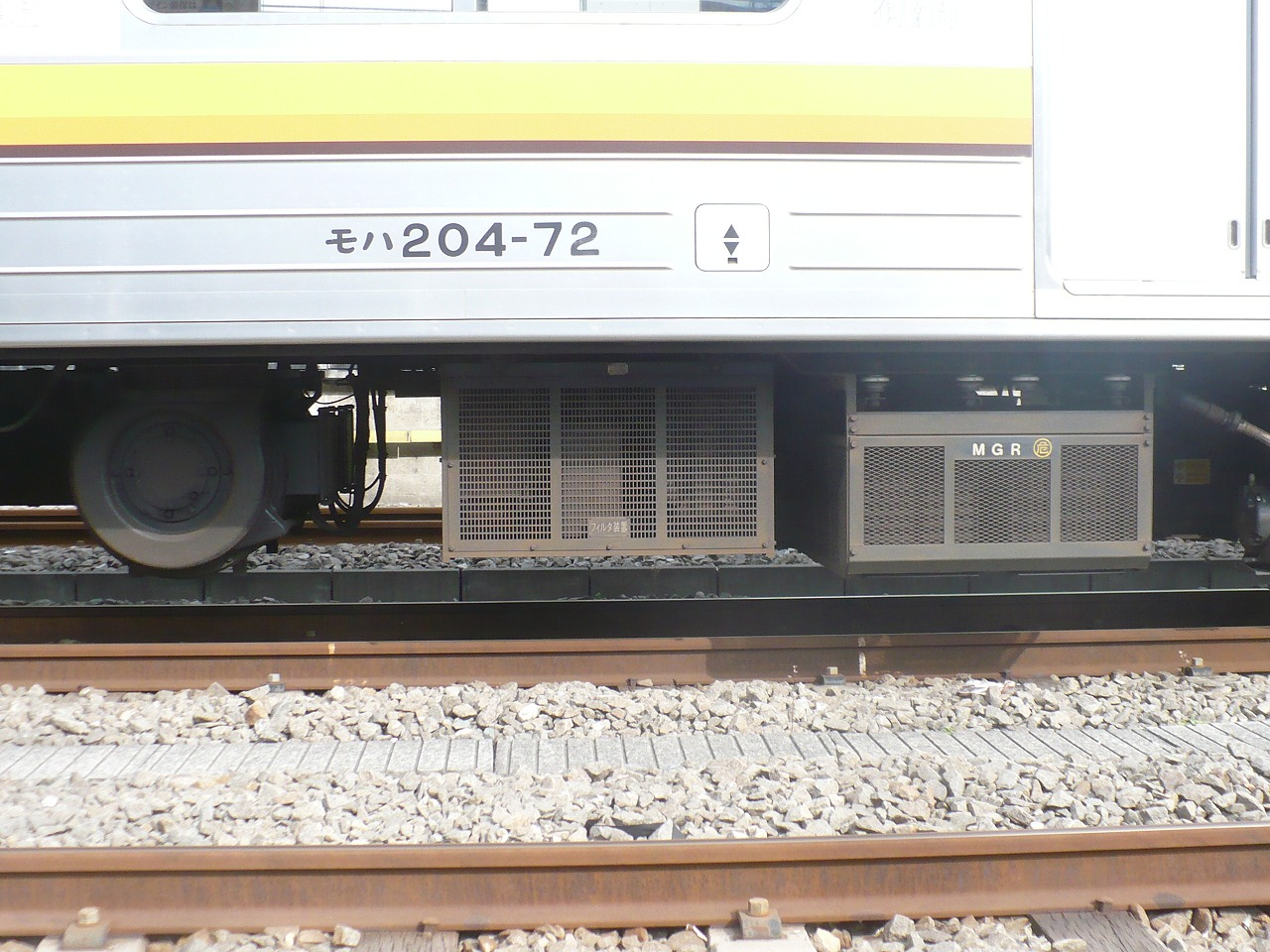
左から電動発電機、フィルタ装置、補助抵抗器
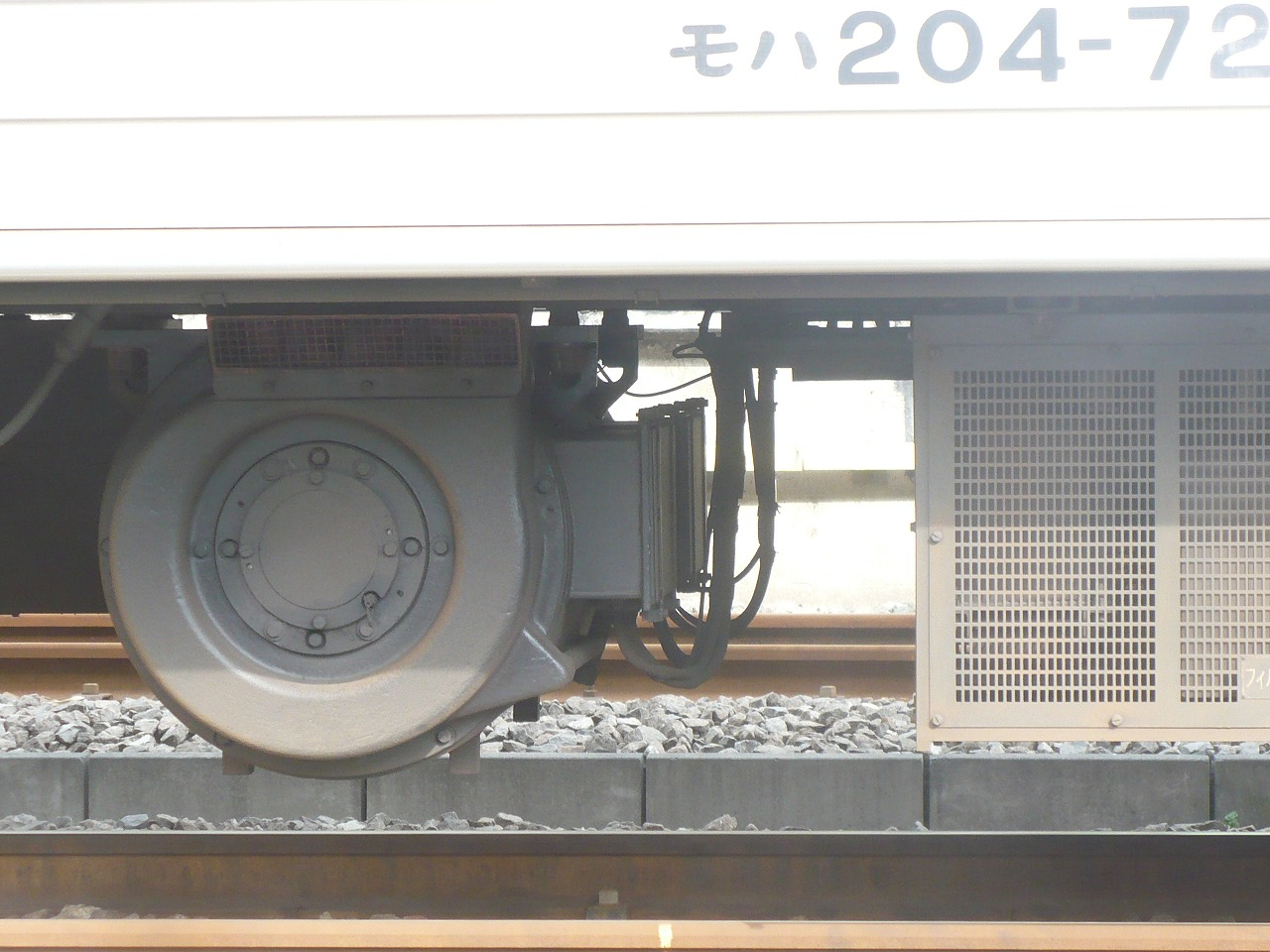
DM106形電動発電機本体

なお、昭和62年度3次予算増備車（山手線向けクハ205-49・クハ204-49以降）からは車両のコストダウンを図るため、大きな仕様の見直しが実施されている。内容は10両編成で3台搭載している電動発電機 (MG) のうち、編成中央に組まれるモハ204形のMGを省略して代わりに電源誘導装置を搭載。MGが削減された新規編成に仕様を合わせるかたちで既存車も編成中央のモハ204形のMGを撤去の上、以降の新造車に流用された。このほか、主回路の励磁装置を全波整流方式から半波整流方式に変更し、制御回路に使用する大容量ダイオードの使用数を削減（励磁装置はHS52形 → HS52A形に）、空気圧縮機の電動機を専用機から汎用型に、合わせて除湿装置を変更している。

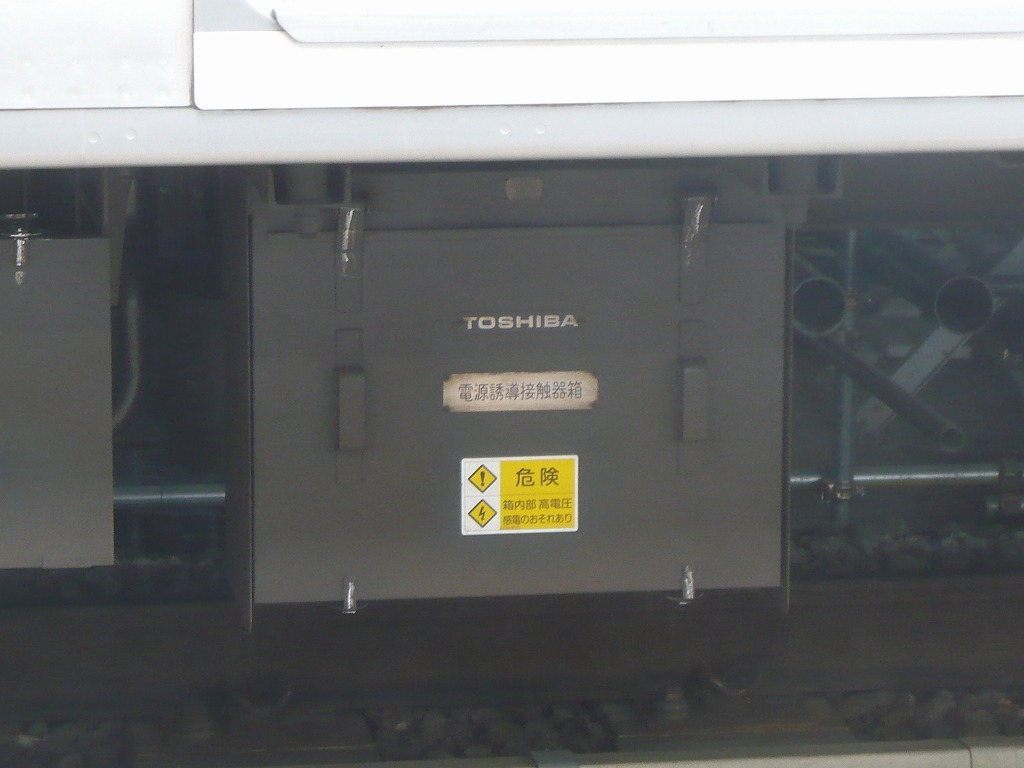
モハ204形の電源誘導装置（電源誘導接触器箱、写真は埼京線向け新製車）
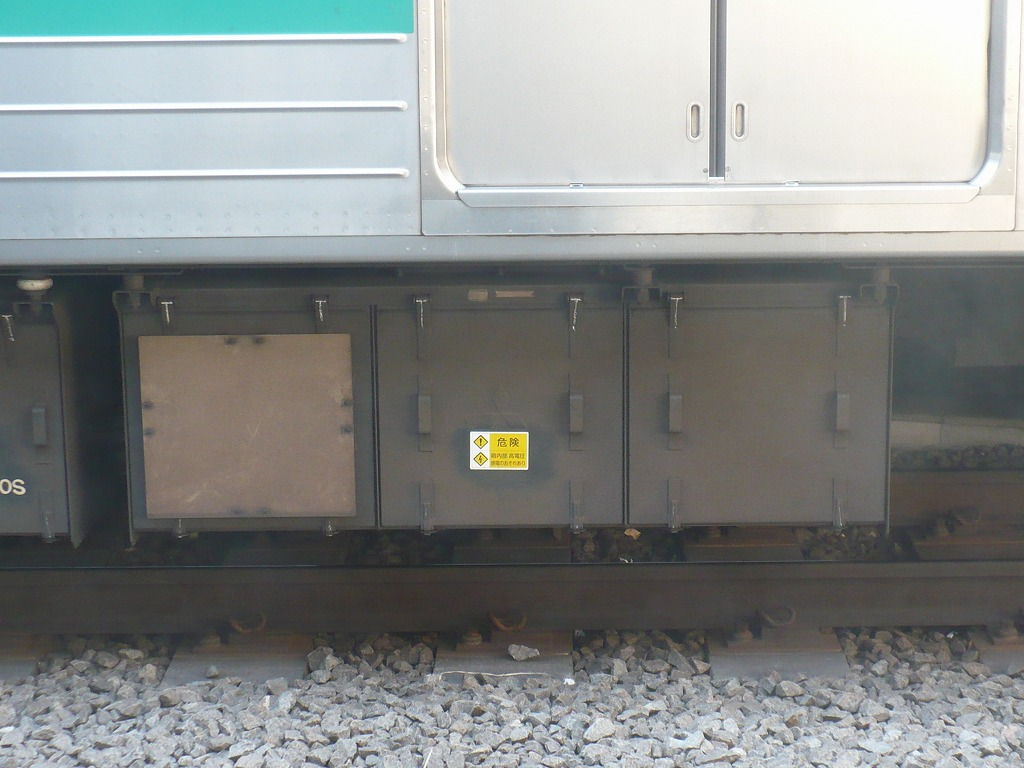
半波整流方式となったHS52A形励磁装置（写真は埼京線向け新製車）
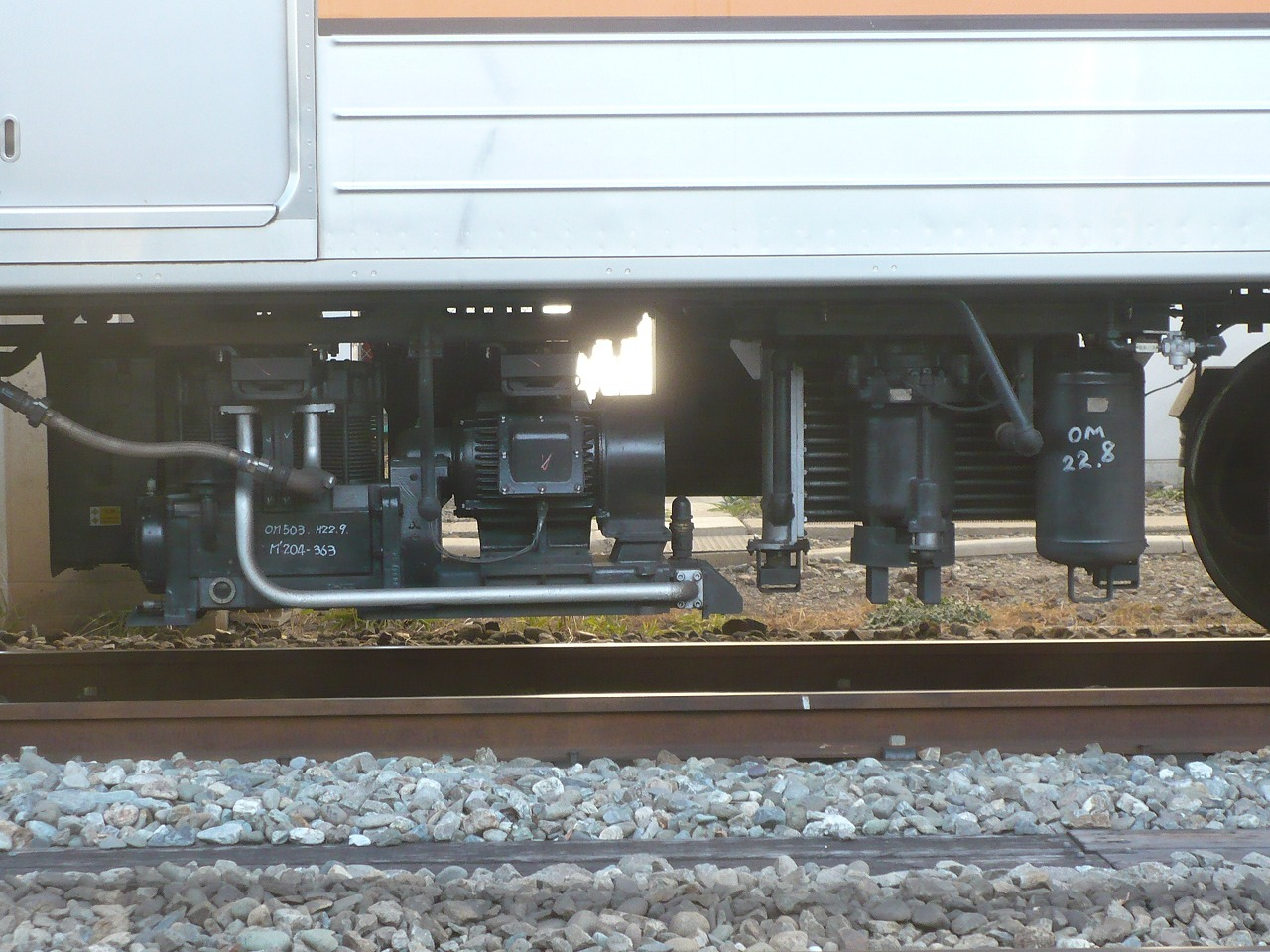
MH3075-C2000M形空気圧縮機。なお右端の除湿装置は改良形のD20B形である。

## 形式
記述の順番は過去からの慣例に準ずる。

### 国鉄設定形式
国鉄時代には368両が製造された。このうちJR東日本に340両、JR西日本には28両が継承された。
モハ205形 (M)
モハ204形またはクモハ204形とユニットを組む電動車。パンタグラフと主制御器を搭載する。
モハ204形 (M')
モハ205形とユニットを組む電動車で、電動発電機 (MG) と空気圧縮機 (CP) を搭載する。ただし、編成内にモハユニットを3ユニット以上連結する場合は1両のみMGを搭載しないモハ204形が連結される。この形式は特に番台区分されていない。
クハ205形 (Tc)
奇数向きの先頭に連結される制御車。
クハ204形 (Tc')
偶数向きの先頭に連結される制御車。
サハ205形 (T)
付随車。

### JR設定形式
クモハ205形 (Mc)
モハ205形から改造された制御電動車。クモハ204形とユニットを組む。
クモハ204形 (M'c)
モハ204形から改造された制御電動車。クモハ205形またはモハ205形とユニットを組む。
サハ204形 (T')
混雑時に対応するために客用扉を片側6か所とした中間付随車。

## 新造車
新造車（新規に製造された車両）と改造車（新製車の改造で発生した車両）とに分け、登場時期の古いものから順に記述する。なお、新製形式であるサハ204形も本節内に記述する。

### 0番台

#### 0番台量産先行車
1984年（昭和59年）度に製造された量産先行車で、10両編成4本が該当する。東急車輌製造・日立製作所・日本車輌製造・川崎重工業がそれぞれ1本ずつ製造した。番台区分上は0番台に含まれ、それぞれ 1 - の番号が付されている。基本的な構造はその後製造された車両に準じているが、窓形状が上段下降、下段上昇の2段サッシ窓である点が異なる。全4本が山手線に投入され、1991年（平成3年）に他の編成と同じく10号車にサハ204形0番台 (1 - 4) が連結され、1996年から1997年にかけて先頭車には全編成、排障器（スカート）が設置された。
2005年（平成17年）に埼京線へ転用するサハ204を抜き取った上で山手線から京葉線へ転用され（後述）、結果的に製造時の編成に戻っている。なお、先頭車の運行番号表示器は当初巻き取り式であったが、1995年に0番台量産車とともにLED式に換装されている。

#### 0番台量産車
国鉄時代の1985年（昭和60年）から分割民営化後の1991年にかけて、JR東日本の山手線・横浜線・埼京線・南武線・京浜東北線・中央・総武緩行線・京葉線・武蔵野線とJR西日本の東海道・山陽本線（京阪神緩行線）に投入された車両がこれにあたる。近畿車輛がメーカーに加わったが、JR東日本における1989年度以降の0番台4扉車は川崎重工業一社に集約された（後述）。また、横浜線向けの一部車両はJR東日本の自社工場であった大船工場で製造されている。なお、本稿では便宜上側扉の窓が小さいタイプを前期形、大きいタイプを後期形と区分する。後期形の一部は、前面のデザインが変更されている。
国鉄時代の製造は前期形のみで、山手線用として10両編成30本が増備され、続いて京阪神緩行線に7両編成4本が投入された。なお、量産先行車の落成（1985年1月末）から半年足らずで量産車の落成が開始されている（1985年7月上旬）。これは同年9月に開業する池袋駅 - 大宮駅間の通勤別線（現在の埼京線）用として、山手線の103系180両を同線に転用する必要があるためであった。国鉄分割民営化時は山手線用の340両がJR東日本へ、東海道・山陽緩行線用の28両がJR西日本へ承継された。
1988年（昭和63年）から横浜線に導入された車両から後期形となり、201系同様に窓を小さくした客用ドアから一般的な大きさの窓を持つドアに変更された。また、運行番号表示器が巻き取り式に戻った。昭和63年度3次予算製造分では交渉の結果、大量発注を条件に川崎重工業が従来より25 %安い価格を提示したため、同社が508両全車両の製造を担当している。この商談は1989年3月に行われたもので、本系列508両のほか、211系145両（2000番台・3000番台）、113系組み込み用2階建てグリーン車15両、総計668両の製造をすべて川崎重工業が受注したものである。当時の国内商談としては最大規模となる受注であった。この発注分は平成元年度分と平成2年度分、2年度分の車両を一括発注しており、内訳は南武線用78両、埼京線用230両、中央・総武緩行線用20両、京浜東北線用60両、京葉線用120両となっている。なお、これ以降の0番台増備車（武蔵野線向け40両のみ・平成2年度3次予算製造分）も川崎重工業製となっている。
1990年（平成2年）に京葉線に導入された車両と、翌1991年（平成3年）に武蔵野線に導入された車両では、前面デザインが大幅に変更された。沿線にある東京ディズニーリゾートをイメージしてデザインされた前面は、鉄道ファンから「メルヘン顔」と呼ばれている。この京葉線・武蔵野線用は前頭部全体をFRP成形品で覆う構造としており、塗色は京葉線用は白色、武蔵野線用は銀色である。なお、両路線とも後に通常の前面デザインを持つ車両が転入している。
この武蔵野線用をもってJR東日本における205系の増備は1994年（平成6年）に導入された横浜線用の6扉車を除いて終了し、翌1992年からはVVVFインバータ制御による新系列の209系に移行した。
前面の運行番号表示器は量産先行車では手動式の巻き取り式であったが、山手線は運行中の運用変更も多いことから、0番台量産車では設定器からの指令によるオレンジ色のバーで構成するマグサイン式を採用した。山手線用以外の増備車では巻き取り式に戻ったが、本系列の末期の新製車にあたる武蔵野線向け（相模線向け500番台も同様）では黄緑色のマグサイン方式の採用となった。
山手線用のマグサイン方式は表示器の照明が暗く、特に夜間の視認性に問題があったため、1995年にLED式に取り替えた。他線の巻き取り式運行番号表示器もLED式に取り替えている例も多い。
また、JR東日本は国鉄分割民営化後に山手線用の製造を再開するにあたり、同社の山手線所属車両の続き番号とする（この場合京阪神緩行線向け車両と重複番号が発生する）か、JR西日本に継承された京阪神緩行線向け車両の番号を飛ばすかが検討された。その結果、他社間でも同一形式で重複番号があると、万一の乗り入れ等が発生した場合に不都合が考えられることから、重複する番号は避けることとなった。なお、この件についてJR東日本公式には「車両番号を分かりやすくするため」とされている。
山手線編成の編成番号と車両番号の関係
- 編成番号と先頭車の番号は同じ（例：編成番号3の先頭車はクハ205-3・クハ204-3）
- 編成中のサハは編成番号の2倍または、それより1少ない番号
- 編成中のモハユニットは編成番号の3倍または、それより1と2少ない番号

しかし、京阪神緩行線向けに続く番号とした場合、山手線用の編成の編成番号と車両番号の法則（上記に記載）が崩れてしまうため、この法則を守るために、以下の車両番号を当初より欠番としている。これは最低限キリの良い番号まで飛ばすものであった（説明表の下部にJR東日本化後の車両番号と、仮に続き番号とした場合を参考として斜体で記載）。
- モハ205形・モハ204形：111 - 120
- クハ205形・クハ204形：39, 40
- サハ205形：73 - 80

| 形式                                 | クハ205 (Tc') | モハ205 (M)   | モハ204 (M')  | サハ205 (T)  | モハ205 (M)   | モハ204 (M')  | サハ205 (T)  | モハ205 (M)   | モハ204 (M')  | クハ204 (Tc') |
| 国鉄時代 山手線投入分                | 1 2 ： 33 34  | 1 4 ： 97 100 | 1 4 ： 97 100 | 1 3 ： 65 67 | 2 5 ： 98 101 | 2 5 ： 98 101 | 2 4 ： 66 68 | 3 6 ： 99 102 | 3 6 ： 99 102 | 1 2 ： 33 34  |
| 京阪神緩行線 投入分                  | 35 ： 38      | 103 ： 109    | 103 ： 109    | 69 ： 72     | 104 ： 110    | 104 ： 110    |              |               |               | 35 ： 38      |
| JR東日本化後 山手線投入分            | 41 42 ：      | 121 124 ：    | 121 124 ：    | 81 83 ：     | 122 125 ：    | 122 125 ：    | 82 84 ：     | 123 126 ：    | 123 126 ：    | 41 42 ：      |
| （参考） 仮に続き番号を 使用した場合 | 39 40 ：      | 111 114 ：    | 111 114 ：    | 73 75 ：     | 112 115 ：    | 112 115 ：    | 74 76 ：     | 113 116 ：    | 113 116 ：    | 39 40 ：      |

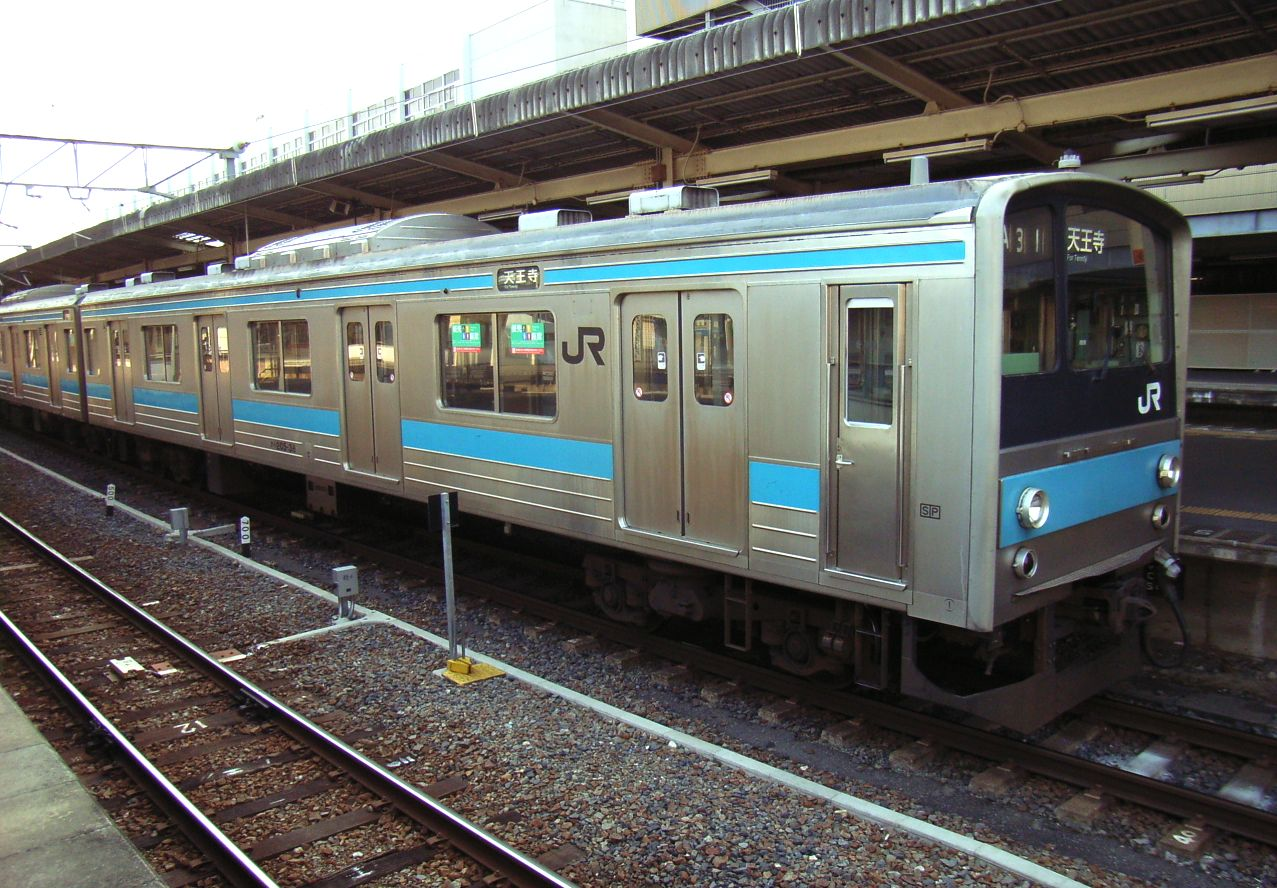
クハ205形0番台量産車（前期形） 側窓は1段下降窓で、扉窓が小さい （2007年3月6日 和歌山駅）
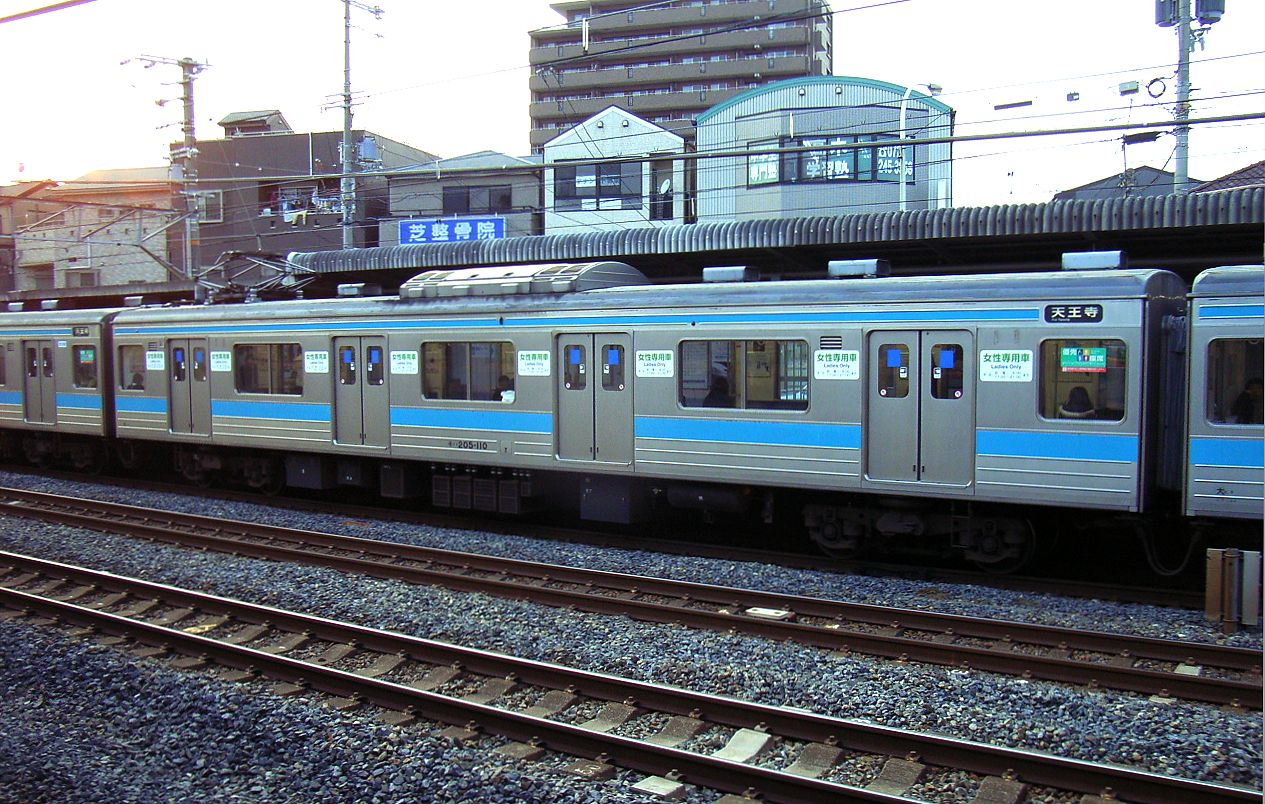
モハ205形0番台量産車（前期形） （2007年3月6日 上野芝駅）
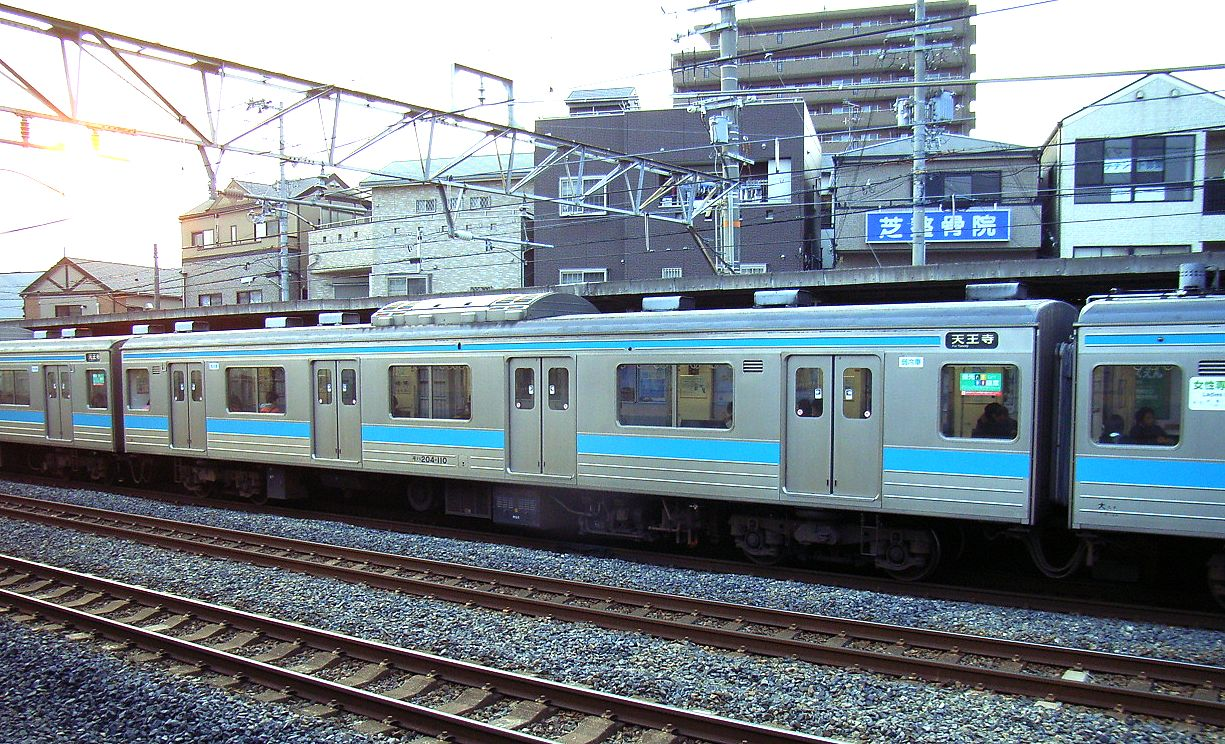
モハ204形0番台量産車（前期形） （2007年3月6日 上野芝駅）
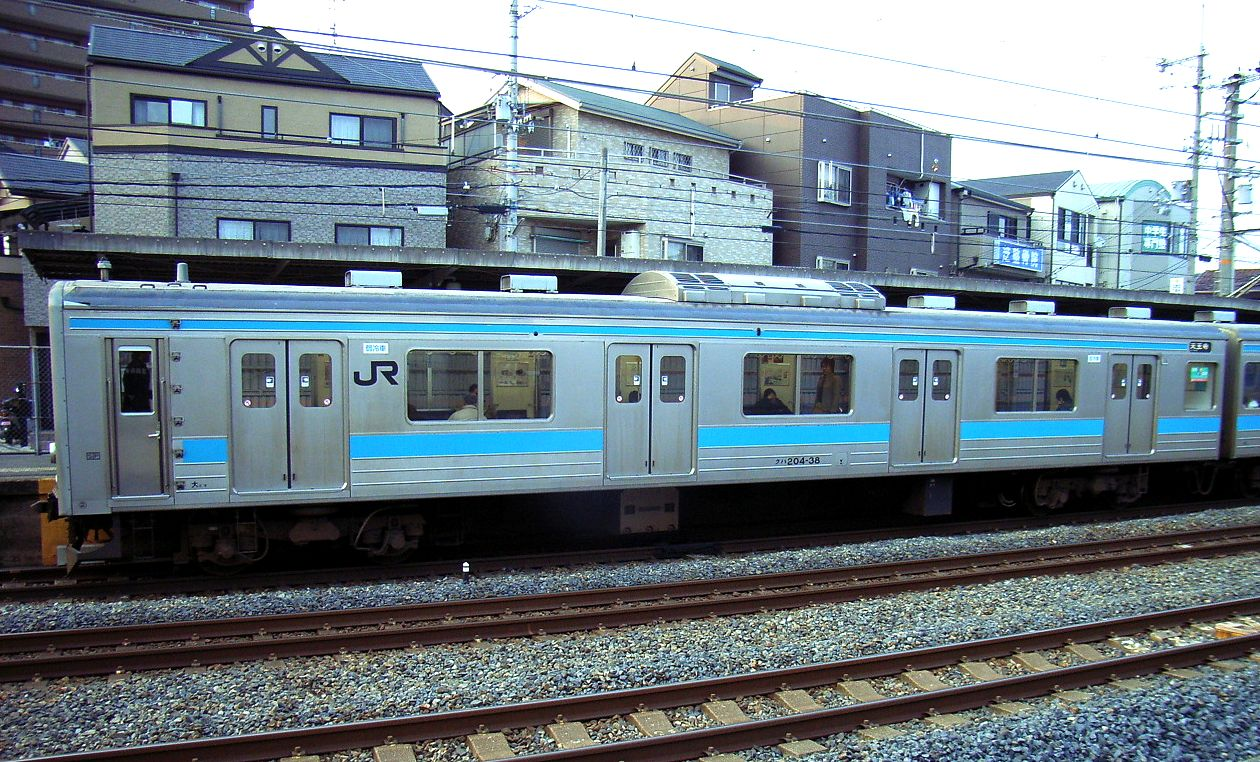
クハ204形0番台量産車（前期形） （2007年3月6日 上野芝駅）
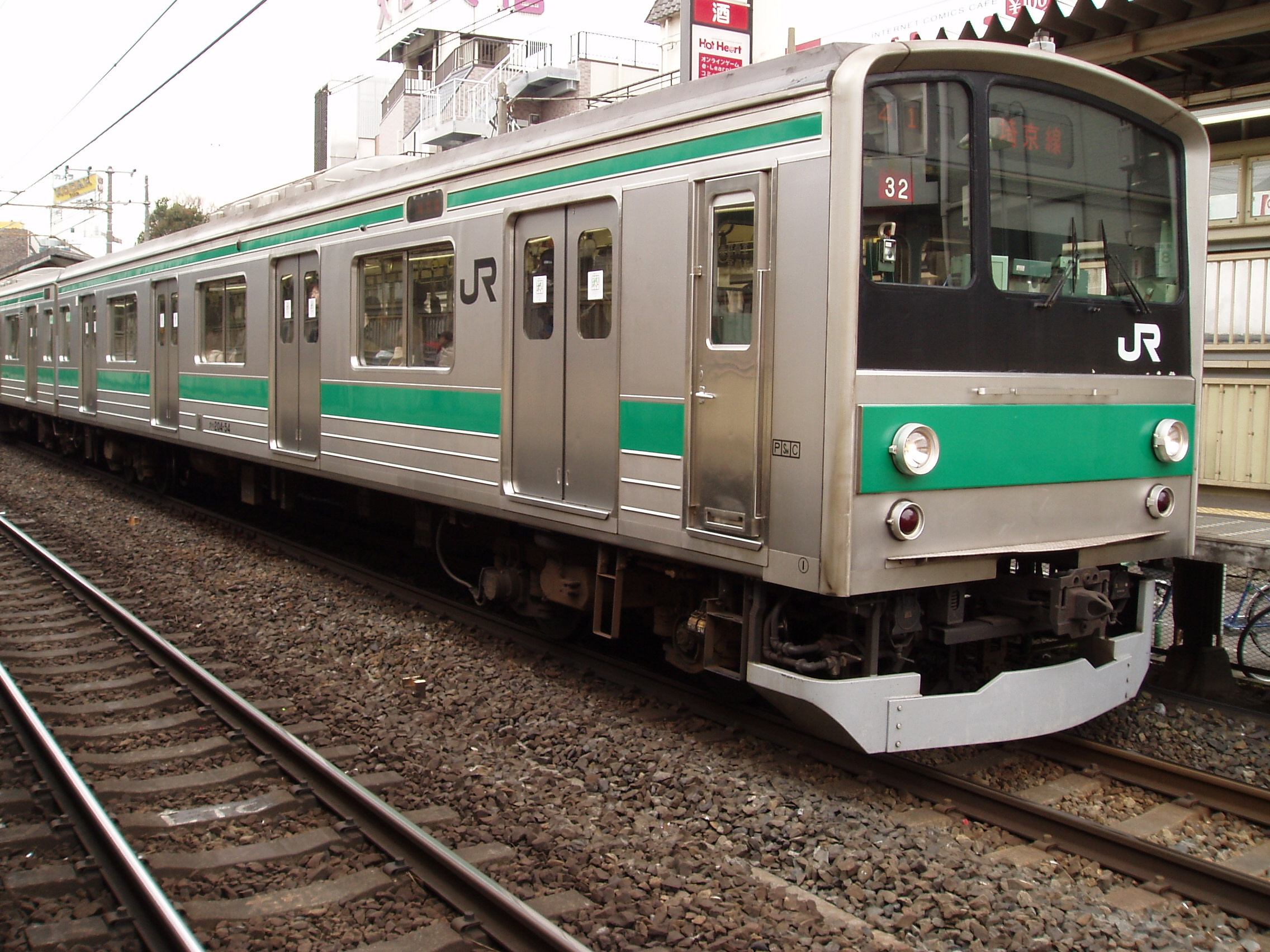
クハ204形0番台量産車（前期形） 行先表示器や運行番号表示器がLED式となっている （2007年3月17日 十条駅）
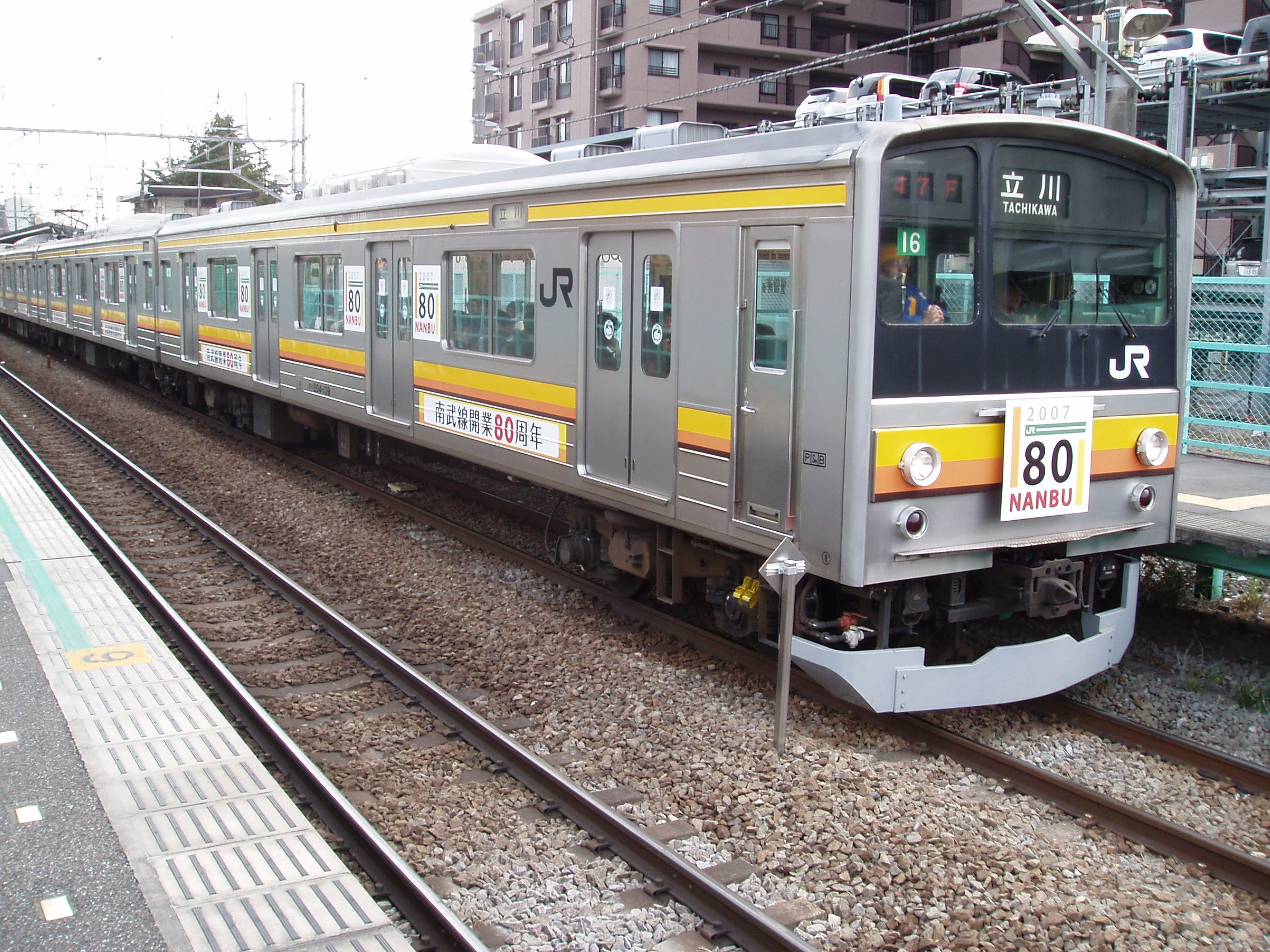
クハ204形0番台量産車（後期形） 客扉窓の大きさが従来より拡大されているが、行先表示器は幕式のままである。 （2007年3月17日 西国立駅）
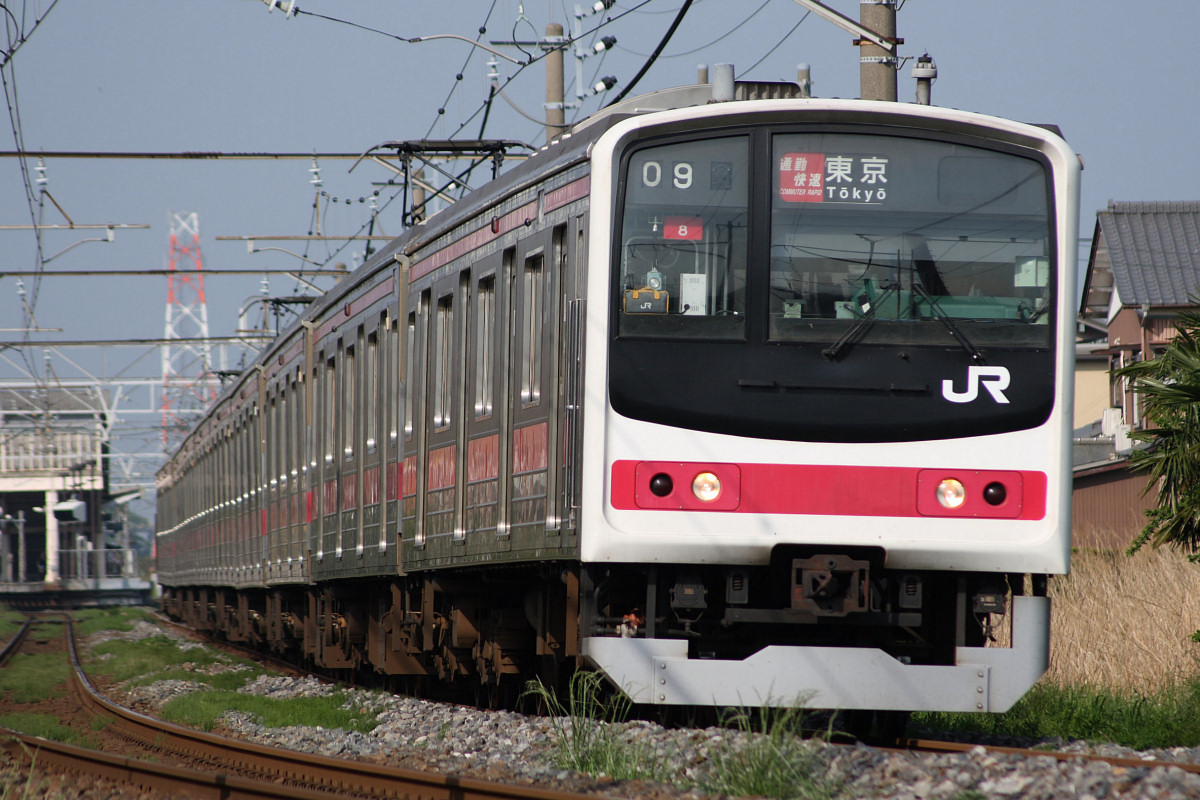
京葉線の205系0番台車。前面デザインが大幅に変更された通称「メルヘン顔」
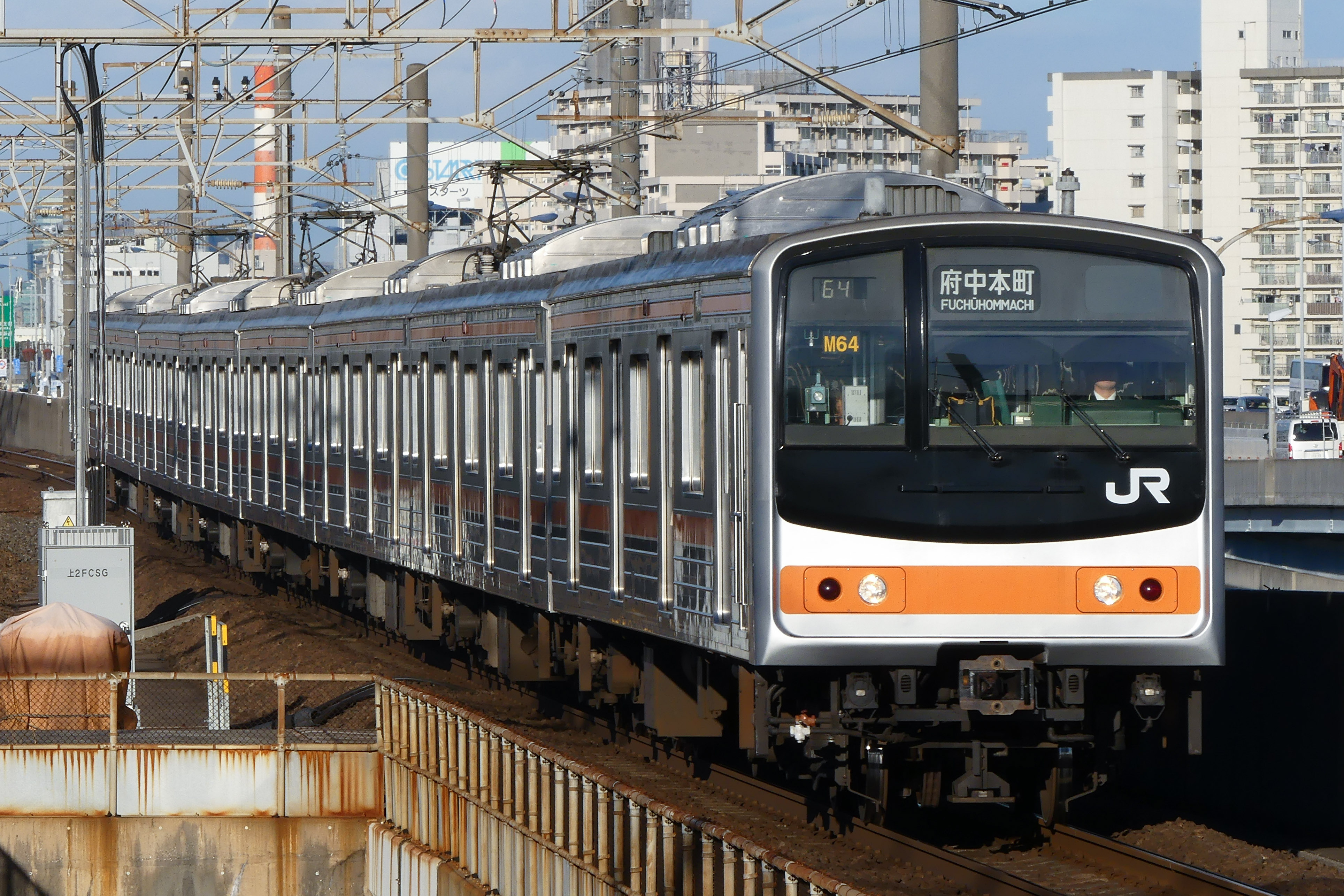
武蔵野線に投入された前面デザイン変更車。武蔵野線には踏切がないためスカートが無く、FRP部分の塗装も京葉線向け車両と異なり「銀縁」である。

### 1000番台（JR西日本）
1988年にJR西日本が阪和線向けに設計・投入した車両である。全車両が近畿車輛で製造された。0番台と比較して、走行機器・前面窓レイアウトの変更、補助電源装置に静止形インバータ (SIV) の採用など多数の変更点がある。
外観では前面窓のレイアウトが変更され、運転士側の窓が狭いものとなり、反対に助手席側を大窓に変更、下方に250 mm拡大されたものとなっている。合わせて客室からの展望を考慮して助手席側の機器キセを低くし、乗務員室背面仕切壁中央窓と仕切扉窓を拡大している。また、客用出入扉と貫通扉が上方に20 mm拡大されたほか、前者の窓ガラスが下方に拡大されている。
車内は座席の1人分の掛け幅が拡大されたり、座席上部荷棚形状が金網式からパイプ式に変更されている。
空調装置は仕様が変更され、外気導入方式のWAU75H形（冷房能力はAU75と同じく42,000 kcal/h (48.81 kW)と変わらない）となり、また屋根上の通風器（ベンチレーター）は各車2台に削減されている。車外側面にはスピーカーが2基設置されている。
歯車比はそのままに営業最高速度を 110 km/h に引き上げるため、主電動機をWMT61A形に変更し、最高回転数を 4,600 rpm から 5,100 rpm に引き上げている。台車は軸箱方式は同様としながら、高速走行を考慮してヨーダンパ取り付け準備工事したものに、基礎ブレーキも高速対応用に改良されている。なお、走行性能の相違から0番台と併結運転はできない。
補助電源装置は電動発電機に代わり、回転部分を廃した静止形インバータ（WSC23形・160 kVA）に変更されている。
その後のJR西日本の通勤形電車は207系に移行したため、製造は4両編成5本（20両）のみに留まった。現在は前面に排障器（スカート）が取り付けられている。先頭車の一部に運行番号表示器のLED式化改造も行われたが、体質改善工事の際に撤去された。
この番台は2002年からJR東日本でも登場しているが、番号の重複はない。JR東日本が所有する1000番台については南武支線向けを参照。
5編成20両が日根野電車区（現・吹田総合車両所日根野支所）に投入され阪和線で運用されていたが、225系による置き換えに伴い同所奈良支所に転出、2018年3月17日より奈良線での運用を開始した（帯色の変更はない）。

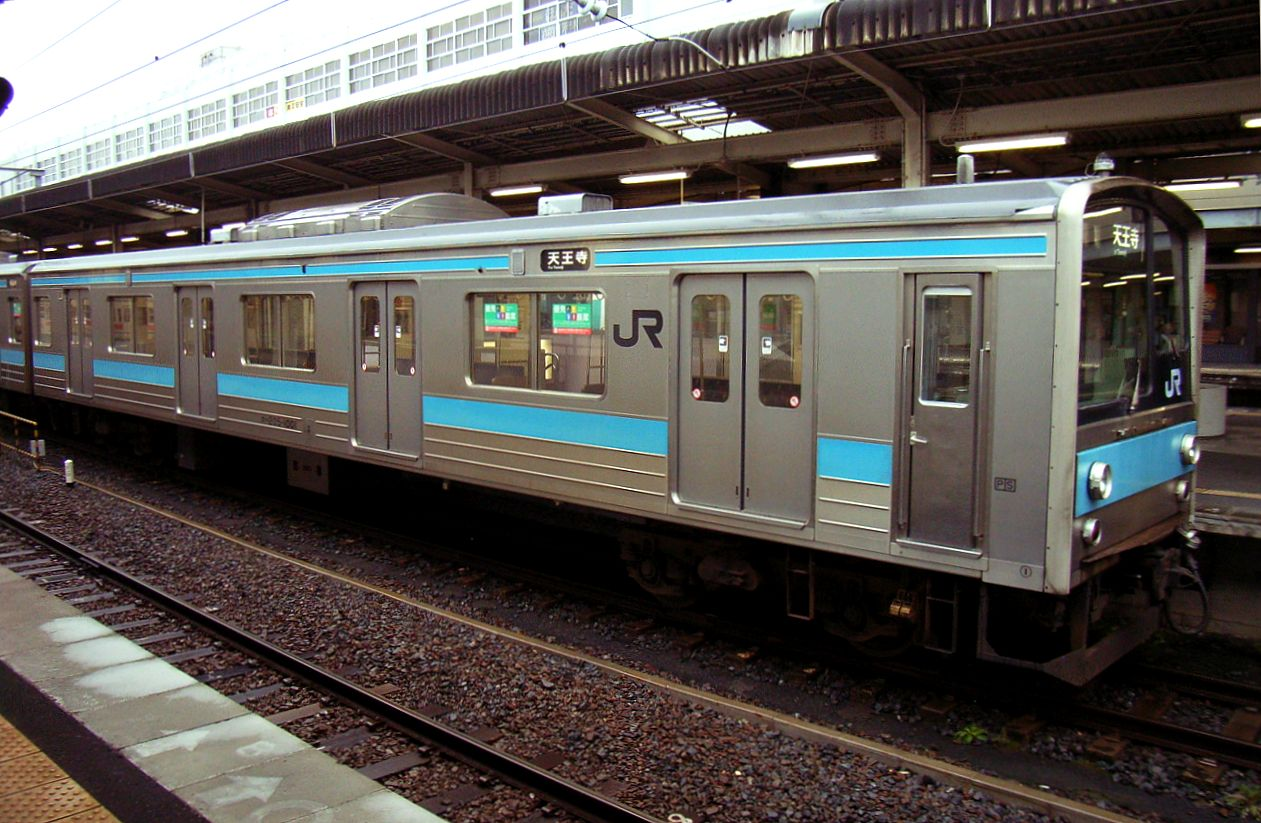
クハ205形1000番台。屋上通風器は冷房機の前後に1つずつ設置されている。 （2007年12月22日 和歌山駅）
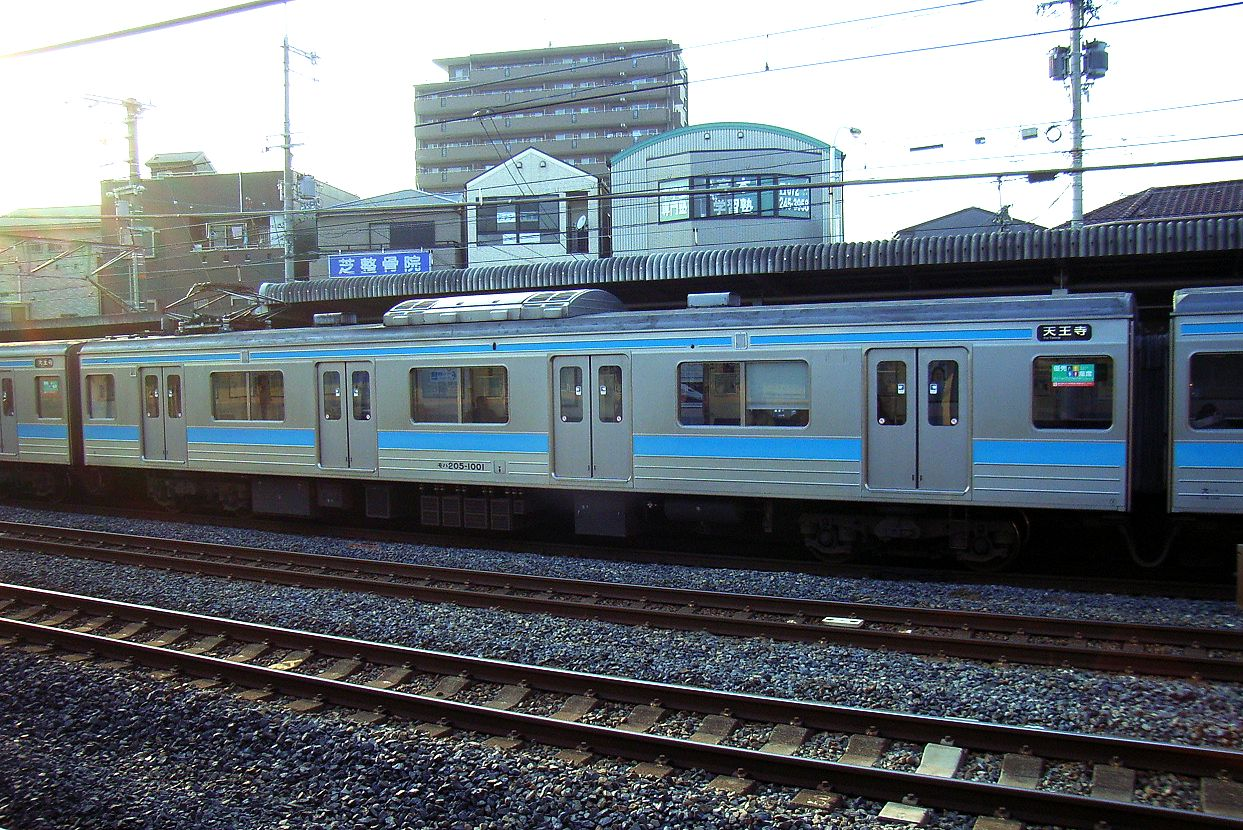
モハ205形1000番台。ドア間窓上には車外スピーカーが設置されている。 （2007年3月10日 上野芝駅）
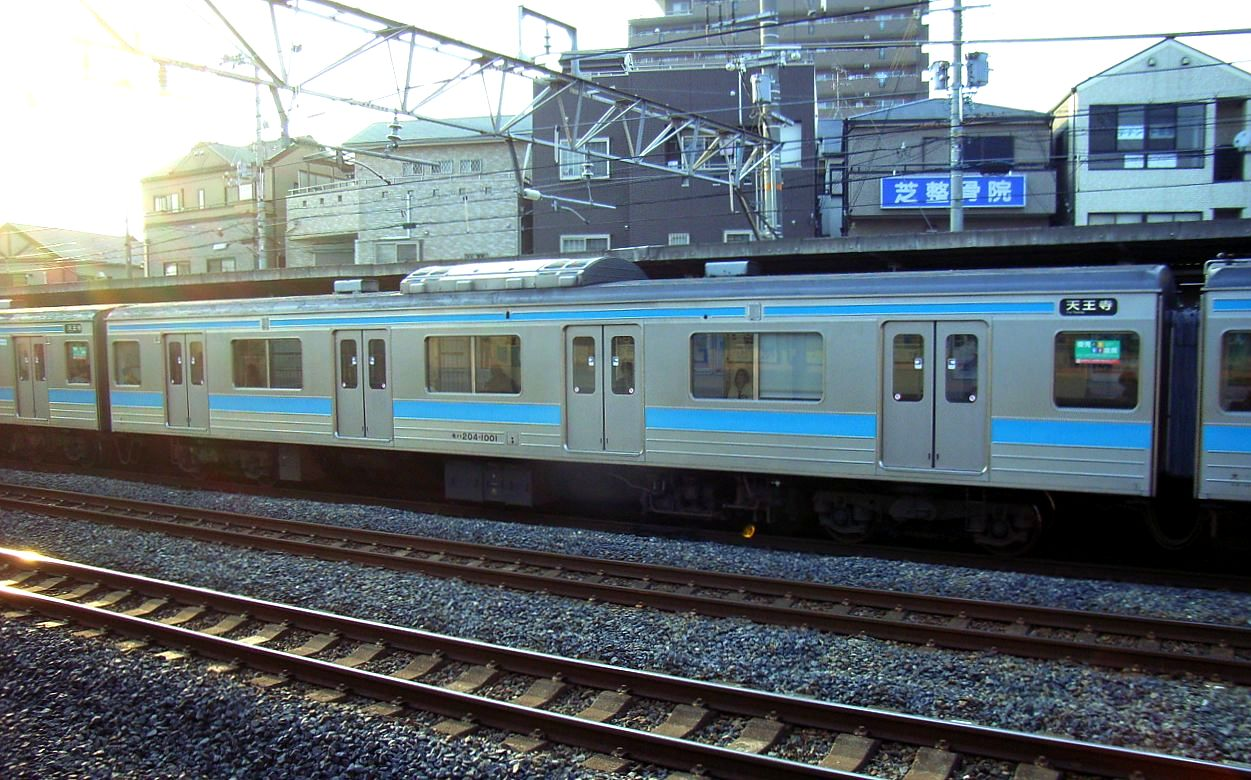
モハ204形1000番台 （2007年3月10日 上野芝駅）
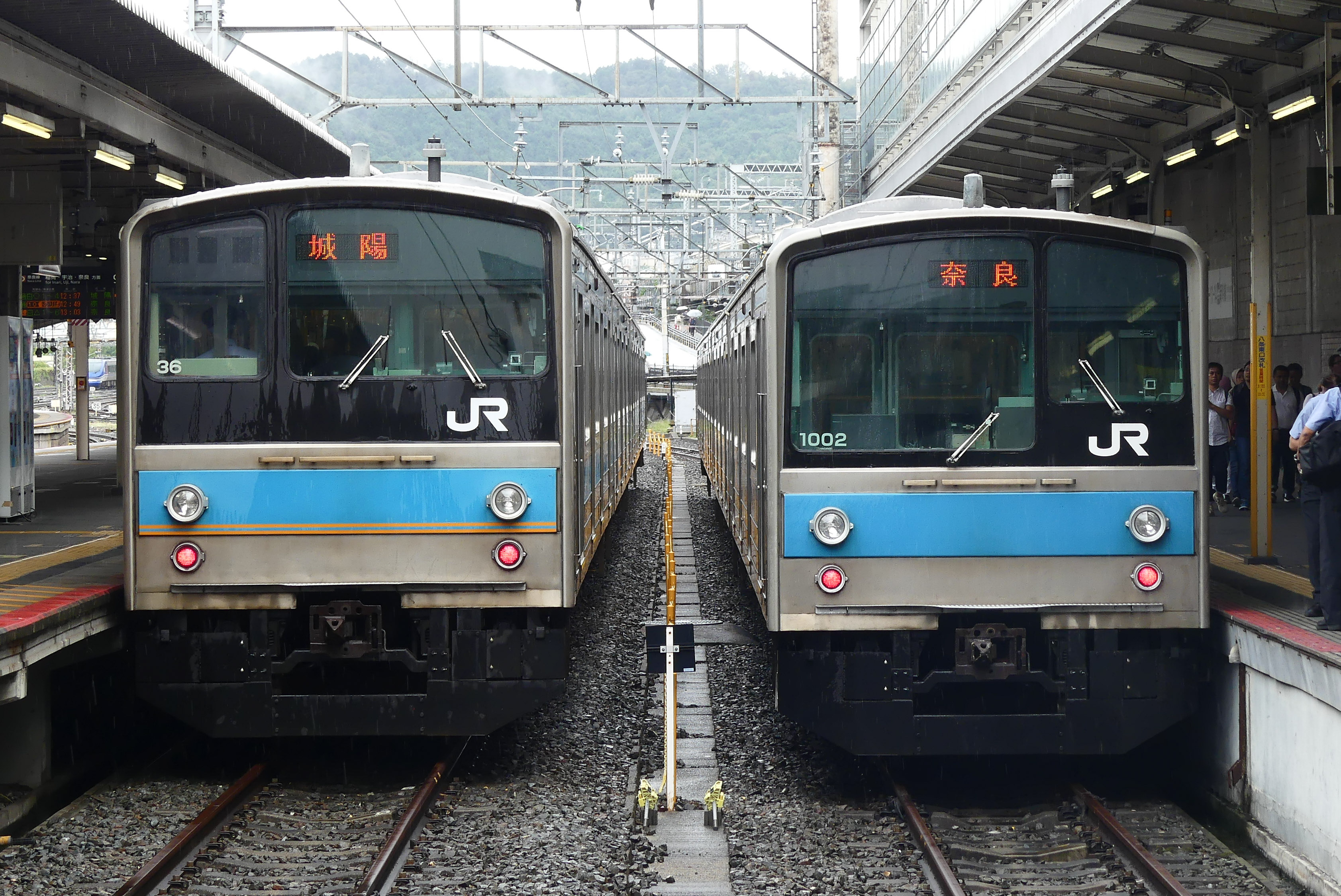
0番台（左）と1000番台（右）の前面比較。窓のレイアウトが異なる。（2018年9月10日 京都駅）

### サハ204形
JR東日本が、ラッシュ時の混雑に対応するために客用扉を片側6か所とした車両で、1990年より全車両が近畿車輛で製造された。
本形式は、平日朝の最混雑時に対応して立席定員を増やせるように座席を跳ね上げる機能（ロック機能付き）を有している。座席が利用可能となる時間は線区ごとに異なり、山手線・埼京線・りんかい線は10時に、横浜線は9時にロック解除となる。ロックを解除すると座席端部に設置したランプが点灯し、乗客が任意に手動で引き出して座席の使用が可能となる（安全面を考慮して手動式）。収納は、乗客のいない車両基地入庫後に運転席のスイッチ操作で座面ロック機構が外され一斉に収納・施錠される。座席付近には解除時間まで座席を使用できない旨のステッカーが貼り付けされている。そのため、列車によっては入庫駅近くから利用可能となるものや乗客が引き出さない座席があるまま入庫するものもあった。いたずら防止のため、収納・使用状態ともにロックする構造とし、乗客が一度引き出した座席は収納状態になることなくロックされ、乗客による任意の収納はできない。
車体はコストダウンと出来栄え向上のため、近畿車輌が開発した「パネル式構体」を採用した。これは外板をディンプル板と呼ばれる補強材を用いてパネル化したものである。仕様の見直しがあり、各出入口高さが 1,800 mm から 1,850 mm に、ドア間の側窓は1枚の縦長窓となり、天地寸法 880 mm から 1,050 mm に拡大した。これは現代人の体格向上やラッシュ時に車内の圧迫感を減らすための目的でもある。パネル式構体のほか、側窓へのガスダンパ式バランサー機構のユニット式下降窓、ハニカム構造を用いた客用ドアなど、近畿車輌独自の技術を取り入れた意欲作となっている。
台車は従来の円錐積層ゴム式とは異なり、651系で採用したロールゴム式軸箱支持方式TR241B形が使用されている。けん引装置はリンク式からZリンク式に変更されている（この台車方式は900番台・0番台のみ）。

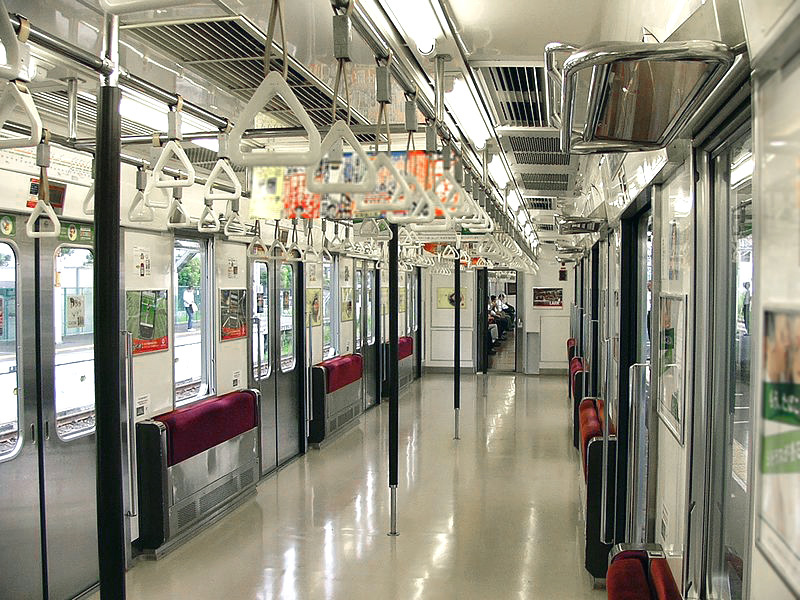
山手線からの転属車の車内 （2004年8月6日、橋本駅）
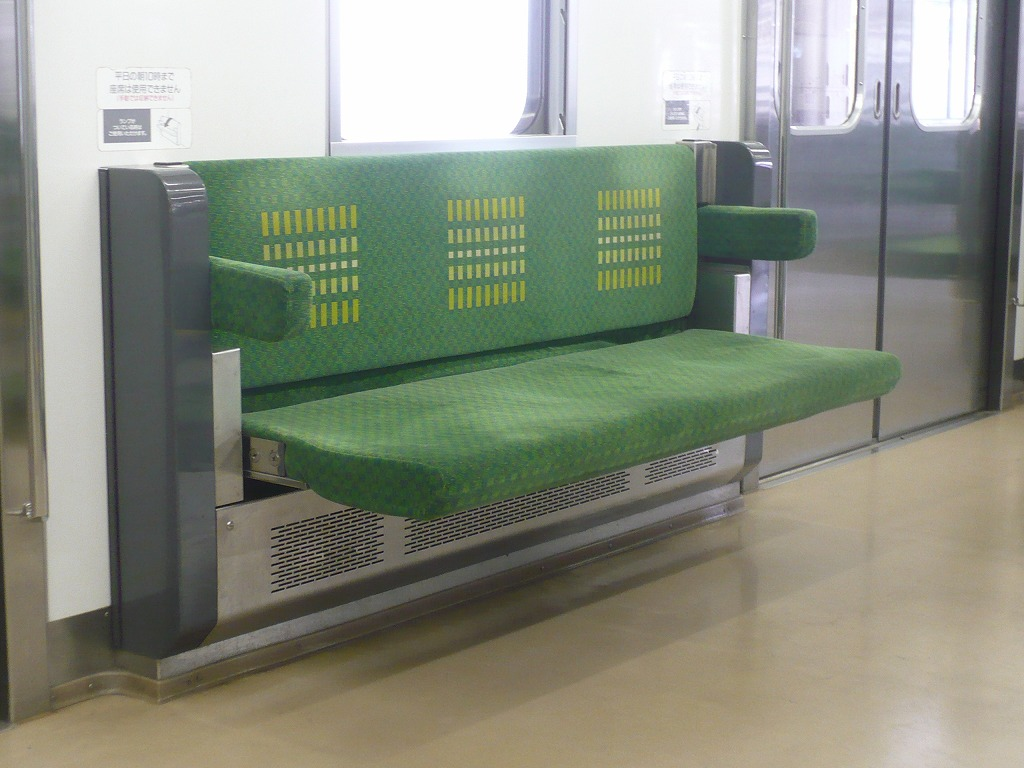
折りたたみ式の座席
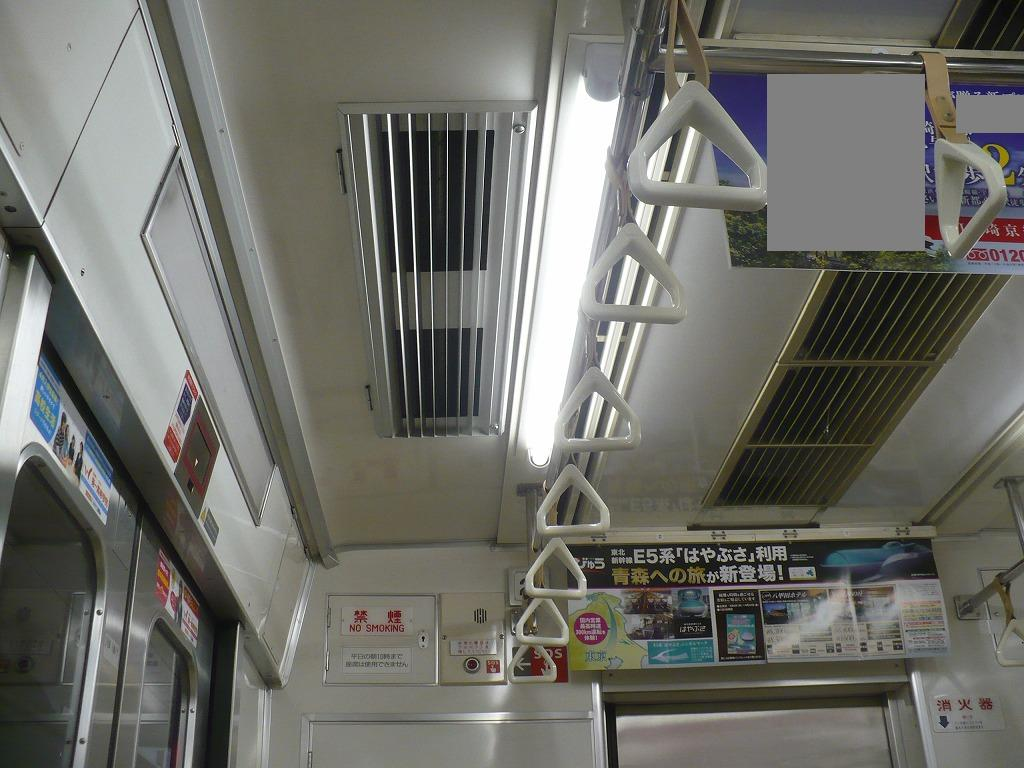
出入口天井部のサーキュレータ部（左側の天井グリル）
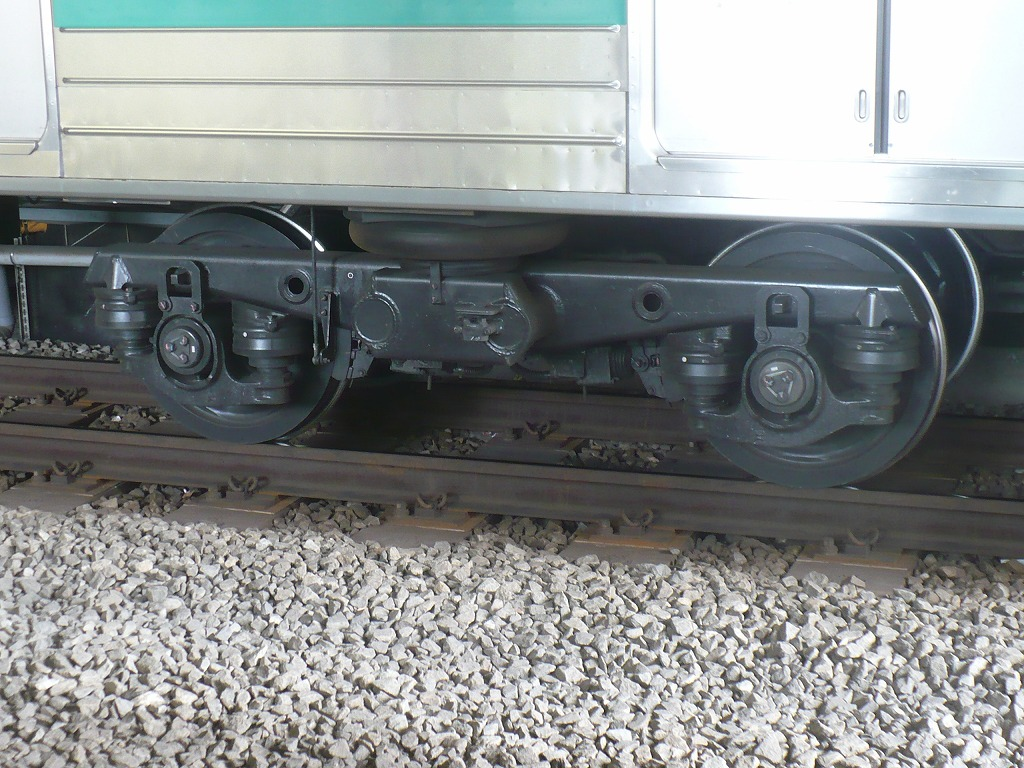
サハ204形のTR241B形台車。なお、写真の車両ではロールゴム方式ではなく、円錐積層ゴム方式となっている。

座席の構造上、暖房機器を従来のように座席下に設置できなくなるため、鉄道車両ではあまり例がない床暖房が採用されている。このほか、従来どおり座席下にも小形のシーズ式ヒーターが設置されている。これは補助的なもので、座席が使用されている場合のみこのヒーターは稼動する。
車内ではつり革の数を98個（増設前の4扉中間車）から150個へと大幅に増やし、合わせて中央通路にプロテクターの巻かれたスタンションポールを5本設置した。これは座席が収納式となり、ドア付近につかまる場所がなくなったために設置された。車内は扉が6つあるため座席数は通常の4扉車両（54席）よりも少ない30席である。ただし1人分の座席幅は450 mmに拡大されている。なお、上記の時間帯により使用できない補助座席という特殊性から、205系では唯一優先席を設けていない。
空調装置はドア開口部が大きいことから、従来より約 20 % の能力向上を図ったAU717形（冷房能力 50,000 kcal/h (58.11 kW)）を採用した合わせて装置重量の大幅な軽減を図った。従来から使用していたAU75G形冷房装置では縦型レシプロ式圧縮機2台と室外送風機はアルミ鋳物製のプロペラファン構造であったが、AU717形では軽量・低騒音な横型スクロール式圧縮機2台と室外送風機は大幅な軽量化を図ったアルミ板金溶接プロペラファンに変更、さらにインバータによる能力可変制御（従来は三相交流を電源とする稼働率制御方式。なお、100番台は後述）の採用、熱交換器の薄型化、装置主枠の軽量化などを実施した。
この結果、冷房能力を42,000 kcal/h (48.81 kW)} から50,000 kcal/h (58.11 kW)に増強した半面、重量はAU75G形の本体 780 kg + 分電箱 11 kg からAU717形では605 kgと大幅な軽量化を達成した。天井部では補助送風機（ラインデリア）を4台から6台に増設し、また各ドア上部（12か所）にはサーキュレーターを設置している。
各ドアの非常用ドアコックはドアの上部にガラスで覆われて設置され、0・900番台は使用方法に「このガラスの中のハンドルを手前に引けばドアは手で開けられます。」と表記されているが、100番台は209系と同一スタイルのため「中のハンドルを手前に引けば、ドアは手で開けられます。」と表記されている。

#### 情報提供サービス
山手線用の車両では1990年6月8日から、この6扉車において試験的に車内表示モニターによる情報提供サービスが開始されている。これはJR東日本が、乗客へのサービス向上などに配慮してタイムリーに情報を提供することを目的としたものである。
車内表示モニターはサハ204-901が5インチの液晶式、サハ204-902は6インチのブラウン管式の薄型ディスプレイを使用したもので、各扉上部にある点検フタ左右、片側12か所で、1両あたり24台が設置された。放送内容は文字放送によるニュース、天気予報、CM、スポーツ情報をはじめJR東日本のPRビデオや環境ビデオなどを流すものである。これは量産車でも正式に採用されている。屋根上の通風器（ベンチレーター）部には受信アンテナを、床下にはチューナー、制御用コントローラー、ゴーストキャンセラーがあり、これらを経由して車内モニターに表示される。
山手線以外では情報提供機器の支援設備がないため、E231系500番台投入によって埼京線や横浜線に転出した際に液晶ディスプレイと受信用アンテナを取り外している。この車両のみ行先表示器がなかったが、埼京線転属車は一部の窓を改造してLED式のものを設置している。
前述の通りE231系500番台への置き換えに伴い2005年4月17日をもって山手線での運用は終了し、同線で運用されていた900番台2両・0番台51両のうち、900番台2両と0番台50両は2001年から2008年にかけて川越車両センターへと転用されて埼京線・りんかい線で運用され、残る1両は2003年に鎌倉総合車両所（現・鎌倉車両センター）へと転用され、横浜線で同線に新製配置された100番台とともに運用されたが、E233系6000番台・7000番台への置き換えに伴い2014年2月をもって埼京線・りんかい線、同年8月23日をもって横浜線での運用も終了した。

#### 900番台
1990年2月27日付けで新製した6扉車の先行試作車で、2両が製造された。900番台（901・902）が付与され、本系列で唯一の試作車番台区分となった。当初は山手電車区（現・東京総合車両センター）に配置され、ヤテ42編成（クハ205-42以下10両）の9号車と2号車に連結されて同年3月10日のダイヤ改正より営業運転を開始した。混雑状況の試験のため、連結位置を8・9号車に変更することも実施されている。
車内のモニター画面が量産車と大きさが異なる。このほか、閑散時の選択開閉機能（6ドアすべて開扉・6か所中4か所のみ開扉を選択）があり、ドアが開かない2か所（2・5番目の扉）に締切中を表示するランプが当該扉の車外両脇および車内扉上部の非常ドアコック横に設置されていた。また、荷物棚の形状は100番台同様のパイプ式とされ、高さが量産車よりわずかに高い（高さ 1,950 mm）。空調装置は東芝製のAU717SX形または三菱電機製のAU717MX形を搭載する。
その後各種試験を行い、量産車の落成を控えた1990年10月から11月に量産化改造が施工され、車内のモニター画面を量産車と同じ9インチの液晶式に交換、選択開閉機能の撤去、自車用補助電源装置の搭載（次の0番台に記載）などが実施されている。
0番台が連結された後も試作車2両は1両ずつに分かれて連結（901がヤテ42編成、902がヤテ60編成に連結）され、何回か連結編成の差し替えが行われた。1996年2月5日付けでヤテ42編成が川越電車区（現・川越車両センター）に転属する際の組み換えで、当時ヤテ49編成に組み込まれていた902は、保留車扱いになっていた0番台のサハ204-42と差し替えられ、その後902が保留車となった。
その後2001年6月30日付けで902は埼京線用として転属し、901も2003年12月5日付けで同所に転属した。埼京線に転属後はハエ8編成に902が、ハエ18編成に901がそれぞれ組み込まれて同線を走行していた。
E233系7000番台への置き換えに伴い、2013年9月6日付で2両とも除籍され、区分番台消滅となった。

#### 0番台
900番台の試験結果を基にした量産車。山手線11両編成化用として51両が製造され、1991年（平成3年）12月1日から9日にかけて同線の全53編成中51編成に連結された。
試作車は昼間に2か所のドアを閉め切り、4扉車として使用できる選択開閉機能とドア横に案内表示器が装備されていたが、量産車では終日6扉で運用されることになり省略された。11両編成化に伴い、補助電源装置は従来のMG2台では電源容量が不足することから、自車用の冷房電源装置として30 kW 容量を持つDC-DCコンバータ（直流 1,500 V → 直流 600 V）が床下に搭載される。電源が直流 600 Vとなったため、空調装置はサハ204形専用（直流 600 V専用）となった。
車内のモニター画面は見やすいよう9インチの液晶ディスプレイを採用した。荷物棚は乗客へのアンケートから高すぎるとの意見があり、省令で最低水準となる1,900 mm に下げた。座席前のつり革高さも、1,800 mm から1,650 mmに下げた。そのほかの設備は900番台と共通である。
2005年までに50両が川越車両センター、1両が鎌倉車両センターにそれぞれ転出。2008年6月現在、川越車両センター所属車は埼京線用ハエ1 - 25編成およびハエ31編成の計26本に組成され、連結位置は特に混雑の激しい同線で最も混雑する駅の階段付近に停車する2・3号車とされた。ただし、同線には本形式を連結しない編成（2008年当時はハエ26 - 30編成およぼハエ32編成）も在籍しているため、6扉車を連結している編成は扉上部と先頭車の前面に「6DOORS」のステッカーを貼り付けして区別していた。なお、川越車両センターに所属していた50両はE233系7000番台への置き換えに伴い、2013年7月から2014年2月にかけて廃車となった。
鎌倉車両センター転属車は横浜線用H27編成の2号車に連結されて運用されていた。

#### 100番台
| サハ204形100番台 |  | 同車内 |  | 接着式ドアガラス |
| サハ204形100番台 |  | 同車内 |  | 接着式ドアガラス |

1994年12月3日からの横浜線全列車8両編成化用として落成した番台区分
。
本系列製造終了後の発注であったため、当時新製中であった209系の設計が取り入れられ、軸箱支持方式が軸梁式のTR246形となったほか、側扉ドアガラスの支持方式を従来の金属押さえ金式から接着式（ボンディング式）に変更した。車内では車端部の一角を車椅子スペースとし、手すりの新設と非常通報器を新設、荷物棚の形状が変更された。
冷房装置はMGの給電能力に余裕があることから、サハ204形0番台・900番台とは異なり、AU722形インバータクーラー（冷房能力 50,000 kcal/h (58.11 kW)）を使用している。また、0番台の屋根上通風器に装備されていた液晶ディスプレイによる情報案内放送用のデータを受信するためのアンテナは、同装置を設置しないことから省略された。
横浜線用のH1 - 26編成に組成され、最も混雑する2号車に連結されていた。

### 500番台
1991年3月16日の相模線の全線電化開業にともない新製投入された。従来の車両とは変更点が多いことから500番台に区分されている。2M2T (Tc-M-M'-Tc') の4両編成を組む。
このグループは相模線専用となるため、同線の新しいイメージとして前面デザインが大きく変更されたほか、前照灯と尾灯形状は角型コンビネーション化した。また、相模線は踏切が多いため踏切事故対策として本系列の新製車では初めてスカートが設置されている。
車体のカラー帯はブルーグリーンとライトブルーの2色であり、本系列では唯一、幕板部（側窓上部）の帯が省略され、腰板部（側窓下部）のみに貼り付けされている。また、側面のJRマークは黒色からコーポレートカラーでもある緑色表記に変更した。
車内は本系列で初めて内装カラーリングが変更され、暖色系から清涼感のあるブルー系色とすることで沿線を流れる「相模川」をイメージするものとした。化粧板・床敷物・カーテン等は柄を変更し、座席モケットはブルーグリーン色を採用した。室内保温の観点から半自動ドア回路を追加し、そのため運転室に設置されている車掌スイッチには鍵の操作で自動・半自動を切替えるセレクターが設置され、客用ドア付近にはドア開閉スイッチを設置している。各ドアの非常用ドアコックはドア上部に設置しているものの、使用方法がドアコックの右側に表記されている。戸閉装置（空気式ドアエンジン）は従来の座席下収納式（異径複シリンダ形差動ラック式）からメンテナンス面を考慮したドア上部内蔵形の「直動式ドアエンジン」を採用した。
同線では全線で通年半自動ドア扱いを実施するため、その旨が記述されたステッカーが各ドアに貼り付けされている。R1編成は2004年、R2 - R13編成は2009年にドアスイッチが更新されてドアチャイムを設置したほか、車内から降りる時にドアを開ける旨を音声で告知するようになった。なお、2004年のR1編成ドアチャイム本採用前には、当該編成の茅ケ崎方2両のみドアスイッチを交換、「試験中」と書かれた白いシールを貼付した上でテストを実施した。
乗務員室内は初めてカラーリングが見直され、従来の室内をライトグリーン、計器台をダークグリーンとしたものから室内をアイボリー色、計器台をダークグレーに変更した。運転台計器盤右端には簡易モニタ装置に代わり、乗務員支援機能を有する「MON5形モニタ装置」が搭載された。導入当初のMON5形は本体がFC-9801で、14インチCRTディスプレイを使用していた。なお、この装置は後年に651系や215系などで使用されている「MON3形モニタ装置」を改造したシステムに更新されている。
大半は東急車輛製造製であるが、R12編成の中間車とR13編成はJR東日本の大船工場で製造された。
2009年1月から3月にかけて、全編成のパンタグラフがシングルアーム式のPS33E形に交換された。
近年全編成の室内照明がLEDに交換されているほか、車体帯が新製当初の薄い青緑色のツートンカラーから京浜東北線の車体帯色であるスカイブルーに近い濃い青色のツートンカラーとなっている。
さらに2017年12月より、R6編成の前照灯がLED化され、以降全13編成の前照灯LED化が完了した。
E131系500番台への置き換えに伴い、2022年2月26日をもって営業運転を終了した。
全車両が長野総合車両センターと郡山総合車両センターへ回送され、2022年4月から8月にかけて8編成32両が、2022年12月と2023年1月に4編成16両が、それぞれ廃車された。最後まで残ったR1編成4両が2023年4月4日に廃車され、500番台は廃区分番台となった。廃車後は全ての車両が解体されたため現存しない。

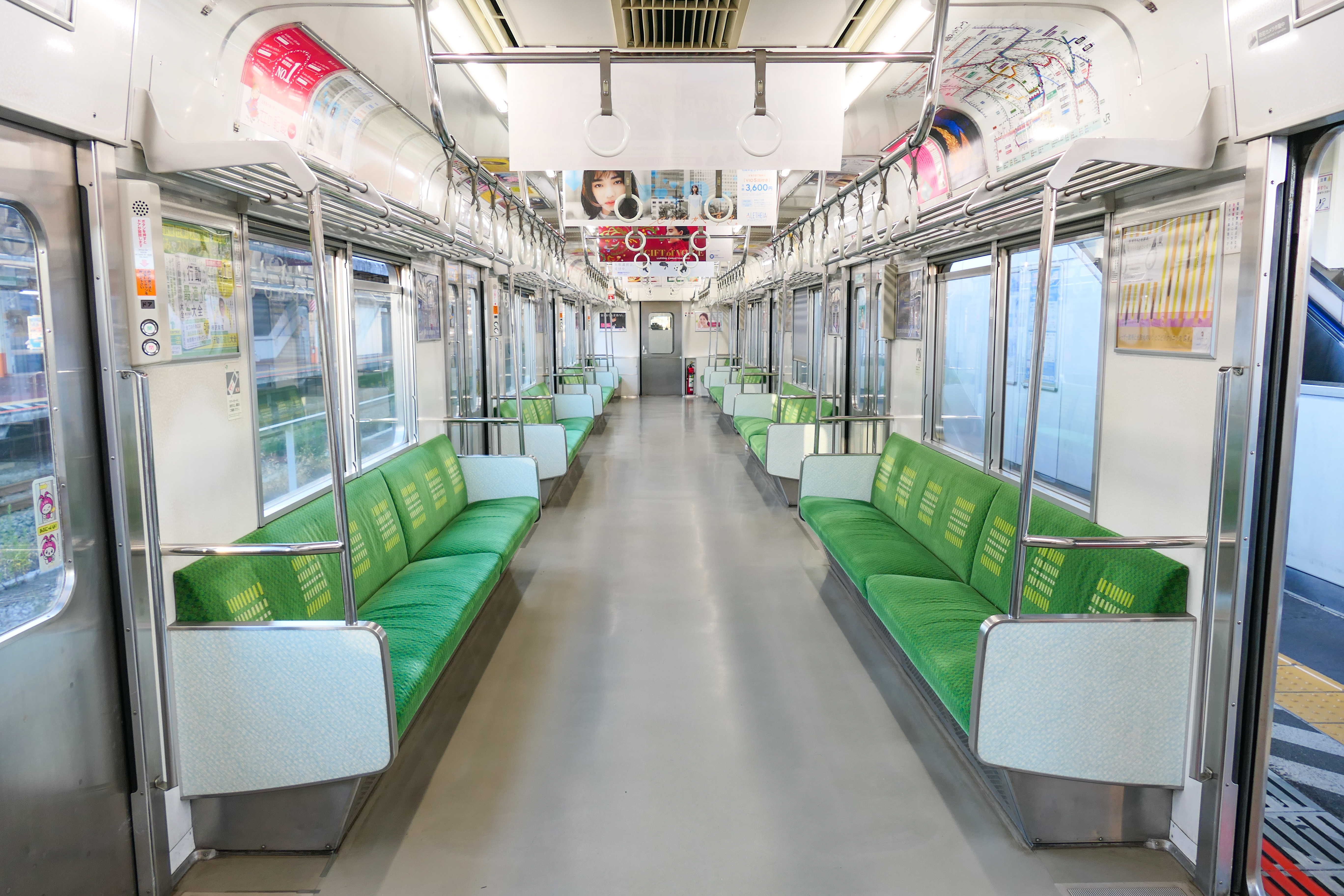
車内
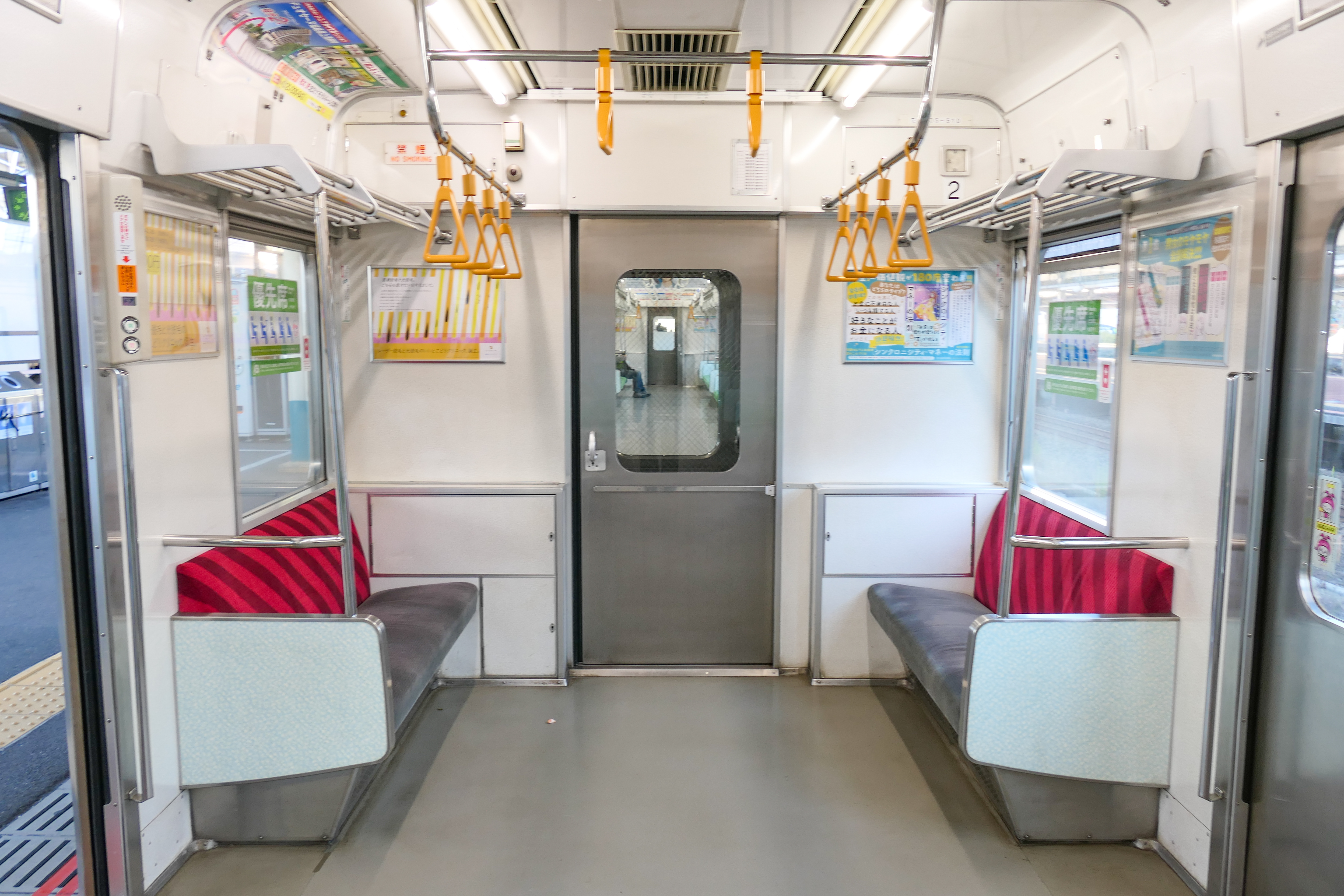
優先席
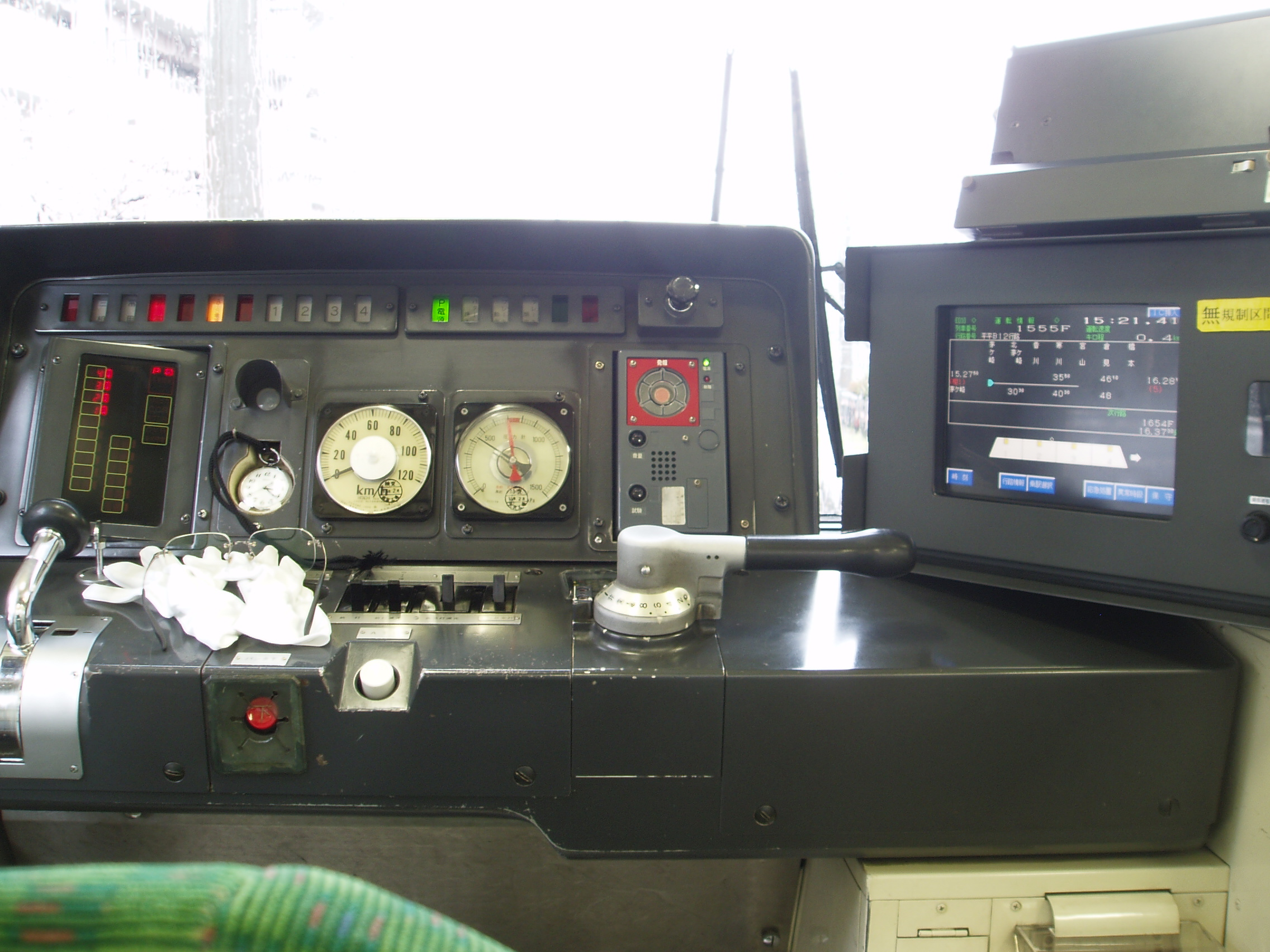
相模線仕様（500番台）の運転台
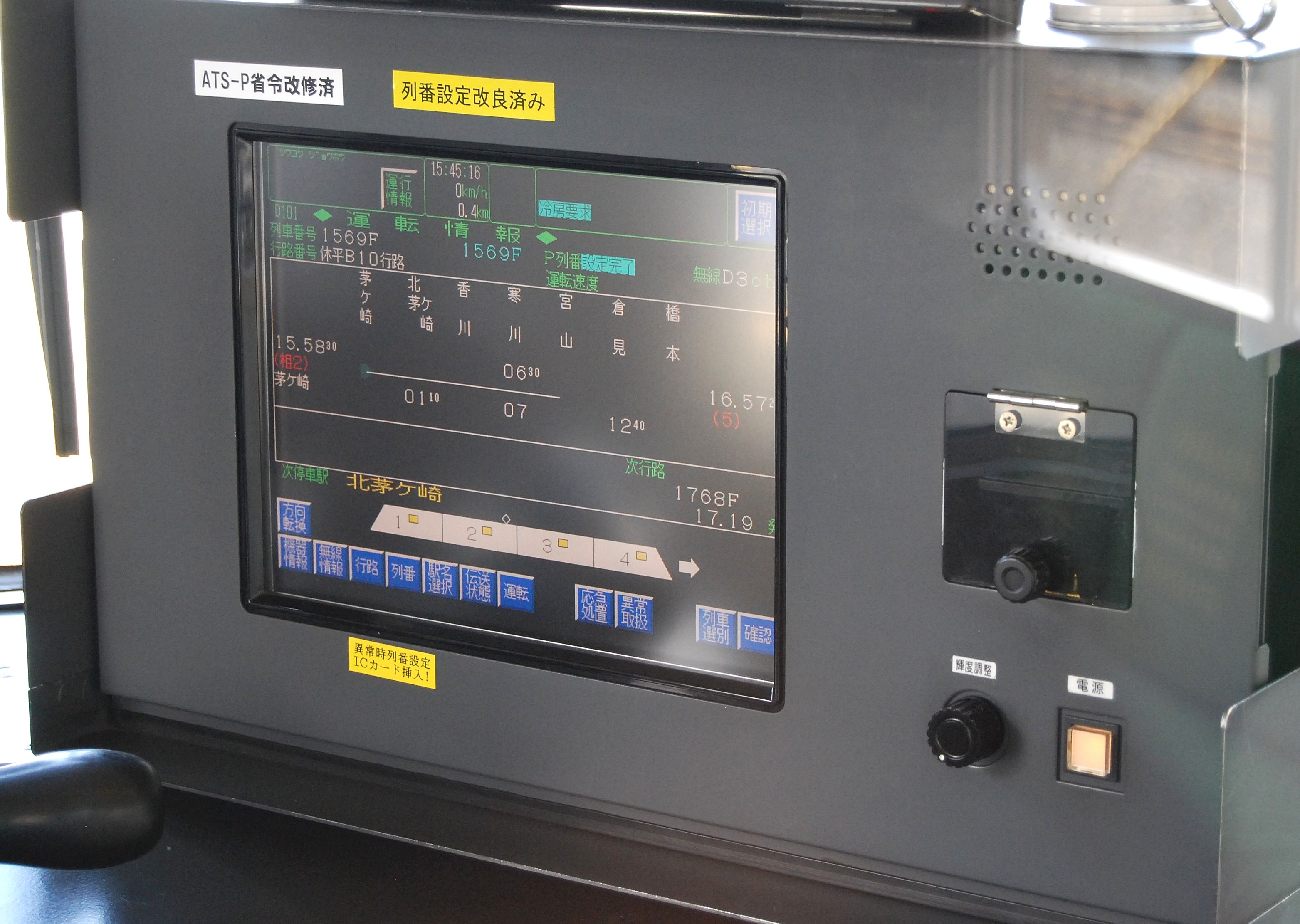
モニタ装置は一部機能が改善されている
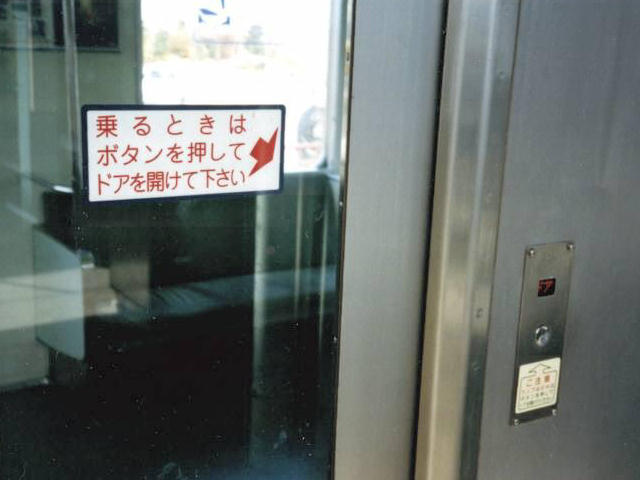
ドアスイッチ周辺部（車外）
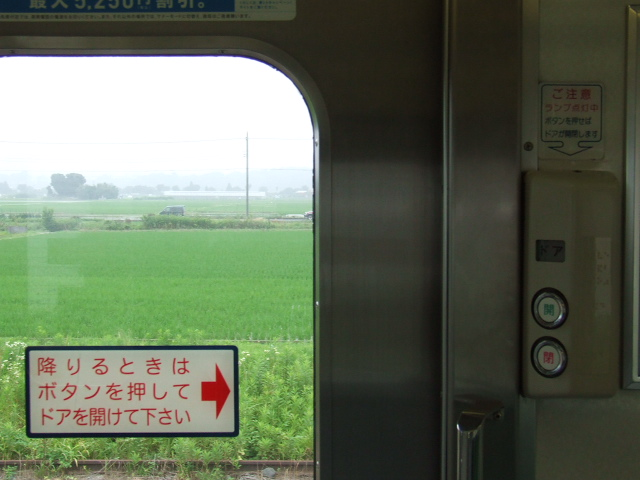
ドアスイッチ周辺部（車内・ドアスイッチ更新前）
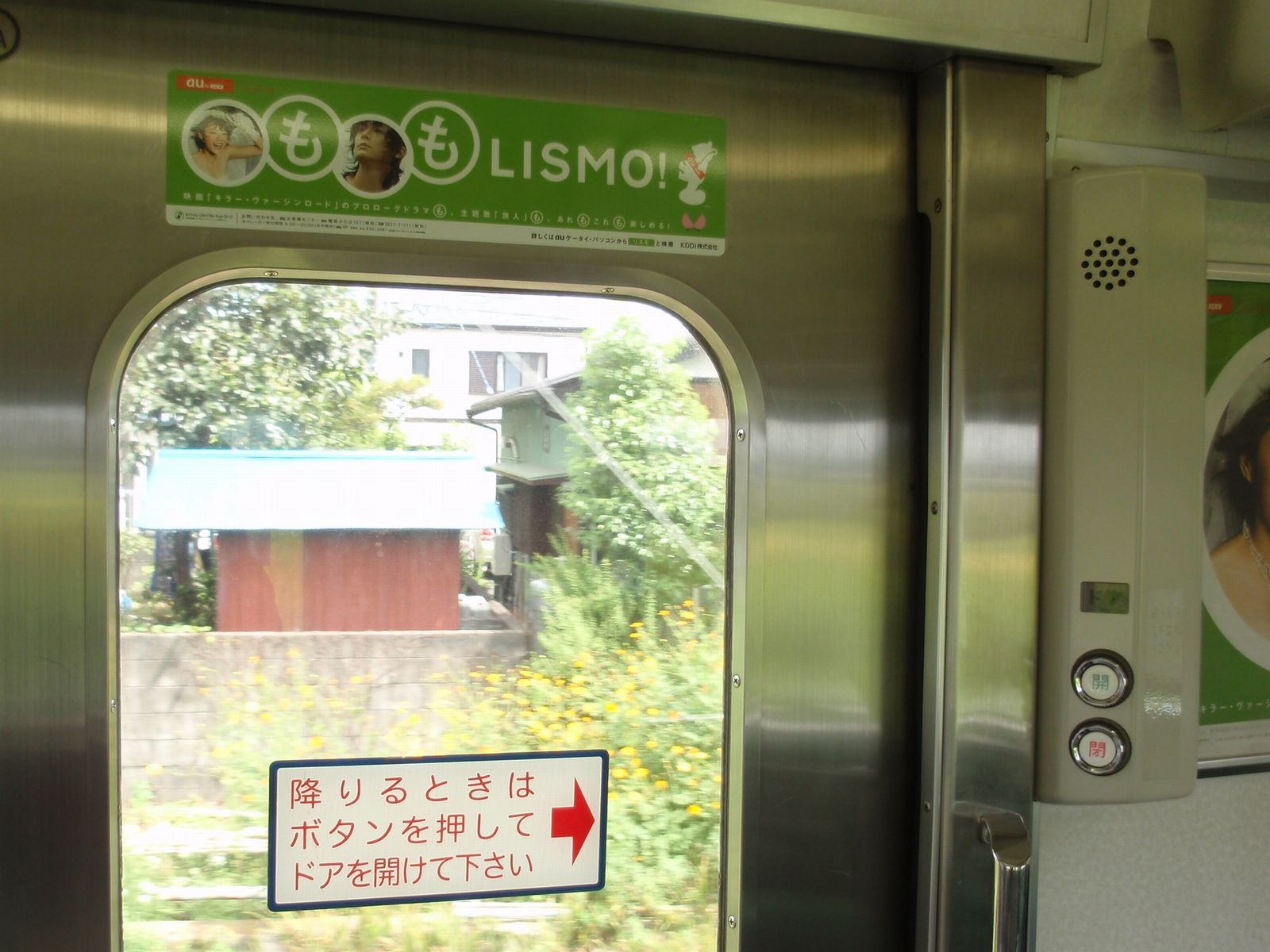
ドアスイッチ周辺部（車内・ドアスイッチ更新後）

## 改造車
本項で概説する車両は全てJR東日本での改造車である。
後述の各線への転属に伴い、主に山手線用（一部それ以外の車両もあり）の車両を転属先の線区事情に合わせるため、それぞれ大規模な改造工事を施工した。
下記に改造車が投入された線区とその改造内容を記述する。
先頭車改造車は、11両編成で運用している山手線からの転用にあたり、転用先における短編成化によって先頭車が不足することから、中間車の先頭車化改造が施工されている。前面デザインは既存車とは異なる新しいものとした。フロントガラスは緩やかな横方向にカーブした1枚の曲面ガラスを使用したものとなり、前照灯（HID）と尾灯は窓内上部左右の配置とした。LED式行先表示器は中央上部(正面から見て少し右側へ寄っている)の配置である。また、先頭車化改造車および600番台では改造時に電子ホーンが追加装備された。600番台は空気警笛はタイフォンからE231系近郊タイプなどと同様のホイッスルに変更されている。
改造にあたっては妻構体を撤去し、前面強化フレームを溶接の上、前頭部はFRPにフェノール発泡体を合わせた剛性の高い複合材料を使用している。改造にあたり、乗務員室部に支障する助手席側側面の行先表示器は廃止している。
乗務員室機器配置はE231系などに準拠したもので、マスコンハンドルは既存車とは異なる左手操作形ワンハンドル式を採用しており、改造直後の時点ではモニター画面の設置はないが、計器台形状も同系列に準じたものである。なお、デジタル列車無線導入や保安装置変更などで別途モニター装置を追加した車両もある。
乗務員室は既存車よりも線路方向に 200 mm 長いものとされ、乗務員室背面仕切壁には非常救出口・遮光幕付きの大窓・仕切扉窓を配置するものである。なお、先頭車化改造車の全長は 215 mm 長い 19,715 mm となり、また連結面間距離は 20,100 mm となっている。
また、先頭車化改造を実施した車両では連結面側の片側座席を撤去し、車椅子スペースの設置が行われている（ただし、編成の短い南武支線用1000番台・鶴見線用1100番台はクモハ204形のみ設置）。

### 1000番台（南武支線用）
以下の2形式が改造された。
- クモハ205形1000番台
- クモハ204形1000番台

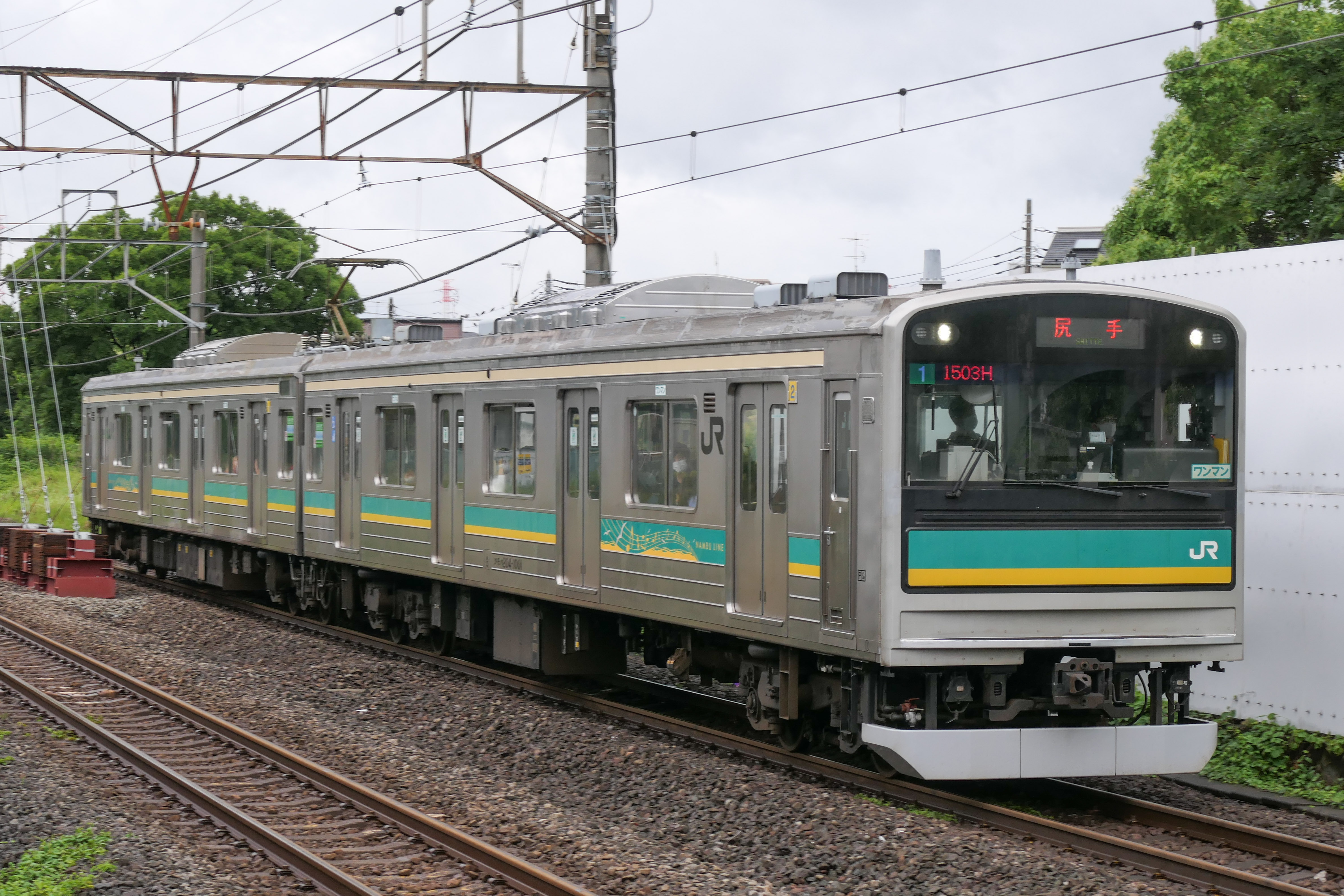
205系1000番台（南武支線・ワンマン運転対応）
（2021年6月19日 川崎新町駅）

2002年に中央・総武緩行線用（4両）と2003年に山手線用（2両）のモハユニットに先頭車化改造を施工させ、南武支線に投入した。2M0Tの2両編成で、ワンマン運転に対応し、以前使用していた101系とは異なる車外スピーカーによる発車ベル・チャイムや自動放送を搭載する 発車ベル・ドアチャイム。
また、長時間停車の際の車内保温のため、客用扉を1か所のみ開く「3/4閉スイッチ」を装備する。主電動機や空気圧縮機などの走行装置関係は種車をそのまま流用しているが、クモハ204形の補助電源装置はMG（電動発電機）非搭載車からの改造のため、160 kVA 出力のSIV（静止形インバータ）を搭載している。2009年3月には全編成ともパンタグラフがシングルアーム式のPS33E形に交換された。番台区分上は1000番台となるが、前述のJR西日本所属車とは無関係であり、JR東日本にはクモハの2形式しか存在していないため、車両番号の重複はない。
2016年3月26日に小田栄駅が開業したことを機に、車体帯の一部が五線譜入りのデザインに変更され、座席も音符入のものに張り替えられた。
2023年9月に新潟地区から転属したE127系2本が運用を開始し、3本中2本が置き換えられた。
|          | ← 浜川崎尻手 → |                 |
| 号車     | 2              | 1               |
| 形式     | クモハ205 (Mc) | クモハ204 (Mc') |
| 搭載機器 | Cont           | SIV, CP         |
| ワ1      | 1001           | 1001            |
| ワ2      | 1002           | 1002            |
| ワ4      | 1003           | 1003            |

- Cont：主制御器、SIV：静止形インバータ、CP：空気圧縮機

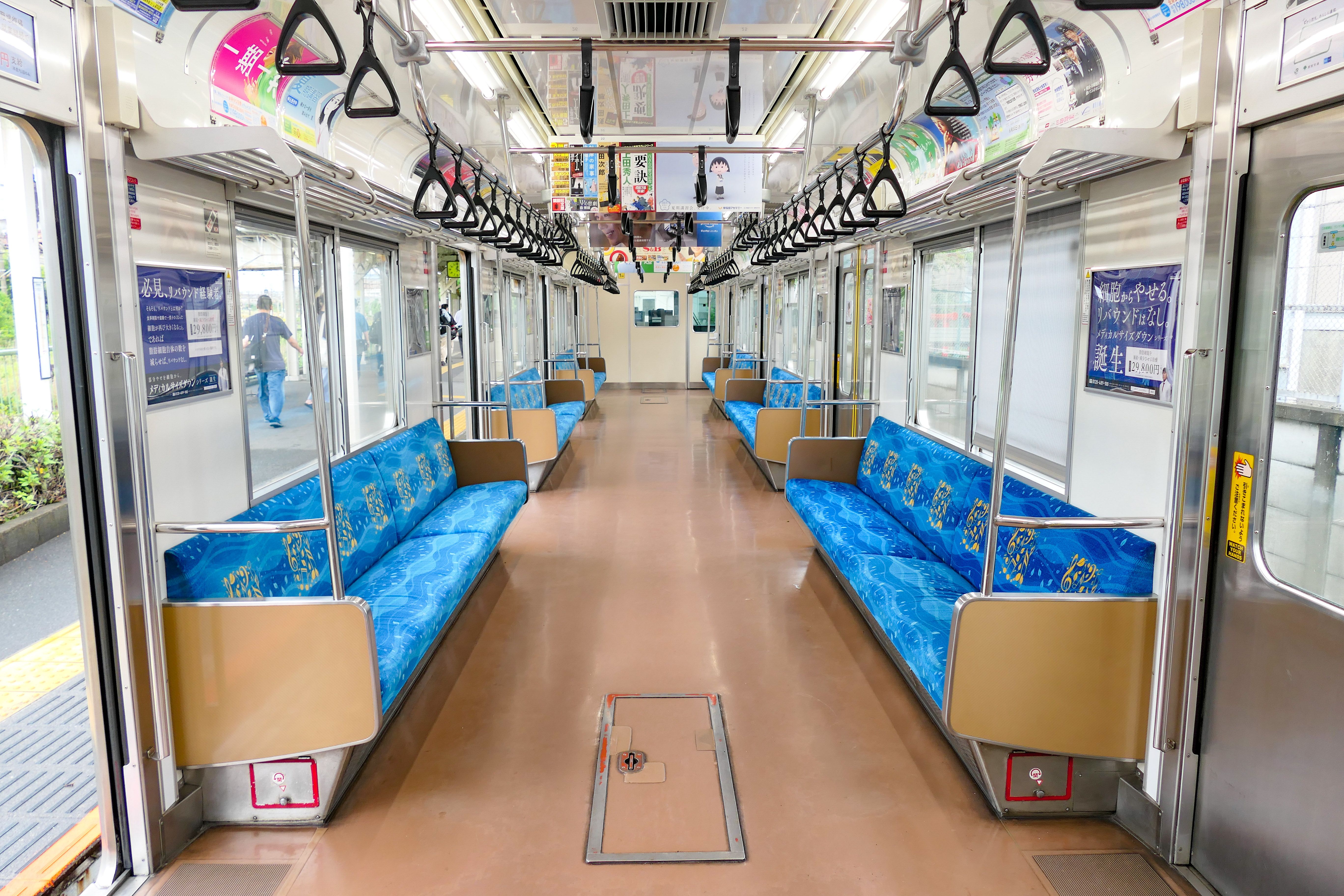
車内
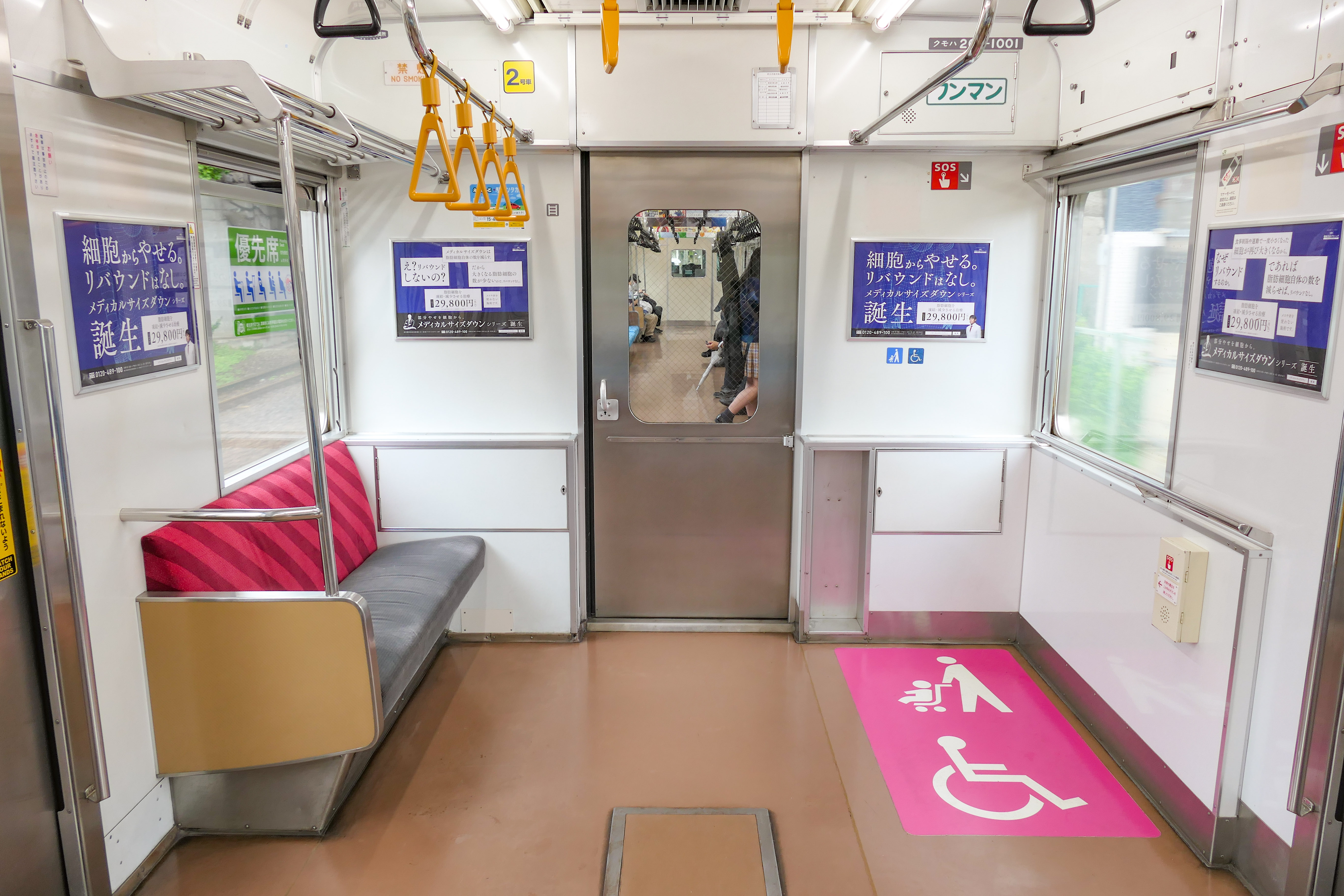
優先席・フリースペース

### 1100番台（鶴見線用）
以下の2形式が改造された。
- クモハ204形1100番台
- クハ205形1100番台

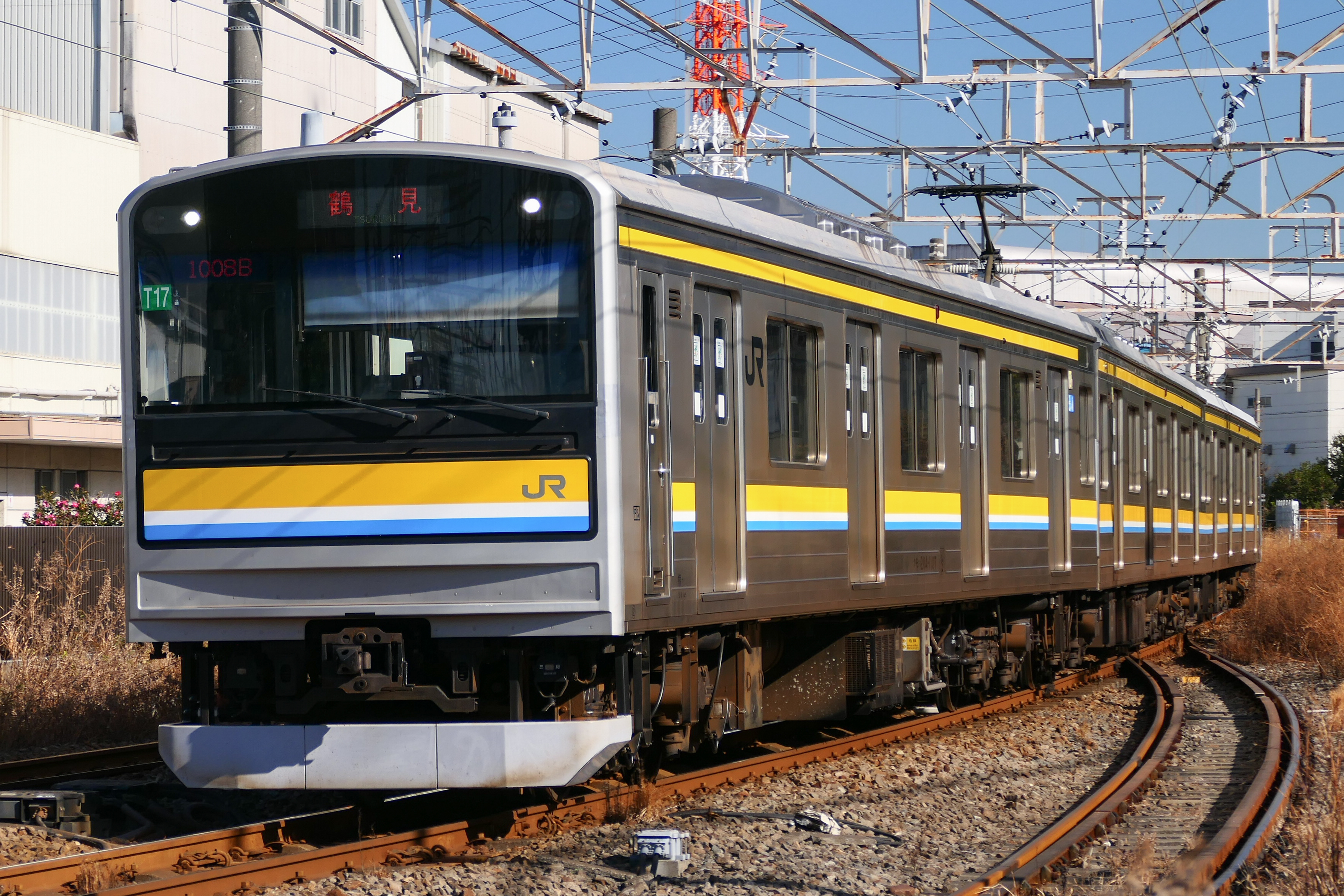
205系1100番台（鶴見線）
（2024年1月13日 浜川崎駅 - 武蔵白石駅間）

2004年から2005年にかけて投入された。先頭車はすべて中間車から改造（クハは全車元埼京線、モハ・クモハは元山手線）の 2M1T の3両編成。先頭車のみが1100番台に改番されたため、ユニット間での車号が異なっているが、同一番号の車両を種車としている。長時間の停車を考慮して、1000番台と同等の「3/4閉スイッチ」を装備する。また、南武支線向けと同様にクモハ204形の補助電源装置はSIV（南武支線用と同一品）である。
なお、2002年に先行改造されたクハ205-1101は205系の先頭化改造第一号車として試作的意味合いもあり、編成を組む電動車の完成まで大船工場内に保留車として留置されていた。その後、2009年1月から3月に全編成ともパンタグラフがシングルアーム式のPS33E形に交換された。
T14編成のクモハ204-1104とモハ205-173は、205系で最後まで茶色系のモケットが残存していたが他の編成と同じタイプに統一され現存しない。
2023年12月24日から運行を開始したE131系1000番台へ置き換えられ、2024年3月16日のダイヤ改正を待たず同年2月29日をもって定期運用から離脱した。これにより1100番台は形式消滅となった。その後は富士山麓電気鉄道に譲渡された2本を除き順次廃車となり、解体される予定。
|           | ← 扇町・海芝浦・大川鶴見 → |                |                       |
| 号車      | 3                          | 2              | 1                     |
| 搭載機器  |                            | Cont           | SIV, CP               |
| 形式 番台 | クハ205 -1100 (Tc)         | モハ205 -0 (M) | クモハ204 -1100 (Mc') |
| T11       | 1101                       | 26             | 1101                  |
| T12       | 1102                       | 134            | 1102                  |
| T13       | 1103                       | 35             | 1103                  |
| T14       | 1104                       | 173            | 1104                  |
| T15       | 1105                       | 38             | 1105                  |
| T16       | 1106                       | 95             | 1106                  |
| T17       | 1107                       | 41             | 1107                  |
| T18       | 1108                       | 152            | 1108                  |
| T19       | 1109                       | 47             | 1109                  |

- Cont：主制御器、SIV：静止形インバータ、CP：空気圧縮機

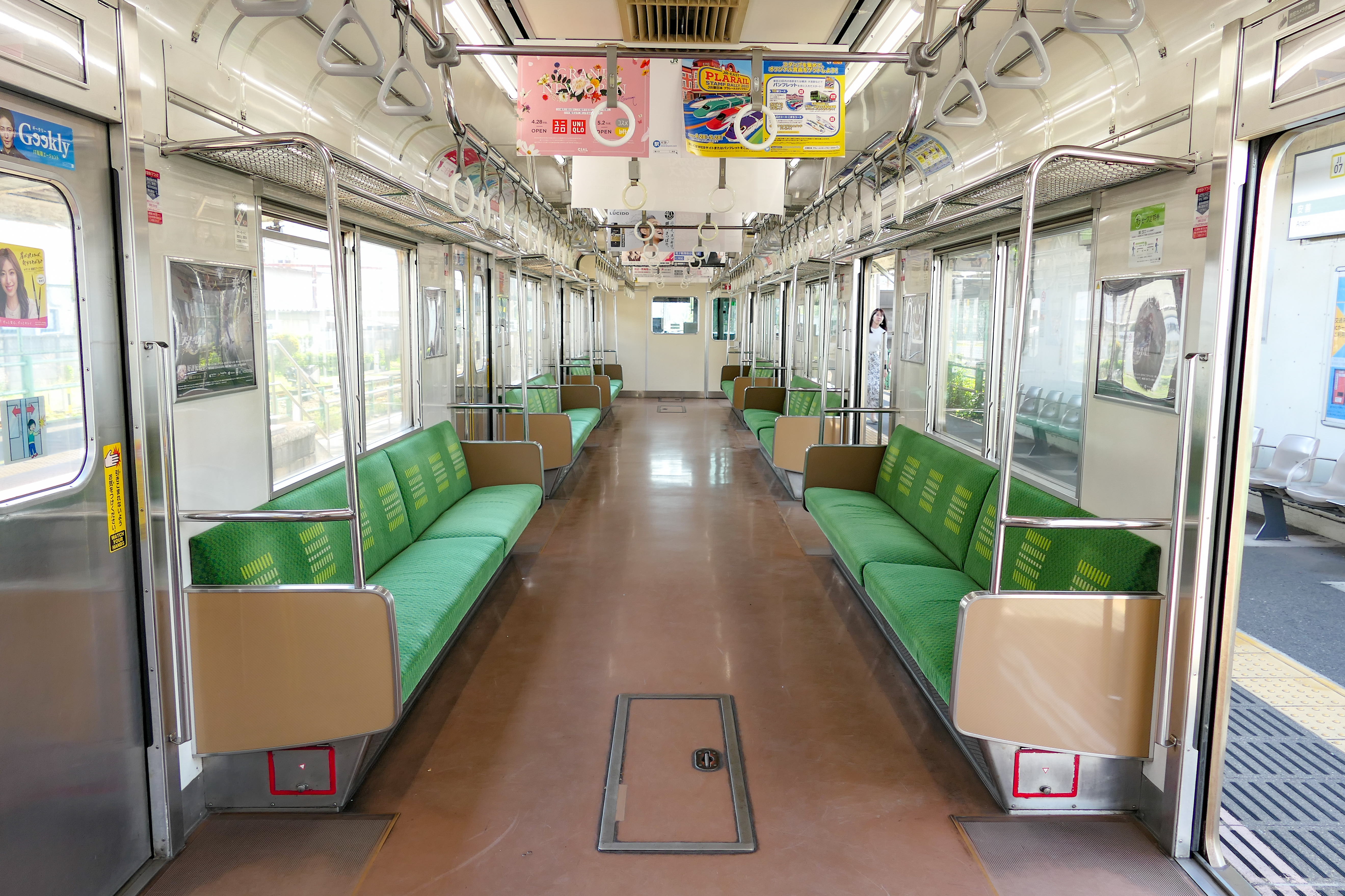
車内
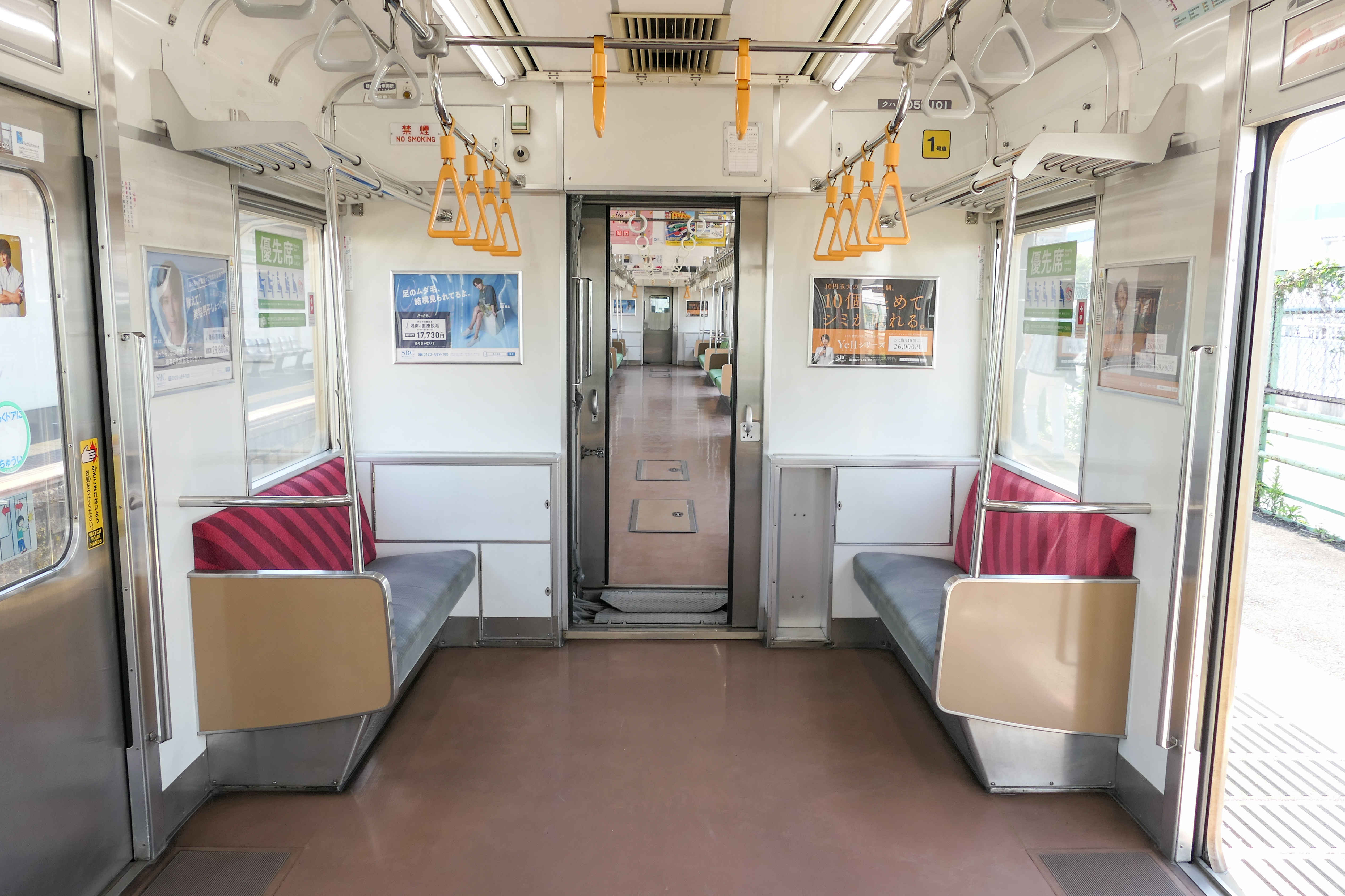
優先席
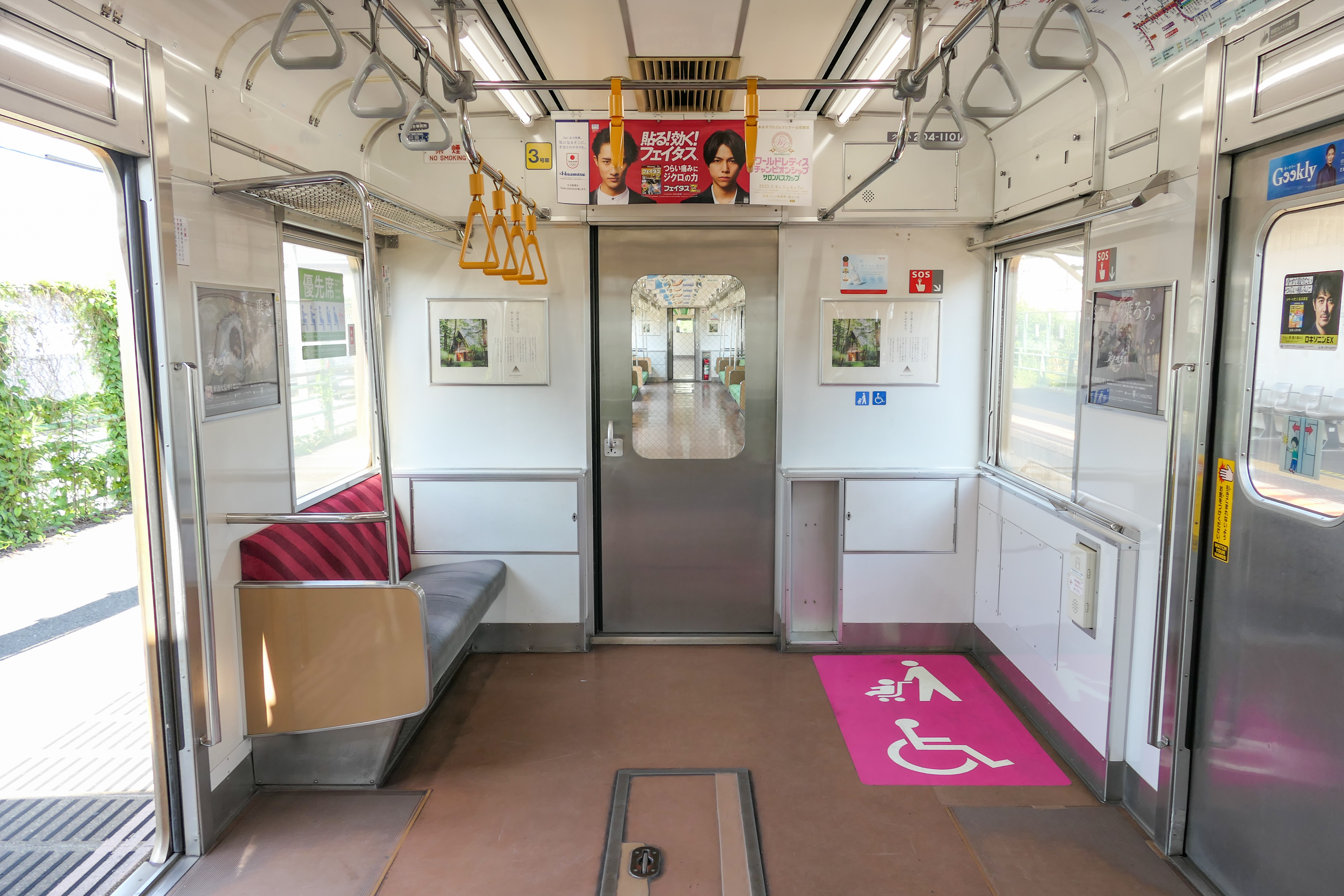
優先席・フリースペース
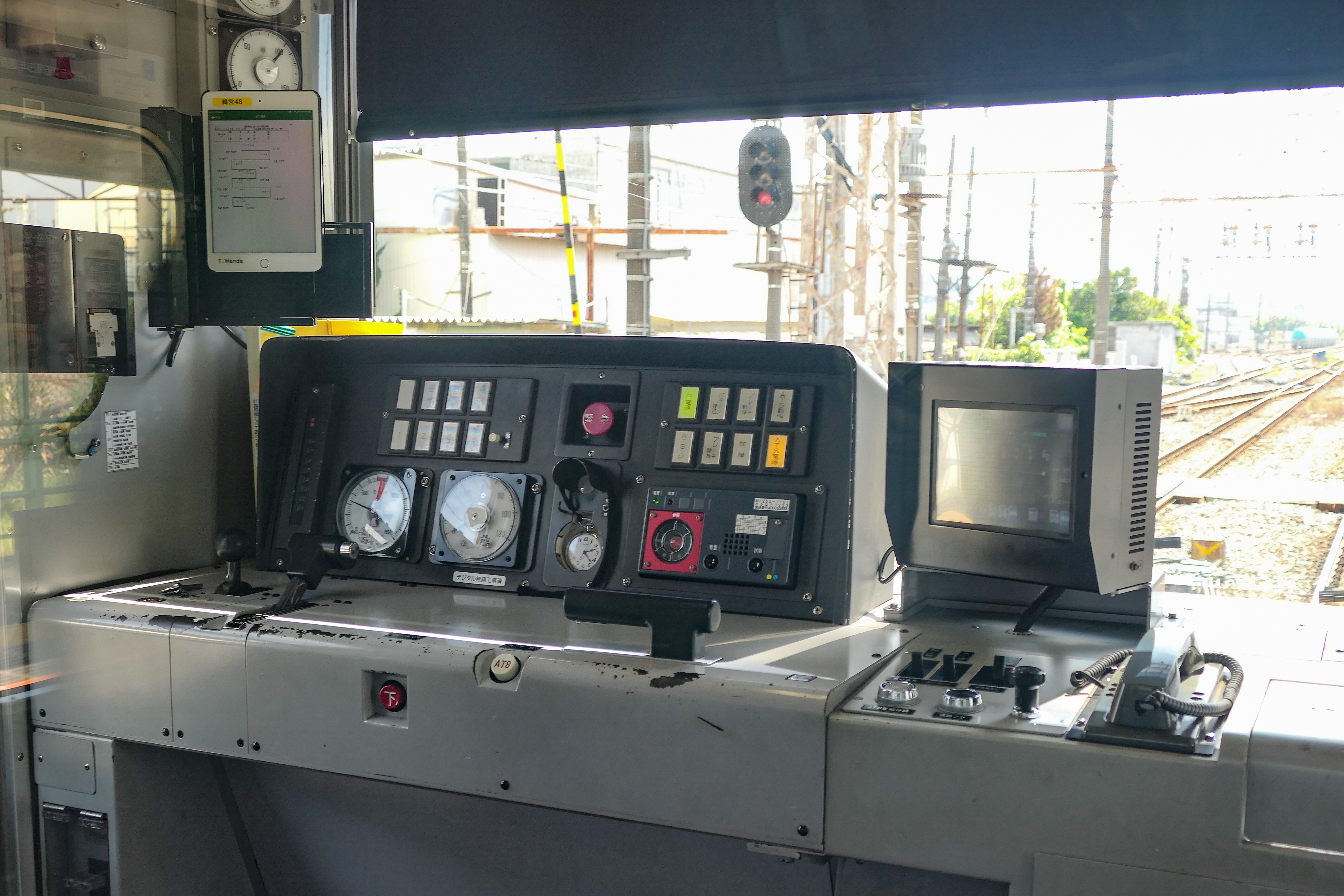
運転台

### 1200番台（南武線用）
以下の2形式が改造された。
- クハ205形1200番台
- クハ204形1200番台

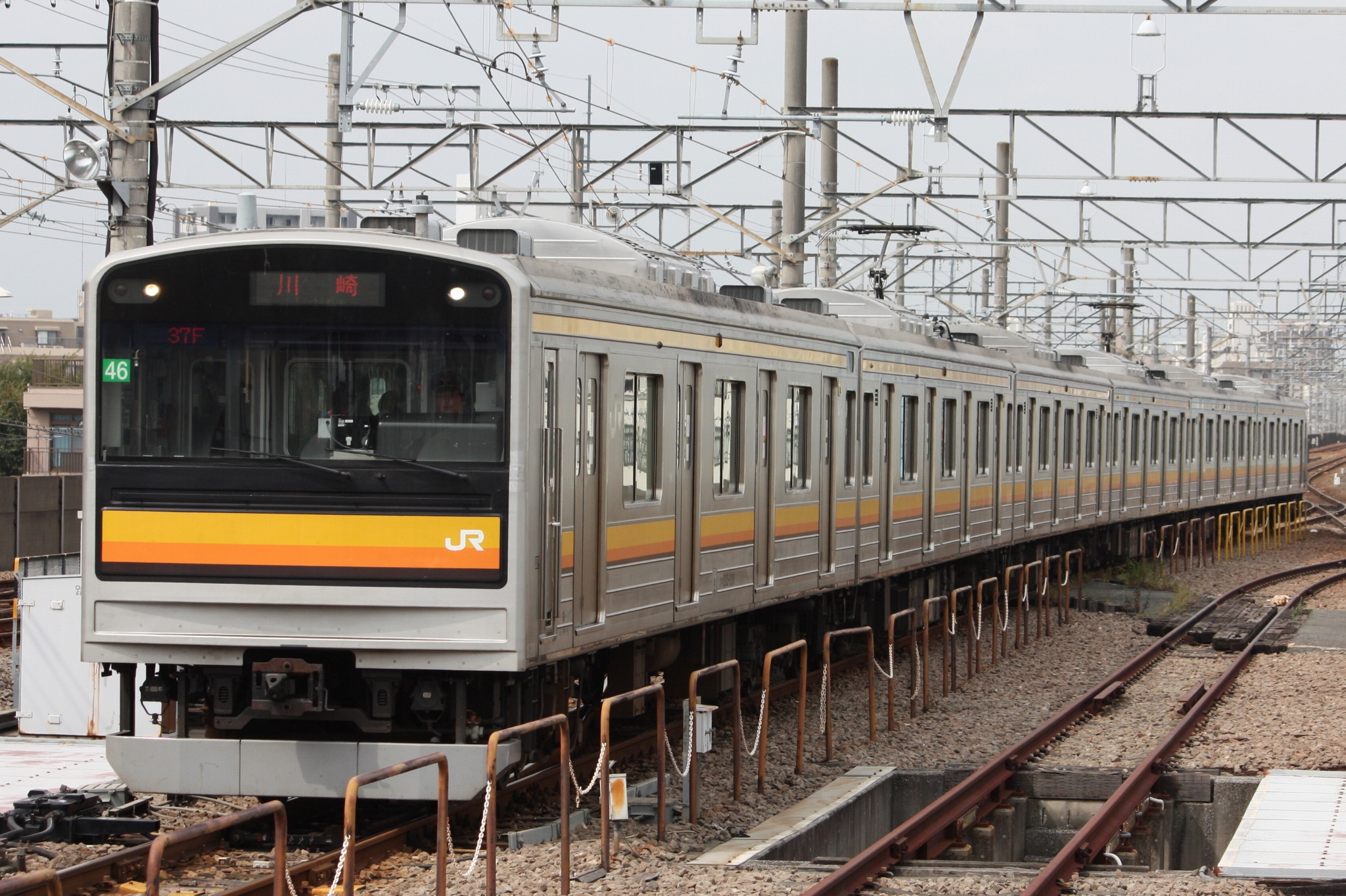
205系1200番台。中間の4両は0番台。
（2014年10月4日 川崎駅）

不足する先頭車を補充するため、2004年から2005年に元山手線用の付随車の一部に先頭車化改造を行って投入した。先頭車は1200番台に区分されているが、中間車は0番台が連結されている。後にパンタグラフがシングルアーム式に交換された。
当初、5編成が投入される予定だったが、埼京線列車の増発と計画変更に伴い、最終的に1編成増の6編成が投入された。その後、ナハ48編成が仙石線転用のために2009年7月に郡山総合車両センターに回送され、M19編成として同線の最後の103系1編成を置き換えた。
E233系8000番台の導入に伴い、ナハ49編成、ナハ51編成、ナハ47編成、ナハ50編成の順に廃車され、最後のナハ46編成が2016年1月9日に川崎発登戸行のさよなら運用をもって営業運転を終了、その後1月14日に長野総合車両センターへ廃車回送され、これにより1200番台は形式消滅となった。廃車後は6両全て解体されている。

### 3000番台（八高線・川越線用）
以下の4形式が改造された。
- クハ205形3000番台
- モハ205形3000番台
- モハ204形3000番台
- クハ204形3000番台

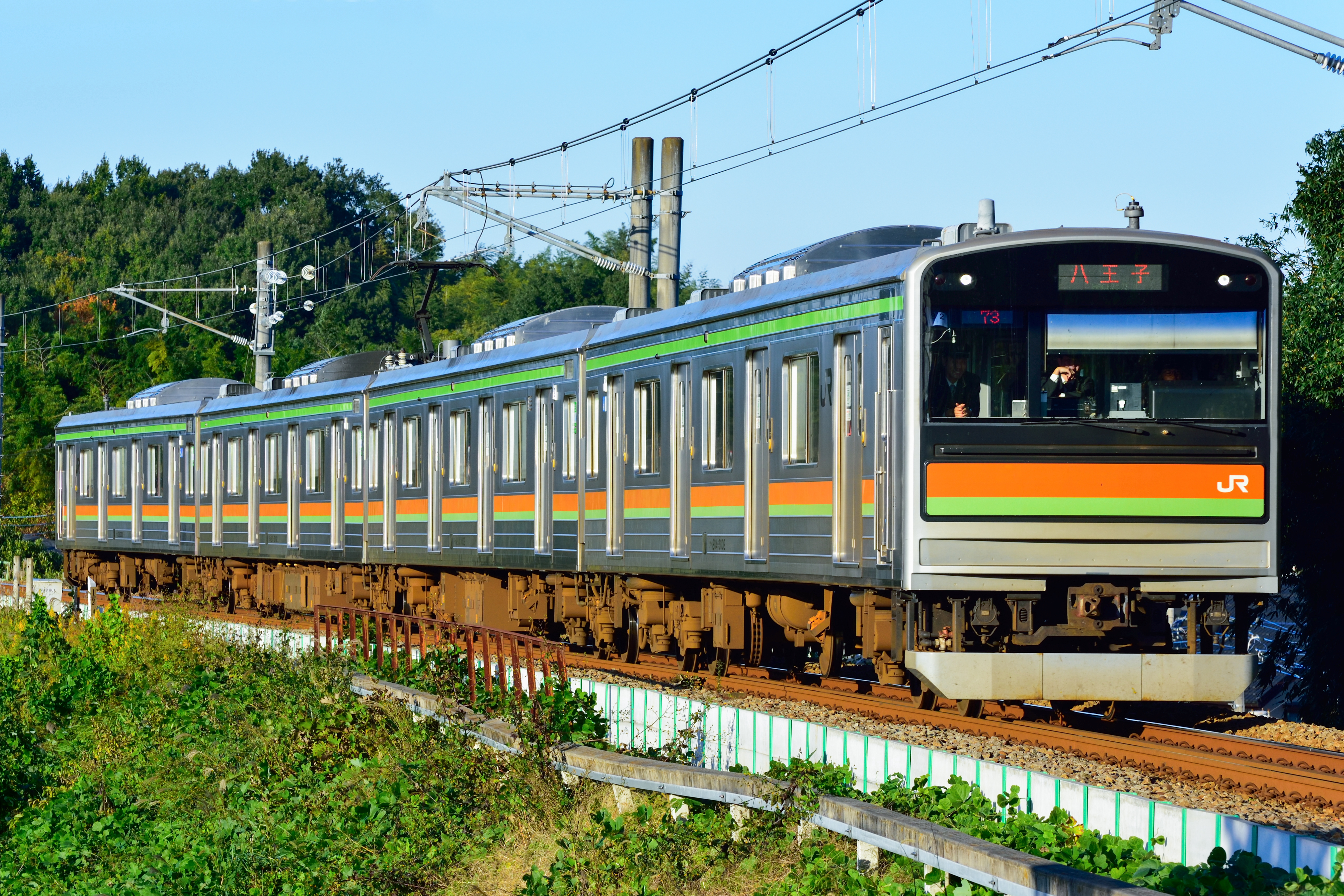
205系3000番台
（2017年10月30日 小宮駅 - 北八王子駅間）

2003年から2005年にかけて投入した。半自動ドアとドアチャイムを装備し、先頭車は全て改造先頭車の2M2Tの4両編成で、種車は全車元山手線所属の車両である。次に述べる3100番台とほぼ同仕様だが、オールロングシートでトイレは設置していない。また、投入線区を考慮して車椅子スペース部には壁面取り付けヒーターが設置されている。これは先頭車改造車でも3000番台と3100番台のみ設置されている。
パンタグラフは当初菱形 (PS21) だったが、2004年4月から2005年2月までに全編成シングルアーム式 (PS33C) になっている。保安装置はATS-P・ATS-SNで、耐雪ブレーキも装備している。
2006年12月1日から八高・川越線内ではドア開閉を通年ボタン式としているため、ドア上にドアの開閉方法を表記したステッカーが貼付されている。
山手線へのE235系導入に伴い、同線のE231系500番台を中央・総武緩行線へ転用させるため、中央・総武緩行線用E231系0番台および209系500番台を武蔵野線および川越線・八高線へ各線の仕様に改造の上、転属が進められて、E231系3000番台が2017年11月より導入、さらに209系3500番台が2018年5月から導入された。これらに置き換えられる形で、2018年2月に3000番台1本が、同年5月も1本が廃車され、同年6月には1本が富士急行へ譲渡、同年7月に最後まで残った2本が長野総合車両センターへ回送され同年7月25日付で1本が富士急行へ譲渡、もう1本が廃車され、3000番台は廃区分番台となった。譲渡分は3連化・先頭車化再改造が行われた。それ以外の車両は全て解体処分となった。
|          | ← 南古谷・川越高麗川・八王子 → |             |              |               |
| 号車     | 4                              | 3           | 2            | 1             |
| 形式     | クハ205 (Tc)                   | モハ205 (M) | モハ204 (M') | クハ204 (Tc') |
| 搭載機器 |                                | Cont        | MG, CP       |               |
| 81       | 3001                           | 3001        | 3001         | 3001          |
| 82       | 3002                           | 3002        | 3002         | 3002          |
| 83       | 3003                           | 3003        | 3003         | 3003          |
| 84       | 3004                           | 3004        | 3004         | 3004          |
| 85       | 3005                           | 3005        | 3005         | 3005          |

- Cont：主制御器、MG：電動発電機（190 kVA ブラシレスMG）、CP：空気圧縮機

### 3100番台（仙石線用）
以下の4形式が改造された。
- クハ205形3100番台
- モハ205形3100番台
- モハ204形3100番台
- クハ204形3100番台

2002年から2004年に103系を置き換えるため、仙石線に投入された。2M2T の4両編成で、改造種車のモハユニットは全車元山手線用で、クハは元山手線用または元埼京線用のサハ205形に運転台を設置した車両である。冬の寒さが厳しい仙台エリアで運用されることから耐寒仕様となり、側引き戸レールヒーターや耐雪ブレーキを追加装備している。
改造内容は、ドアスイッチを伴う半自動ドア機構を備え、クハ205形には車内トイレ（車椅子対応大形洋式）が設置されている。保安装置はATS-PsとATACSになっているほか、停車駅通過防止装置を搭載する(現在は使用停止中)。
3100番台のモハ205形のうち、3112・3114・3116・3118・3119号車は架線の霜取り運転時用のシングルアーム式パンタグラフ（PS33C形）が増設されている。当初の集電用パンタグラフは菱形 (PS21) であったため、2種類のパンタグラフを搭載していたが、後に全車両が集電用もシングルアーム式（PS33C形）に交換されている。
仙石線では2011年9月に一部区間で保安装置をATACSに更新した。これに先立ち各編成において ATACS 対応運転台への交換が行われたほか、クハ204形にATACS車上装置と専用アンテナの設置も実施されていた。なお、モハ204形は全車がMG撤去車からの改造のため、補助電源装置として同線の103系からの廃車発生品を流用したSIV（SC63A形・160 kVA）を搭載しており、5000番台とは外観が異なる。詳細は「仙台車両センター宮城野派出所#配置車両」を参照。
3100番台のうち、編成番号 M2 - M5編成とM8編成のクハ205-3102 - 3105・3108号車にはクロスシート/ロングシートに転換可能な「2WAYシート」を装備している。これはドア間の7人掛け座席を撤去し、2人掛けの2WAYシートを3基ずつ配置したものであるが、仙石東北ラインの開業により仙石線の快速列車が廃止となったため、2015年以降はロングシートに固定されている。なお、連結面寄りは車椅子スペースとトイレを設置したため座席はない。この関係で座席下のドアエンジンが使用できなくなることから、ドア上部収納の直動式ドアエンジンに改造している。
車体ラインカラーはオールロングシート車では青色系の2色であるが、2WAYシート車組み込み編成は各車両ごとにラインカラーが異なるほか、側面に沿線の観光地をイメージしたロゴマークが貼り付けされている（以下にイメージ観光地とラインカラーを記載）。
- クハ205形「石巻・赤（■■）」石巻市の花であるツツジをイメージ
- モハ205形「松島・オレンジ（■■）」松島の朝日と夕日、扇谷の紅葉をイメージ
- モハ204形「塩釜・紫（■■）」塩釜港に水揚げされるマグロなどの魚をイメージ
- クハ204形「仙台・緑（■■）」仙台市の木であるケヤキと杜の都をイメージ

このほか、クハ205形にはドア横に2か所2WAYシートロゴマークが貼り付けされていたが現在ははがされている。このうち、M-8編成は石ノ森章太郎の描くマンガ作品でラッピングされた「マンガッタンライナー」として運転されている。その後、M-2編成にもラッピングを実施して「マンガッタンライナーII」として運転されている。M-13編成は東日本大震災以降、NHKによる復興応援キャンペーン「大好き♡東北」の一環として東松島市立野蒜小学校の6年生と荒井良二による、将来の「夢」やふるさとの自然が描かれたポスターを貼った「ゆめのまち列車」として、2015年7月11日から2017年3月末まで運転していた。現在は通常の青系の2色となっている。
|          | ← 石巻仙台・あおば通 → |             |              |               |
| 号車     | 4                      | 3           | 2            | 1             |
| 形式     | クハ205 (Tc)           | モハ205 (M) | モハ204 (M') | クハ204 (Tc') |
| 搭載機器 |                        | Cont        | SIV, CP      |               |
| M1       | 3101                   | 3101        | 3101         | 3101          |
| M2       | 3102                   | 3102        | 3102         | 3102          |
| M3       | 3103                   | 3103        | 3103         | 3103          |
| M4       | 3104                   | 3104        | 3104         | 3104          |
| M5       | 3105                   | 3105        | 3105         | 3105          |
| M6       | 3106                   | 3106        | 3106         | 3106          |
| M7       | 3107                   | 3107        | 3107         | 3107          |
| M8       | 3108                   | 3108        | 3108         | 3108          |
| M9       | 3109                   | 3109        | 3109         | 3109          |
| M10      | 3110                   | 3110        | 3110         | 3110          |
| M11      | 3111                   | 3111        | 3111         | 3111          |
| M12      | 3112                   | 3112        | 3112         | 3112          |
| M13      | 3113                   | 3113        | 3113         | 3113          |
| M14      | 3114                   | 3114        | 3114         | 3114          |
| M15      | 3115                   | 3115        | 3115         | 3115          |
| M16      | 3116                   | 3116        | 3116         | 3116          |
| M17      | 3117                   | 3117        | 3117         | 3117          |
| M18      | 3118                   | 3118        | 3118         | 3118          |
| M19      | 3119                   | 3119        | 3119         | 3119          |

- Cont：主制御器、SIV：静止形インバータ、CP：空気圧縮機

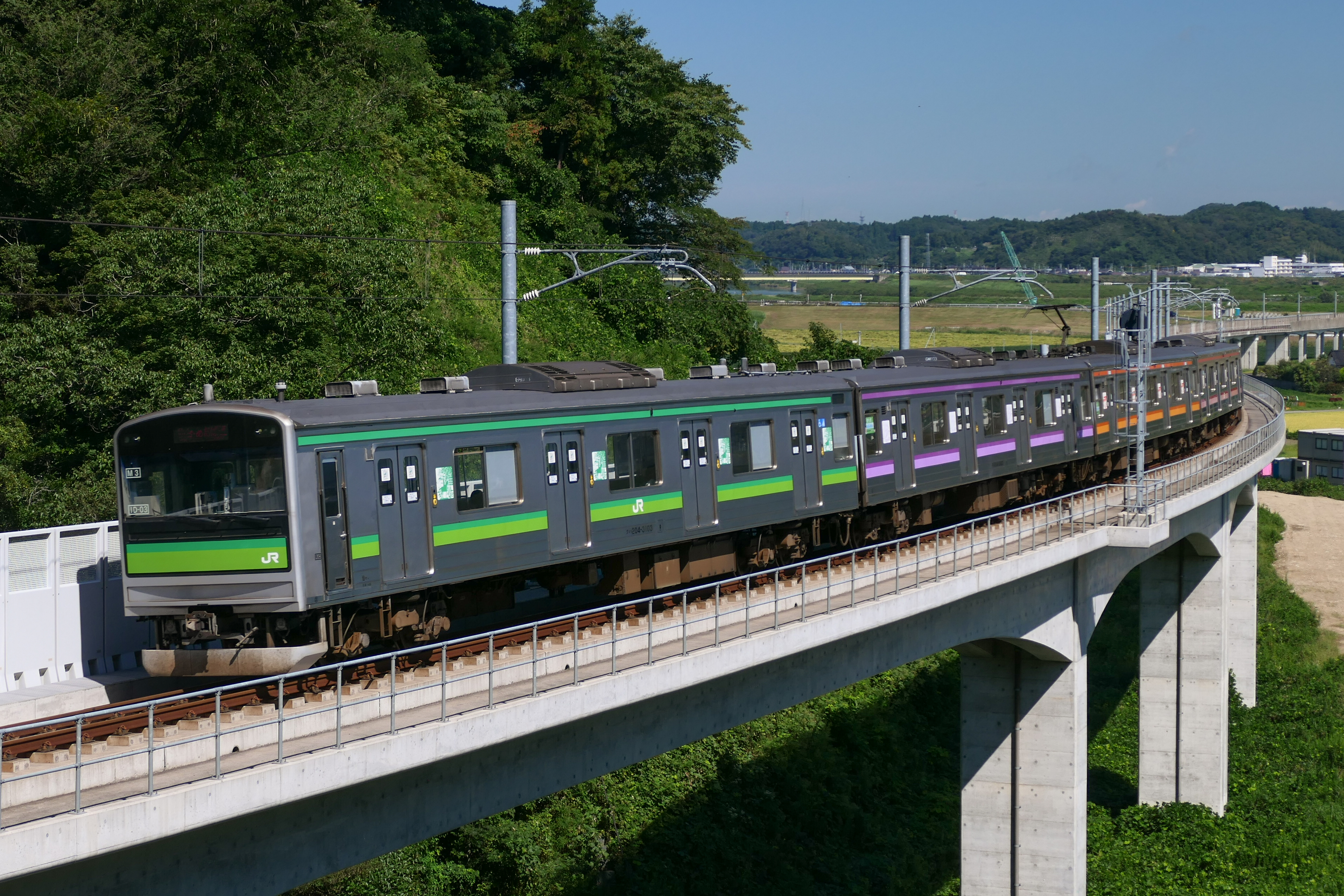
2WAYシート編成
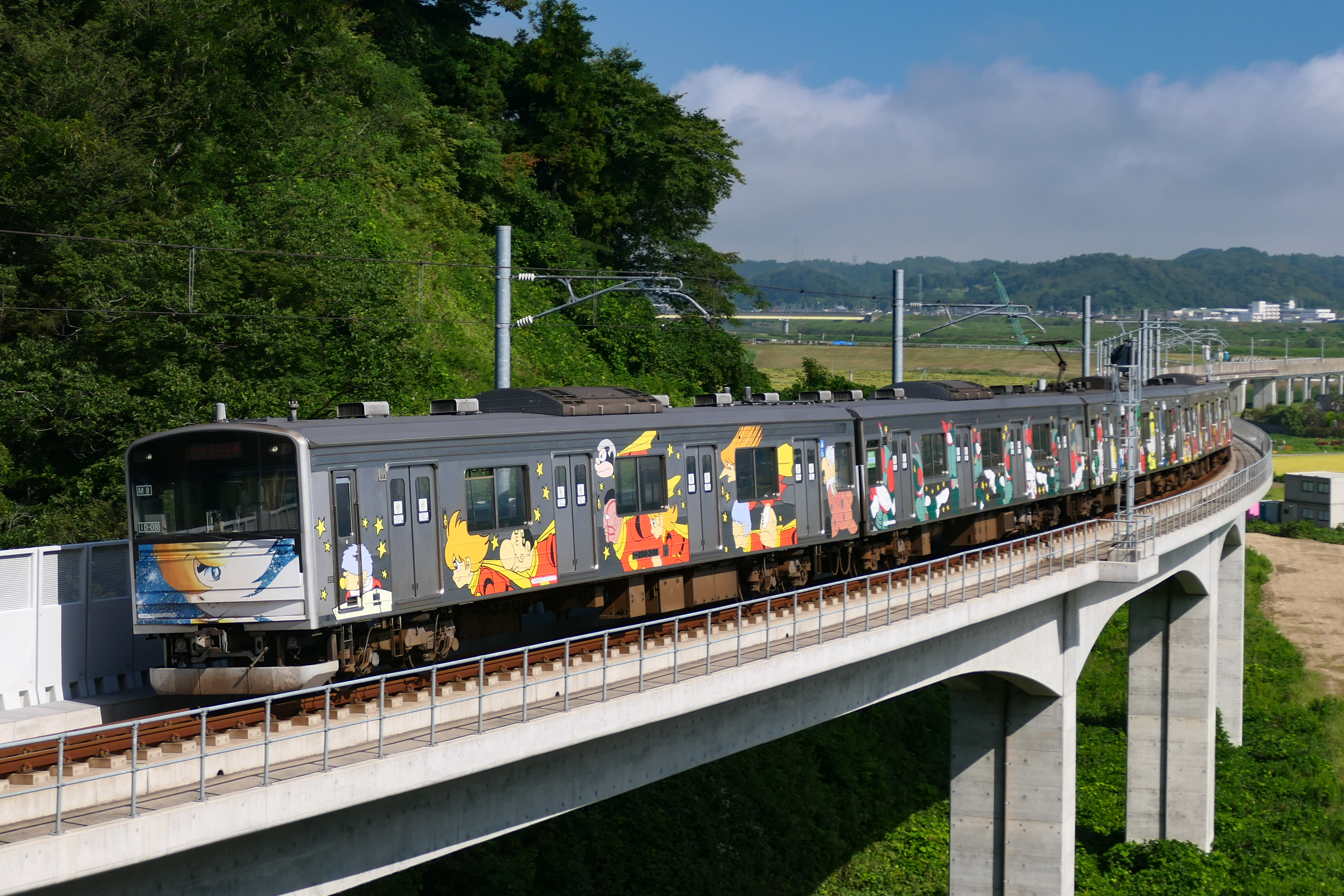
「マンガッタンライナー」編成
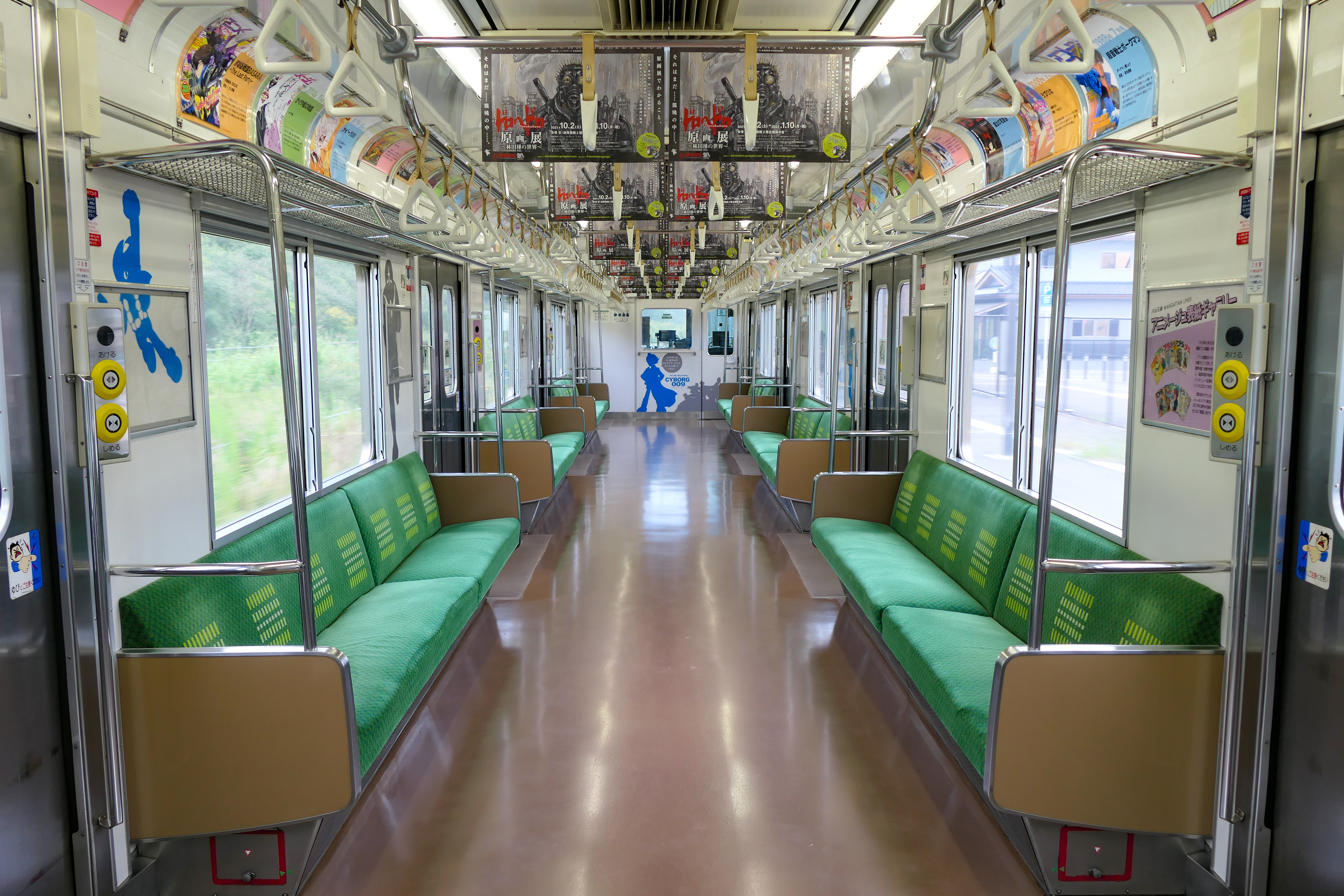
車内全景
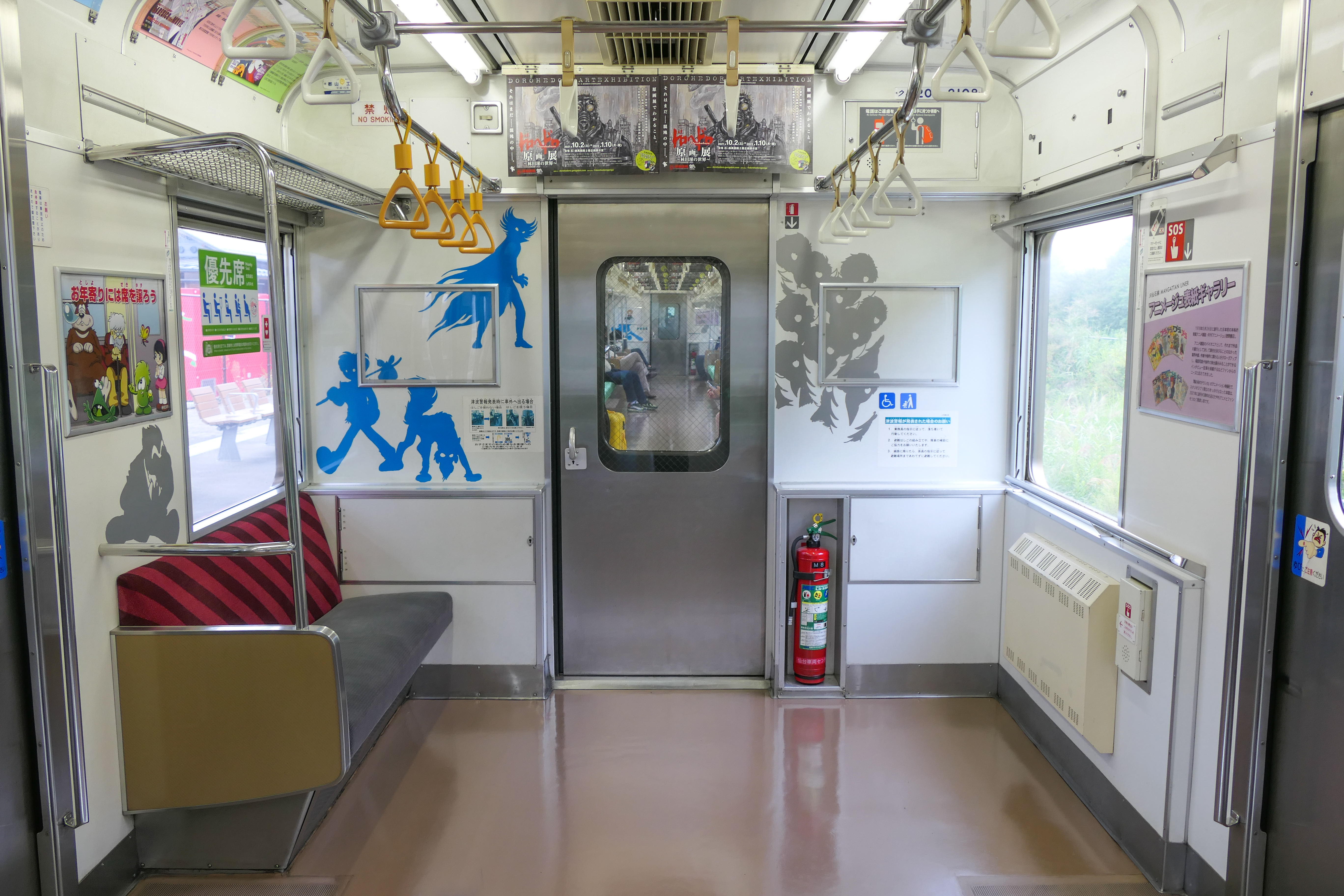
優先席と車椅子スペース
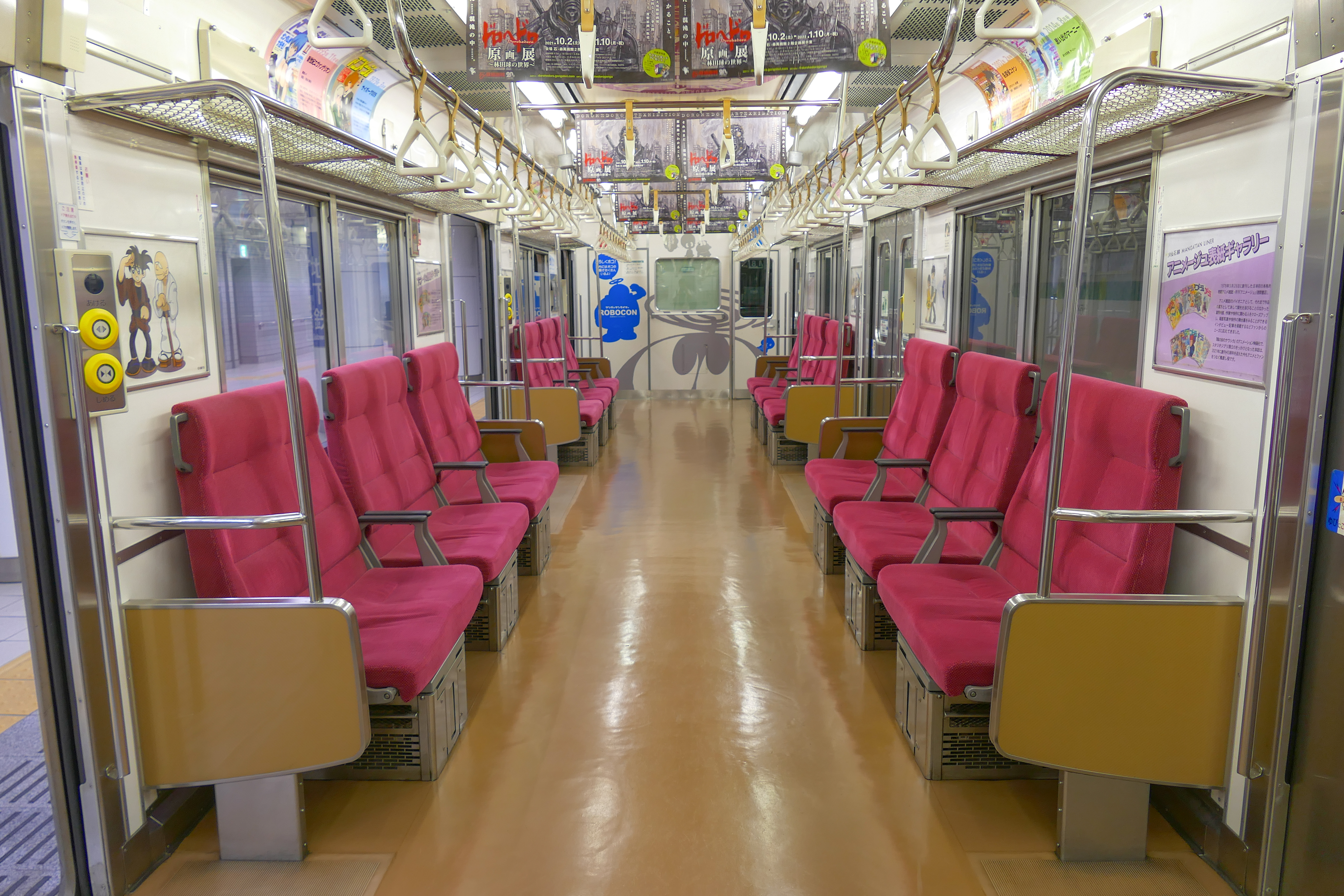
2WAYシート車の車内
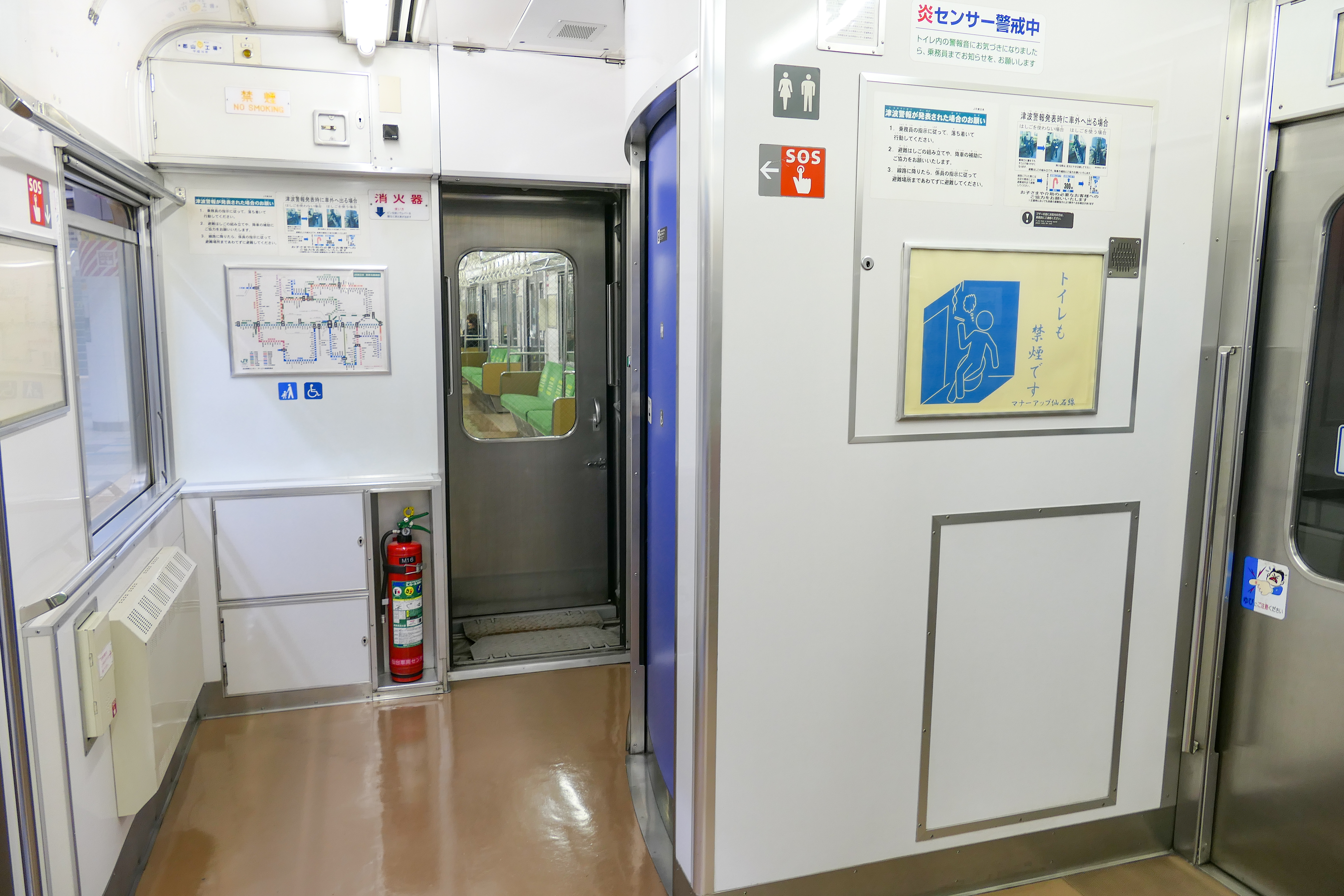
車内トイレ設置部
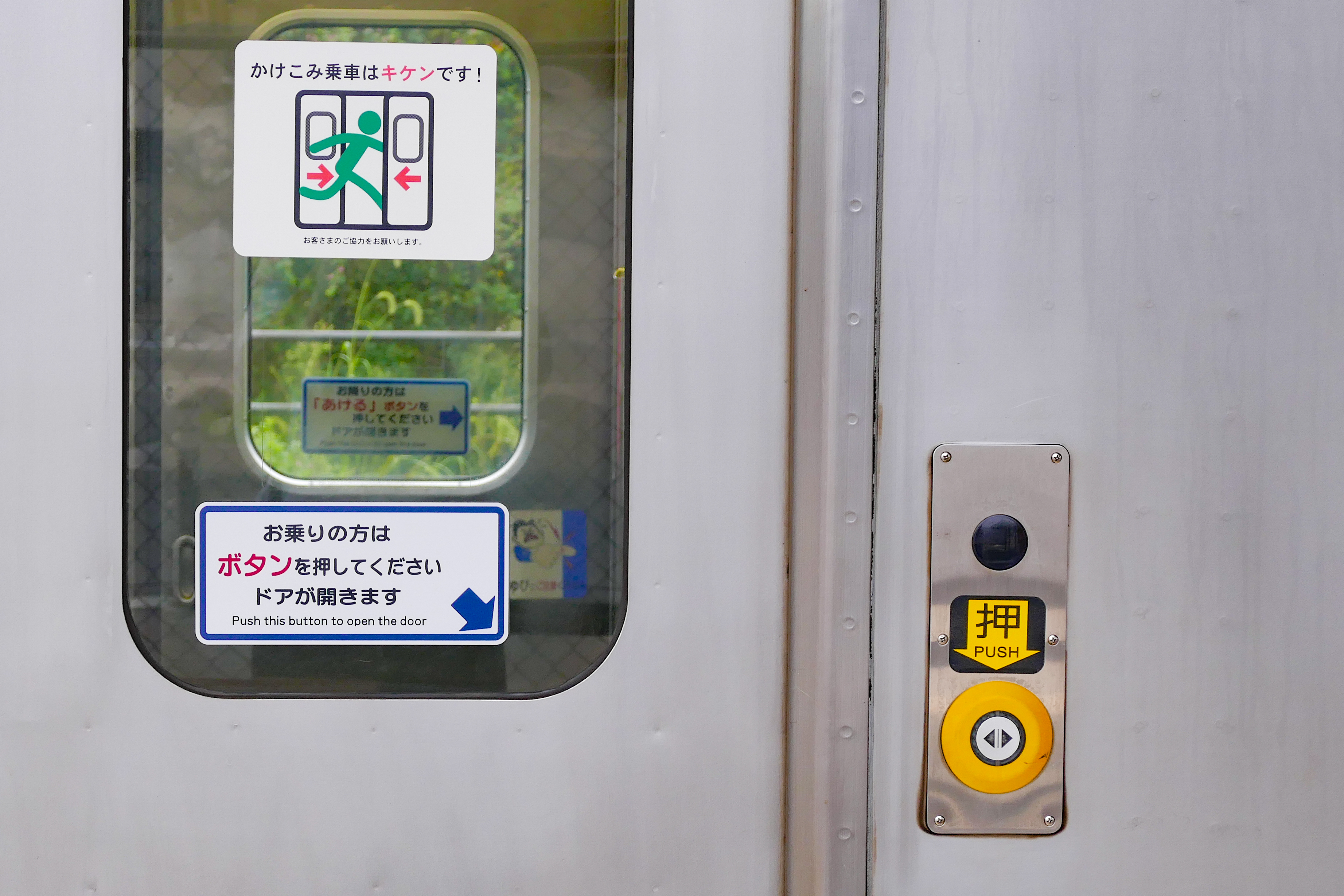
半自動ドアスイッチ
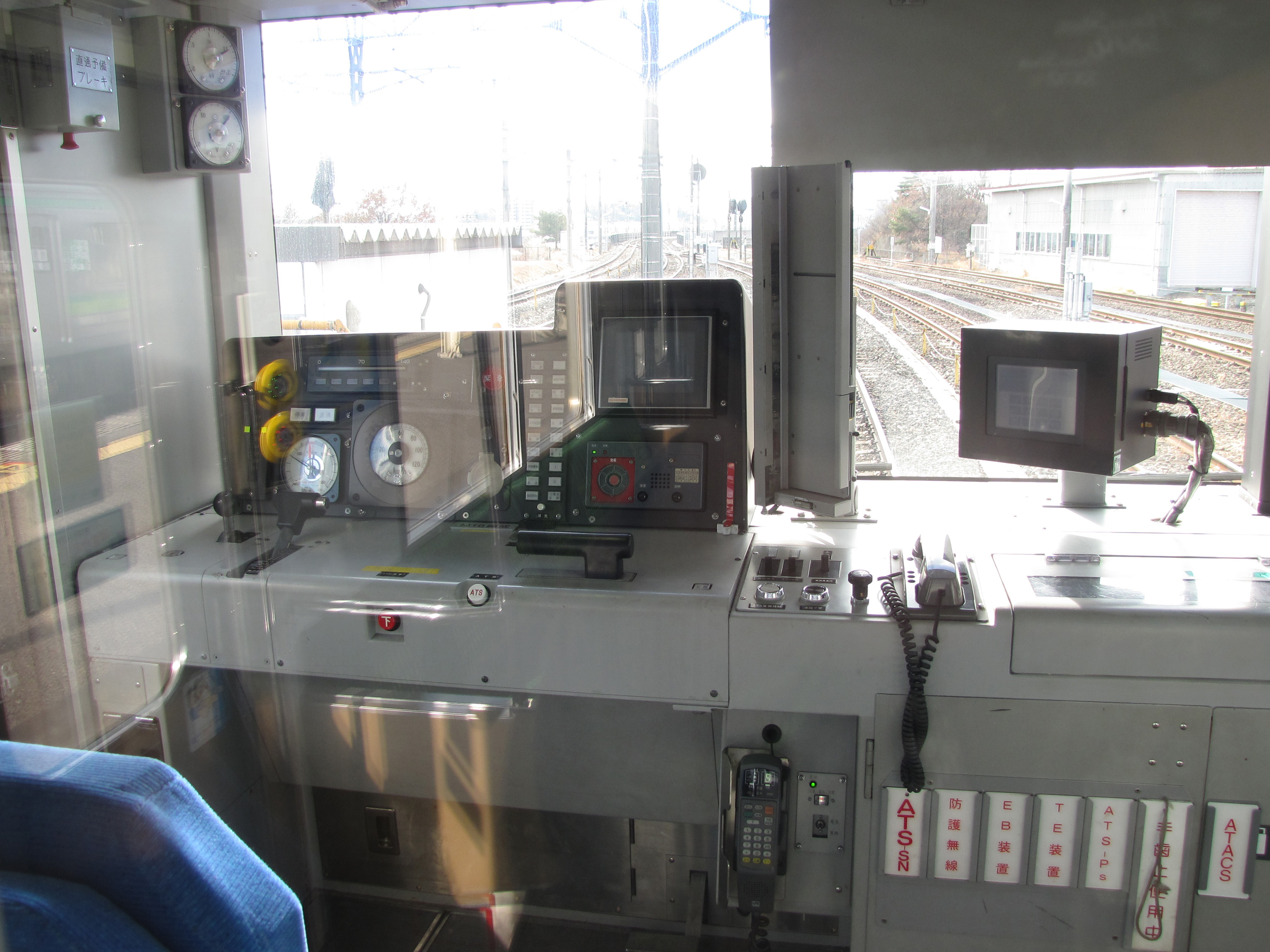
ATACS用表示器を搭載した運転台。 時刻表差し左のモニターはATACS用モニター

### 5000番台（武蔵野線用）
以下の2形式が改造された。
- モハ205形5000番台
- モハ204形5000番台

2002年から2005年、2008年に武蔵野線に投入された。同線の既存車両は、直通運転を行う京葉線地下トンネルの急勾配区間に対応するために8両中電動車が6両という編成を組んでおり、主に山手線からの205系を同線を含む多数の地域に転属させるにあたり、電動車不足が見込まれたことが登場の背景である。主回路の変更と主電動機の換装で電動車4両でも同等以上の性能を確保した。そのため、電動車のみが5000番台に改番されている。
モハ205形の主電動機への入力電力を制御するVVVFインバータ装置はIGBT素子を用いた東洋電機製造製（SC71形）で、またそのインバータによる主電動機の可変速制御手法に速度センサレスベクトル制御を用いた。この改造に伴いM1・2編成（ともに元中央・総武緩行線用）から取り外した界磁添加励磁制御装置と主電動機は253系の増備編成（200番台）2編成に転用されている。主電動機は新設計のMT74形 120 kW 出力誘導電動機が使用されている。
また、モハ204形の床下機器は種車をそのまま流用しているが、MG撤去車および非搭載車からの改造車には補助電源装置としてSIVが新たに搭載されている。そのため、MG搭載車とSIV搭載車の2種類が存在する。ただし、このグループのSIVは編成両数の関係から容量の大きい 210 kVA 出力のSS66B形が使用されている。なお、モハ204-393改造のモハ204-5069と、2008年に改造されたモハ204-5072は SIV ではなく MG を搭載している。
上記両形式に使用される台車の構造は変更していないが、TD継手使用の主電動機（前述）専用となり在来台車と区別するため、DT50系からDT70系へ形式変更された。このほか、編成を組むクハ・サハを含め、既存の205系に合わせて耐雪ブレーキ装置の取り付けも実施されている。

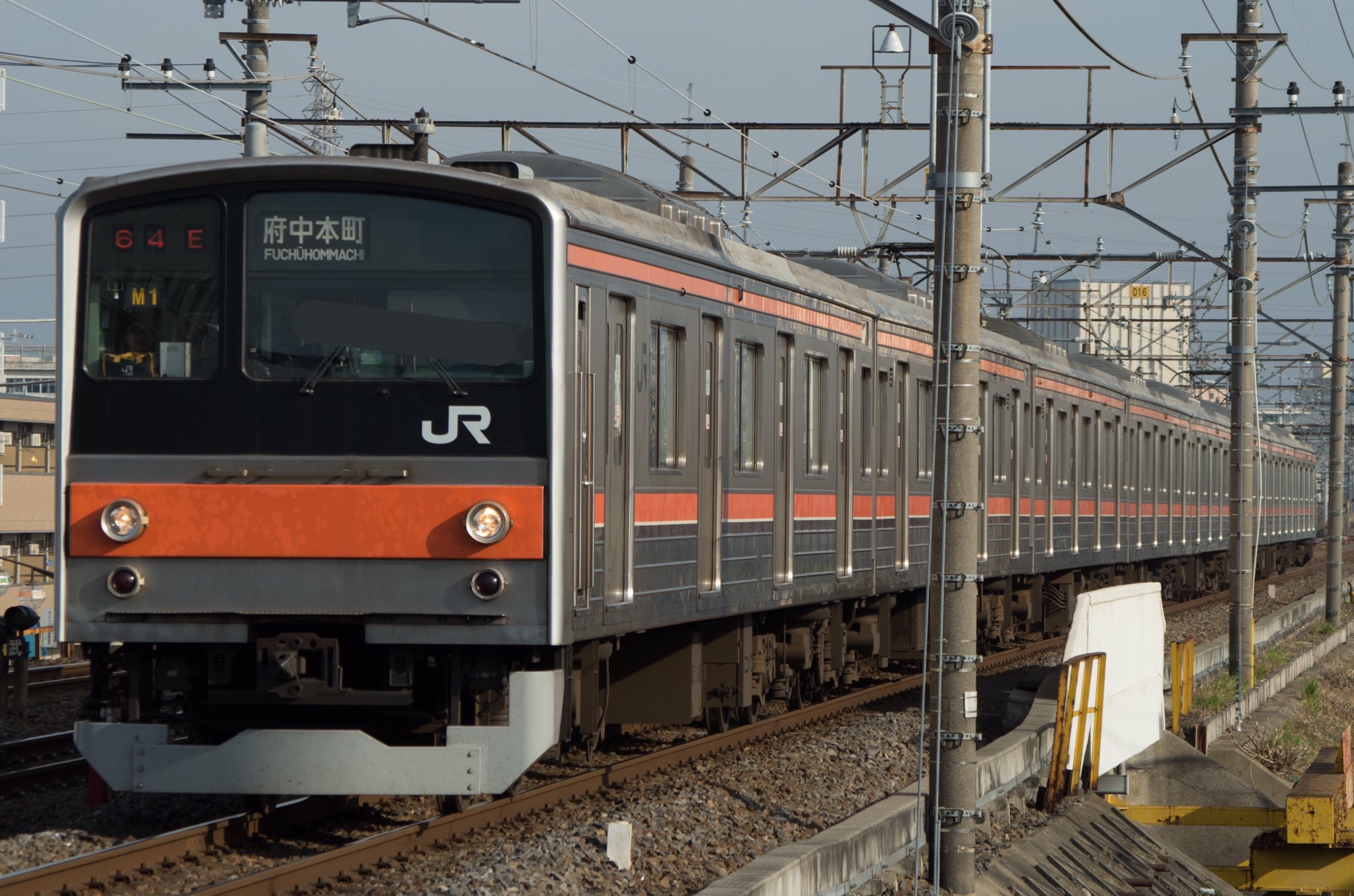
中央・総武線から転属した編成 （2019年3月14日 南流山駅）
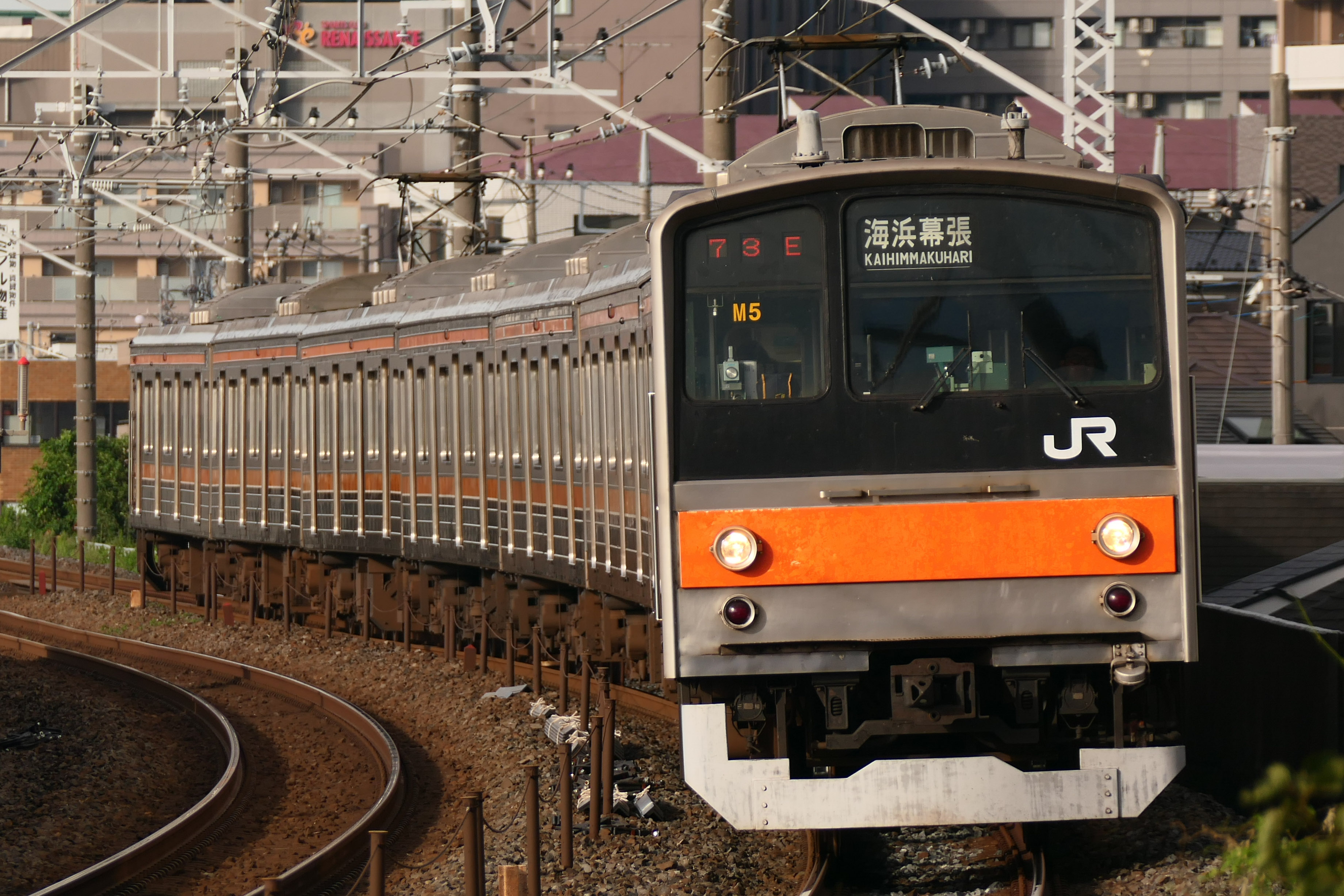
付随車のみ埼京線、その他は山手線から転属した編成 （2019年9月15日 北朝霞駅 - 西浦和駅間）
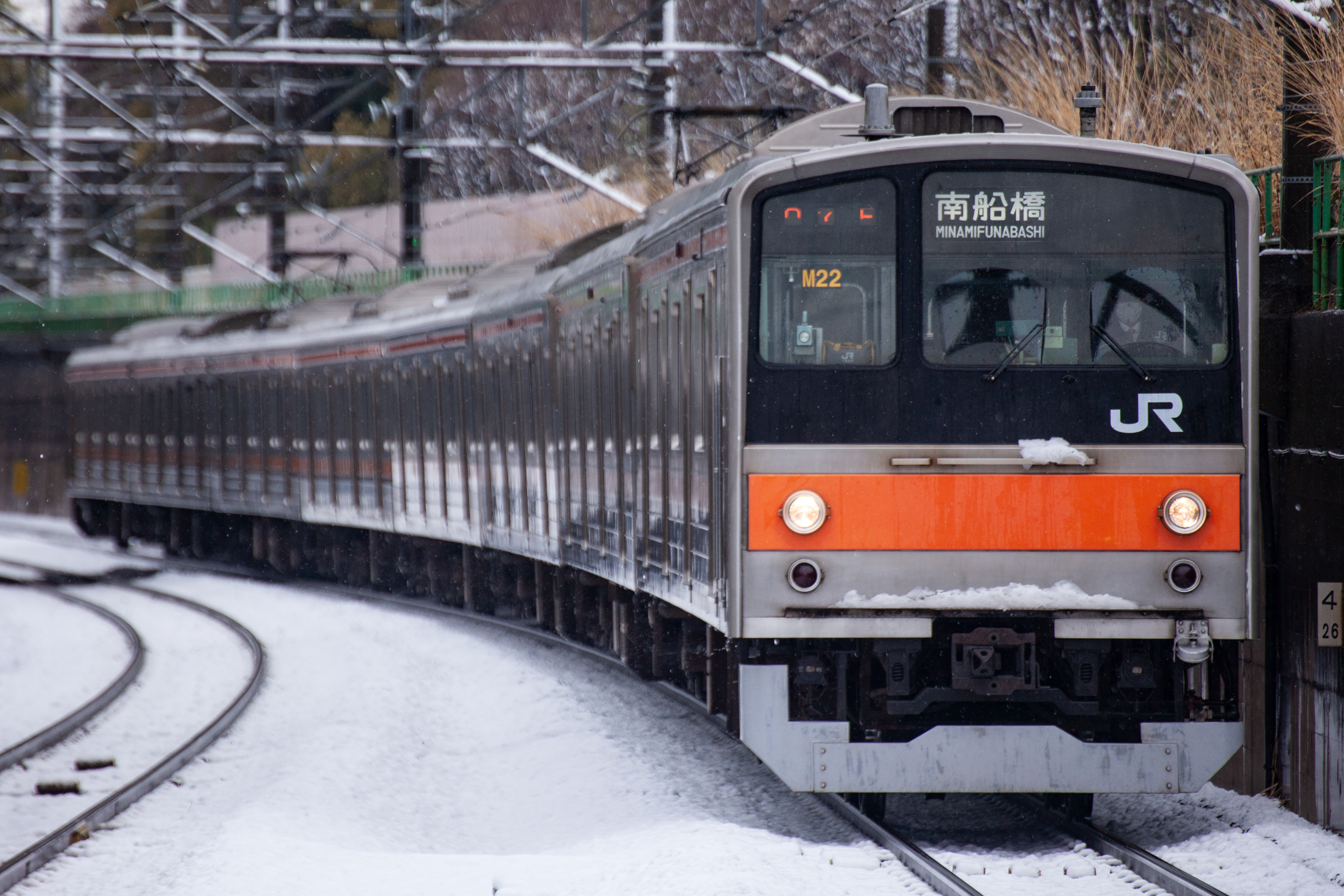
全車両が山手線から転属した編成 （2020年3月29日 北府中駅）
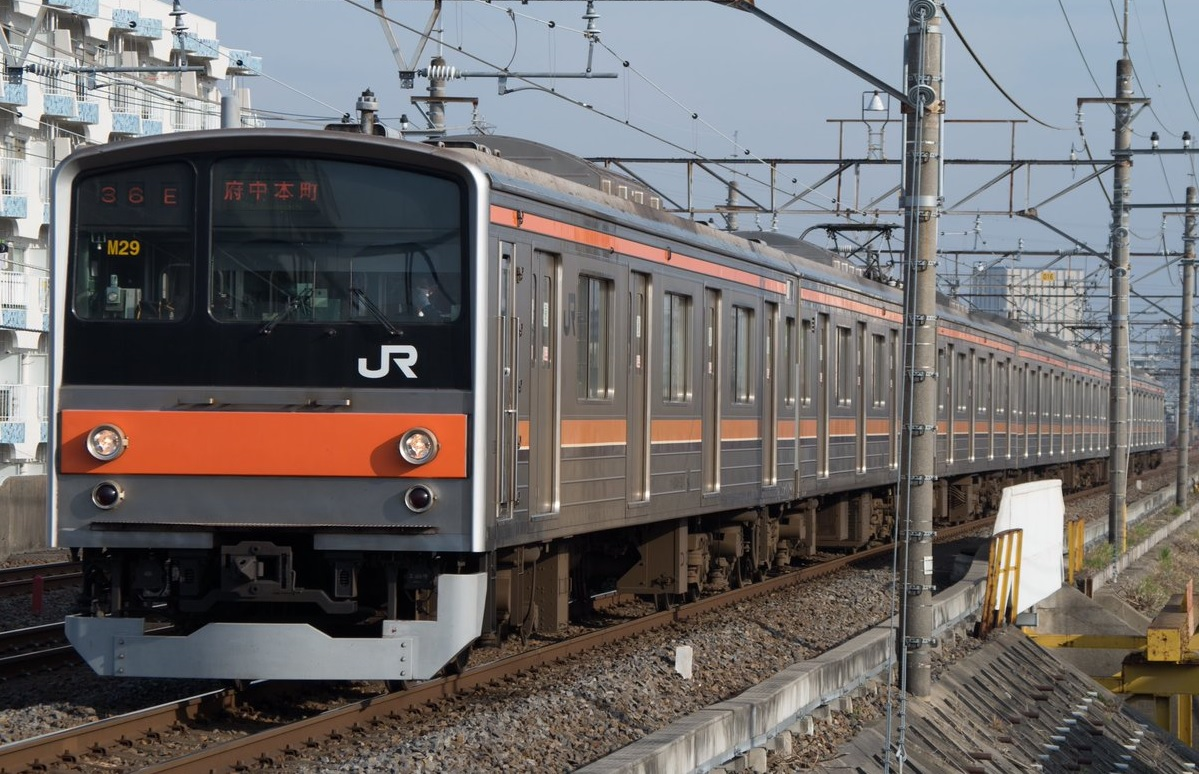
前面の行先表示器がLED化された編成 （2018年2月20日 南流山駅）
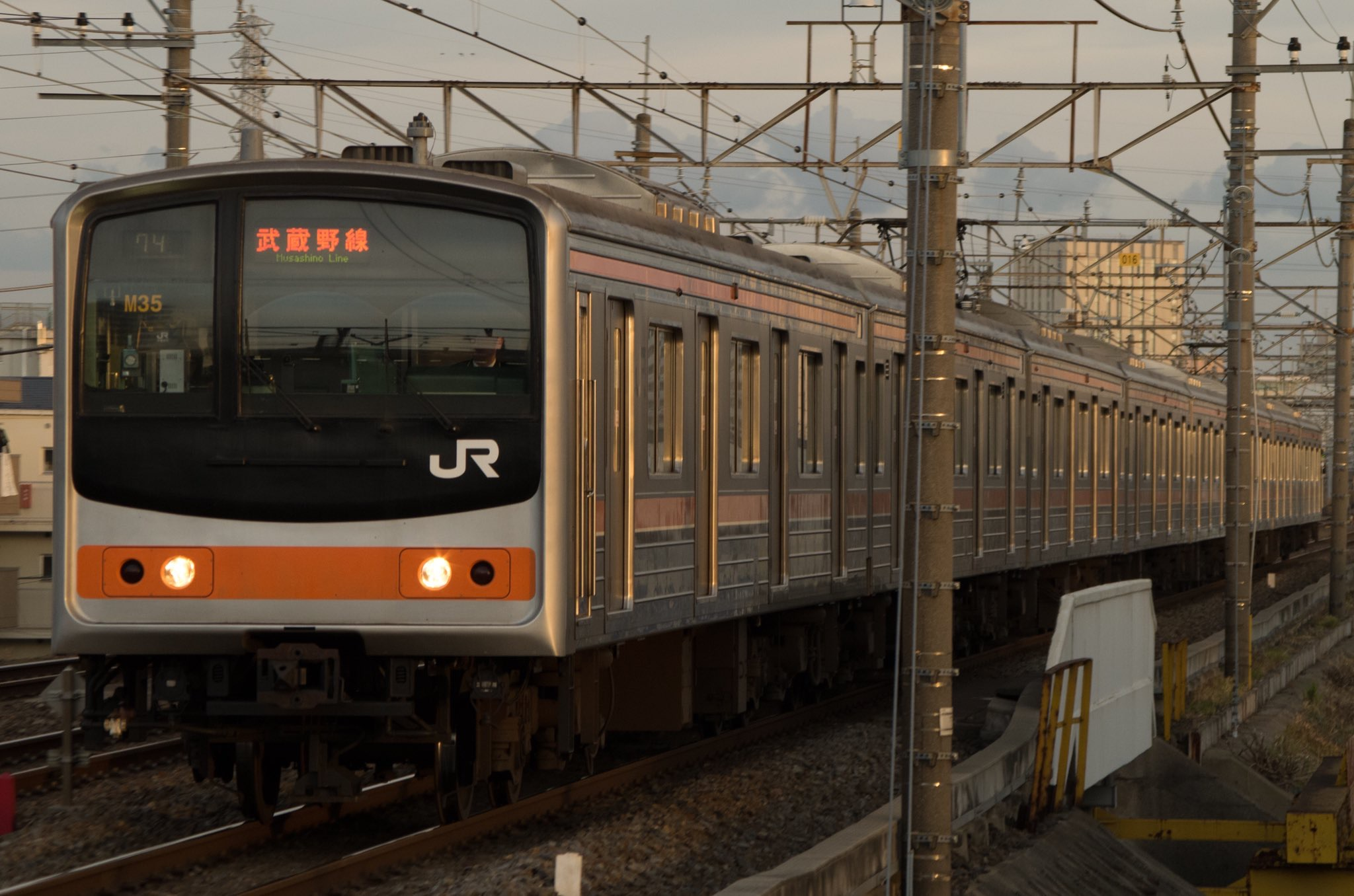
生え抜き車で唯一5000番台化されたM35編成 （2018年2月11日 南流山駅）
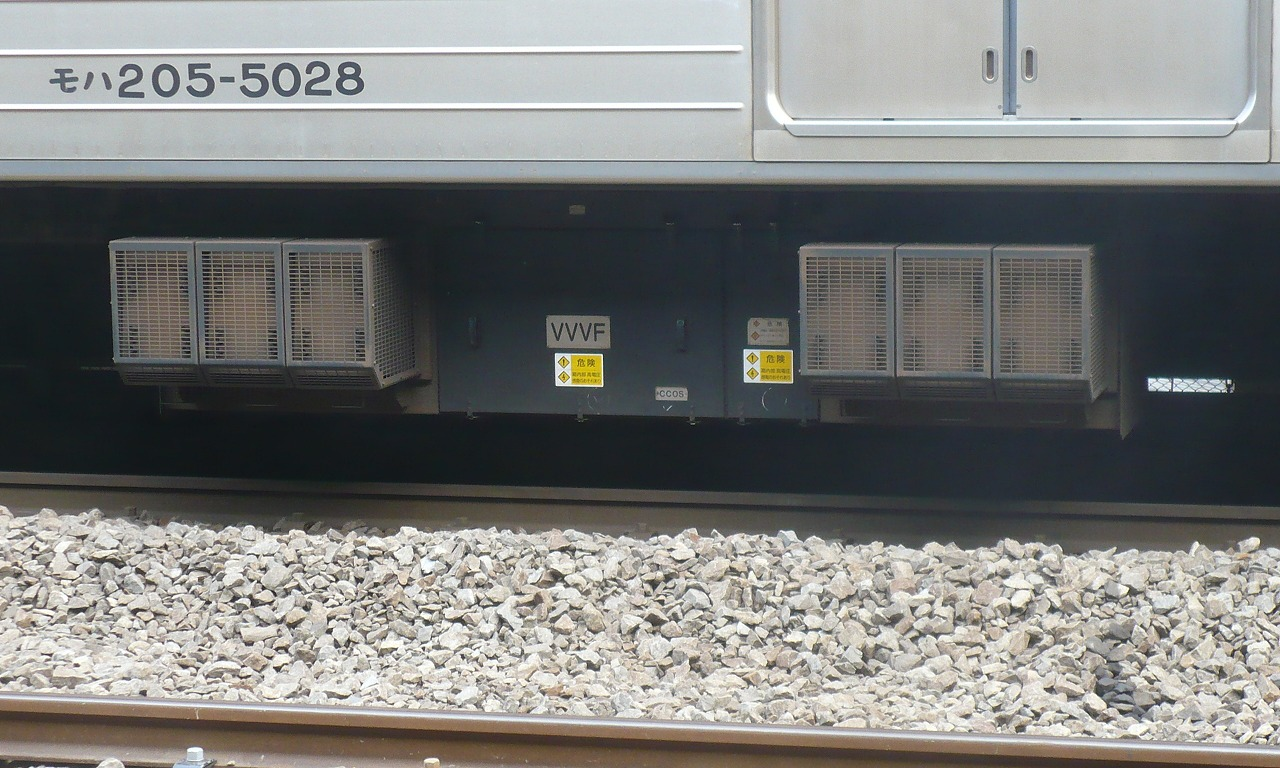
SC71形VVVFインバータ装置
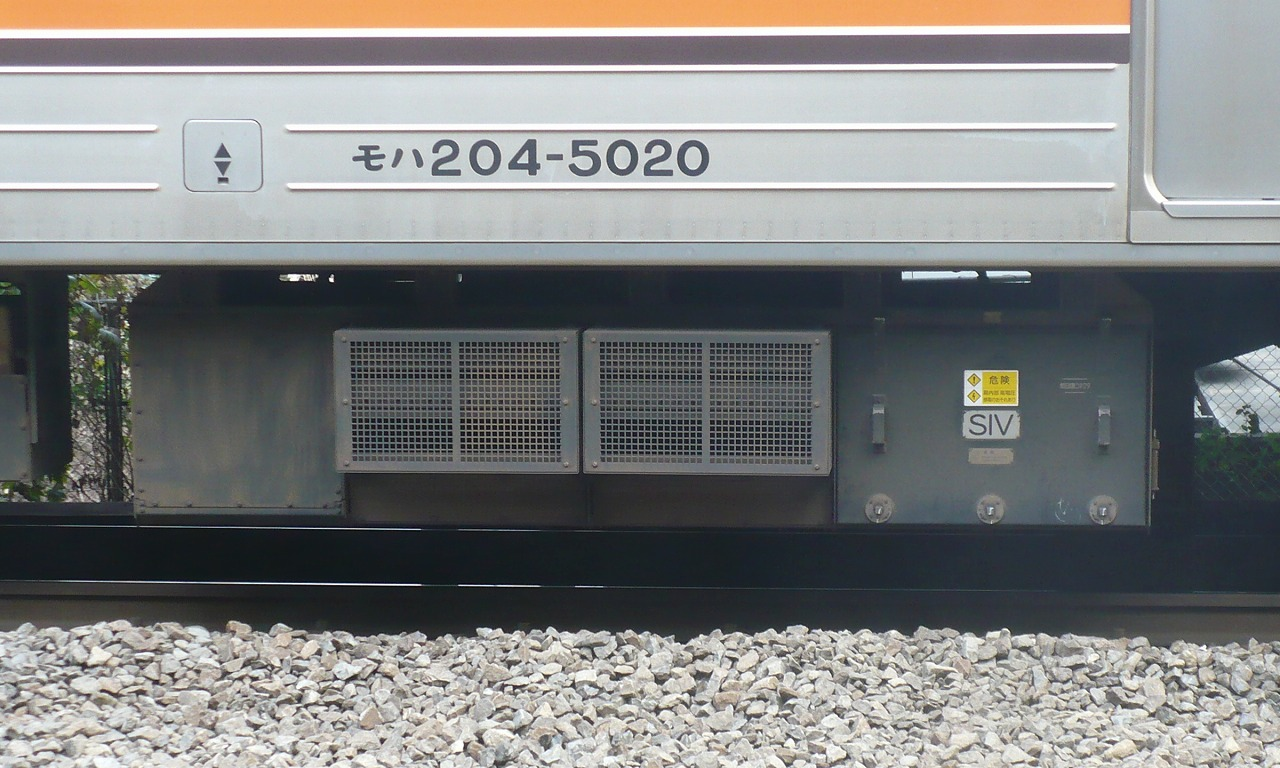
SC66B形静止形インバータ装置
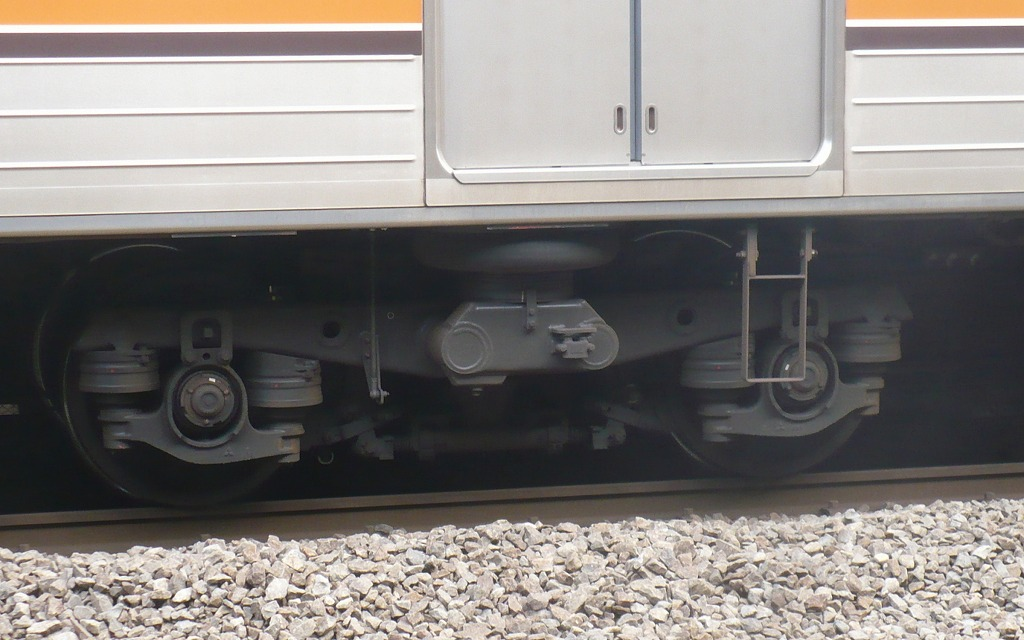
改造されたDT70形台車
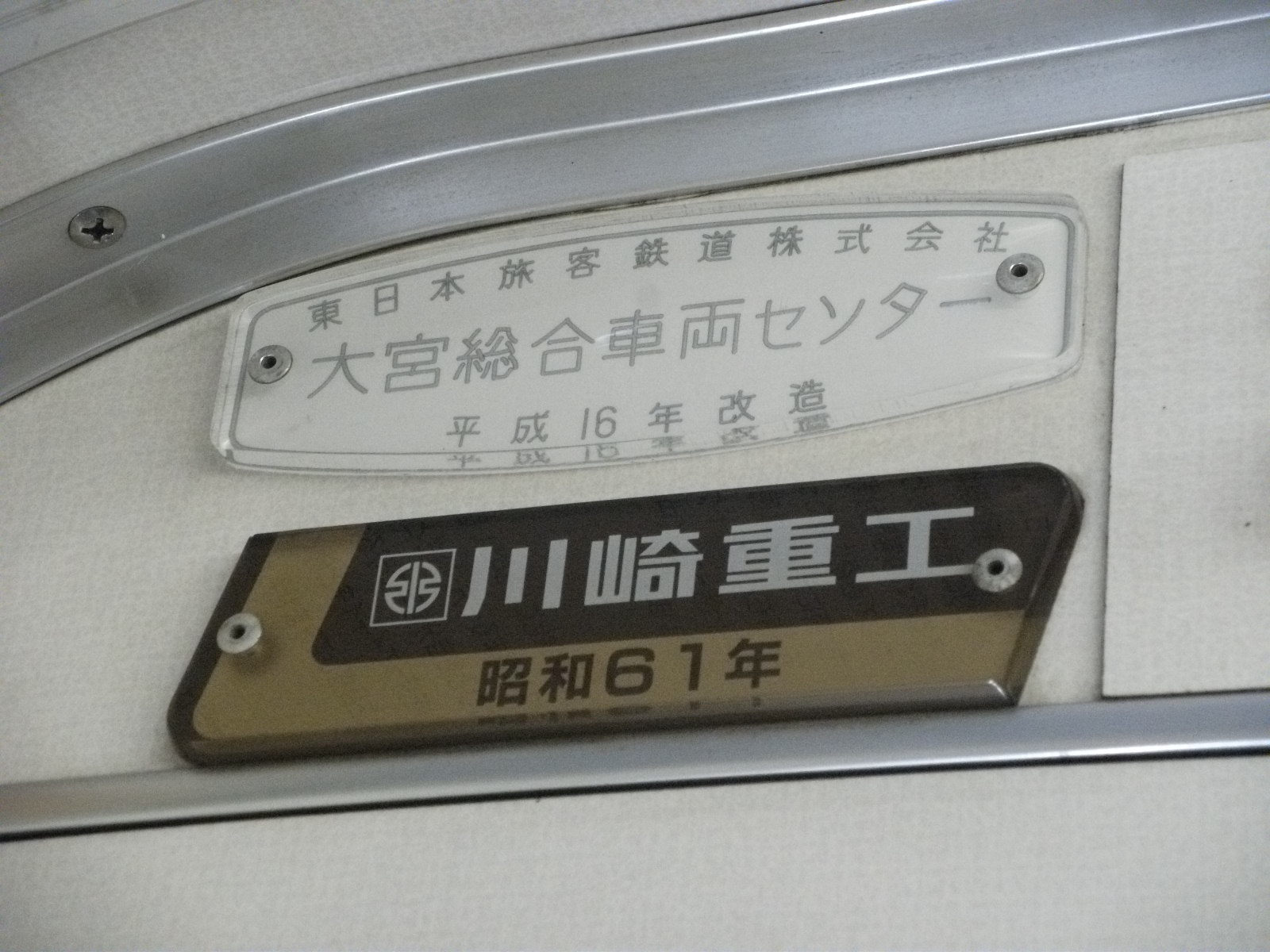
2004年に大宮総合車両センターで転用改造が行われた際のプレート （モハ204-5045）
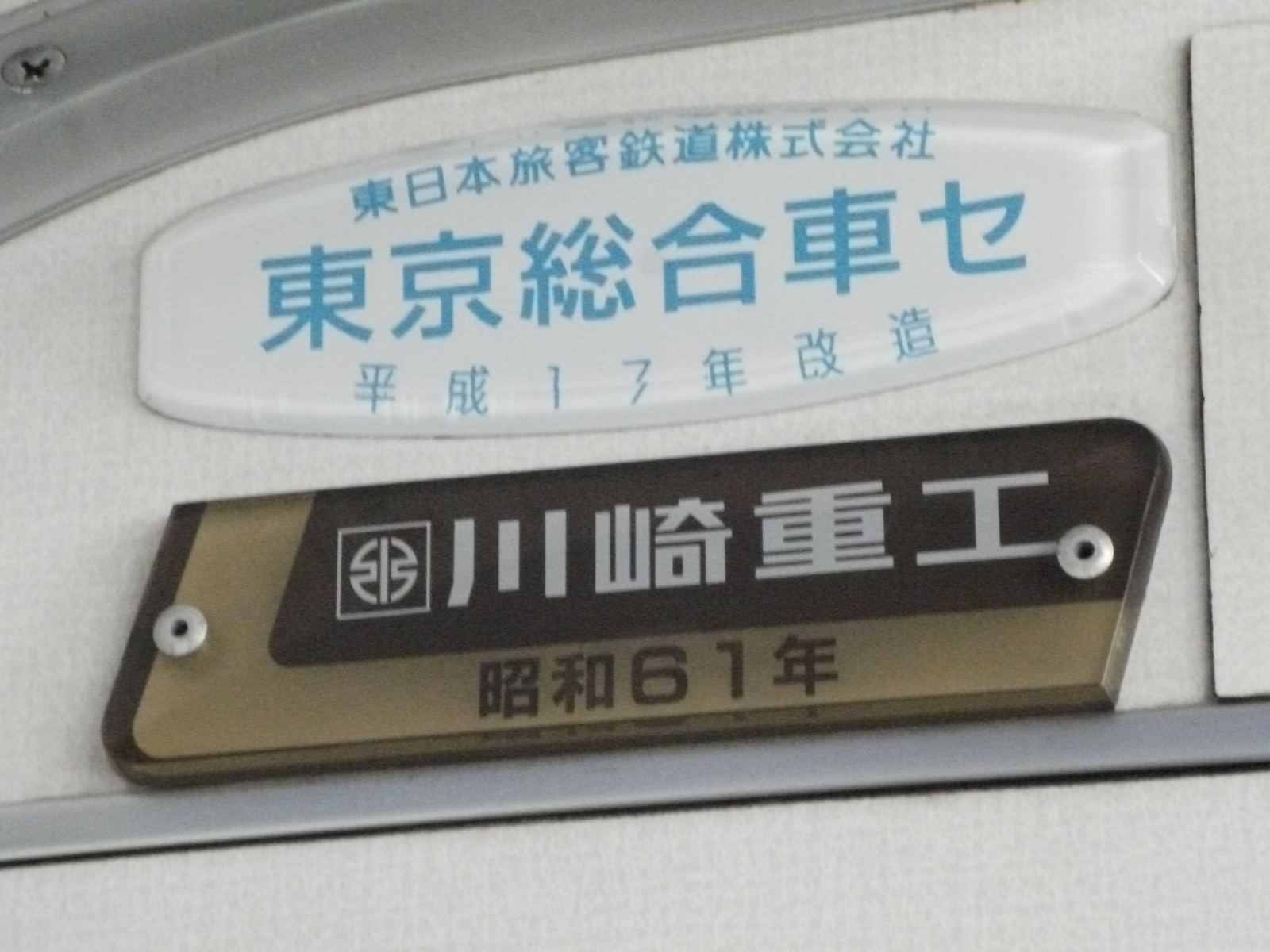
2005年に東京総合車両センターで転用改造が行われた際のプレート （モハ204-5052）

4M4T の8両編成で組成され、原則として改造順に番号が振り直されたため、若番ほど古いとは限らない。改造種車の大半が元山手線所属の車両であるが、初期に改造された2編成は元中央・総武緩行線の車両を種車にしている。2006年には電動車を確保するために当初から武蔵野線に新規投入された車両も追加で改造（M35編成）された。この過程で電動車ユニットの組み替えが発生し、モハ205形とモハ204形が別番号の車両を種車とするユニットが登場した。5000番台に限らず、205系で異なる番号の電動車同士がユニットを組むケースは初めてとなった。
上記の八高・川越線用3000番台同様にE231系0番台と209系500番台への置き換えが決まり、本番台および武蔵野線用0番台は、横浜線と南武線用と同様に2018年3月から2020年にかけてインドネシアの鉄道会社「PT Kereta Commuter Indonesia」へ譲渡することが発表され、全車譲渡された。それに伴い、5000番台は国内において廃区分番台となった。
|          | ← 東京・新習志野・南船橋府中本町・八王子 → |             |              |             |             |             |              |               |
| 号車     | 1                                          | 2           | 3            | 4           | 5           | 6           | 7            | 8             |
| 形式     | クハ205 (Tc)                               | モハ205 (M) | モハ204 (M') | サハ205 (T) | サハ205 (T) | モハ205 (M) | モハ204 (M') | クハ204 (Tc') |
| 搭載機器 |                                            | VVVF        | MG, CP       |             |             | VVVF        | MG (SIV), CP |               |

- VVVF：VVVF主制御器、SIV：静止形インバータ (210 kVA)、MG：電動発電機（190 kVA ブラシレスMG）、CP：空気圧縮機
- 7号車の補助電源装置はMGまたはSIVのどちらかを搭載している。

### 600番台（日光線・宇都宮線用）
日光線で運用されていた小山車両センター所属の107系0番台ならびに宇都宮線小金井駅 - 黒磯駅間で運用されている高崎車両センター所属211系置き換え用として、E233系5000番台投入によって余剰となった京葉車両センター所属車とE233系7000番台投入によって余剰となった川越車両センター所属車に改造工事を施工して落成した番台区分である。
MT比2M2Tの4両編成12本計48両が小山車両センターに配置される計画で、このうち4本16両が日光線向け、8本32両が宇都宮線向けとされ、宇都宮線向けは日光線でも運用される。このうち、Y1 - Y10編成は元京葉車両センター所属車、Y11・Y12編成は元川越車両センター所属車両のため前面が異なる。
日光線向け車両のラインカラー帯は同線で運用されていた107系レトロ調塗色車と同様のクラシックルビーブラウン・ゴールド・クリームの3色を配するほか、車体側面には107系と同じ沿線名所をモチーフにしたエンブレムステッカーを貼り付けている。一方、宇都宮線向け車両のラインカラー帯はE231系近郊タイプと同様の湘南色を配する。
前面・側面の方向幕は、元京葉車が日光線関係のコマが茶色地に107系と同様のレトロ調フォント、宇都宮線関係のコマが緑地に通常フォントとされたが、元川越車はLEDをそのまま使用している。
先頭車は前面運行番号表示器をLED化し、4両編成2本での併結運用を考慮して電気連結器を追設している。保安装置はATS-PとATS-SNを搭載する。また、クハ205形は、後位4位側に車椅子対応の大形洋式トイレを新設し、向かいの3位側に車椅子スペースを設置した。
車内は大きな変更はないが、座席モケットと側窓カーテンの交換が実施されている。また、寒冷地での運用を考慮して客用ドアレール下部へレールヒーターを設置、客室暖房器の容量を1基あたり750 Wから1,000 Wのものへ交換・増強した。客用ドアの半自動対応として、車内外ドア横への開閉スイッチ新設ならびに室外側にドアチャイムを新設している。
走行機器類に大きな変更はないが、空気圧縮機には耐寒対策を実施、付帯する除湿装置にはヒータの追加がされたほか、蓄電池の取り替えなどが実施されている。モハ205形のパンタグラフはシングルアーム式（PS33F形）に交換し、併せて霜取り用第2パンタグラフを増設した。600番台の起動加速度は1.7 km/h/s、減速度は3.6 km/h/sとされている。
ブレーキ装置は、日光線内の25‰勾配区間を走行することから抑速ブレーキと耐雪ブレーキの追加、主抵抗器の容量増大が実施された。同様の勾配対策として、電動車には車輪の空転防止用噴射式増粘着装置「セラジェット」（酸化アルミニウムの粉末を噴射）を搭載する。
日光線では、2013年3月16日のダイヤ改正から、宇都宮線（宇都宮駅 - 黒磯駅間）では、同年8月24日から営業運転を開始した。いずれも当初より小山車両センターへの入出庫を兼ねて、小金井駅 - 宇都宮駅間においても営業運行されている。
日光線用のうちY3編成（元ケヨ4編成）は、2018年4月1日 - 6月30日まで開催された「本物の出会い 栃木」デスティネーションキャンペーンに合わせ、ジョイフルトレイン「いろは」に再改造された。同年4月1日より運行を開始している。
2022年3月12日のダイヤ改正に伴い、宇都宮線宇都宮 - 黒磯間と日光線は全列車E131系に置き換えられ、「いろは」車両を含む全車が運用を終了した。
「いろは」を含む全車両が長野総合車両センターへ回送され、2022年4月から8月にかけて7編成28両が、2022年11月に4編成16両が、それぞれ廃車された。最後まで残ったY3「いろは」編成4両が2023年4月4日に廃車され、600番台は廃区分番台となった。廃車後は「いろは」を含むすべての車両が解体されたため現存しない。

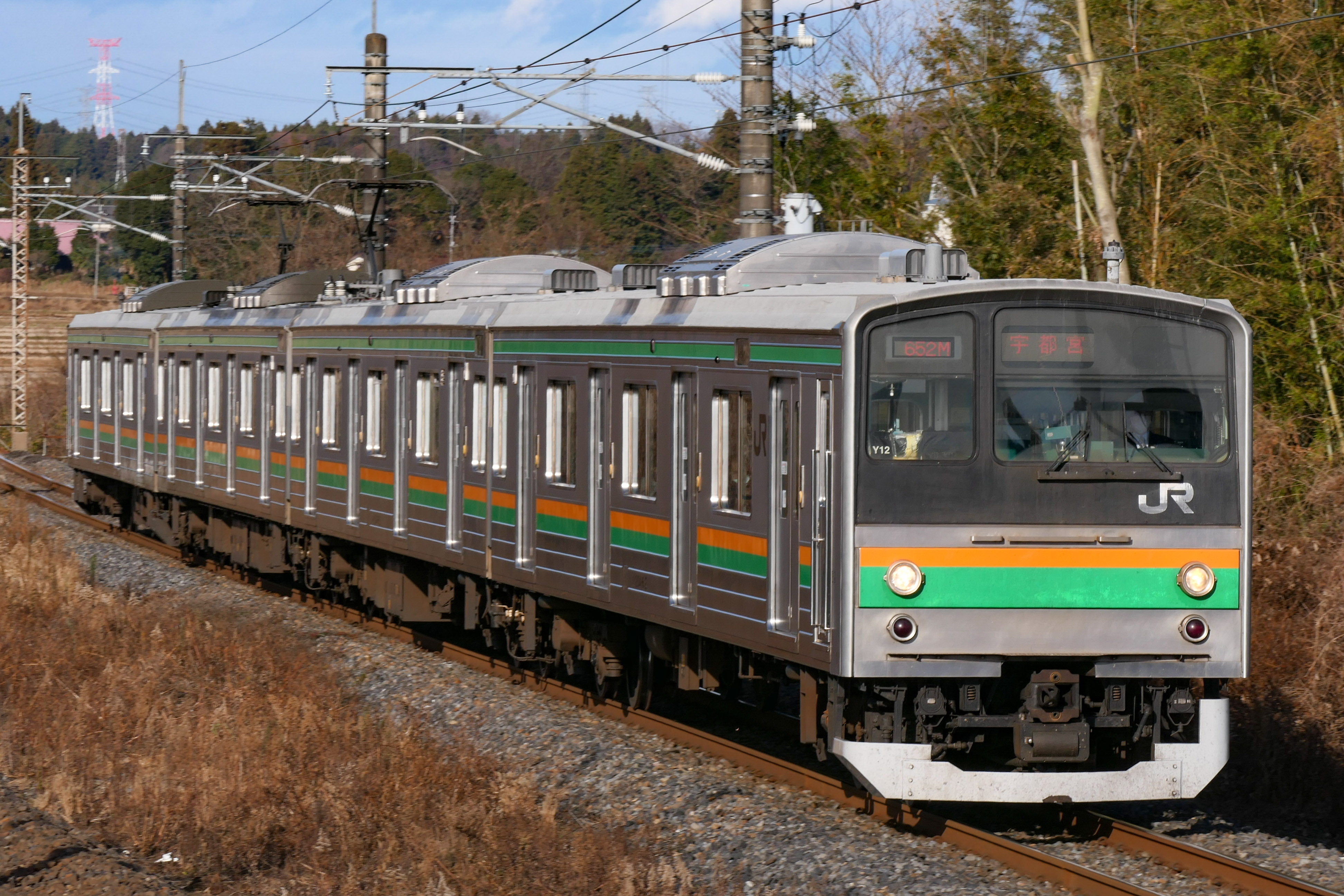
宇都宮線用Y12編成 （元川越車両センター所属車両）
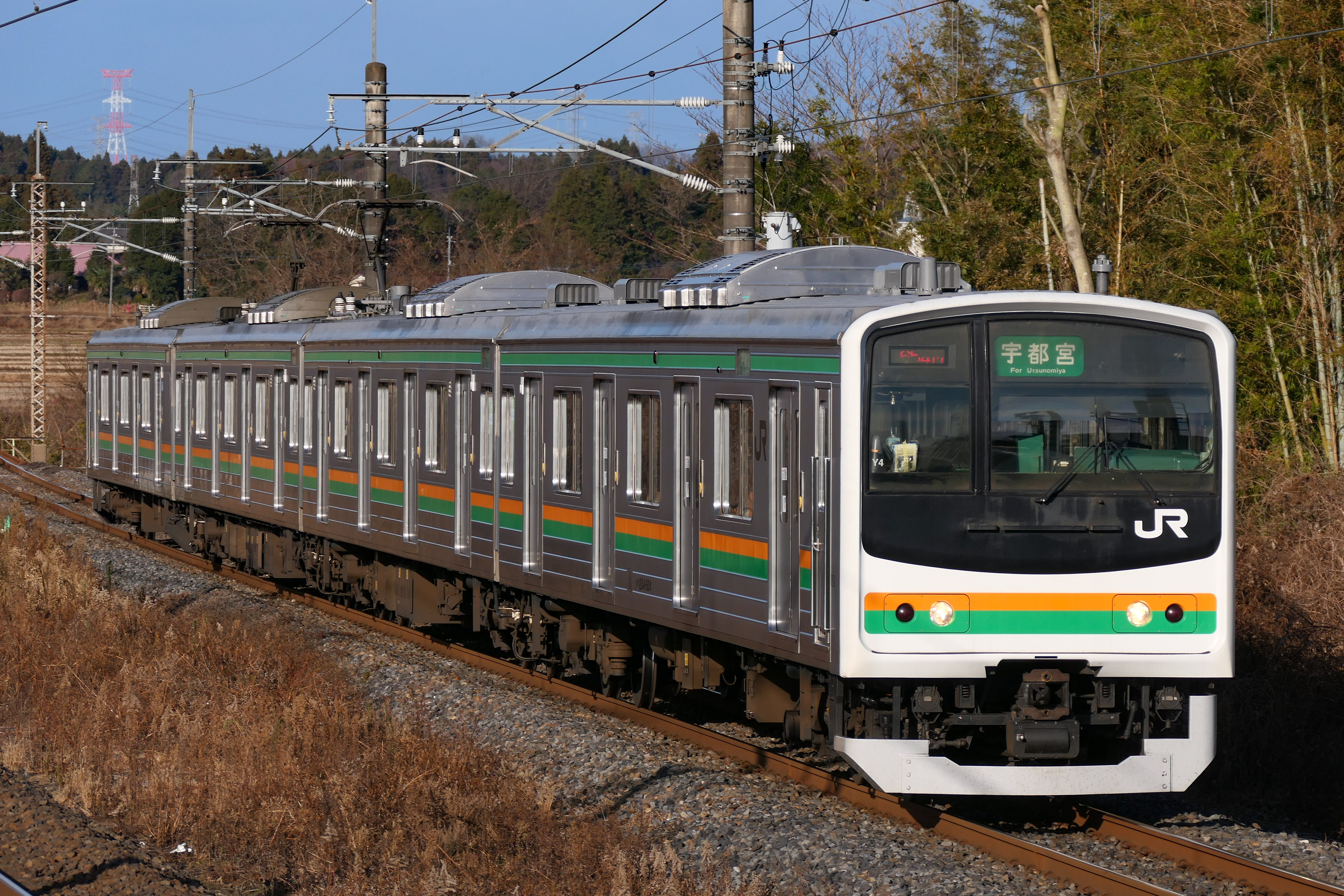
宇都宮線用Y4編成 （元京葉車両センター所属車両）
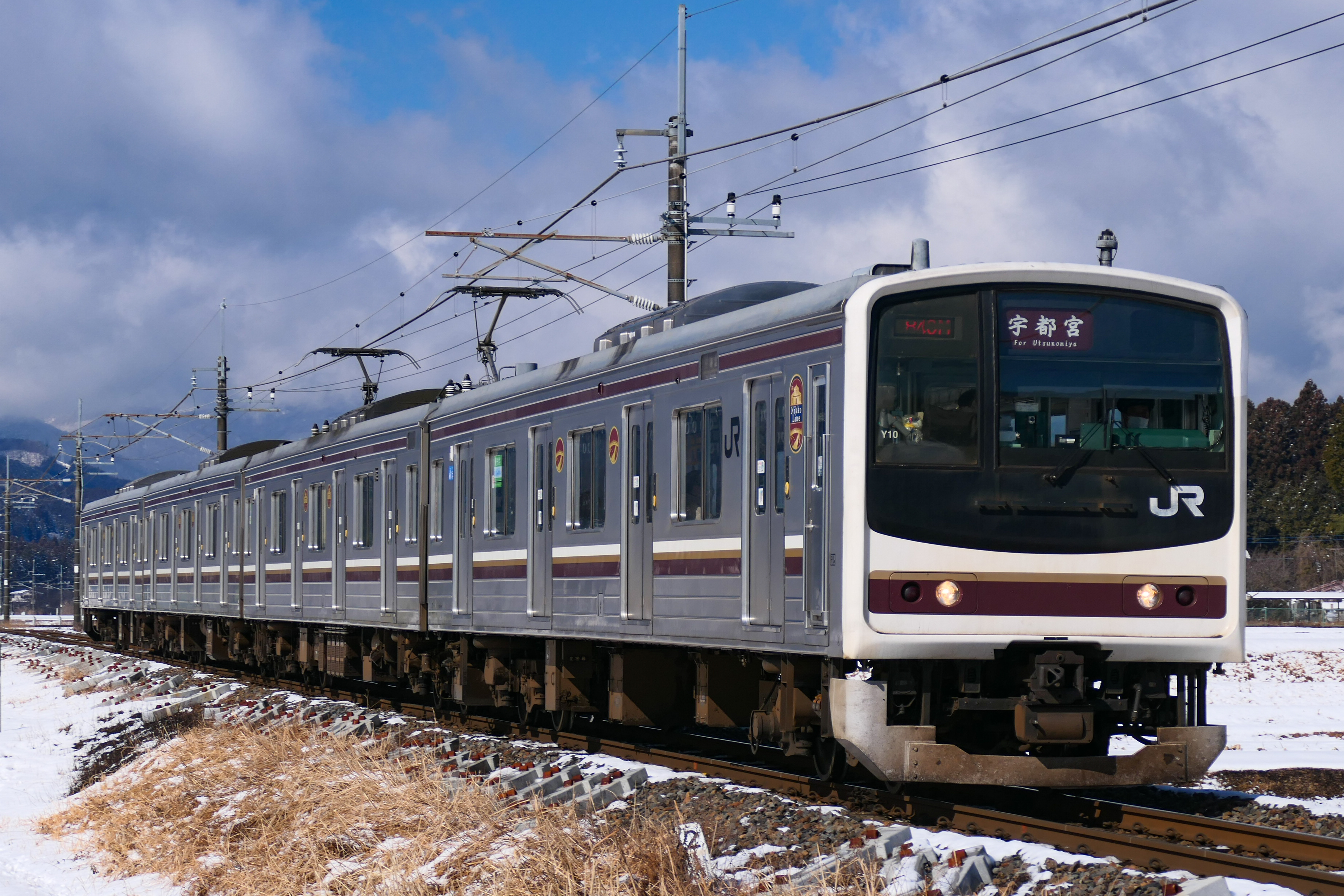
日光線用Y10編成 （元京葉車両センター所属車両）
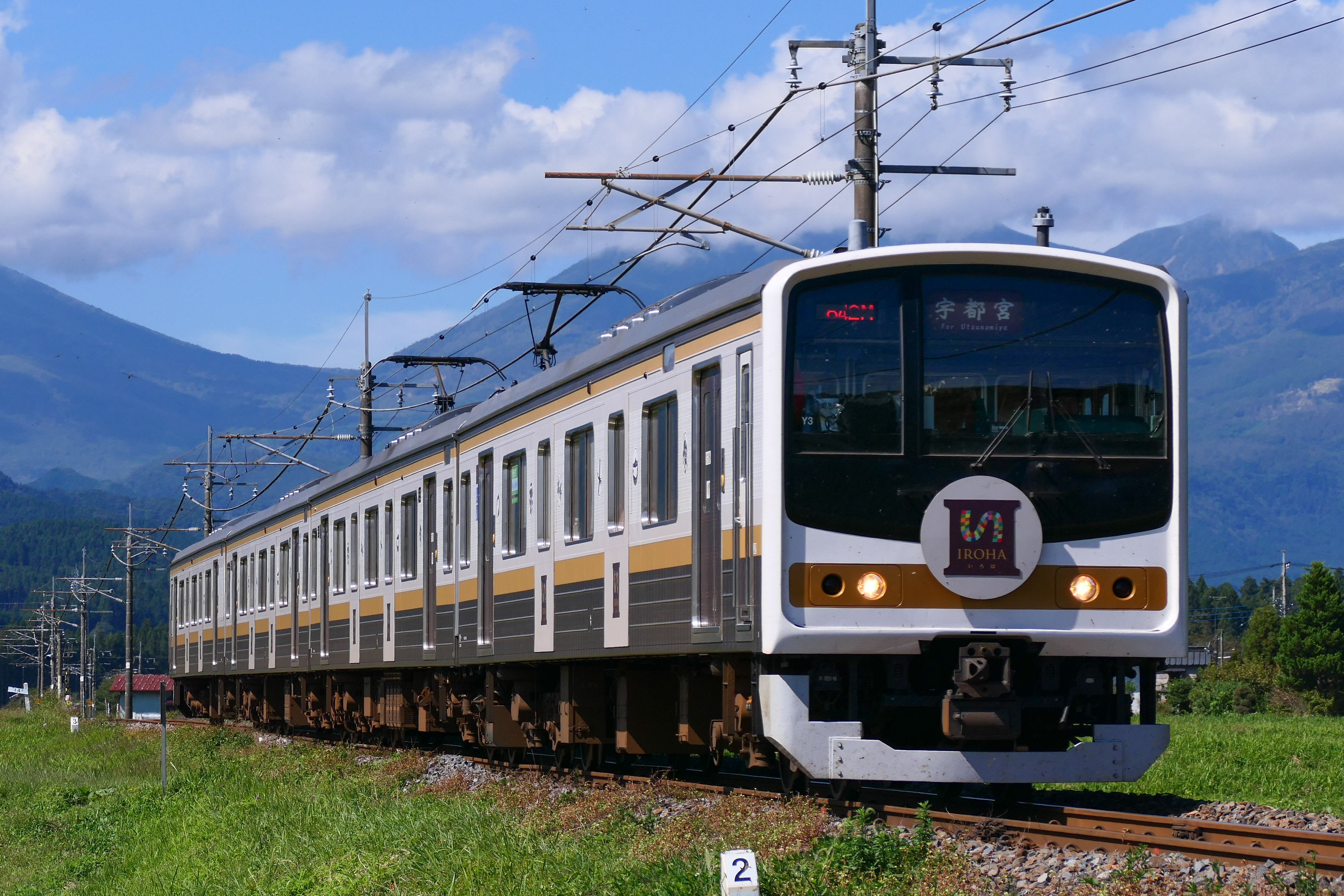
Y3編成「いろは」（元京葉車両センター所属車両）
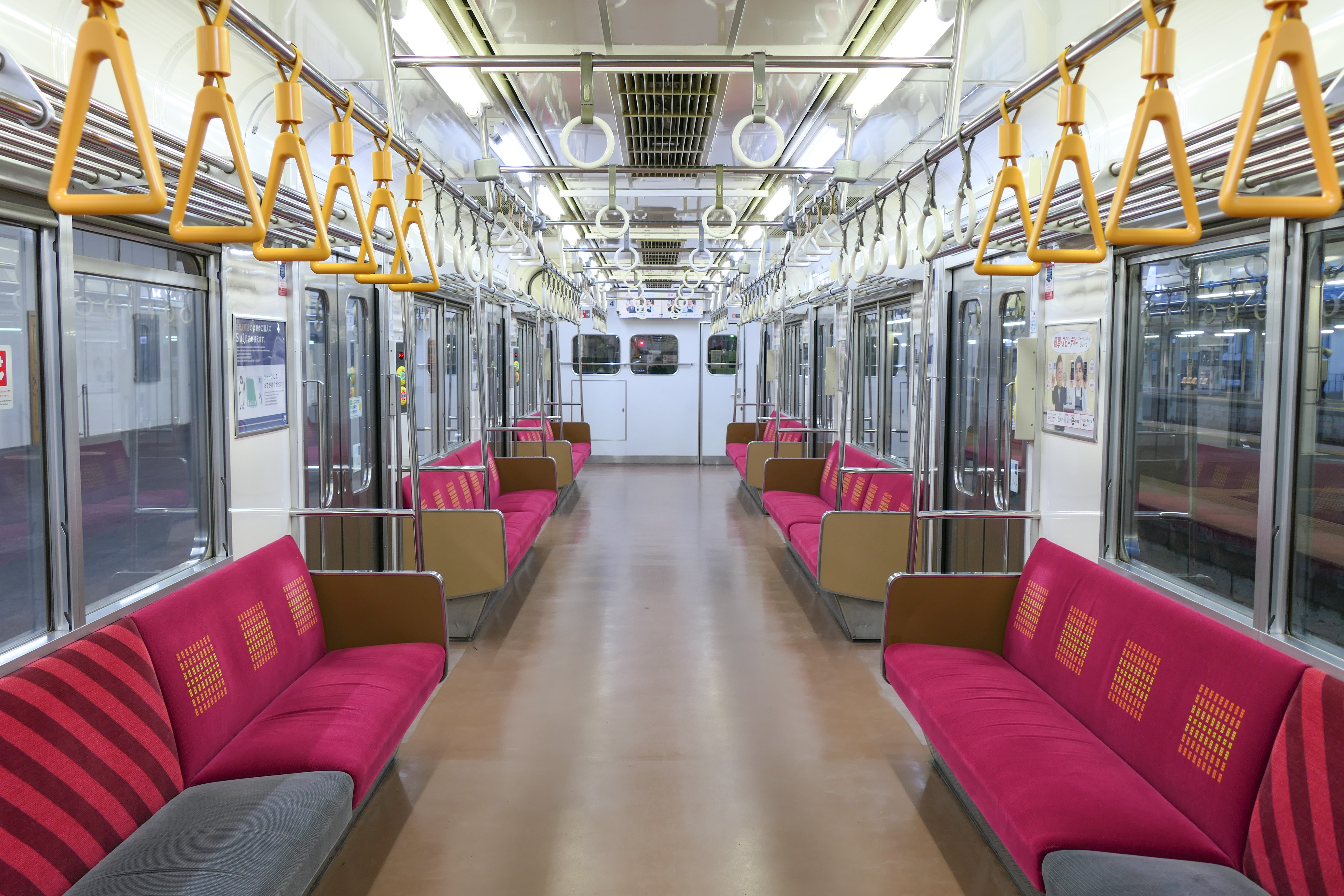
宇都宮線用600番台車内
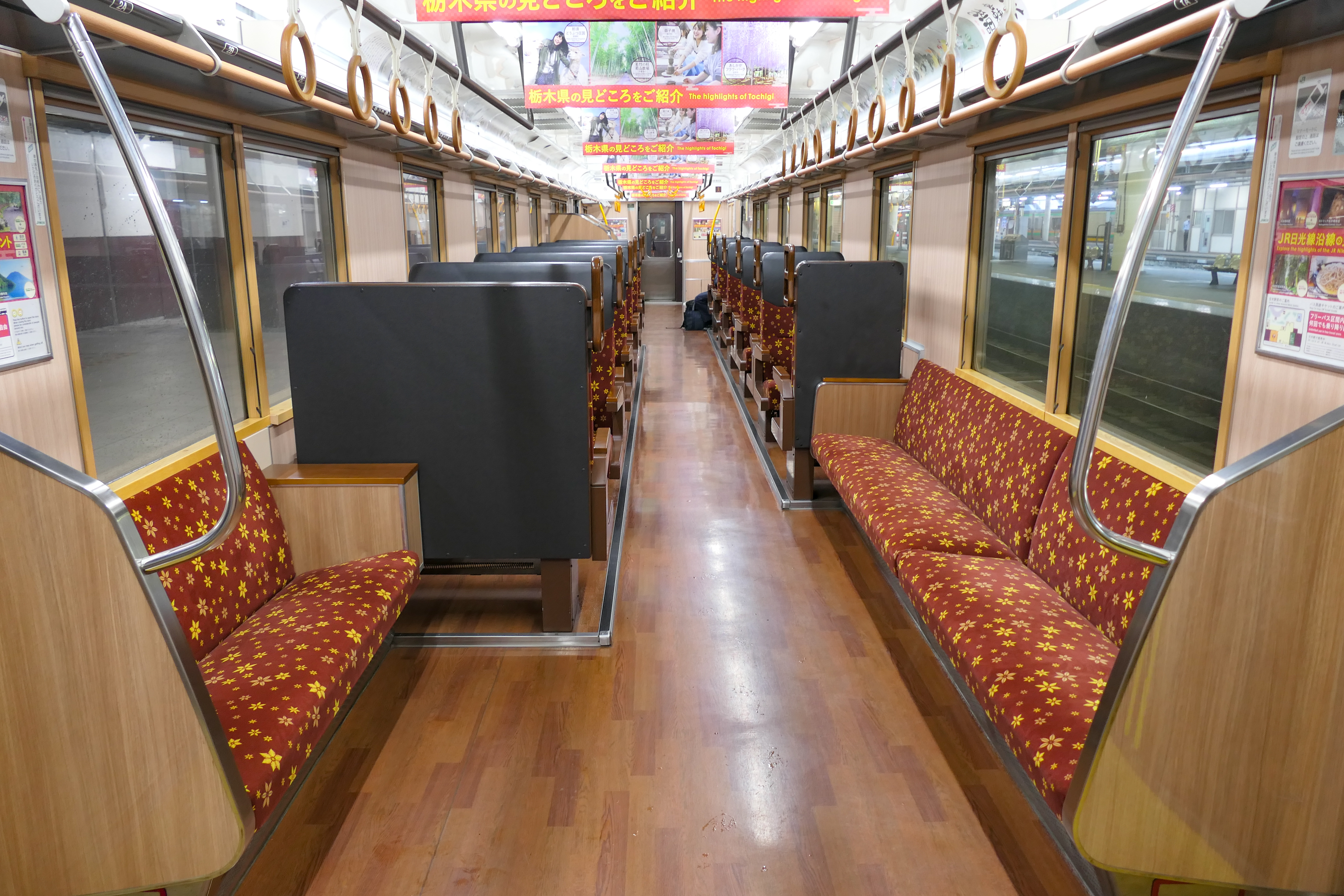
Y3編成「いろは」車内
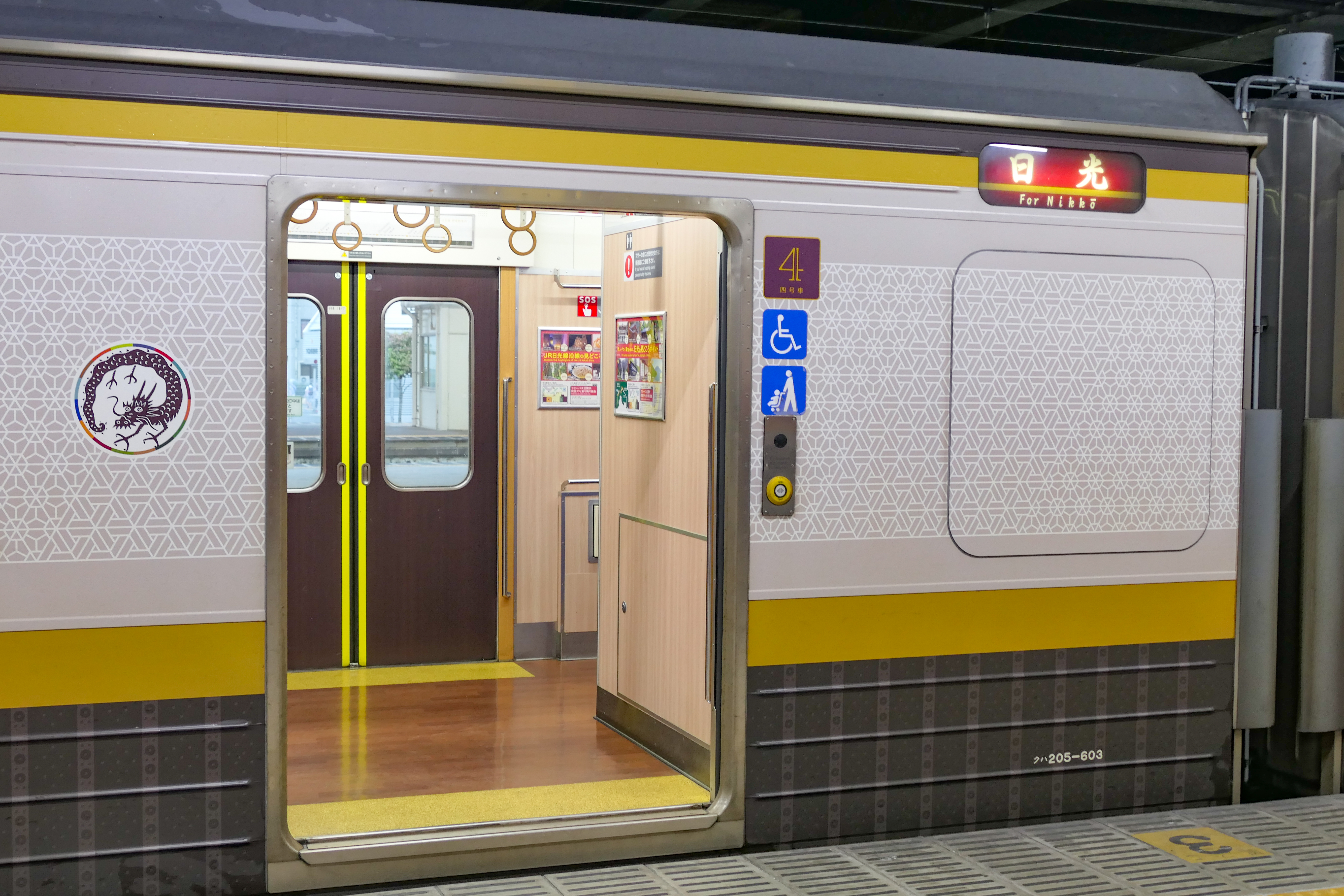
トイレ増設箇所外観と半自動ドアスイッチ
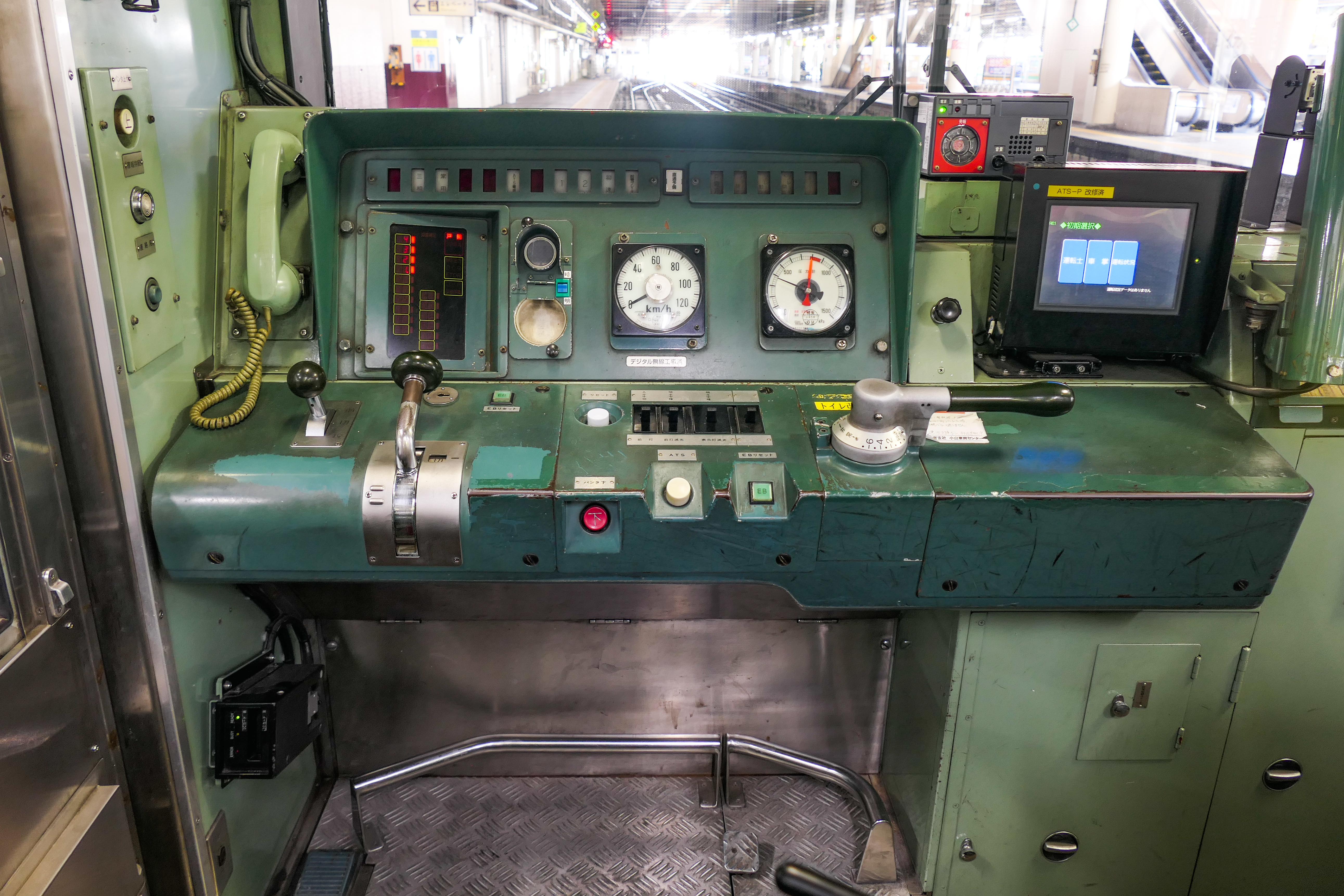
運転台（600番台）

編成表（日光色・いろは）
|          | ← 宇都宮日光・小金井 → |             |              |               |
| 号車     | 4                      | 3           | 2            | 1             |
| 形式     | クハ205 (Tc)           | モハ205 (M) | モハ204 (M') | クハ204 (Tc') |
| 搭載機器 |                        | Cont        | MG, CP       |               |
| Y2       | 602                    | 602         | 602          | 602           |
| Y3       | 603                    | 603         | 603          | 603           |
| Y6       | 606                    | 606         | 606          | 606           |
| Y10      | 610                    | 610         | 610          | 610           |

編成表（湘南色）
|          | ← 黒磯・宇都宮日光・小金井 → |             |              |               |
| 号車     | 4                            | 3           | 2            | 1             |
| 形式     | クハ205 (Tc)                 | モハ205 (M) | モハ204 (M') | クハ204 (Tc') |
| 搭載機器 |                              | Cont        | MG, CP       |               |
| Y1       | 601                          | 601         | 601          | 601           |
| Y4       | 604                          | 604         | 604          | 604           |
| Y5       | 605                          | 605         | 605          | 605           |
| Y7       | 607                          | 607         | 607          | 607           |
| Y8       | 608                          | 608         | 608          | 608           |
| Y9       | 609                          | 609         | 609          | 609           |
| Y11      | 611                          | 611         | 611          | 611           |
| Y12      | 612                          | 612         | 612          | 612           |

- Cont：主制御器、SIV：静止形インバータ、MG：電動発電機（190 kVA ブラシレスMG）、CP：空気圧縮機

## 改造

### JR東日本での改造工事

#### デジタル無線搭載工事
JR東日本では、2007年度から2010年度に首都圏各線での列車無線のデジタル化を実施した。これは従来の列車無線装置が更新時期を迎えていることに加え、運行障害による無線の使用頻度が高く増強が必要なこと、列車支援運行業務の充実を図ることを目的として実施されているものである。本系列においても搭載工事が実施されており、施工済み車には運転室に簡易モニタ画面とICカードのリーダ・ライタ、運転台後部の窓の上に無線親機と電源装置、そのそばの荷棚に簡易モニター装置のコンピュータの設置などが見られる。

### JR西日本での改造工事

#### 体質改善工事

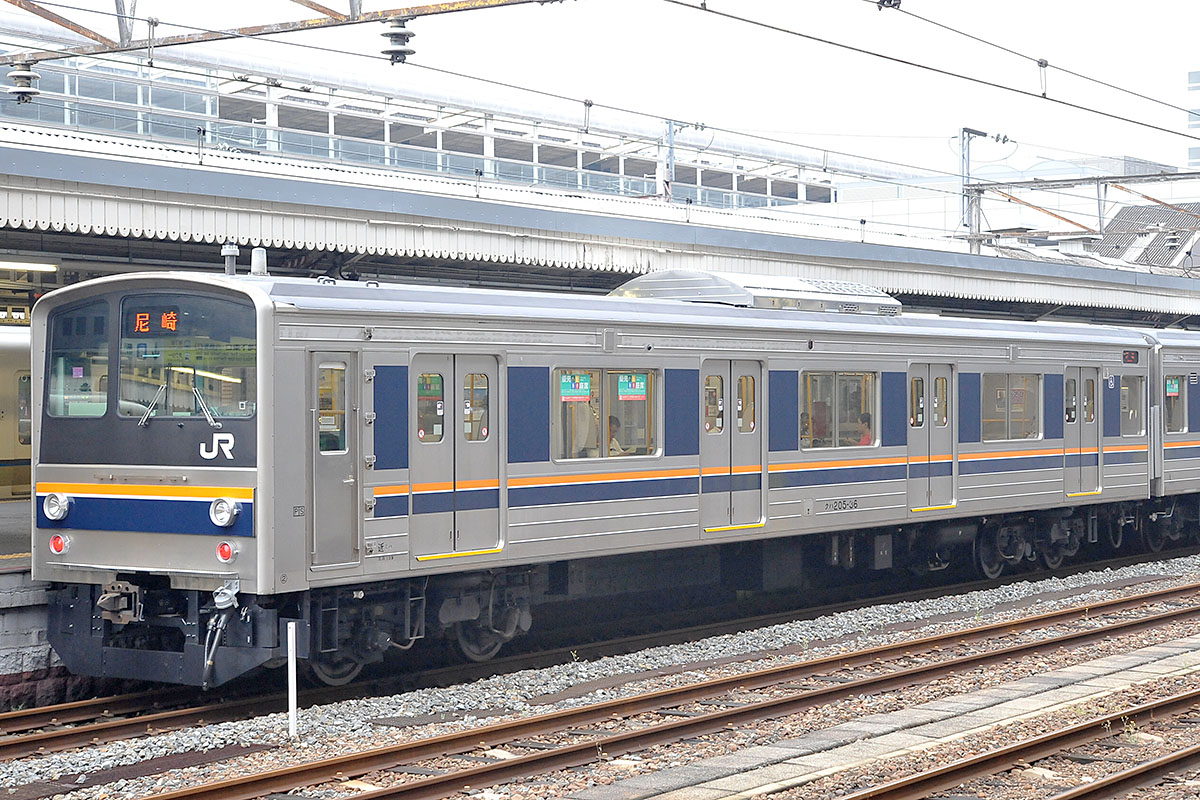
体質改善工事車（0番台）

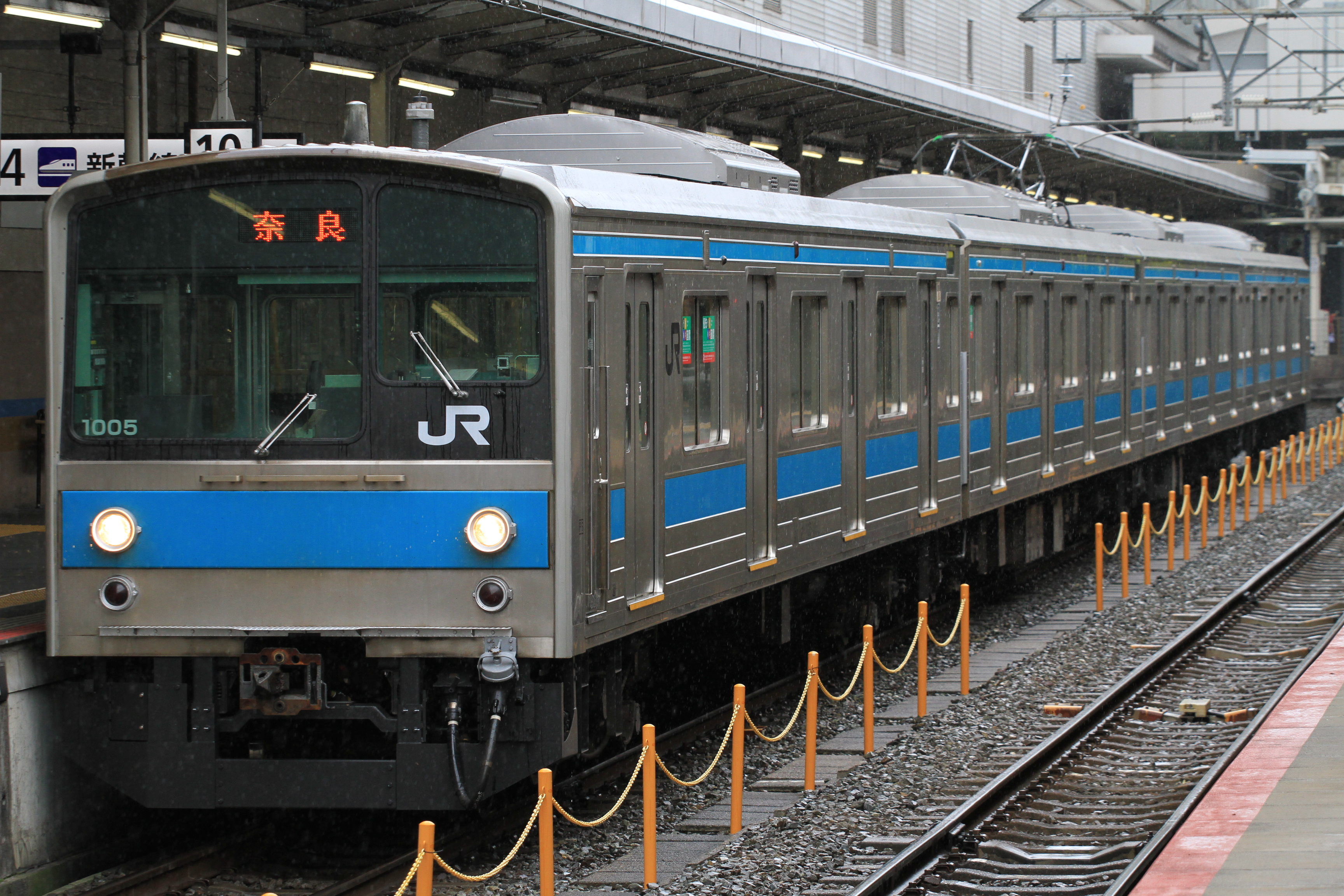
体質改善工事車（1000番台）
（2018年4月6日 京都駅）

JR西日本在籍の車両は落成から20年以上が経過しているため、2011年度より順次、体質改善工事が施工されており、1000番台HH404編成を以って全車両への施行が完了した。なお、0番台に組み込まれているサハ205形は直後に予定されていた阪和線再転属の際に余剰車となる見通しであったことから、後述のとおり工事を省略している。
外観については、前面排障器（スカート）の取り換え、前面および側面行先表示器を字幕式からLED式に交換（一部のサハ205形を除く）、合わせて運行番号表示器が撤去されている。車外客用ドア下部のクツズリ部には黄色着色を実施、屋根上では通風器（ベンチレーター）が撤去されている（サハ205形を除く）。また、車外スピーカーが新設されている（1000番台は新製時より設置済み）。
車内は化粧板および床敷物の取り替えによる内装更新（サハ205形を除く）および同時にバリアフリー化が実施されている。座席横の袖仕切り板は上部に仕切り板を新設（一部のサハ205形を除く）、座席端やドア横などの手すりは黄色着色による視認性向上が図られている。客用ドア下部では滑り止め加工の変更および客用ドアの戸袋側への黄色マーキングによる安全性向上を実施した。
客用ドア上部には千鳥配置でLED式車内案内表示器を新設、合わせてドアチャイムを追加、客用ドアガラスをUVカットの複層ガラス化。  つり革は大型化と黄色化、また増設が実施されている。このほか、各先頭車に車椅子スペースを新設、連結面貫通扉の取り換え（サハ205形を除く）、側窓カーテンの交換などが実施されている。
乗務員室内は特に大きな変更はないが、案内放送用マイクを各側面別2個に増設、車内案内表示器の設定器の新設が行われている。

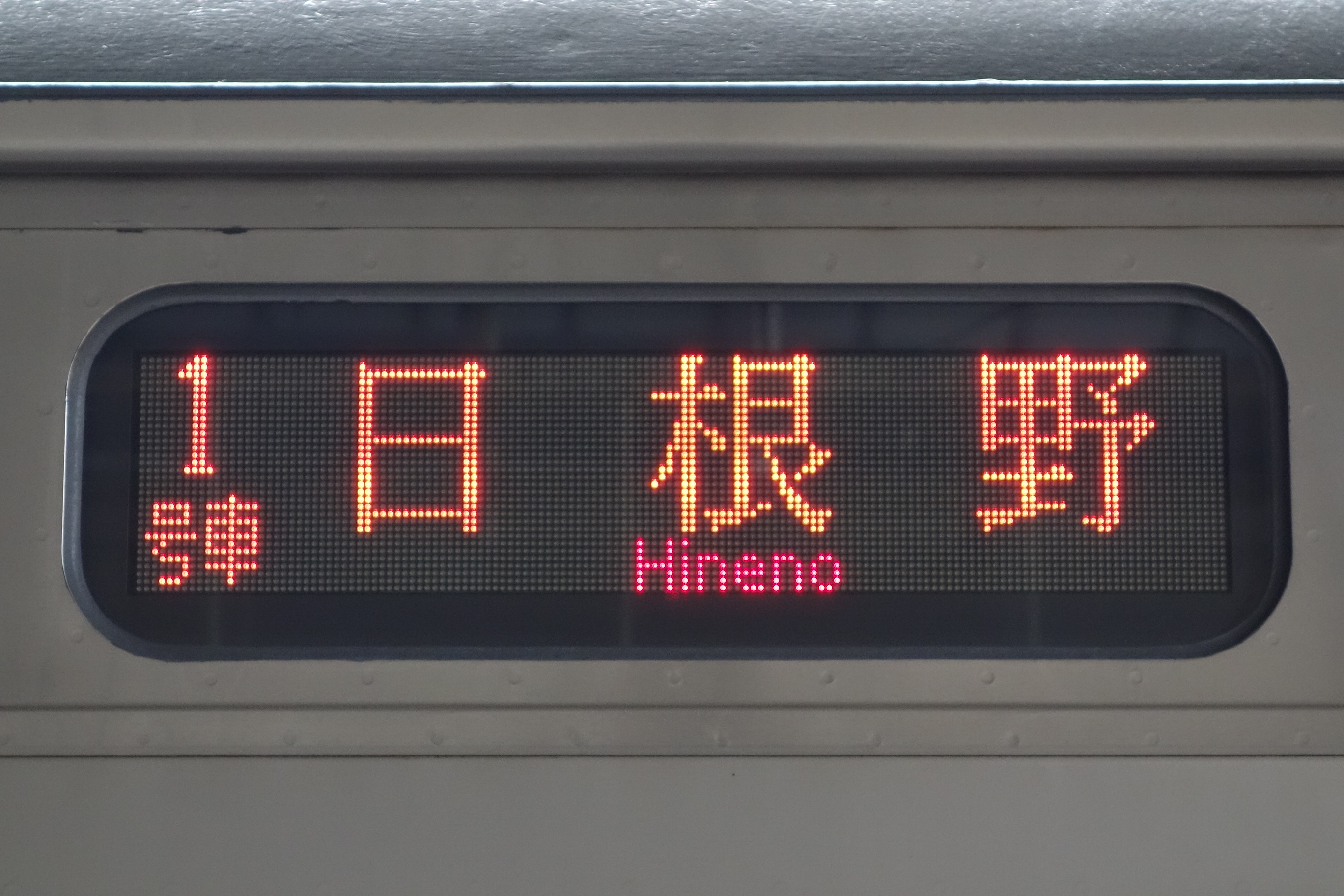
LED式側面方向幕
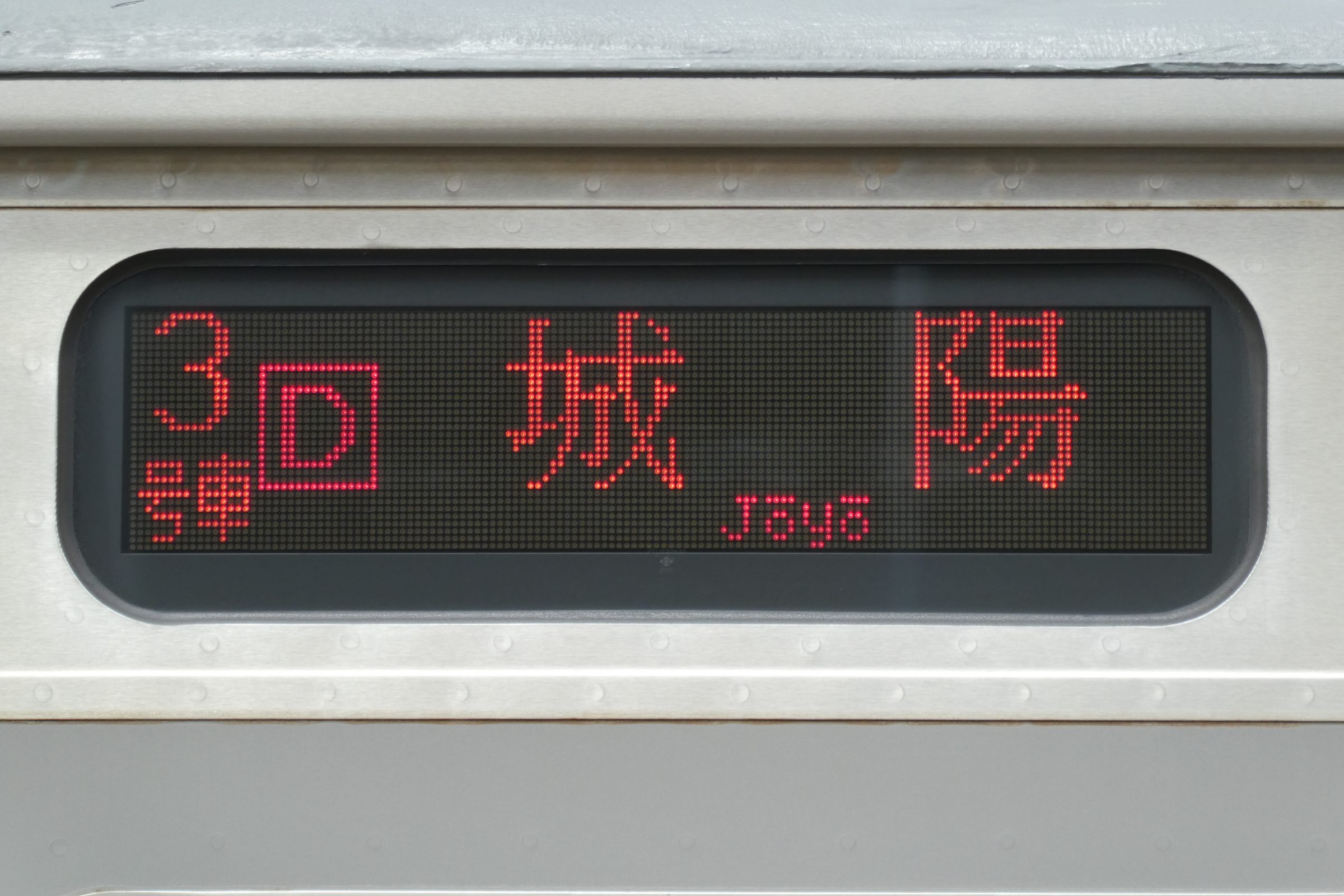
LED式側面方向幕（路線記号導入後）
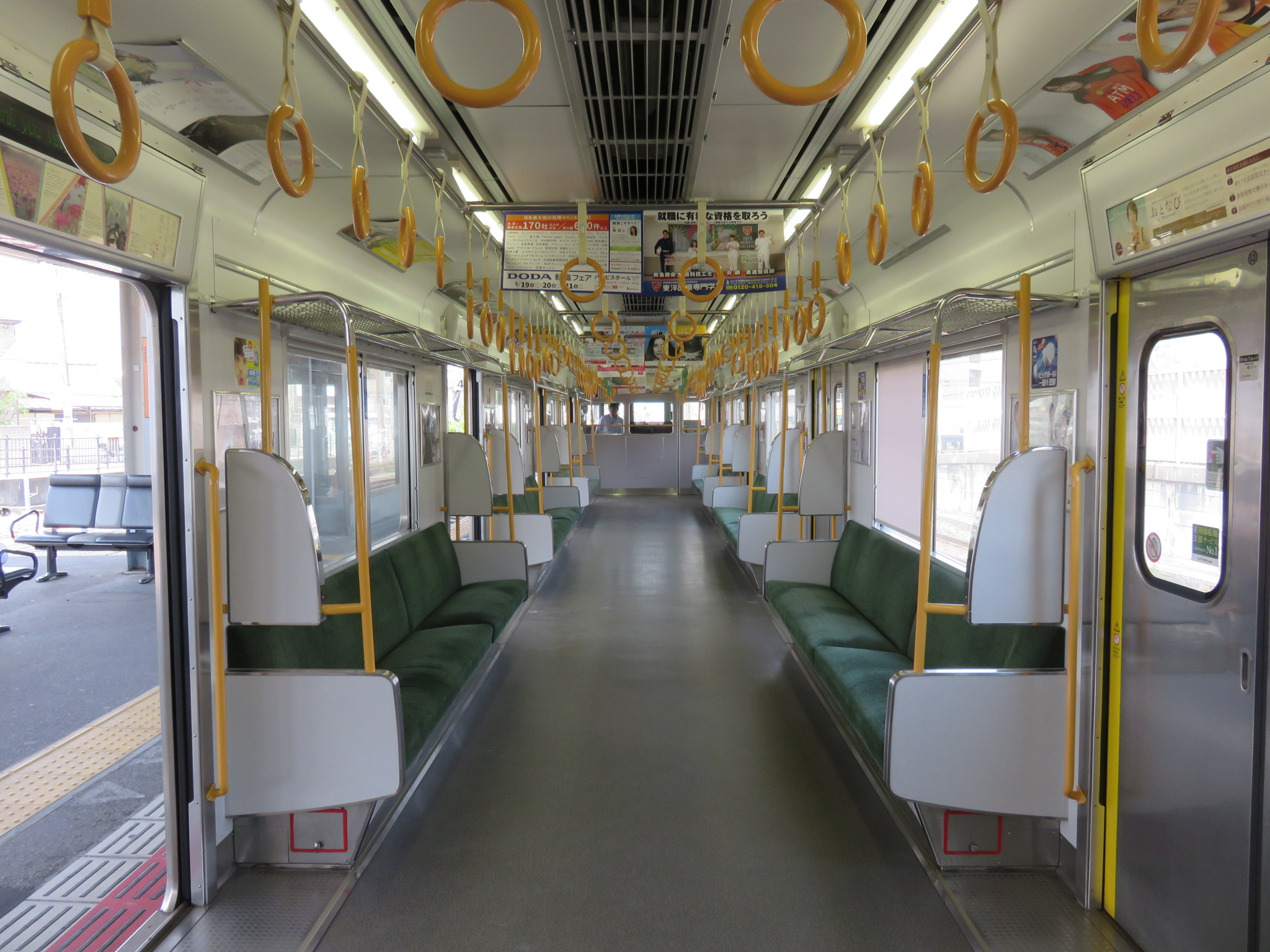
車内（0番台）[注 24]
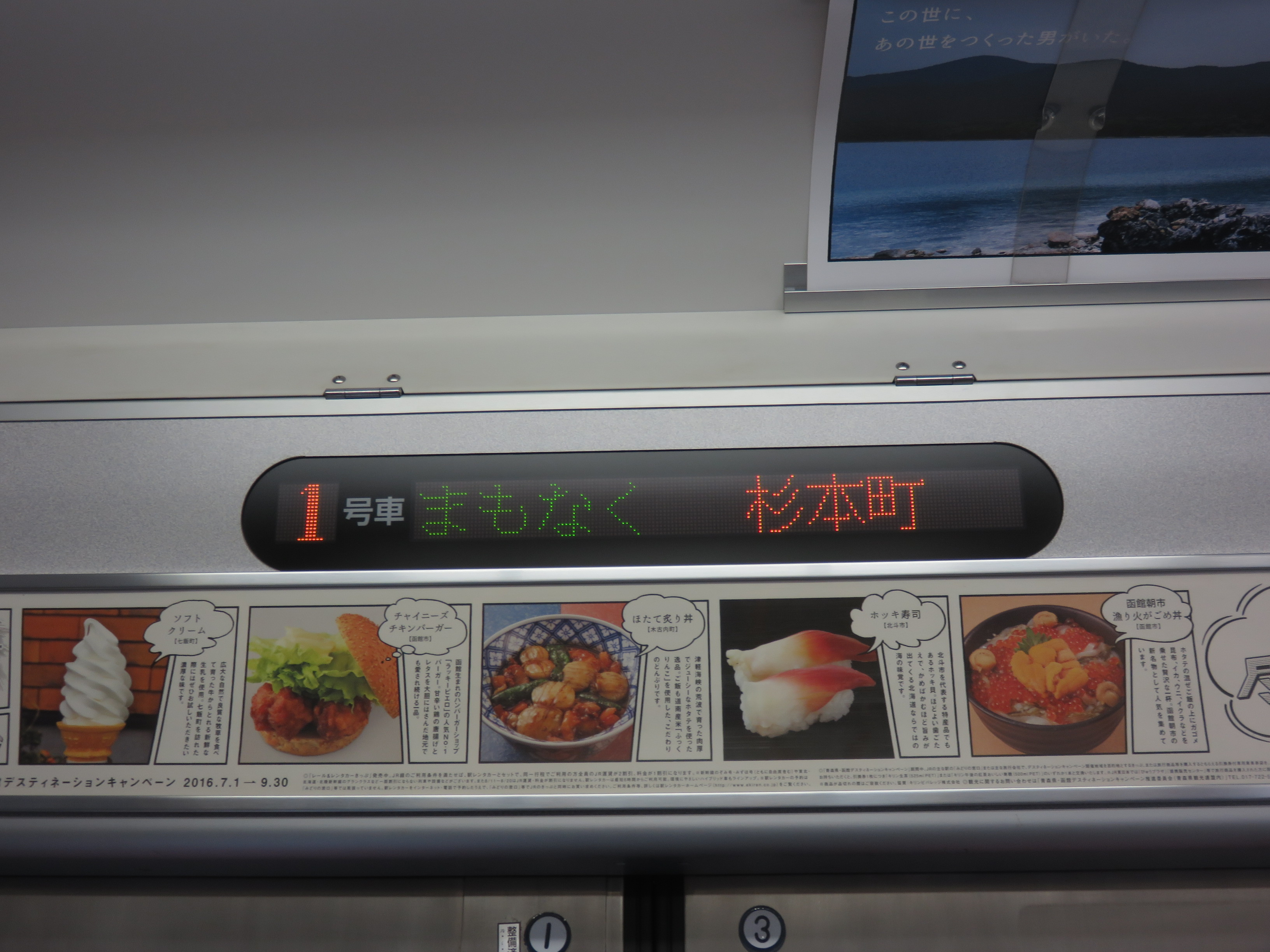
LED式車内案内表示器

## 運用
路線名の横の四角は帯の色である。路線名の横のx両編成および記号は投入当時の両数と編成を示す。

### JR東日本

#### 山手線

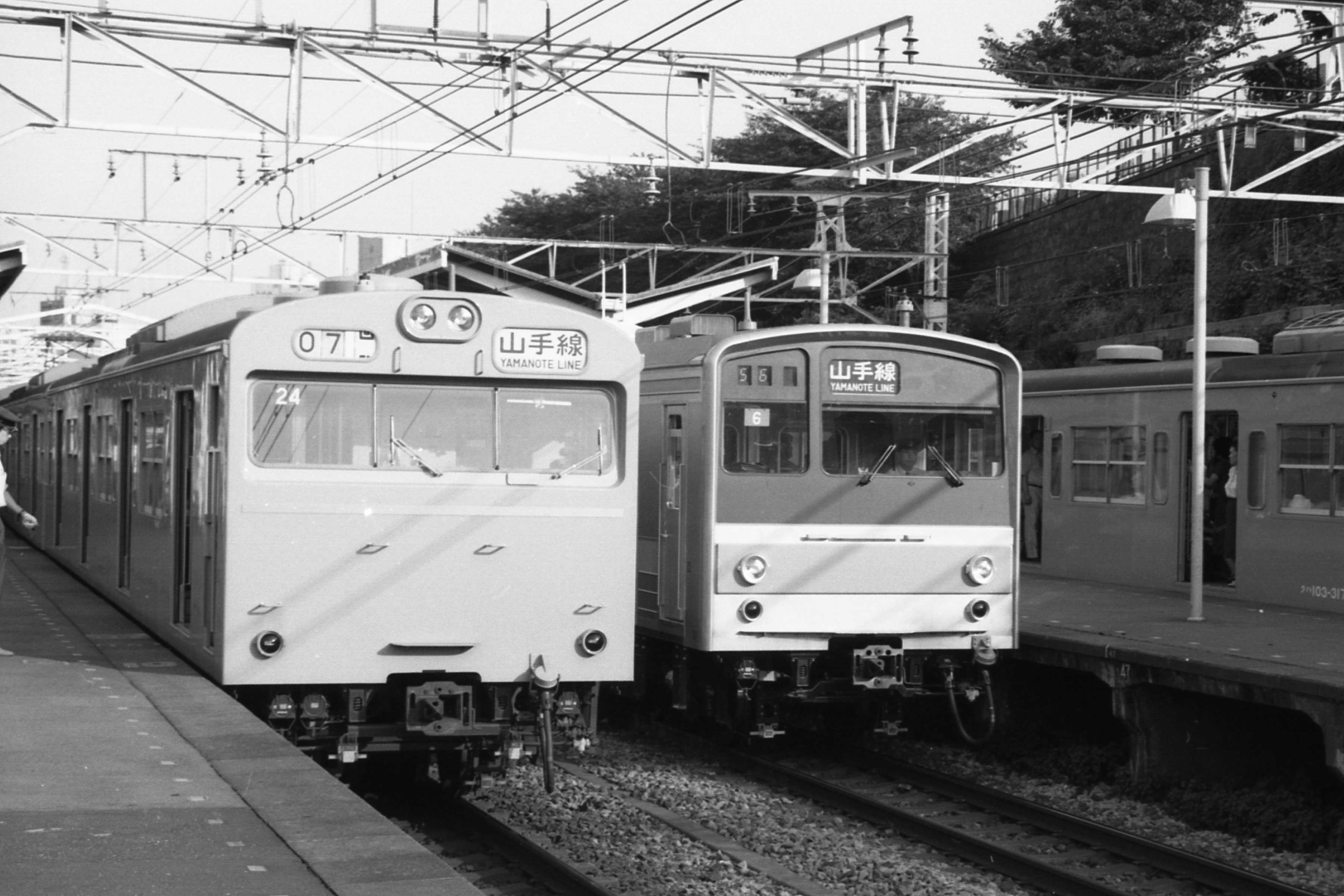
国鉄時代の山手線103系と205系
（1986年 鶯谷駅）

山手線では、0番台の10両編成 (Tc-M-M'-T-M-M'-T-M-M'-Tc') が山手電車区（後の東京総合車両センター）に配置された。色は■。
中央線快速、中央・総武緩行線に続く首都圏で3番目の省エネ車投入区となった。当初は201系の投入を予定していたが、当時の国鉄の財政事情より、安価な本系列の開発・投入をする方針に変更され、10両編成34本（340両）が投入された。
本系列の第1編成となるクハ205-1以下の10両編成は1985年（昭和60年）1月31日に東急車輛製造で落成・出場、同日に入籍した。出場後は横須賀線で公式試運転を実施し、夜間に品川電車区（当時）へと回送した。同年3月3日には「山手線開業100周年記念号」としてクハ205-2以下の10両編成が臨時列車において営業運転を実施した。同年3月25日から、クハ205-4以下の10両編成がシナ16編成として初めて一般営業運転を開始した。
なお、量産先行車落成時点では以下のような編成札が掲出された。
- クハ205-1以下「300」（2月23日からの山手線本線試運転開始時）→「1」（営業運転）
- クハ205-2以下「400」（3月3日の山手線開業100周年記念号）→「2」（営業運転）
- クハ205-3以下「500」→「8」で営業運転、その後「3」
- クハ205-4以下（不明）→「16」で営業運転、その後「4」

その後、0番台量産車となるシナ5編成（クハ205-5以下）は1985年（昭和60年）7月15日から営業運転を開始している。落成当初所属していた品川電車区（南シナ）は1985年（昭和60年）11月1日付けで山手電車区（南ヤテ）に改称した。
山手線ではJR東日本化後も引き続いて200両（10両編成20本）が投入された。ただし、上述の通り欠番が生じている。欠番発生により、山手線では先頭車の車両番号を編成番号にしているため、国鉄時代製造分の編成番号はヤテ1 - 34編成、JR東日本投入分はヤテ41- 60編成となっている（クハ205-60・クハ204-60まで・なお、ヤテ35 - 40編成の編成番号は欠番）。
山手線は最大で10両編成54本が配属されていた。その後は1990年5月22日に特発時の予備車を削減することで、1本（ヤテ41編成）を捻出して埼京線へと転属し、ハエ7編成（2代目）となった（1996年にハエ29編成へと改番）。
1991年12月から外回り品川方向10号車に6ドア車のサハ204形 (T') を組み込んで11両編成化（Tc-T'-M-M'-T-M-M'-T-M-M'-Tc'）された。ただし、1990年の登場から本投入までは一部の10両編成にサハ205形の代用として組み込まれたほか、改造工事による編成の不足を補うために浦和電車区から205系1本を借用し、帯色を変更してヤテ35編成として使用していた。11両編成化後しばらくは先頭車の前面に「11CARS」のステッカーを貼付していたが、1996年までに撤去された。
1996年2月には埼京線恵比寿延伸開業用に1本（ヤテ42編成）が埼京線へと転属し、ハエ30編成となった。なお、一部編成が運用を離脱し、量産先行車（ヤテ2編成）が1993年の一時期、横浜線へ貸し出されたこともあった。

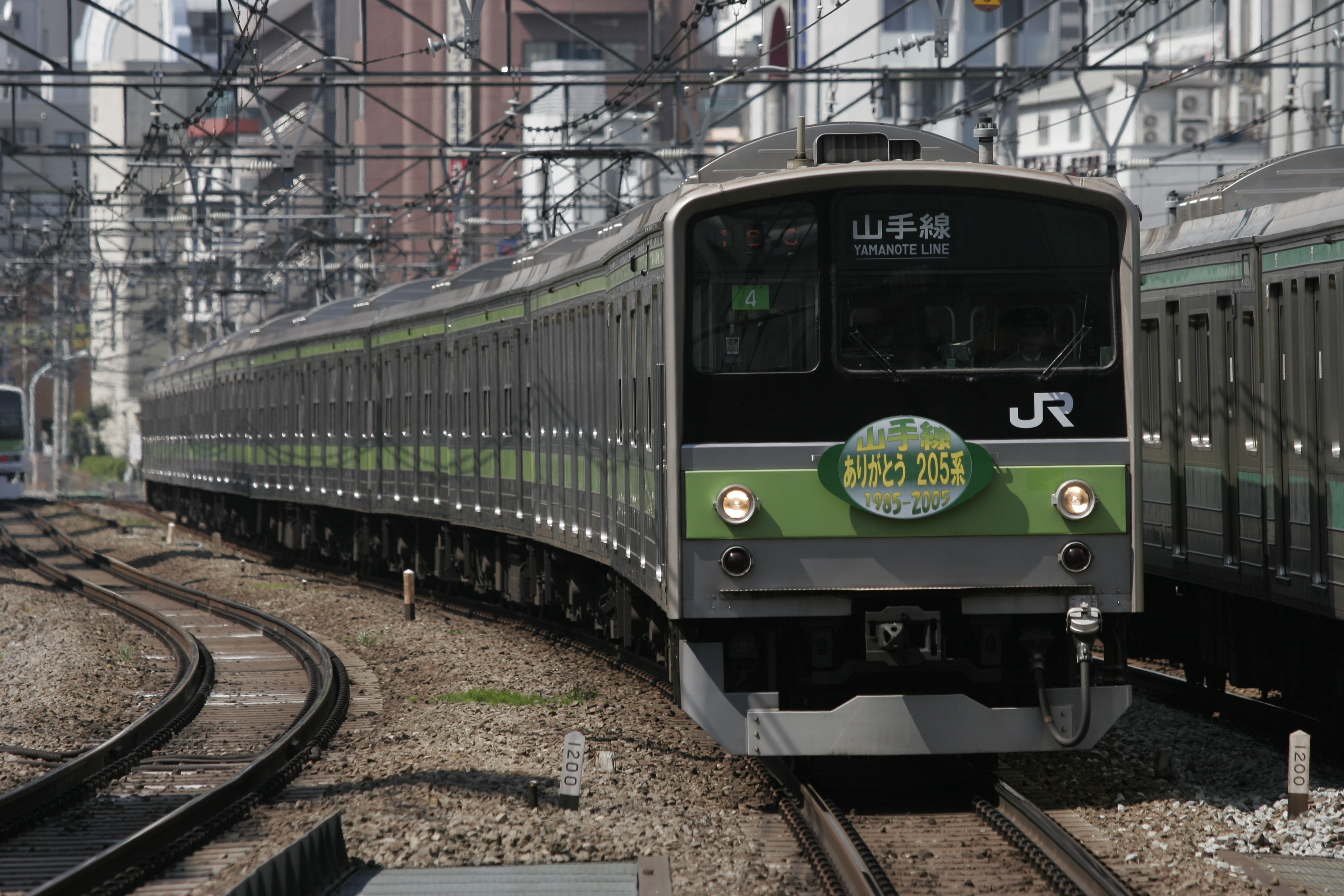
運用終了直前の山手線用205系

その後、D-ATC導入に合わせ2002年4月21日からE231系500番台が投入され、2005年4月17日限りで同線の運用を終了した（E231系500番台に置き換えられたのは10両編成52本）。このうちサハ204形はサハ204-30が横浜線へ転出して横クラH27編成に組成され、同線唯一のサハ204形0番台となった以外はすべて埼京線へ転出している。2005年4月17日には、最後まで運用されていた量産先行車であるトウ4編成（元ヤテ4編成）によるさよなら運転が行われた。
|                     | （大崎駅基準）← 東京・品川渋谷・新宿 → |             |              |             |             |                 |             |             |              |               |
| 号車                | 10                                     | 9           | 8            | 7           | 6           | 5               | 4           | 3           | 2            | 1             |
| 形式                | クハ205 (Tc)                           | モハ205 (M) | モハ204 (M') | サハ205 (T) | モハ205 (M) | モハ204 (M')    | サハ205 (T) | モハ205 (M) | モハ204 (M') | クハ204 (Tc') |
| 搭載機器            |                                        | Cont        | MG, CP       |             | Cont        | MG, (CP)        |             | Cont        | MG, CP       |               |
| 車両重量 （落成時） | 25.4 t                                 | 32.6 t      | 34.4 t       | 23.6 t      | 32.6 t      | 34.4 t (30.2 t) | 23.6 t      | 32.6 t      | 34.4 t       | 25.4 t        |

|          | （大崎駅基準）← 東京・品川渋谷・新宿 → |                  |             |              |             |             |              |             |             |              |               |
| 号車     | 11                                     | 10               | 9           | 8            | 7           | 6           | 5            | 4           | 3           | 2            | 1             |
| 形式     | クハ205 (Tc)                           | サハ204 (T') 6扉 | モハ205 (M) | モハ204 (M') | サハ205 (T) | モハ205 (M) | モハ204 (M') | サハ205 (T) | モハ205 (M) | モハ204 (M') | クハ204 (Tc') |
| 搭載機器 |                                        | DDC              | Cont        | MG, CP       |             | Cont        | CP           |             | Cont        | MG, CP       |               |

- Cont：主制御器、MG：電動発電機（190 kVA ブラシレスMG）、DDC：DC-DCコンバータ（30 kW、自車冷房電源用）、CP：空気圧縮機

1. ↑  5号車のモハ204のMGは当初の編成より搭載していたが、1988年（昭和63年）途中の増備車より省略された。既存車に搭載のMGも増備車の仕様に合わせるかたちで撤去された。
2. ↑  MG非搭載車（1988年（昭和63年）途中の増備車以降、またMGを撤去した既存車）の自重。

#### 横浜線

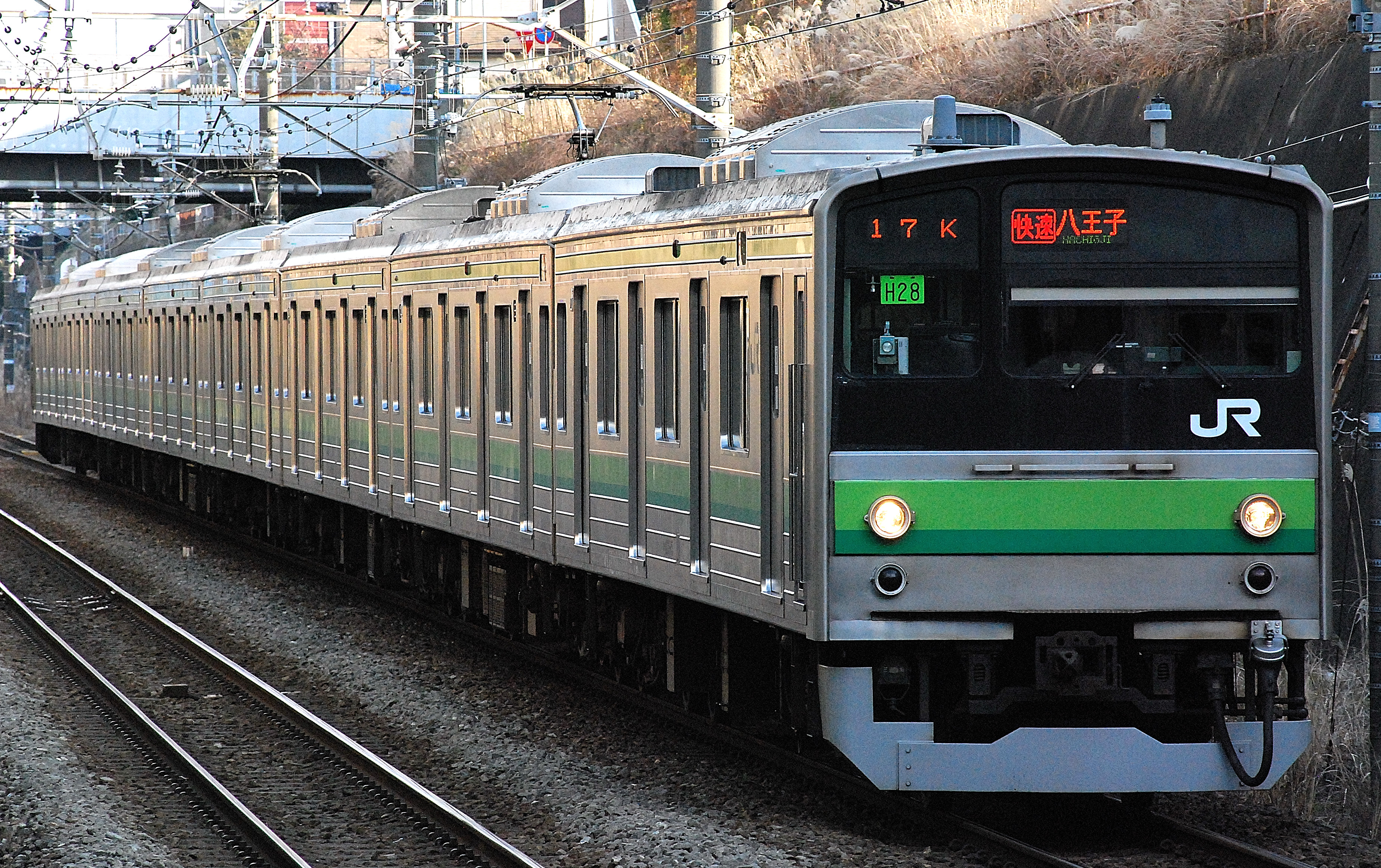
横浜線用の205系
（2014年1月22日 古淵駅）

山手線への本系列投入後は、サービス向上策の重点を首都圏の西南部地区へ置くこととなり、投入線区として横浜線が選ばれた。横浜線では1988年9月22日に運用を開始し、蒲田電車区に0番台7両編成 (Tc-M-M'-T-M-M'-Tc') 25本（後にH1 - H25編成となる）が、1988年9月から翌1989年2月までの半年間に投入され、103系を置き換えた。色は■■。この横浜線向け以降の車両では客用ドアのドアガラスが拡大されるとともに、前面に種別・路線表示器（幕式）が設置されている。ラインカラー帯はうぐいす色と緑15号のツートンカラーとすることで、横浜地区と多摩地区を結ぶ さわやかなイメージを表現している。横浜線は1989年までに205系で統一された。
1993年4月のダイヤ改正時に、新規製造のサハ205-232を組み込んで京浜東北線から1編成が転入し、カマ26編成となっている。1994年12月3日のダイヤ改正時に、全編成が東神奈川（大船）方の2号車に6扉車サハ204形100番台を組み込んで、8両編成 (Tc-M-M'-T-M-M'-T'-Tc' ) 化された。
1996年10月に横浜支社が発足し、横浜線東神奈川駅 - 橋本駅間が同支社の所管とされたのに伴い、12月1日付けで大船電車区に全車が転属した。転属時には編成番号がカマ1 - カマ26編成からH1 - H26編成に改番されている。横浜線向け新製車最終編成のH25編成7両のうち、サハ205-145、モハ205・204-230の3両は東日本旅客鉄道大船工場で製造されている。
大転配では山手線用11両編成1本からサハ205形1両とモハユニット2両を抜き、横浜線にH27編成として転入した。この編成は当初より横浜線で運用している本系列に、京浜東北・根岸線で使用するD-ATCを設置するにあたり、これに先駆けて同機器を設置して他編成に同様の機器を設置するための編成不足を補うための予備車として入線し、全編成に同機器が設置された後はデジタルATC化に伴う増発で使用された。ATSについてはATS-Pのみを追加搭載し、ATS-SNは横浜線の他の205系と同様に最初から取り付けられていない。転入の際に前面行先表示器をLEDに変更して転入しており、残る26編成もデジタル列車無線搭載により前面の種別表示器が使用できなくなることから、順次前面行先表示器がLED化された。
2009年の根岸線におけるデジタルATCの使用開始に先立ち、2007年3月までに全編成に関連機器が取り付けられた。また、デジタル列車無線搭載に伴い前面種別表示器が使用できなくなるため、2006年11月よりデジタル列車無線の搭載工事と並行して、前面行先表示器のLED化改造を施工した（H27・H28編成は鎌倉車両センター転入時に搭載。側面は幕式）。埼京線用のものとは異なり英字・ローマ字表記はすべて大文字である。
2009年には3月ダイヤ改正時の増発目的で、武蔵野線のM66編成（元ケヨ23編成）が4M4T化された上でH28編成として横浜線に転入した。転入の際、残りのモハユニット2両は廃車となった。なお、H28編成は横浜線の205系では唯一6ドア車が連結されず、全車4ドア車だった。編成は TcMM'TMM'TTc'であった。
横浜線向け205系の運用路線で保安装置にATS-SNを使用した路線はないため、首都圏で運用されている本系列では唯一ATS-SNが装備されていない（H1 - H26はP・C。H27編成のみP・B・C）。2009年 - 2014年まではH1 - H28編成の28編成が在籍していた。H26 - H28編成の3本は他線からの転入である。
後述の埼京線に続いて、2014年（平成26年）2月16日よりE233系6000番台による置き換えが開始され、同年8月23日をもって横浜線における営業運転を終了した。
2014年3月15日のダイヤ改正でのE233系6000番台の運用開始に伴い余剰となったH26編成は、サハ205-232およびサハ204-126を抜き取り6両編成となって2月25日付で中原電車区に転属し、ナハ17編成となって増発された南武線で運用を開始した。なお、編成から外された残りの2両は2月5日付で廃車となった。
|          | ← 八王子東神奈川・大船 → |             |              |             |             |              |                       |               |
| 号車     | 8                        | 7           | 6            | 5           | 4           | 3            | 2                     | 1             |
| 形式     | クハ205 (Tc)             | モハ205 (M) | モハ204 (M') | サハ205 (T) | モハ205 (M) | モハ204 (M') | サハ204 -100 (T') 6扉 | クハ204 (Tc') |
| 搭載機器 |                          | Cont        | MG, CP       |             | Cont        | MG, CP       | –                     |               |

|          | ← 八王子東神奈川・大船 → |             |              |             |             |              |                   |               |
| 号車     | 8                        | 7           | 6            | 5           | 4           | 3            | 2                 | 1             |
| 形式     | クハ205 (Tc)             | モハ205 (M) | モハ204 (M') | サハ205 (T) | モハ205 (M) | モハ204 (M') | サハ204 / サハ205 | クハ204 (Tc') |
| 搭載機器 |                          | Cont        | MG, CP       |             | Cont        | MG, CP       | (DDC)             |               |

1. ↑  DC-DCコンバーター (30 kW) 非搭載
2. ↑  H26編成は サハ204-126（新製・DDCなし）、H27編成は サハ204-30（山手線から転配）、H28編成は サハ205-30（武蔵野線から転配）とそれぞれ異なる。
3. ↑  山手線から転配されたH27編成のサハ204-30のみDC-DCコンバーター (30 kW) を搭載。

- Cont：主制御器、MG：電動発電機（190 kVA ブラシレスMG）、DDC：DC-DCコンバーター (30 kW) 、CP：空気圧縮機
- うちH28編成のサハ205は4扉車でありH28編成のみ6扉車を編成中に持たない。

#### 南武線

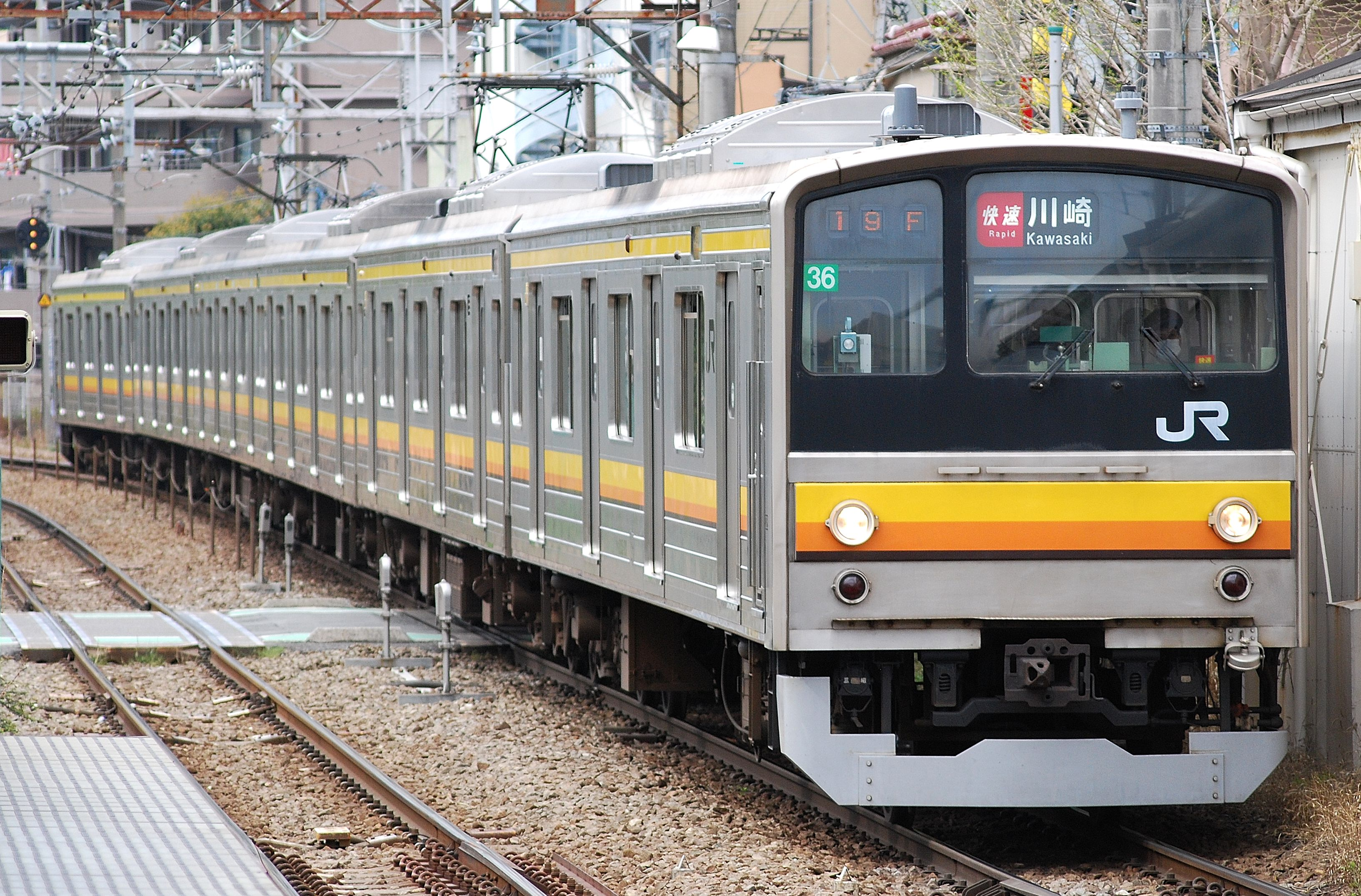
南武線の205系
（2011年4月15日）

南武線では中原電車区（現・鎌倉車両センター中原支所）に0番台6両編成 (Tc-M-M'-M-M'-Tc') が使用されていた。色は■■■。
1989年3月11日ダイヤ改正の輸送力増強用として投入されたもので、同日より営業運転を開始した。南武線への新車投入は、国有化前にあたる南武鉄道時代の1942年（昭和17年）3月に製造したモハ150形10両・クハ250形5両以来、47年ぶりであった。南武線への車両増備は103系の転用でも可能であったが、直接新車を投入することで新会社となったJRのイメージアップを目指したものである。
以降は1990年9月までの4回に分けて6両編成16本が新製投入されている（ナハ1 - 16編成）。このうち1編成（ナハ7編成）はのちに三鷹電車区（当時）に転出している。この代替は209系（クハ209-13を先頭とする）で補った。この時209系をナハ1編成とし、元ナハ1 - 6はナハ2 - 7に繰り上げされた。在来車を半数ほど置き換えた時点で投入が終了し、のちに209系も2本が投入されるが、前述の三鷹電車区に転用した205系1本の補充と列車増発用としての投入であり、引き続き6両編成15本の103系が残った。これらが一掃されたのは山手線からの転入車を受け入れた2004年12月のことである。
ラインカラー帯は、旧型国電時代の茶色（ぶどう色2号）、中央線からの借り入れ車のオレンジ（黄かん色2号）、路線カラーの黄色（黄色1号）を採用しており、いずれも南武線で運用されてきた歴代車両のカラーである。これは沿線住民へのアンケート結果から決定したものである。保安装置にATCの搭載がなく、乗務員室内の機器が減少したため、乗務員室背面仕切壁を 130 mm から 80 mm へ薄くし、合わせて背面仕切窓を拡大した。
1993年4月のダイヤ改正時に209系（ナハ1編成）を投入することで、1本が中央・総武緩行線に転属した。
大転配時には増発および103系置き換えのため、6両編成17本（そのうち、5本が先頭車改造車）の配属が予定されていたが、本路線用には山手線編成からサハ204形と T-M-M'-T を抜いたものが転入した。2004年に一部編成が武蔵野線の原形先頭車統一のため転出し、代わりに改造先頭車を含む編成を受け入れている。なお、理由は武蔵野線の項に記載する。この結果、最終的な転入数は6両編成17本（そのうち6本が先頭車改造車）に変更ないが、改造先頭車が1編成多くなった。原形先頭車と改造先頭車の両方が混在する唯一の線区となっていた。
2009年には改造先頭車編成1本が仙石線に転用された。2014年2月には横浜線から1本が転入した。
埼京線、横浜線に続いて、2014年（平成26年）10月4日より、E233系8000番台が営業運転を開始し、全編成が置き換え対象となり、16両（Tc-M-M'-M-M'-M-M'-Tc' × 2本）が武蔵野線増発用として転用、0番台120両がインドネシアのPT KAI Commuter Jabodetabekへ譲渡されたほかは、全て廃車となった。
|          | ← 川崎立川 → |             |              |             |              |               |
| 号車     | 1            | 2           | 3            | 4           | 5            | 6             |
| 形式     | クハ205 (Tc) | モハ205 (M) | モハ204 (M') | モハ205 (M) | モハ204 (M') | クハ204 (Tc') |
| 搭載機器 |              | Cont        | MG, CP       | Cont        | MG, CP       |               |

- Cont：主制御器、MG：電動発電機（190 kVA ブラシレスMG）、CP：空気圧縮機

#### 中央・総武緩行線
中央・総武緩行線は1988年時点で205系投入計画になかった線区だが、東中野駅における追突事故で車両不足が発生し、本来埼京線用として製造中だった2本を仕様変更して投入した。このため、非ATC線区ながらATC設置準備車であった。色は■。編成は10両編成（Tc-M-M'-T-M-M'-T-M-M'-Tc'）、配置は三鷹電車区）であった。運用期間は1989年8月1日 - 2001年11月27日までである。
205系就役以前は中央緩行線中野駅 - 三鷹駅間および総武緩行線西船橋駅 - 津田沼駅間において「銀色の電車は東西線」とアナウンスされていたが、同系就役により、その原則が崩されたうえに誤乗問題が多発したため、地下鉄直通301系・103系の帯を青色に変更した上で「青帯の電車は東西線」とアナウンスした。
その後、編成に余裕が出た際に1本（クハ205-97ほか10連・当時ミツ23編成）は本来の投入線区である埼京線へ転出し、ハエ9編成となったが、もう1本（クハ205-95ほか10両・当時ミツ6編成）はしばらくの間残された。
1993年4月ダイヤ改正時に京浜東北線・根岸線と南武線から合計3本30両が転入した（この時点で最大4本が運用される）。その後、1996年12月ダイヤ改正時の埼京線輸送力増強用として1989年に新製投入された編成（クハ205-95ほか10両）が本来の配置線区である埼京線へ転出し、ハエ7編成（3代目）となった。
最後まで10両編成3本が103系や201系とともに使用されていたが、同線のE231系投入に伴い、2001年までに撤退した。車体幅が広く定員が多い209系500番台およびE231系による車種統一のため、2001年より201系とともに数回に分けて転出した。
|      | ← 千葉三鷹 → |             |              |             |             |              |             |             |              |               |
| 号車 | 1            | 2           | 3            | 4           | 5           | 6            | 7           | 8           | 9            | 10            |
| 形式 | クハ205 (Tc) | モハ205 (M) | モハ204 (M') | サハ205 (T) | モハ205 (M) | モハ204 (M') | サハ205 (T) | モハ205 (M) | モハ204 (M') | クハ204 (Tc') |

#### 埼京線・川越線

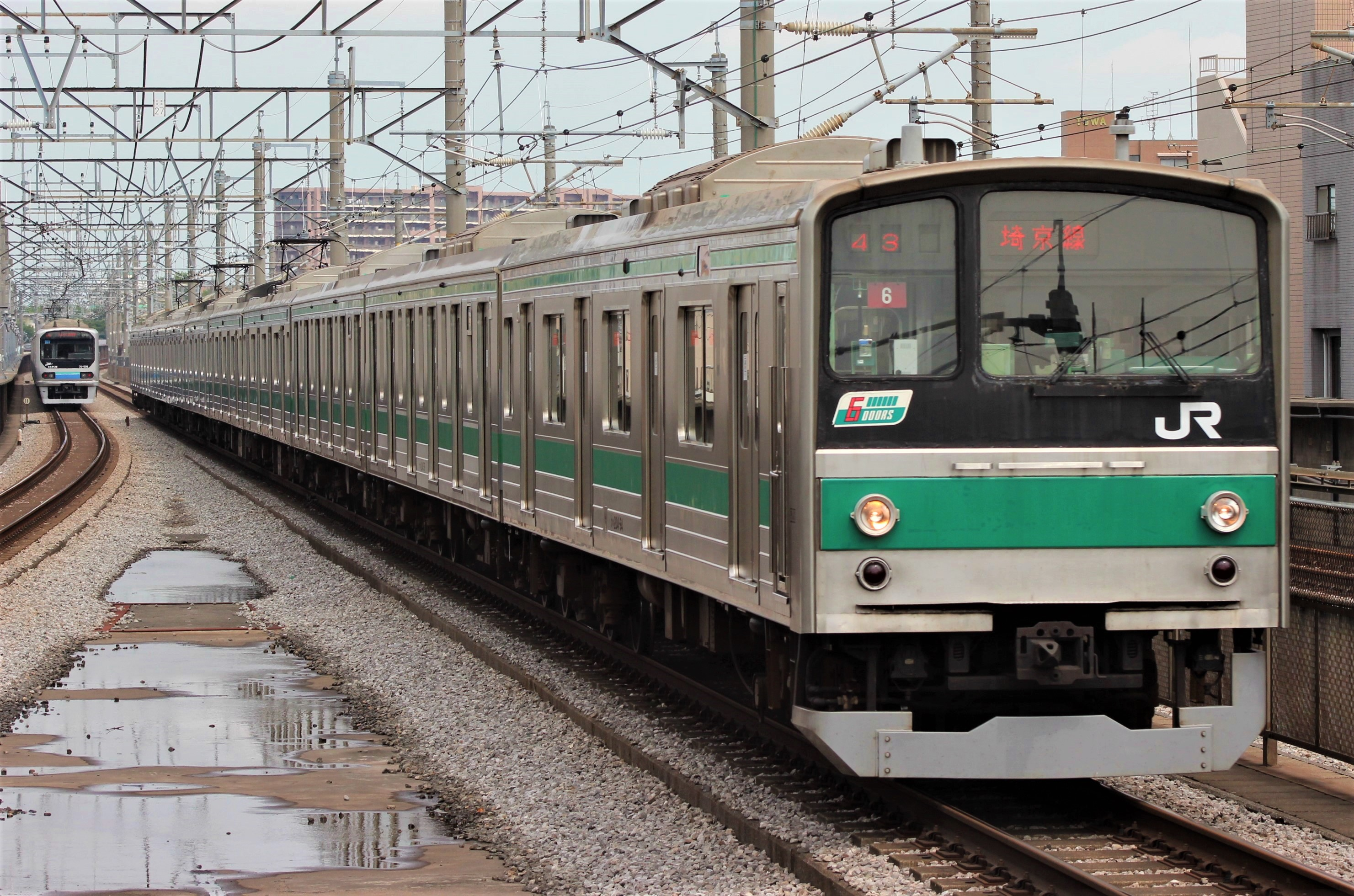
埼京線・川越線の205系。6扉車が2両連結されている。
（2013年6月15日）

埼京線・川越線では1989年7月1日から運用を開始し、川越車両センターの0番台10両編成 (Tc-M-M'-T-M-M'-T-M-M'-Tc' ) が使用されていた。色は■。
1989年6月から翌1990年12月までに3回に分けて10両編成23本が新製投入された。埼京線には本来は新製投入車が25本投入される予定であったが、投入予定車のうち2本は中央・総武線用に転用されたため、103系の完全置き換えには2本不足することとなった。この103系の置き換えのため1990年5月22日付けで山手線から（ヤテ41編成）、5月31日付けで中央・総武緩行線から（ミツ23編成）1本ずつ転入した。
このグループより主電動機が内扇形に変更されている。基本的な仕様は山手線用に準拠しているが、埼京線と山手線は新宿駅 - 池袋駅間で併走（運転開始当時の区間）することから、車体カラー帯にはグリーン（緑15号）を採用したほか、前面に「埼京線」の線区表示を設け、乗客の誤乗車防止を図っている。
これ以降の車両（昭和63年度3次予算発注分：南武線向け中期車と中央・総武緩行線向けも搭載）では車内の快適性向上のため、マイコン式温度調整装置が導入されている（HS70形電子式温湿度調節器）。このほか、前面ジャンパ連結器を床下格納箱に収納、MR締切コック位置の移設、側面行先表示器の字幕検知をバーコード方式に変更している。また、配電盤を211系と同じ配置に変更したほか、同系で採用した多重表示装置（簡易モニタ装置）が搭載され、これに伴い計器盤の高さが上げられている。この簡易モニタ装置はドア開扉、非常警報、ブレーキ不緩解やMG出力異常、OCR（過電流）、OVR（過電圧）などの故障が発生した際、運転台に該当号車を含めたモニタリングをする装置である。
1996年3月の恵比寿延伸開業時に京浜東北線から3本と山手線から1本（ヤテ42編成）、さらに同年12月のダイヤ改正時に中央・総武緩行線から1本が転入した。この時点で埼京線用の本系列は10両編成30本の配属となる。山手線から埼京線に転属した本系列は ATC がそのまま残されたほか、ATS-SNとATS-Pが設置された。
当初の編成は Tc-M-M'-T-M-M'-T-M-M'-Tc' だったが、2001年にハエ8編成が従来4号車に組み込まれていたサハ205-161に代わって山手線から転入したサハ204-902を2号車に組み込み、従来7号車に組み込まれていたサハ205-160を3号車に移した組成 (Tc-M-M'-M-M'-M-M'-T-T'-Tc') に変更され、翌2002年からは6編成を除き、4号車と7号車に組み込まれていたサハ205形に代わって、2号車に加え3号車にも山手線から転入のサハ204形を組み込んだ組成 (Tc-M-M'-M-M'-M-M'-T'-T'-Tc') へ順次変更された。（前述のハエ8編成もサハ205-160に代わってサハ204-11を3号車に組み込み、この組成に再度変更）この組成変更によって余剰となったサハ205形50両のうち46両は各線向けの転用改造を実施の上で、鶴見線、仙石線、武蔵野線へ転用され、T107,108,220,221の4両は廃車となった。
2002年12月1日より東京臨海高速鉄道りんかい線との相互直通運転が実施されている。これに伴い、前出のサハ205形転用車を除き行先表示器の幕式からLED式への交換が行われた。E233系7000番台での置き換え前では全車がLED式のものであった。また、ほとんどの編成において優先席付近のつり革が白色から黄緑色に交換されたが、2008年春までに他線区と同様にE233系タイプのオレンジ色のものに変更されている。
大転配では山手線からの転入のみで、11両編成（元ヤテ17編成）からサハ3両を抜いて別の編成のサハ204形2両を組み込んだ10両編成1本（ハエ31編成）と既存の編成のサハ205形を置き換えるためのサハ204形のみ2両の転入の仕方があった。しかし2004年の列車増発用に計画が一部変更され、さらに山手線の11両からサハ204形を抜いた10両編成1本（トウ54→ハエ32編成）が転入した。それと前後して転入車も含めて方向幕などのLED化が行われたが、既存編成のサハ205形はサハ204形に置き換えられて転出するため、これらのみ幕式で残された（これ以降はこれらのサハ205形を「埼京余剰サハ」と表記する）。
なお、サハ204-1 - 4が長らく編成から外れていたが、2007年12月から2008年2月にかけてハエ32・26編成のサハ以外の8両とともに検査を受けて出場した。その後、1月15日ごろにハエ1編成とハエ32編成で、2月9日にハエ2編成とハエ26編成でサハの組み替えが行われ、ハエ1編成にはサハ204-1・2、ハエ2編成にはサハ204-3・4が組み込まれ、サハ205-146・147はハエ1編成からハエ32編成へ、サハ205-148・149はハエ2編成からハエ26編成へそれぞれ組み込まれた。車両替えの際にサハ205-146から149の行先表示器がLED式のものに交換されている。これにより、検査を受けずに差し替えられたサハ205形4両が保留車に指定され、同年6月に廃車となった（後述）。
2009年12月28日と2010年1月末よりそれぞれ1本ずつ、計2編成に、痴漢件数最多路線ゆえの対策・試行として防犯カメラが設置されている。設置車両は埼京線で最も痴漢が多いとされる1号車である。2010年6月以降は埼京線で運用される205系の全32編成の1号車に防犯カメラを設置している。
なお、埼京線・川越線の205系0番台は2013年6月30日からE233系7000番台の運用が開始されたことにより置き換えが進み、2014年3月以降は全車4扉車のハエ28編成1本のみが運用された。これは埼京線では2017年秋にATACSの導入を予定していることから、それに伴う車両の改造時の予備車を確保するためで、期間限定で運用されていたものであった（予備運用）。同車は2016年10月で運転を終了し、富士急行譲渡改造分と廃車解体分の2回に分けて長野総合車両センターへ配給輸送の後、前者は同年11月9日に富士急行へ譲渡され「トーマスランド号」となり、後者は11日に廃車された。これにより、埼京線の205系は全車消滅した。
|      |                                              | ← 新木場・大崎・恵比寿大宮・川越 → |             |              |             |              |              |              |                  |                  |               |
| 号車 | 号車                                         | 10                                 | 9           | 8            | 7           | 6            | 5            | 4            | 3                | 2                | 1             |
| 形式 | 落成時点 での編成                            | クハ205 (Tc)                       | モハ205 (M) | モハ204 (M') | サハ205 (T) | モハ205 (M)  | モハ204 (M') | サハ205 (T)  | モハ205 (M)      | モハ204 (M')     | クハ204 (Tc') |
| 形式 | ハエ8編成の サハ204形 1両組み込み 当時の編成 | クハ205 (Tc)                       | モハ205 (M) | モハ204 (M') | モハ205 (M) | モハ204 (M') | モハ205 (M)  | モハ204 (M') | サハ205 (T)      | サハ204 (T') 6扉 | クハ204 (Tc') |
| 形式 | サハ204形 2両組み込み 後の編成               | クハ205 (Tc)                       | モハ205 (M) | モハ204 (M') | モハ205 (M) | モハ204 (M') | モハ205 (M)  | モハ204 (M') | サハ204 (T') 6扉 | サハ204 (T') 6扉 | クハ204 (Tc') |

- 2013年現在はハエ26 - 30・32編成が上段の10両編成、それ以外の編成は下段の10両編成となっていた。

#### 京浜東北線・根岸線

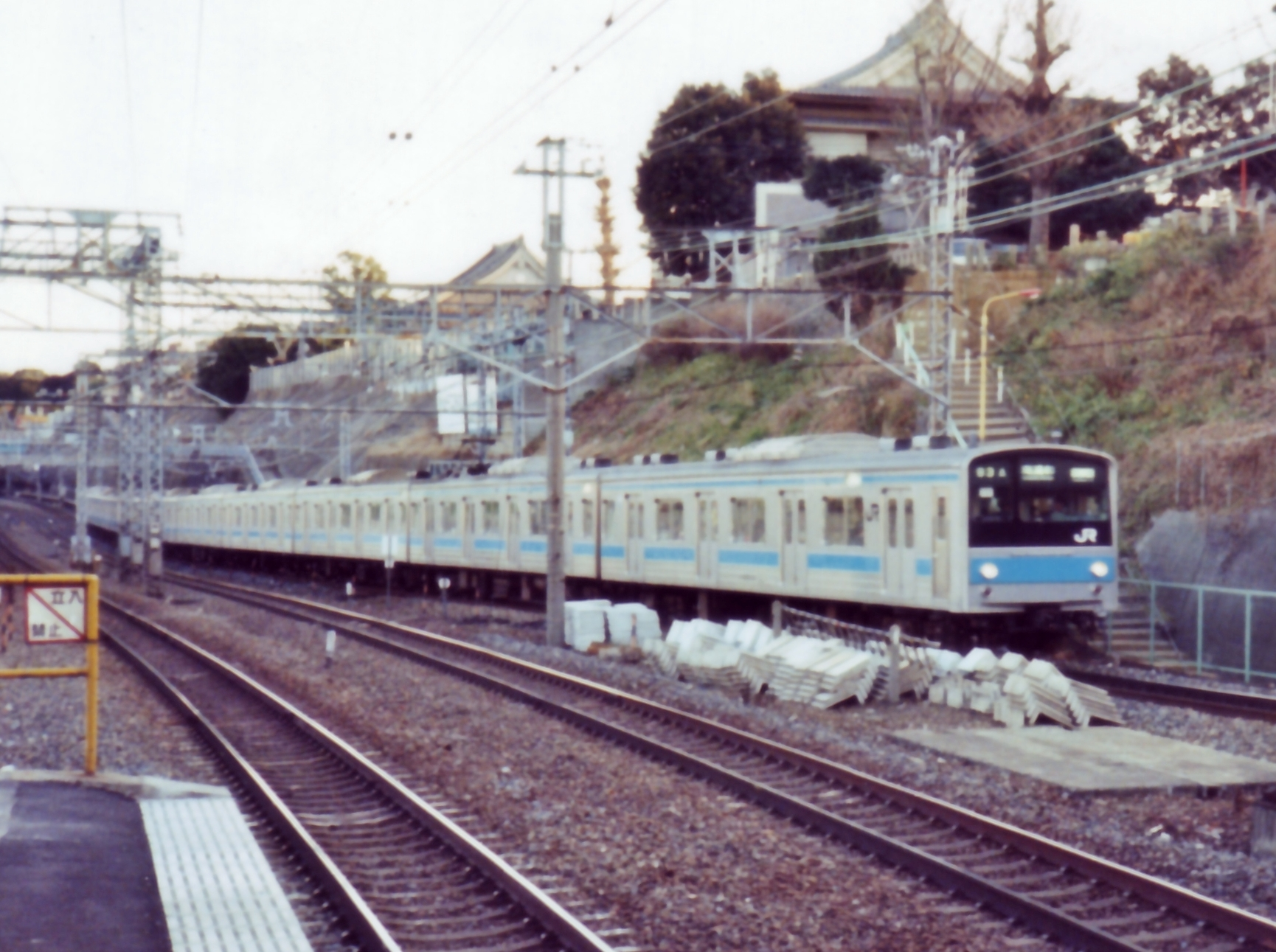
京浜東北線・根岸線の205系
（1992年2月 西日暮里駅）

京浜東北線・根岸線では1989年秋に4本が、翌1990年秋に2本が投入されている。このうち、前者4本は京葉線、武蔵野線に転用した103系の代替と後者2本は老朽車置換用である。103系とともに水色（■青24号）の帯をまとって1989年10月26日より最大6本が運用されていたが、埼京線延伸用に使用することから本系列で最も早く1996年2月1日をもって撤退している。編成は10両編成（Tc-M-M'-T-M-M'-T-M-M'-Tc'）、配置は浦和電車区であった。
209系投入に伴い1993年4月ダイヤ改正時に3本が横浜線と中央・総武緩行線へ転属、その後1996年3月ダイヤ改正に合わせて3本が埼京線へ転属した。本系列を投入した路線で一番早い1996年春までに撤退した。なお、2001年以降の大転配とは直接関係がない。最後まで残ったウラ91編成（ウラ4→ウラ81編成からの改番。Tc107ほか10連・後のハエ28編成）は特製ヘッドマークを掲出してのさよなら運転を行った。この編成は1991年度のウラ4編成時代に、山手線用車両のサハ204形連結対応改造工事による編成不足を補うため、山手電車区に貸し出されて暫定ヤテ35編成として運用されていた時期があった。
|      | ← 大宮大船 → |             |              |             |             |              |             |             |              |               |
| 号車 | 10           | 9           | 8            | 7           | 6           | 5            | 4           | 3           | 2            | 1             |
| 形式 | クハ205 (Tc) | モハ205 (M) | モハ204 (M') | サハ205 (T) | モハ205 (M) | モハ204 (M') | サハ205 (T) | モハ205 (M) | モハ204 (M') | クハ204 (Tc') |

#### 京葉線

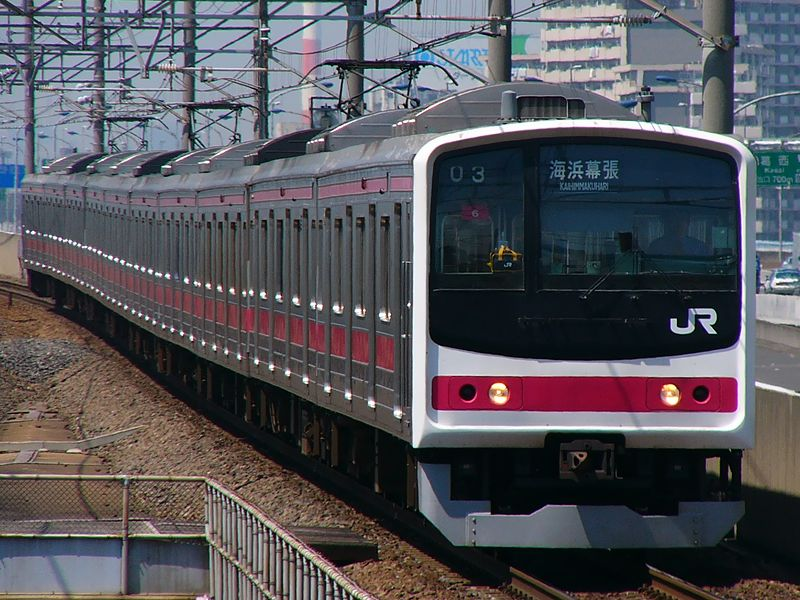
京葉線用の205系。初期に投入された車両は前面形状が異なる。
（2004年4月 舞浜駅付近）

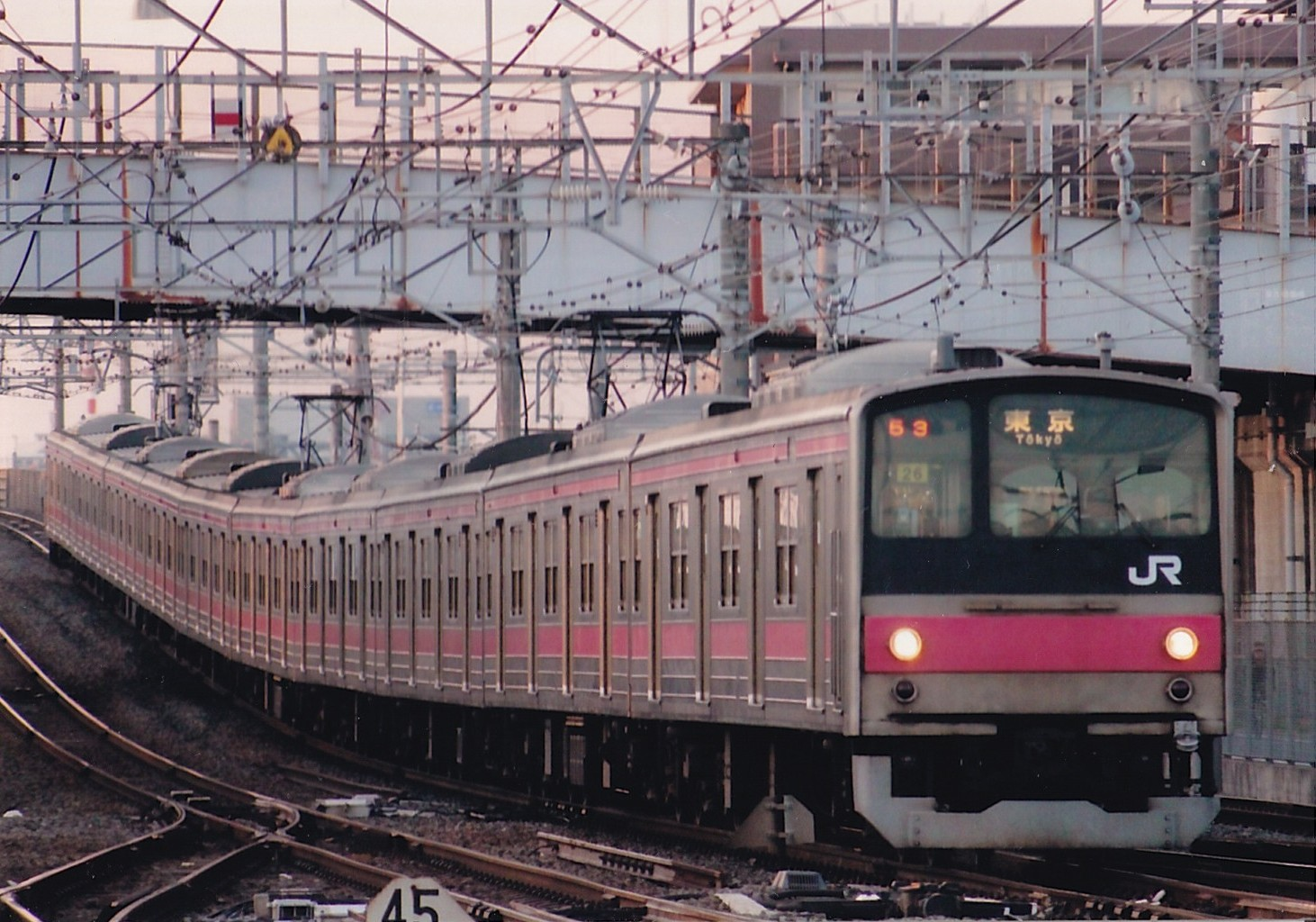
山手線から転入した量産先行車(2010年 蘇我駅)

京葉線東京延伸開業に伴う快速電車用として10両編成12本が新製投入された。東京開業となる1990年3月10日から運用が開始され、京葉車両センターに0番台10両編成 (Tc-M-M'-T-M-M'-T-M-M'-Tc') が配置されていた。色は■。
同線は従来ラインカラーがスカイブルーだったが、東京全通時の本系列投入に合わせて同系列の帯色であるワインレッドに変更された。ただし、鋼製車は101系を利用した塗色変更試験の結果が思わしくなかったため塗り替えは見送られ、後年京葉線に転属した201系もスカイブルーで登場している。
従来車とは異なり、前面デザインが大幅に変更され、全体をFRP成形品で覆う構造となり、合わせてフロントガラスも曲面形状とした。これは沿線にある大型娯楽施設「東京ディズニーリゾート」（「東京ディズニーランド」のみ）へアクセスする電車にもなることから、同ランドへの「楽しいイメージ」を表現したものである。南武線向け同様にATCを搭載しないため、乗務員室背面仕切壁の窓拡大が行われている。これは以降の相模線・武蔵野線向けも同様である。
1995年には直通先である内房線・外房線内での110 km/h 運転に備えてブレーキの増圧工事が施され、対応する車両には形式番号標記の前に○印が付与された。2002年からは中央・総武緩行線および山手線からの転入車も配置されたが、これらには上記の対応工事が施されておらず、運用は分けられていた。
転入車のうち、最初の1本は中央・総武緩行線からケヨ21編成として転用された。残りは山手線からサハ204形を抜いたもので、2002年に量産初期型編成2本（ケヨ22・23編成）、2005年に量産先行車編成4本（ケヨ24 - 27編成）が転入した。京葉線に新製投入された編成が最高速度110 km/h 対応車であったのに対し、転入車は従来の103系貫通編成（最高速度100 km/h）の置き換えが目的であり、転入当初は201系、現行ではE233系5000番台が充当されている外房線・東金線直通列車の6 + 4両の分割・併合運用に対応していないこともあって京葉線内のみの運用に就くため、110 km/h 対応改造は行われなかった。
最初の1編成は中央・総武緩行線の幅広車統一に伴う転属で、大転配とは無関係だった。最後に入った4本はサハ204形以外の量産先行車編成で、新造時の編成に戻っている。ダイヤ改正で運用本数が削減されており、この時点での所要数は3本であったため、当初の置き換え計画になかった201系900番台10両が廃車された。
2005年頃には幕が交換され、書体は「新ゴ（英表記はHelvetica）」に、側面幕の上部には「京葉線」と表記されたものとなった。中央・総武緩行線から転属した車両は先頭車の前面の方向幕が黒地に白文字で、他は白地に黒文字と異なっていたが、2005年11月頃よりこれらの山手線転属車の方向幕を白地から黒地へ統一し、同時に全編成とも側面の方向幕を上部に「京葉線」と表記されているものに交換した。これは新製導入車にも施工された。
2007年1月21日に川越線内で発生した乗用車との踏切事故の影響で、ケヨ21編成がモハ1ユニット（モハ205-277 + モハ204-277）を代替として転用するため運用から離脱。また同年3月18日のダイヤ改正で武蔵野線の列車が増発されたことから、ケヨ23編成がサハ2両を抜いた8両編成とした上で同線へM66編成として転用された。不足分として豊田電車区から201系10両貫通編成が2月と3月にそれぞれ1本ずつ転入している。なお、ケヨ21編成の残りの8両は保留車となったが、2008年にVVVF化改造を行い武蔵野線へM36編成として転用された。
2010年7月1日から京葉線にもE233系5000番台が導入されたため、本系列全車両の置き換えが実施された。京葉線所属の本系列は新製車・転入車とも2011年（平成23年）7月25日をもって同線での定期運用を終了している。なお、運用終了後は大半の車両は廃車となったが、4両編成化の上、40両が日光線・宇都宮線へと転用されている。
後年に車内ドア付近の床面が黄色い点字模様付きに交換された。また他線と同様、座席のモケットがオリジナルのものから交換されているが、こちらは地色が濃い青色系のものである。山手線からの転入車にも同様の例が存在する。2011年9月に運用を終了した。
|      | ← 上総一ノ宮・上総湊・君津・蘇我東京 → |             |              |             |             |              |             |             |              |               |
| 号車 | 10                                     | 9           | 8            | 7           | 6           | 5            | 4           | 3           | 2            | 1             |
| 形式 | クハ205 (Tc)                           | モハ205 (M) | モハ204 (M') | サハ205 (T) | モハ205 (M) | モハ204 (M') | サハ205 (T) | モハ205 (M) | モハ204 (M') | クハ204 (Tc') |

#### 武蔵野線

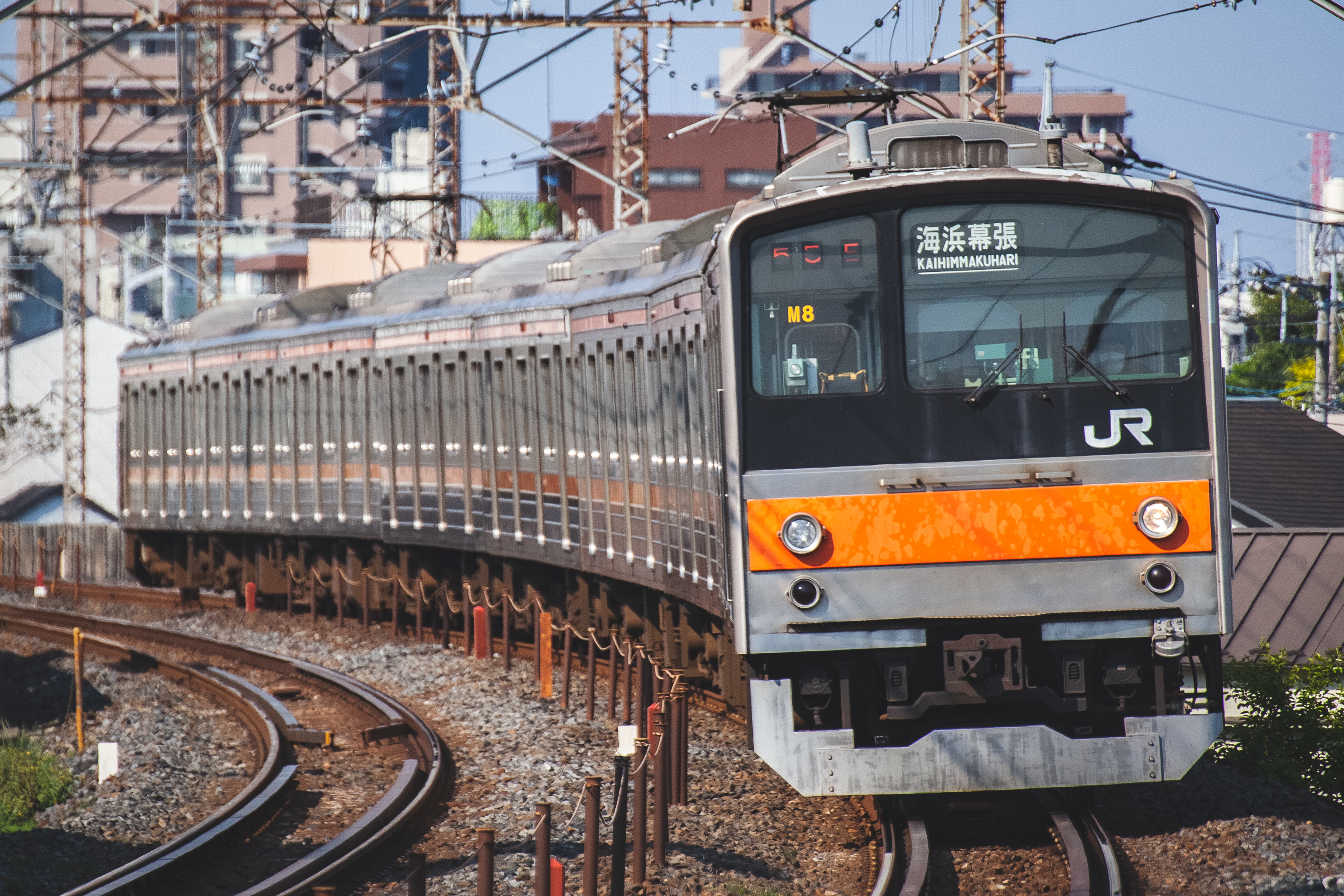
武蔵野線用の205系5000番台
同線では0番台と5000番台が使用された。
（2020年4月29日）

武蔵野線では、京葉車両センターに配置されている0番台8両編成 (Tc-M-M'-M-M'-M-M'-Tc') が使用されていた。色は■■。
1991年12月1日ダイヤ改正時の武蔵野線輸送力増強を目的とした8両編成化増強用として投入した8両編成5本で、捻出した103系を組み換えることで同線の8両編成化を実施した。最初の1編成はダイヤ改正前から103系の組み換えを行う関係から、6両編成で落成して1991年10月8日から営業運転を開始した。2編成目は10両編成で落成し、その後8両編成2本に組み換えられた。205系では編成単位での最終増備車となった。
前頭デザインは京葉線向けと同様だが、シルバーメタリック塗装に変更した。また「直動式ドアエンジン」を採用。当初は豊田電車区（現・豊田車両センター）所属だったが、2004年3月13日付で京葉電車区（現・京葉車両センター）に転属した。京葉線用と同デザインの前面を持つが、内房線・外房線直通運用には就かないため、110km/h対応改造は行われていない。
車内内装は従来の0番台タイプだが、座席表地は茶色1色としながら、背ずり部に区分柄を織り込んだものを採用した。また、つり革は全て三角形としている。先頭車の前面に8両編成を表す「8CARS」のステッカーを貼付していた時期があった（登場時は6両だった）が、後に撤去されている。この武蔵野線向けの編成と次に述べる500番台では、運行番号表示器が字幕式からマグサイン方式に変更されている。
本系列で唯一前面排障器を装備していないほか、京葉線トンネル区間の急勾配に対応するためMT比を 6M2T と高くしている（後に同線に投入された5000番台は 4M4T であるが、0番台と同等の性能を確保している）。また、ブレーキ装置には本系列の新製車で唯一「耐雪ブレーキ」を装備している。
モハの大半は5000番台化改造を施工したが、クハとサハは0番台のままである。増発用として投入された最初の2本は中央・総武緩行線編成からモハユニット1組を抜いたもので、他は山手線編成からモハユニット1組とサハ204形を抜いたもの、抜かれたモハユニット2組と山手線のクハ2両と埼京余剰サハ2両を組み合わせたもの、一旦南武線に配属された編成に埼京余剰サハ2両を組み込んだもの、転用計画変更に伴い元々武蔵野線用だったモハユニット1組をVVVF化して組み込んだもの（下記M32編成）の計5パターンが存在するため、側扉窓の大きさが不揃いな編成も存在する。
転配時には増発および103系を置き換えるために8両編成34本が配置予定で、武蔵野線用は原形先頭車（ツーハンドルマスコン車）だけが配置される予定であった。しかし、前述した計画変更で埼京線へ原形先頭車を含む6M4T編成を充当（八高線・川越線用の205系3000番台2M2T編成2本分と2Mは本路線用の電動車ユニット1組）したため、本路線用に配属予定の電動車ユニット1組と原形先頭車1組が不足した。このため、原形先頭車（ツーハンドルマスコン車）と改造先頭車（ワンハンドルマスコン車）が混在する南武線に改造先頭車を1編成多く投入し、捻出した同線の原形先頭車（ツーハンドルマスコン車）を捻出して配属されたのが4パターン目の編成である。
計画変更で2006年現在のM32編成が転入する際にモハが1ユニット不足したため、同年に旧M61編成がモハユニット1組を転出し、不足分2両をトウ16編成のサハ205-31とサハ205-32に差し替えた上で5000番台化改造を受けている。このため旧M61編成は編成番号も5000番台の続番のM35となった。旧M61編成は元々あったモハユニット3本が5000番台化されるのに際し、中間のモハ204-393はMG準備工事で補助電源がなかったため、MGを取り付けている。
2007年3月18日のダイヤ改正で列車が増発されたため、京葉線用のケヨ23編成がサハ2両を抜いた上でM66編成として転用された。この編成は同線に転属された元山手線用のオリジナル前面車で唯一の6M2Tの編成となっていた。その後、保留車となっていたケヨ21編成8両がVVVF化改造されM36編成となり営業運転を再開したため運用を離脱し、4M4T編成に組成を変更して横浜線に転出した。
2015年3月14日のダイヤ改正に伴う武蔵野線増発および南武線へE233系8000番台投入に伴い、同年2月2日と3月5日に中原電車区から205系6両編成3本を組成変更した8両編成2本計16両が転入、M51・M52編成として運用していた。この転入車は、ナハ5・6・9編成を組合わせた組成変更車で、ナハ5編成4両+ナハ6編成4両での組成分がM51編成、ナハ6編成2両+ナハ9編成全車での組成分が、M52編成である。6M2T編成であるが、モハ205のパンタグラフはシングルアーム式で、両編成の5号車のモハ204（-271、-356）のMGは撤去されている。
前述の通り中央・総武緩行線用E231系0番台を武蔵野線および川越線・八高線へ各線の仕様に改造・転属するため、武蔵野線用0番台は2018年3月から2020年にかけてインドネシアの鉄道会社「PT Kereta Commuter Indonesia」へ譲渡が行われた。
2020年10月19日の早朝の運用をもって、最後のM20編成が運用を離脱、これにより全編成が引退した。
武蔵野線からの引退で東京23区の路線から国鉄型の通勤車両が引退した。
- 南武線から転属した全車0番台の編成
（2017年1月16日 越谷レイクタウン駅）
- 生え抜き車の0番台
（2019年1月30日 南流山駅）

|          | ← 東京・海浜幕張・西船橋府中本町 → |             |              |             |              |             |              |               |
| 号車     | 1                                  | 2           | 3            | 4           | 5            | 6           | 7            | 8             |
| 形式     | クハ205 (Tc)                       | モハ205 (M) | モハ204 (M') | モハ205 (M) | モハ204 (M') | モハ205 (M) | モハ204 (M') | クハ204 (Tc') |
| 搭載機器 |                                    | Cont        | MG, CP       | Cont        | CP           | Cont        | MG, CP       |               |
| 車両重量 | 24.9 t                             | 32.6 t      | 34.1 t       | 32.6 t      | 29.9 t       | 32.6 t      | 34.1 t       | 24.9 t        |

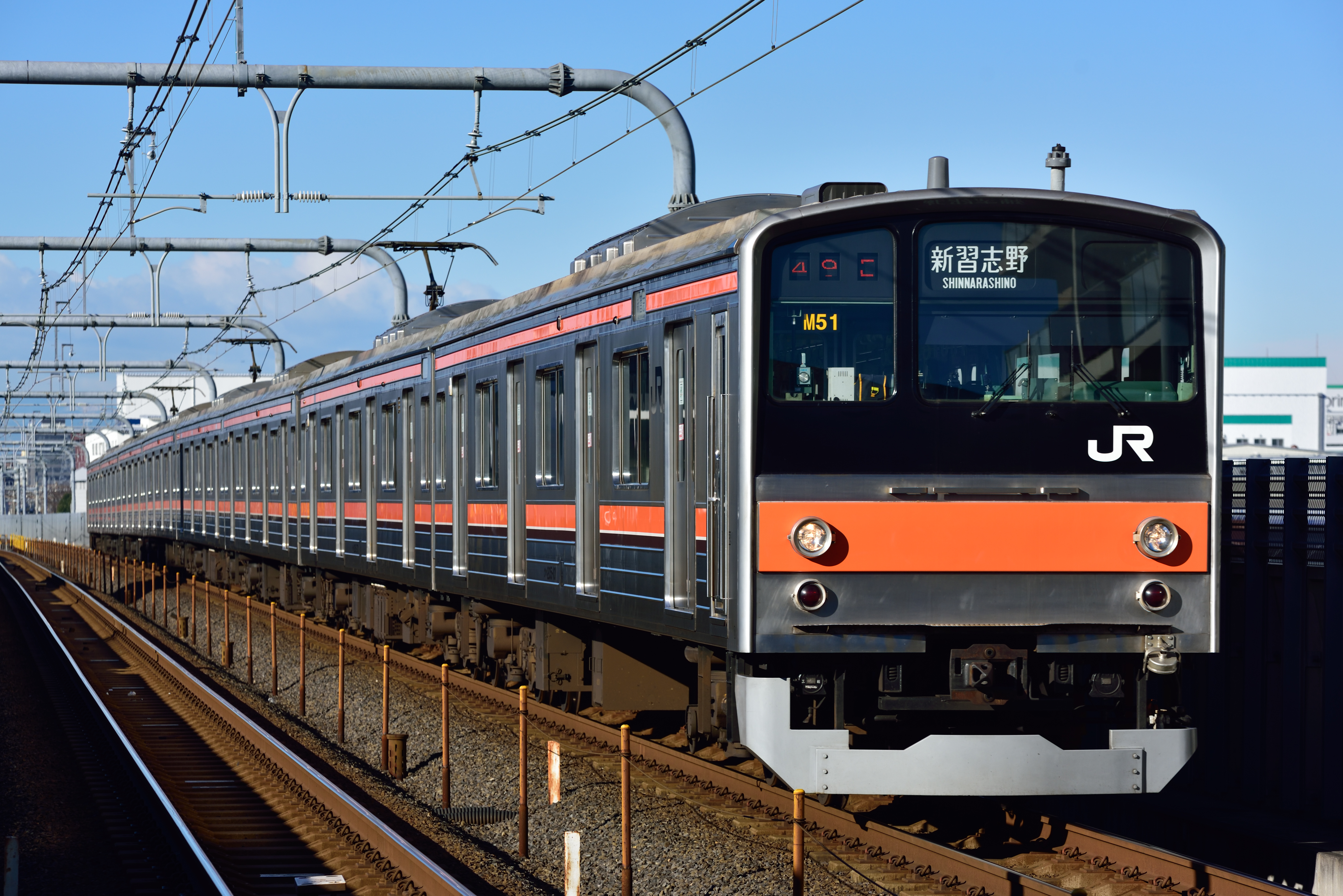
南武線から転属した全車0番台の編成 （2017年1月16日 越谷レイクタウン駅）
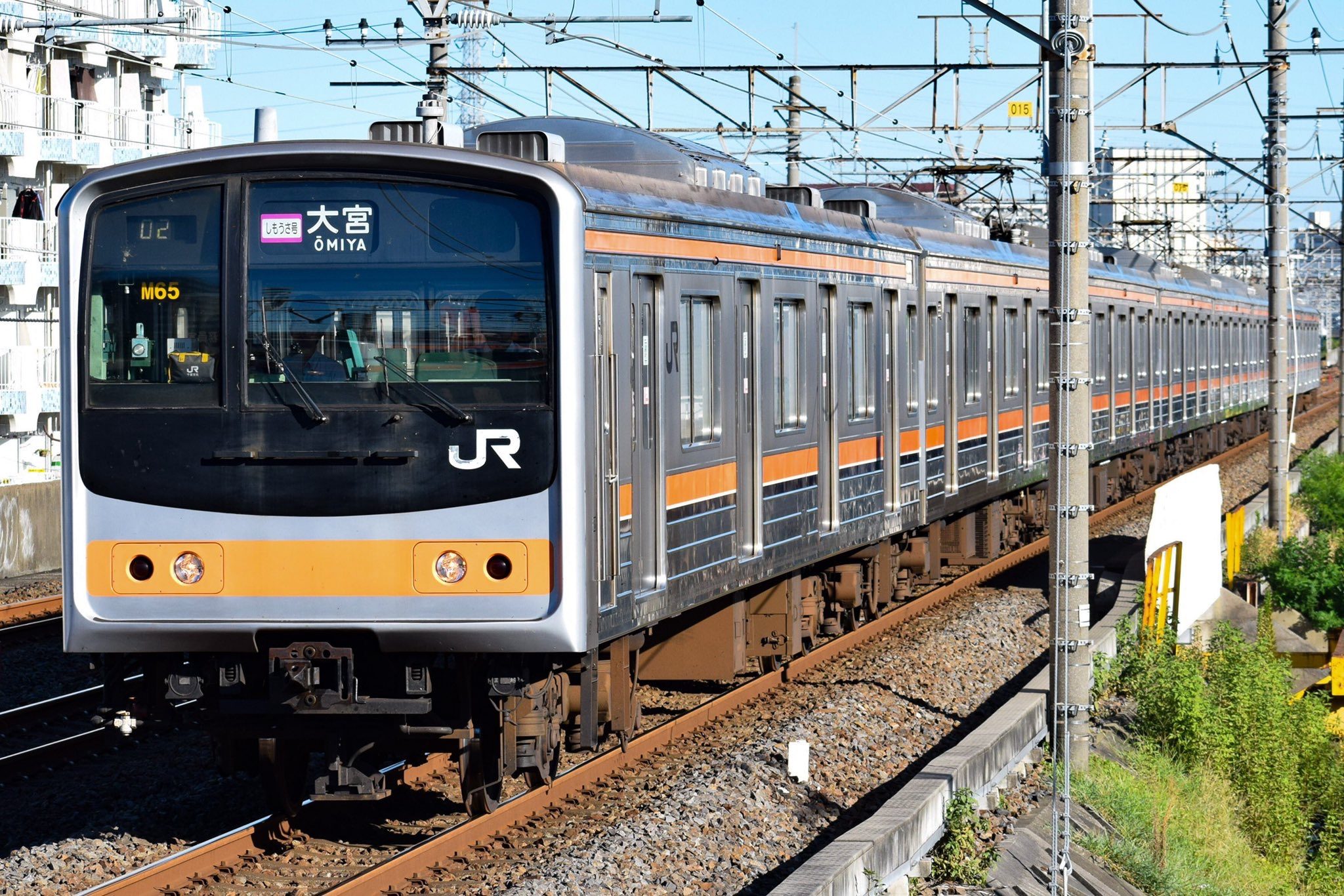
生え抜き車の0番台 （2019年1月30日 南流山駅）

- Cont：主制御器、MG：電動発電機（190 kVA ブラシレスMG）、CP：空気圧縮機

#### 相模線

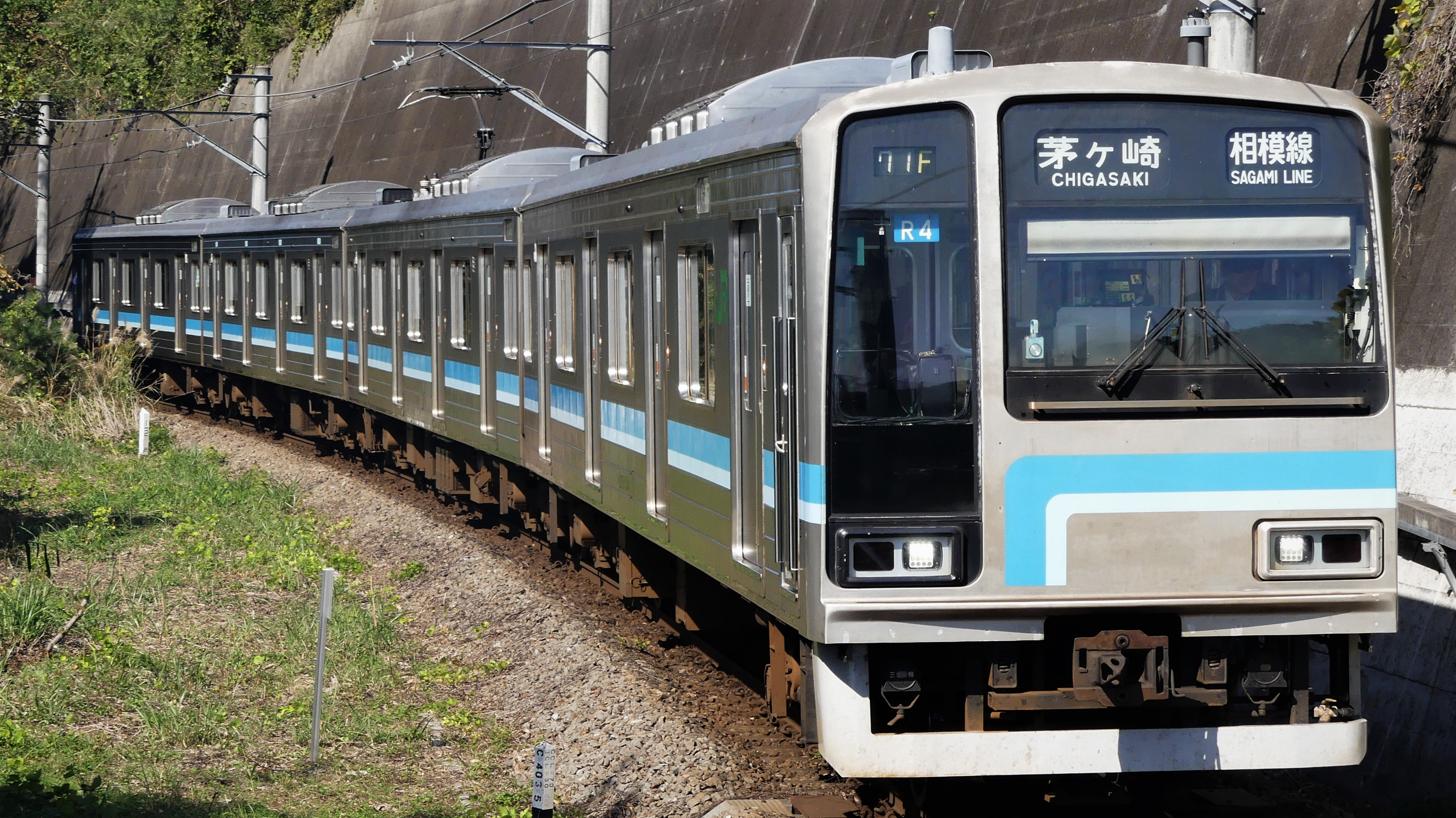
相模線用500番台。同線の電化と同時に導入された。
（2019年11月10日 上溝駅）

相模線では1991年3月16日から運用を開始し、国府津車両センターの500番台4両編成 (Tc-M-M'-Tc') が使用されている。当初は豊田電車区（現・豊田車両センター）所属だったが、1996年10月に横浜支社が発足し相模線は同支社の管轄とされたため、1996年12月1日付けで国府津電車区（現・国府津車両センター）に転属した。色は■■。
2018年5月時点でドア付近のつり革増設工事は行われていない。
なお、2021年11月18日より同線区にE131系電車が総数48両(4両×12 編成)投入・営業運転を開始し、2022年2月26日をもって全編成が置き換えられ運用を終了した。その後転属などはなく、長野総合車両センターおよび郡山総合車両センターにて全車両が廃車解体された。
|          | ← 茅ケ崎橋本・八王子 → |             |              |               |
| 号車     | 1                      | 2           | 3            | 4             |
| 形式     | クハ205 (Tc)           | モハ205 (M) | モハ204 (M') | クハ204 (Tc') |
| 搭載機器 |                        | Cont        | MG, CP       |               |
| 車両重量 | 24.9 t                 | 32.4 t      | 34.2 t       | 24.9 t        |
| R1       | 501                    | 501         | 501          | 501           |
| R2       | 502                    | 502         | 502          | 502           |
| R3       | 503                    | 503         | 503          | 503           |
| R4       | 504                    | 504         | 504          | 504           |
| R5       | 505                    | 505         | 505          | 505           |
| R6       | 506                    | 506         | 506          | 506           |
| R7       | 507                    | 507         | 507          | 507           |
| R8       | 508                    | 508         | 508          | 508           |
| R9       | 509                    | 509         | 509          | 509           |
| R10      | 510                    | 510         | 510          | 510           |
| R11      | 511                    | 511         | 511          | 511           |
| R12      | 512                    | 512         | 512          | 512           |
| R13      | 513                    | 513         | 513          | 513           |

- Cont：主制御器、MG：電動発電機（190 kVA ブラシレスMG）、CP：空気圧縮機

#### 南武支線

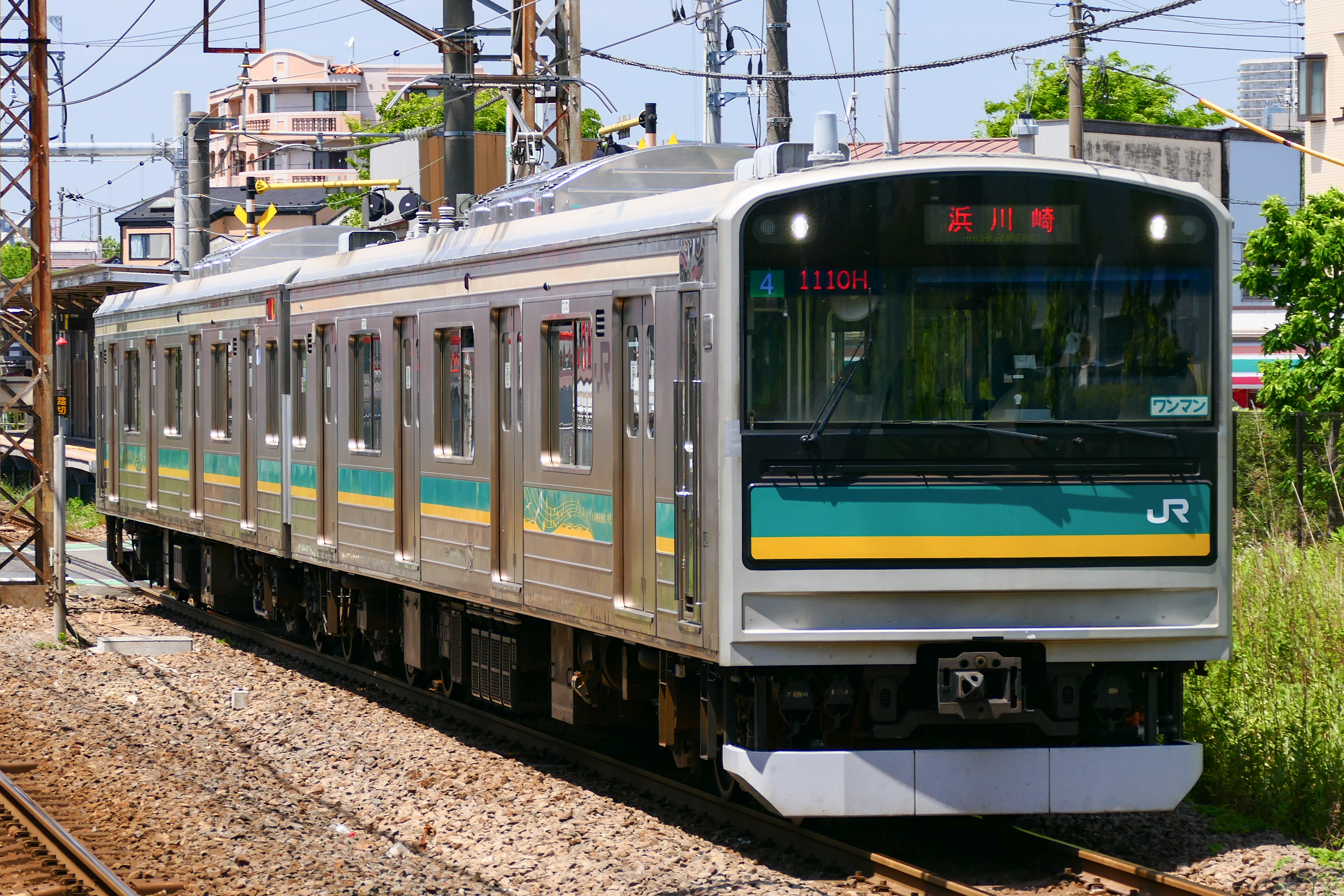
南武支線の205系
現在、首都圏で運行されている唯一の205系である。
（2023年 小田栄駅）

南武支線の101系置き換え用として転入した1000番台2両編成（Mc-Mc'）のうち、最初の2本は中央・総武緩行線→武蔵野線の転属で余剰となったモハユニットで2002年8月に運用を開始した。色は■■。残り1本は山手線からの転入のモハユニットで2003年11月に運用を開始したが、それまでの約1年間は置き換え対象の101系が1本だけ残されていた。その後、2016年の小田栄駅開業に合わせリニューアルが実施され、モケット、吊り革の交換が行われた。外観では側面帯の一部が張り替えられ5羽のカモメと音符が入ったデザインとなった。2023年9月に転属してきたE127系2本により置き換えが行われたが、第4編成の1本のみ現在も残り、活躍している。なお、同編成は首都圏で営業運転されている唯一の205系となった。

#### 鶴見線

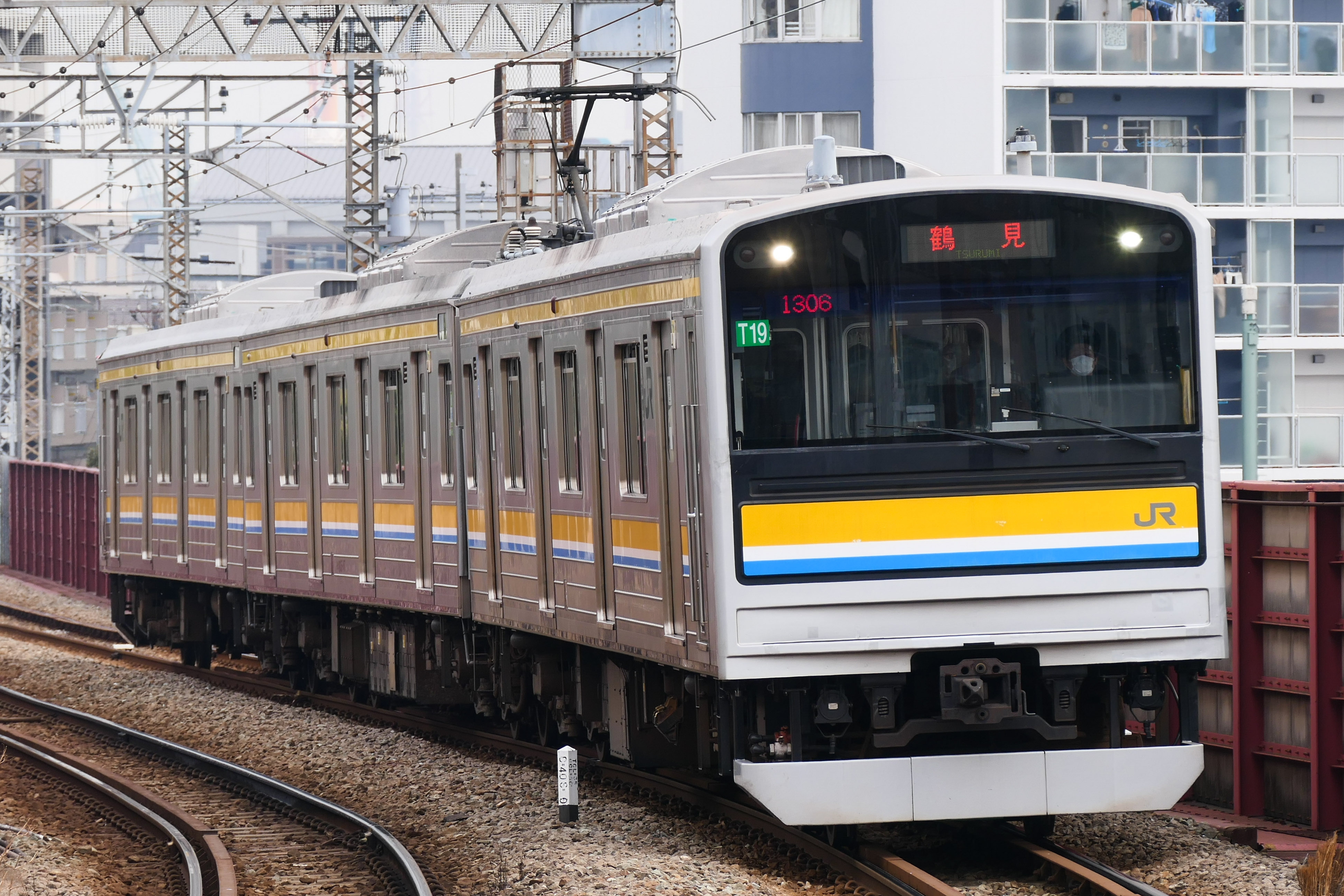
鶴見線の205系1100番台
（2021年3月12日 国道駅）

鶴見線の103系を置き換えるため、2004年より205系の改造車1100番台（中間車のみ0番台）3両編成（Tc-M-Mc'）が運用を開始している。色は■■。
クモハユニットは山手線編成の転属で抜かれたモハユニットの改造、クハは全車埼京余剰サハ改造で、側扉窓の大きさが全編成揃っていない。当初は南武支線車両との共通予備車としてクハを1両多く用意し、工場入場などで編成数が減った時、比較的運用に余裕のある南武支線車に増結して鶴見線で運用する予定だったが、計画の見直しにより本系列3両編成9本のみで103系3両編成10本が置き換えられた。なお、103系1本は運用の見直しにより廃車された。
2024年2月27日をもって運用を終了した。

#### 川越線・八高線
川越線・八高線の川越 - 高麗川 - 八王子間で運用される103系3000・3500番台を置き換えるため、205系の改造車3000番台（4両編成、TcMM'Tc'）が2003年より投入されている。色は■■。
山手線編成のT、MM'（MG装備車）を転用した。103系3000・3500番台を置き換えるために7本が配属される予定だったが、前項で記載した2004年秋のダイヤ改正時に本路線用の車両の一部が埼京線用に充当されたため、4両編成5本の転属となった。なお、不足する4両編成2本は東京臨海高速鉄道70-000形を改造した209系3100番台により補充した。

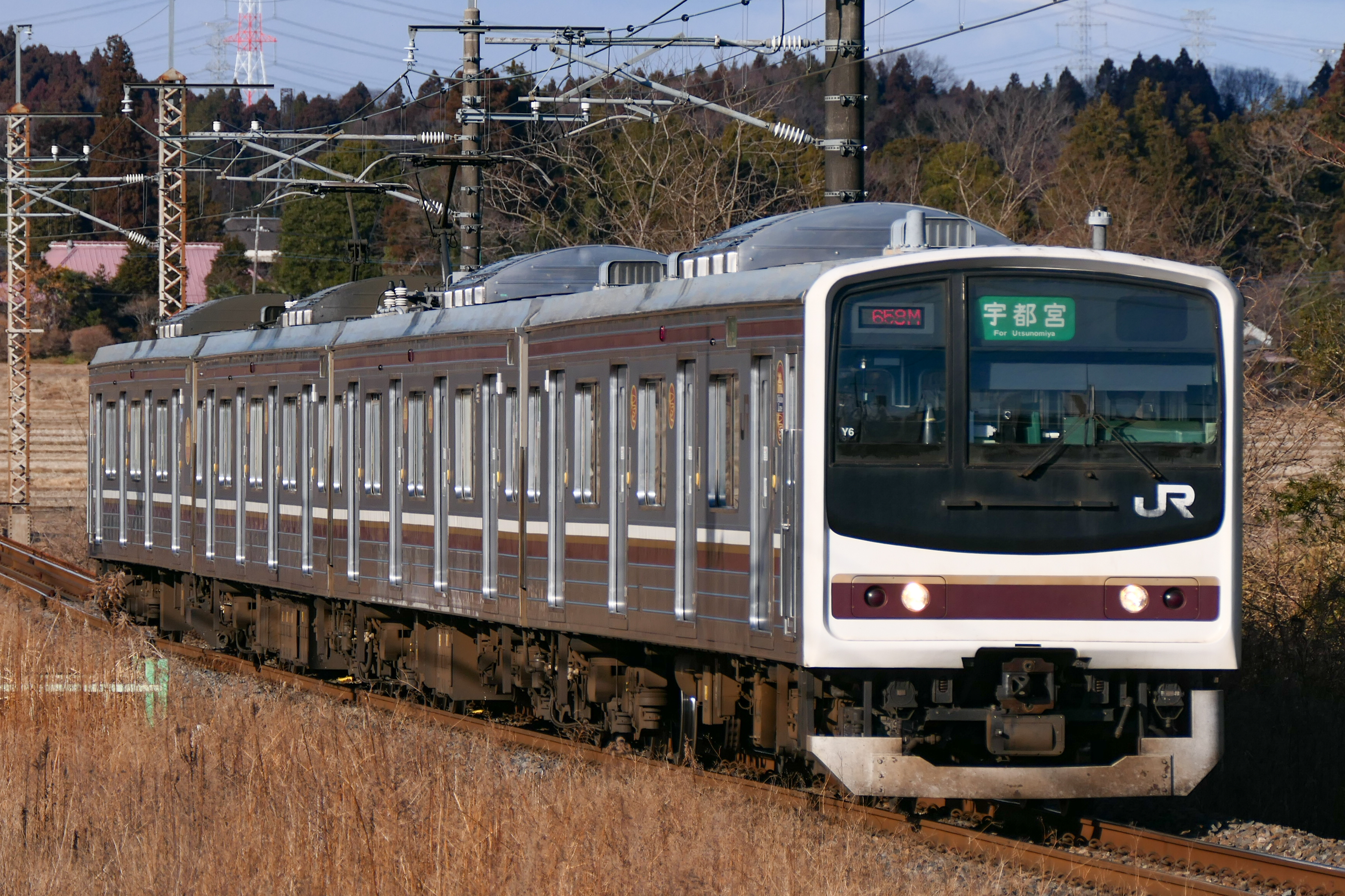
宇都宮線を走る205系600番台
（2022年2月11日 片岡駅－蒲須坂駅）

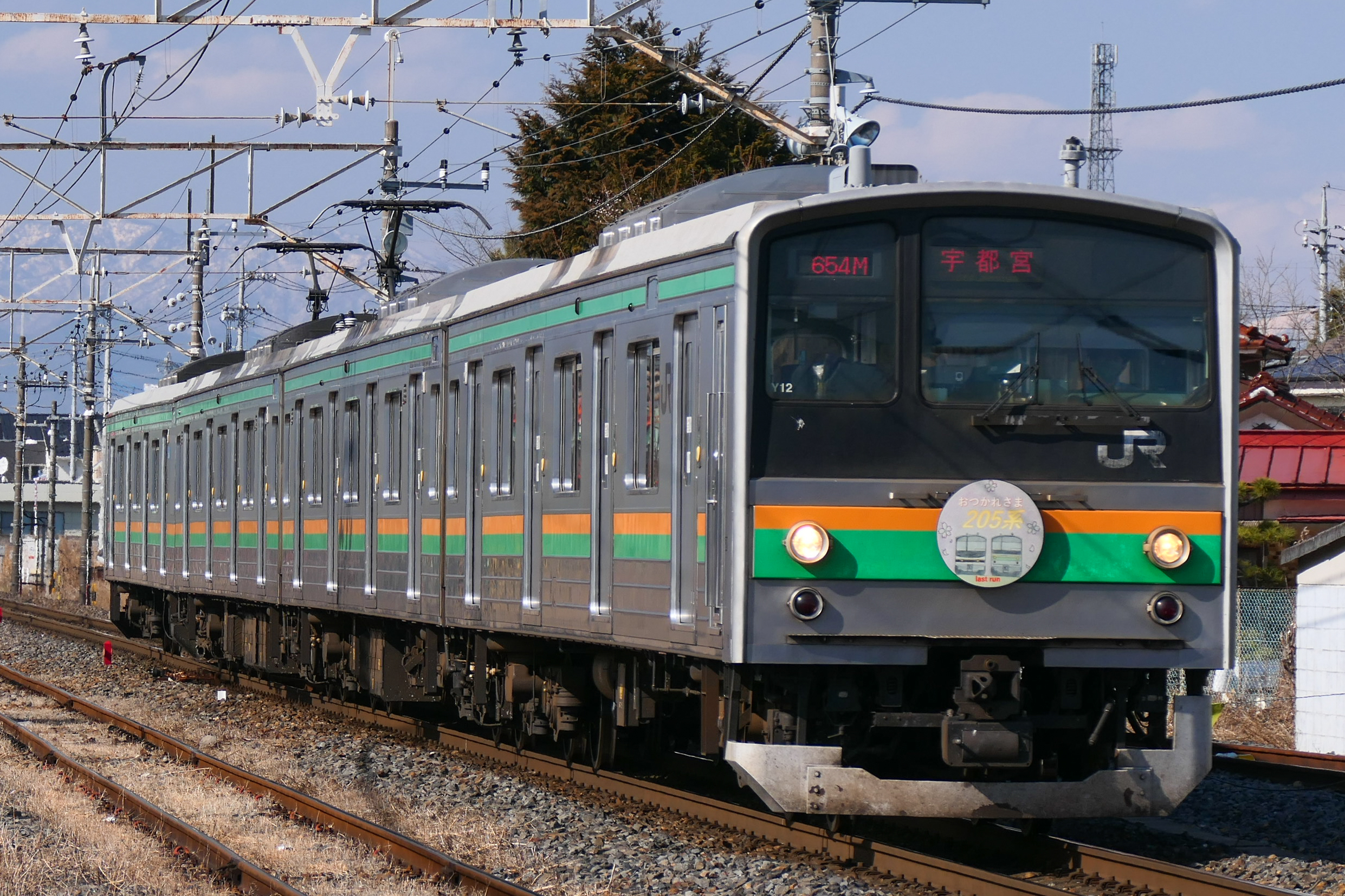
引退ヘッドマークをつけたY12編成
（2022年3月9日 氏家駅）

2018年7月15日をもって運用を終了した。

#### 日光線・宇都宮線
2013年から、日光線で運用される107系および東北本線（宇都宮線）小金井駅・宇都宮駅 - 黒磯駅間で運用される211系の置き換え用として、リニューアル改造を施工したTc-M-M'-Tc'の600番台4両編成12本が配置されている。うち4本は日光線用となる。4号車（黒磯方先頭車）にはトイレ・車椅子スペースが設置されている。
2022年3月12日のダイヤ改正より、日光線および宇都宮線小山 - 黒磯間にE131系600番台が導入され、「いろは」を含めた205系600番台は一斉に置き換えられた。

#### 仙石線

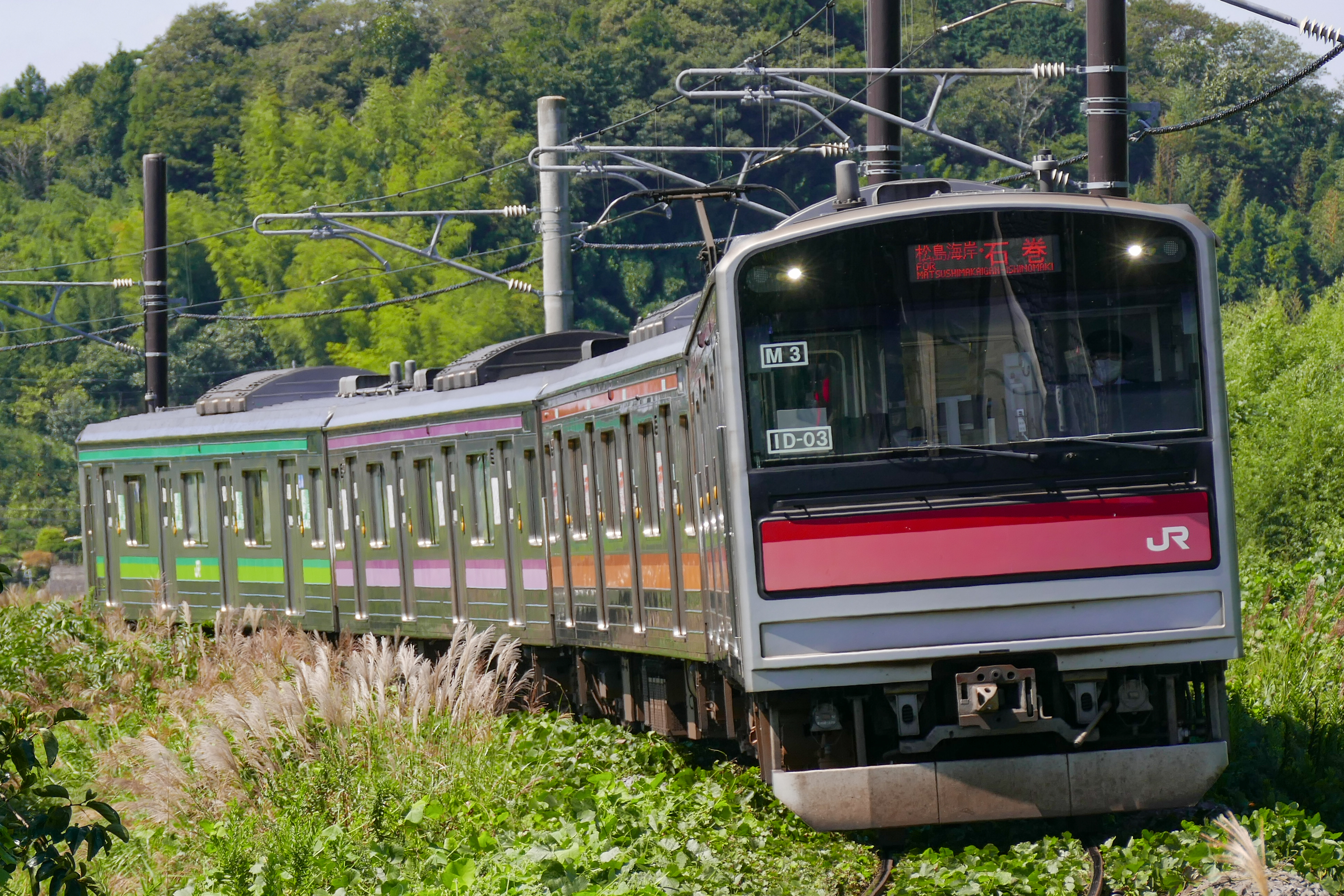
仙石線を走る205系3100番台
（2021年9月12日 手樽駅－陸前富山駅間）

仙石線へは103系の置き換えのため205系改造車の3100番台が投入され、Tc-M-M'-Tc'の4両編成を組成する。色は■■（一部編成は■■+■■+■■+■■）
山手線編成から抜かれた TMM'T を利用しているが、埼京余剰サハを種車とする編成は側扉窓の大きさが揃っていない。さらに、最初に改造されたM1編成は両端のクハの出自が異なる。
これらの投入で仙石線の103系は撤退したが、必要最低限の本数しか配置していないため、多賀城駅付近の高架化工事で一時的に車両必要数が増える間、保留車として残されていた103系1本を運用していた。しかし、この103系も老朽化が進行していることから、南武線から1200番台先頭車編成1本が3100番台化の上で仙石線に転用された。

### JR西日本

#### 東海道・山陽本線（京阪神緩行線）

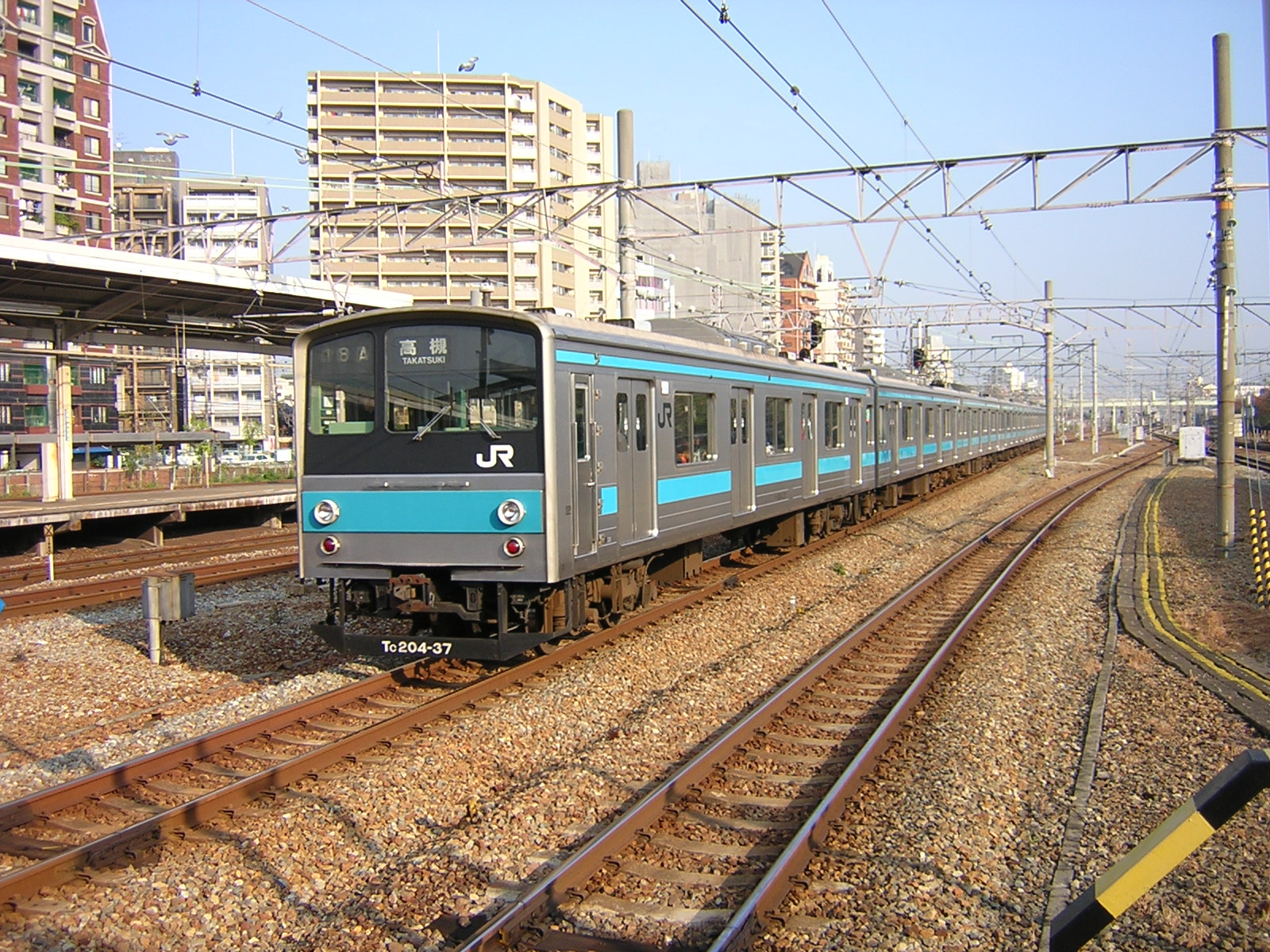
東海道・山陽緩行線の205系
（2003年 新大阪駅）

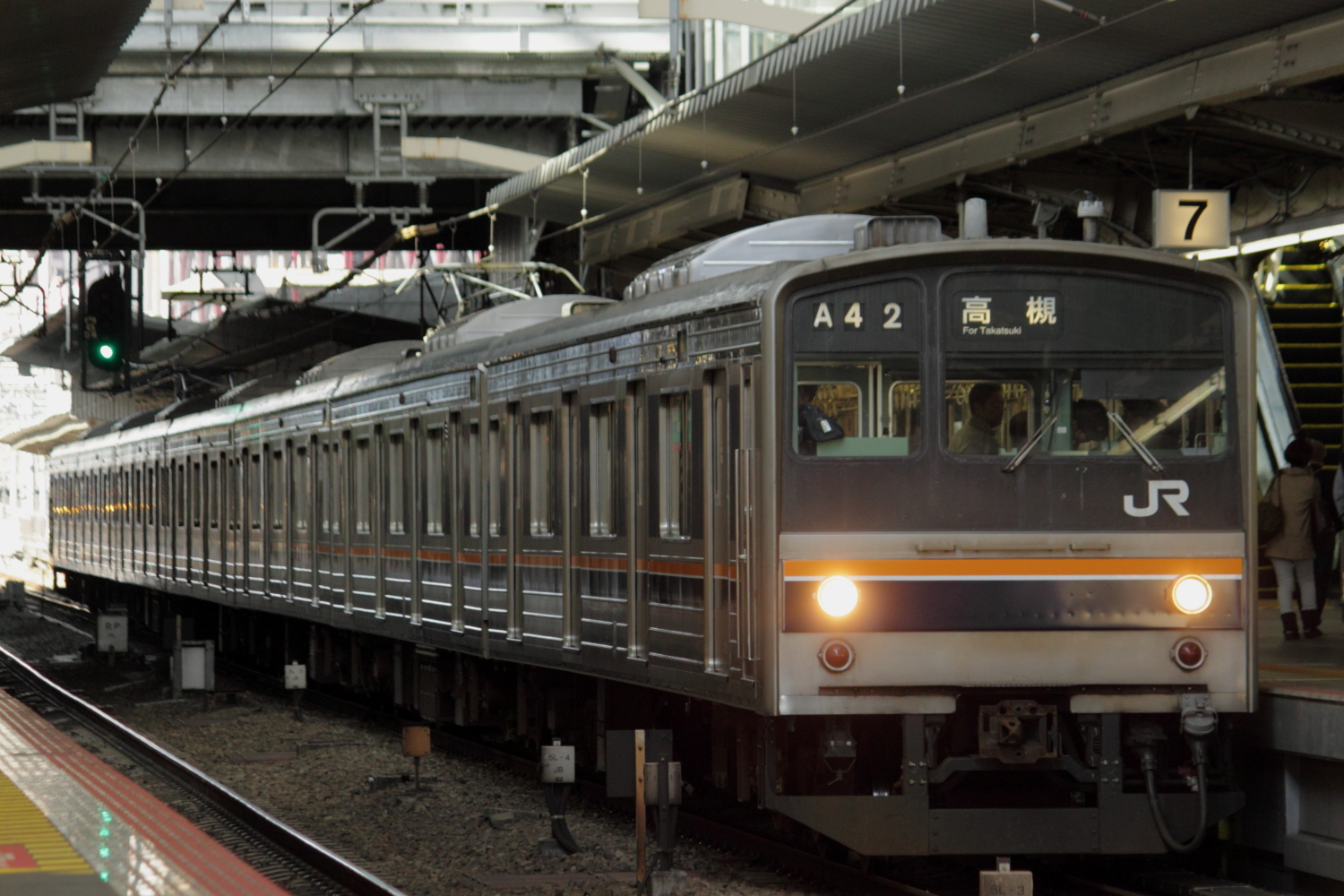
帯色を変更し阪和線から東海道本線へ転属した0番台7両編成
（2011年3月 大阪駅）

東海道本線・山陽本線（京阪神緩行線）では明石電車区（現・網干総合車両所明石支所）に Tc-M-M'-T-M-M'-Tc' の7両編成が配置された。色は■。のち2011年3月14日より■□■。
1986年11月1日のダイヤ改正時の福知山線・山陰本線（福知山駅 - 城崎駅間）電化開業用として投入された。205系投入で捻出された103系は阪和線・関西本線を通じて転配され、関西本線で捻出された113系が福知山線・山陰本線城崎電化用に転用されている。この205系投入による103系捻出車は武蔵野線の輸送力増強用にも転用された。
この京阪神緩行線用は山手線用と大差ないが、保安装置にATCの搭載がなく（当時はATS-Sのみ搭載）、乗務員室内の機器が減少したため、乗務員室背面仕切壁を 130 mm から 80 mm へ薄くし、合わせて背面仕切窓を拡大している。
JR化後の増備・旧型車置き換えは主に207系で行われたため、7両編成4本（28両）という極めて小所帯となった。民営化後に201系と同様に運転範囲を拡大し、福知山線（JR宝塚線）などにも乗り入れるようになったたが、321系の投入によって2006年2月7日までに全車が京阪神緩行線運用を離脱し、阪和線へ転用された。
2011年のダイヤ改正から直通快速が207系・321系に置き換えられることによる車両補充を見越し、阪和線に転用されていた205系0番台の全車が2010年11月から12月にかけて宮原総合運転所（現・網干総合車両所宮原支所）に転出し、207系・321系に準じた帯色（■■）に変更された。転属に際し、全4編成がサハ205形1両を増結した7両編成となった。
2011年3月12日のダイヤ改正より朝ラッシュ時限定で東海道本線（JR京都線・JR神戸線）の京都駅・高槻駅 - 大阪駅・尼崎駅間で運用を再開した。所属期間内、前述の体質改善工事が4編成に施工されたが、サハ205形については転属の処遇を考慮して簡易的な工事に留まった。
|          | ← 草津・堅田・京都西明石・加古川 → |             |              |             |             |              |               |
| 号車     | 7                                  | 6           | 5            | 4           | 3           | 2            | 1             |
| 形式     | クハ205 (Tc)                       | モハ205 (M) | モハ204 (M') | サハ205 (T) | モハ205 (M) | モハ204 (M') | クハ204 (Tc') |
| 搭載機器 |                                    | Cont        | MG, CP       |             | Cont        | MG, CP       |               |
| 車両重量 | 24.5 t                             | 32.6 t      | 34.4 t       | 23.6 t      | 32.6 t      | 34.4 t       | 24.5 t        |

|      | ← 高槻・京都尼崎・西明石 → |             |              |             |             |              |               |
| 号車 | 7                          | 6           | 5            | 4           | 3           | 2            | 1             |
| 形式 | クハ205 (Tc)               | モハ205 (M) | モハ204 (M') | サハ205 (T) | モハ205 (M) | モハ204 (M') | クハ204 (Tc') |

1. ↑  転用時に増結。

- Cont：主制御器、MG：電動発電機（190 kVA ブラシレスMG）、DDC：DC-DCコンバーター (30 kW) 、CP：空気圧縮機

#### 阪和線

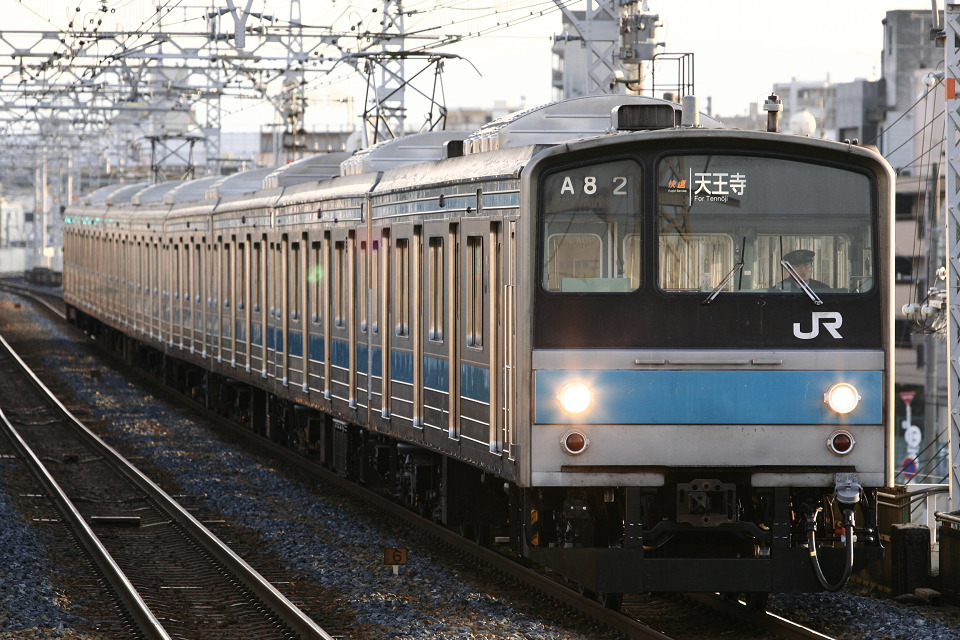
阪和線の0番台8両編成
（2008年2月 美章園駅）

1988年（昭和63年）3月13日ダイヤ改正時における阪和線輸送力増強用として205系1000番台4両編成 (Tc-M-M'-Tc') が製造され、ダイヤ改正より早い同年2月22日から営業運転を開始した。配置は日根野電車区で、色は■。
110 km/h運転対応のほか、随所にJR西日本独自の仕様を取り入れているが、5本のみの製造で打ち切られた。 前述の体質改善工事が施工されるまでは、各先頭車に前面排障器（スカート）が取り付けられ、クハ205・204-1003の運行番号表示器がLED化された程度で、比較的原形を保っていた。
2005年からの321系投入で余剰となった東海道・山陽緩行線の205系は、阪和線に転用されることになった。すでに本系列1000番台の配置があり、車両メンテナンスや乗務員教育の観点から、全編成が網干総合車両所明石品質管理センター（現・網干総合車両所明石支所）から日根野電車区（現・吹田総合車両所日根野支所。以下同じ）に転出した。
阪和線に7両編成の運用は存在しないため、サハ205形を組み替えて6両編成と8両編成（各2本）とし、同数の103系を置き換えた。ただし、当初は2006年1月30日および同年2月16日から運用を始めた編成ともにサハ205形を抜いた6両編成で運用され、その後同年3月30日に組み替えられた。
転属時に201系と同様のスカートの強化、スカート部の車番表記消去、方向幕の交換といった細かな改造がなされたが、201系で施行された屋根上の通風器撤去工事や1000番台にある車外スピーカーの設置は未施工であった。また、最高速度が100 km/hである103系の置き換え用であるため、110 km/h対応改造工事も行われなかった。

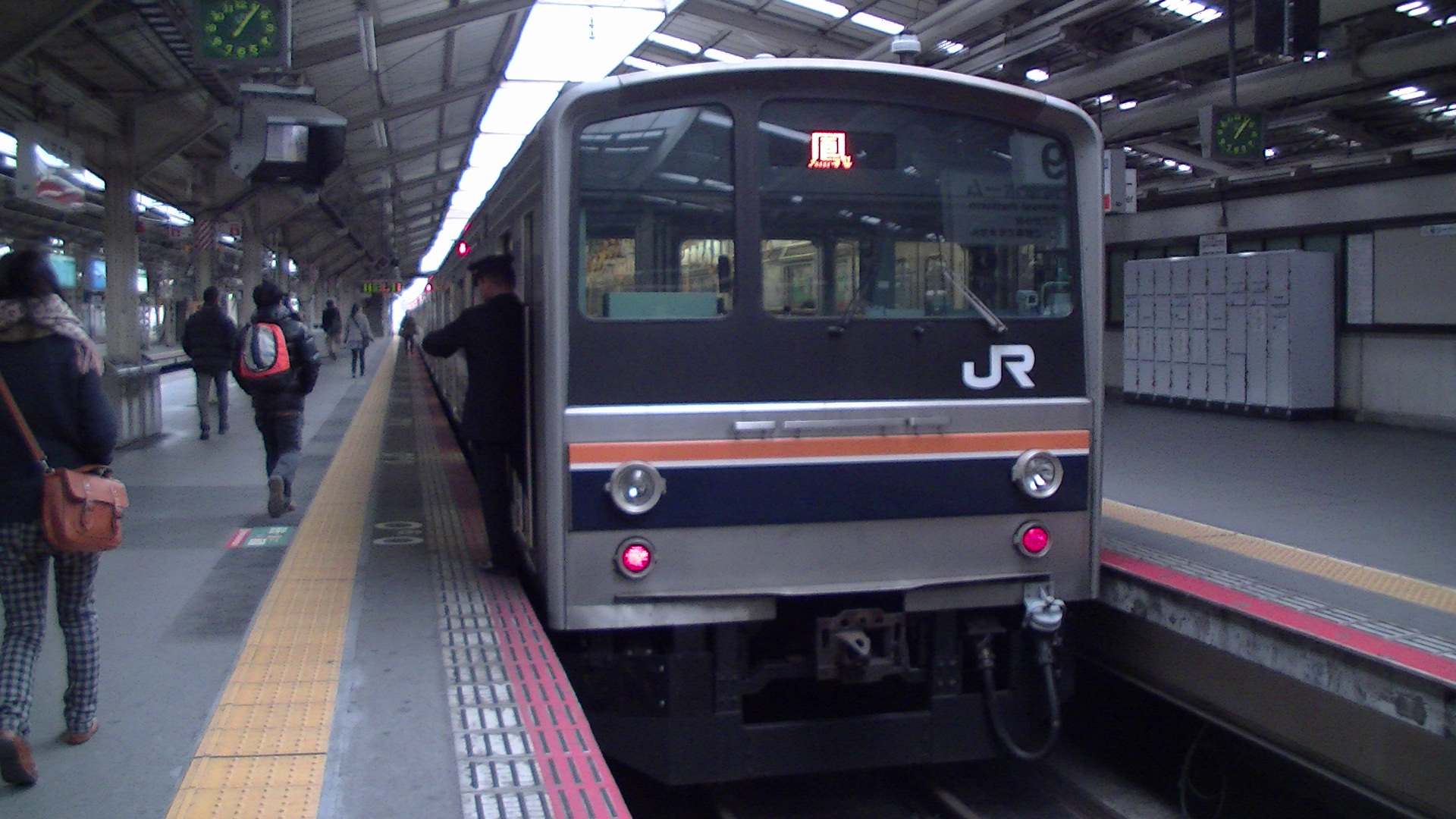
東海道本線時代の帯色を変更せず阪和線へ再転属した0番台
（2014年1月 天王寺駅）

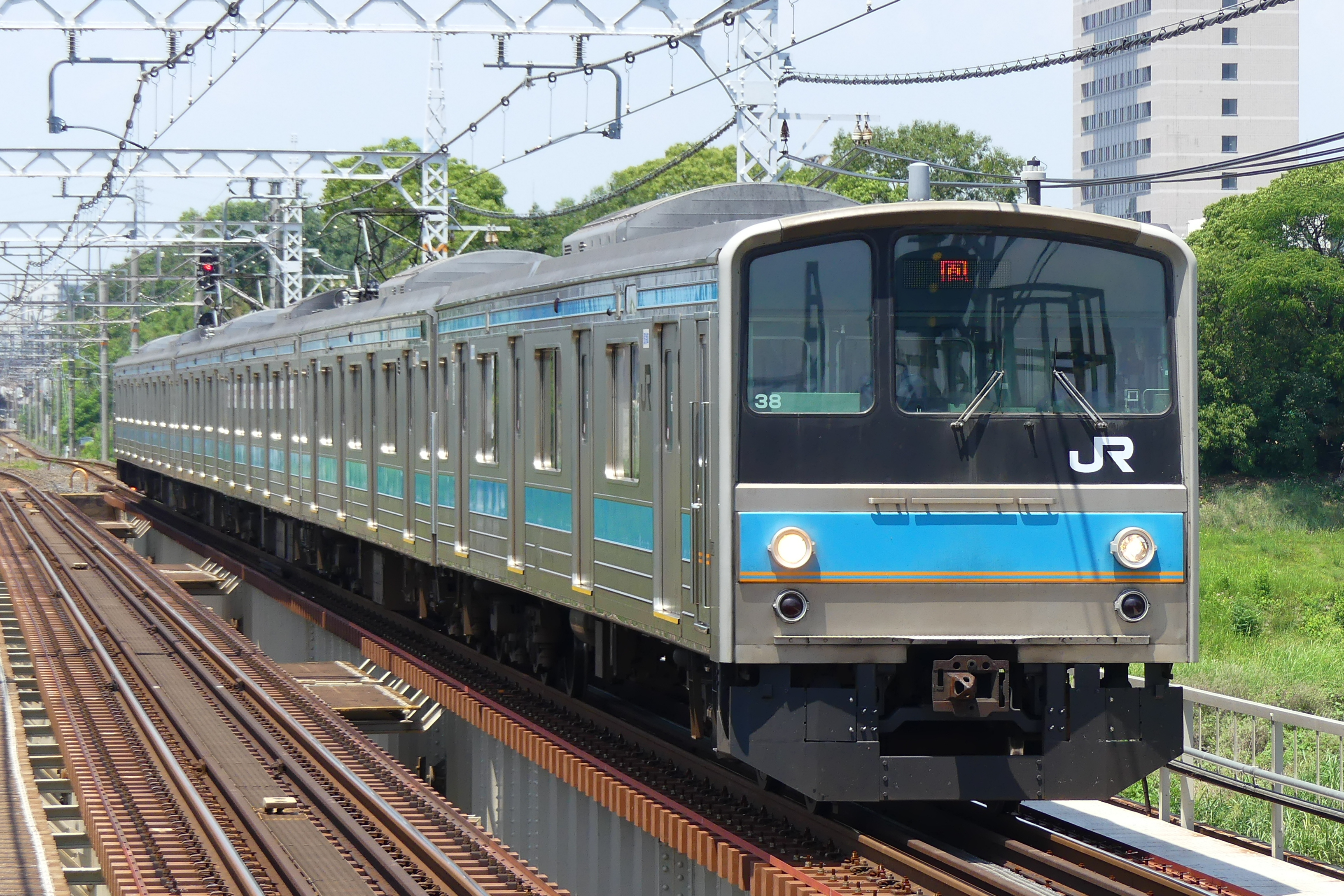
識別線が入った帯色に変更された0番台6両編成
（2017年7月 浅香駅）

2010年12月1日までに225系5000番台が日根野電車区に配属された。205系0番台は2011年に東海道本線へ再転用され宮原総合運転所に転出したが、2013年3月16日のダイヤ改正で東海道本線での運用を終了し、阪和線へ再転用されて吹田総合車両所日根野支所へ順次転入した。
2013年3月18日にはC1編成がサハ205を抜いた6両に減車のうえ、約2年ぶりに阪和線の運用に復帰している。その後、他の3編成についても同様の形で阪和線に再び転属し、同線に所属する103系の6両編成との共通運用に就いている。
4編成とも当初は引き続き東海道本線時代のままの帯色（■■）で運用されていたが、2014年1月より順次、スカイブルーの帯（■）に戻され、その際前面の帯下部と乗務員室扉には、細いオレンジのラインが新たに2本追加された。同年2月17日に全4編成の変更を終えている。
オレンジのラインは、最高速度の異なる0番台と1000番台を区別するための視認用のもので、6連の0番台は103系と共通運用であるが、4連の1000番台は共通運用を組んでいない。また運転台には「この編成は205系0代」と書かれたシールが貼付されている。
なお、編成から外れたサハ205形4両は2015年9月9日付で廃車された。
2016年夏からの225系5100番台導入により順次置き換えられ、1000番台は同年12月までに全編成が運用を離脱した。2017年10月から2018年2月にかけて1000番台全編成が吹田総合車両所奈良支所に転属され、2018年3月17日ダイヤ改正から奈良線で運用を開始している。
2018年3月17日のダイヤ改正で、阪和線の全快速・普通列車が3扉車（223・225系）で統一されたため、残る0番台も阪和線での運用を終了した。0番台も4両編成に短縮して奈良線に転用された。
|          | ← 天王寺和歌山 → |             |              |               |
| 形式     | クハ205 (Tc)     | モハ205 (M) | モハ204 (M') | クハ204 (Tc') |
| 搭載機器 |                  | Cont        | SIV, CP      |               |
| 車両重量 | 24.5 t           | 32.8 t      | 32.3 t       | 24.5 t        |

|                   | ← 天王寺和歌山 → |             |              |             |              |             |              |               |
| 号車              | 8                | 7           | 6            | 5           | 4            | 3           | 2            | 1             |
| 形式 （転用当時） | クハ205 (Tc)     | モハ205 (M) | モハ204 (M') | サハ205 (T) | サハ205 (T)  | モハ205 (M) | モハ204 (M') | クハ204 (Tc') |
| 形式 （末期）     |                  |             | クハ205 (Tc) | モハ205 (M) | モハ204 (M') | モハ205 (M) | モハ204 (M') | クハ204 (Tc') |

- 太字: 脱車ユニット
- Cont：主制御器、MG：電動発電機（190 kVA ブラシレスMG）、DDC：DC-DCコンバーター (30 kW) 、CP：空気圧縮機

#### 奈良線

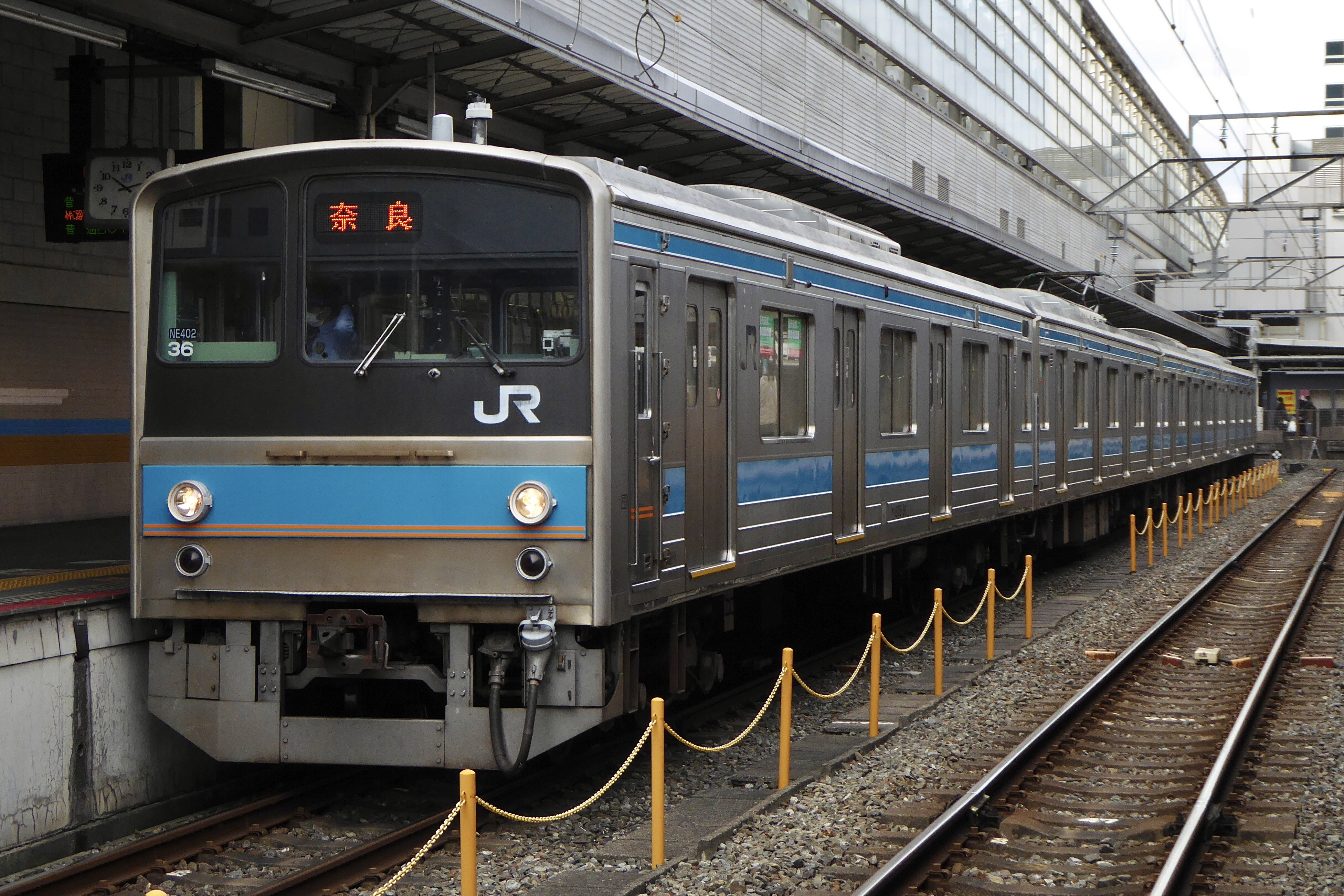
奈良支所に転属した0番台
（2021年12月 京都駅）

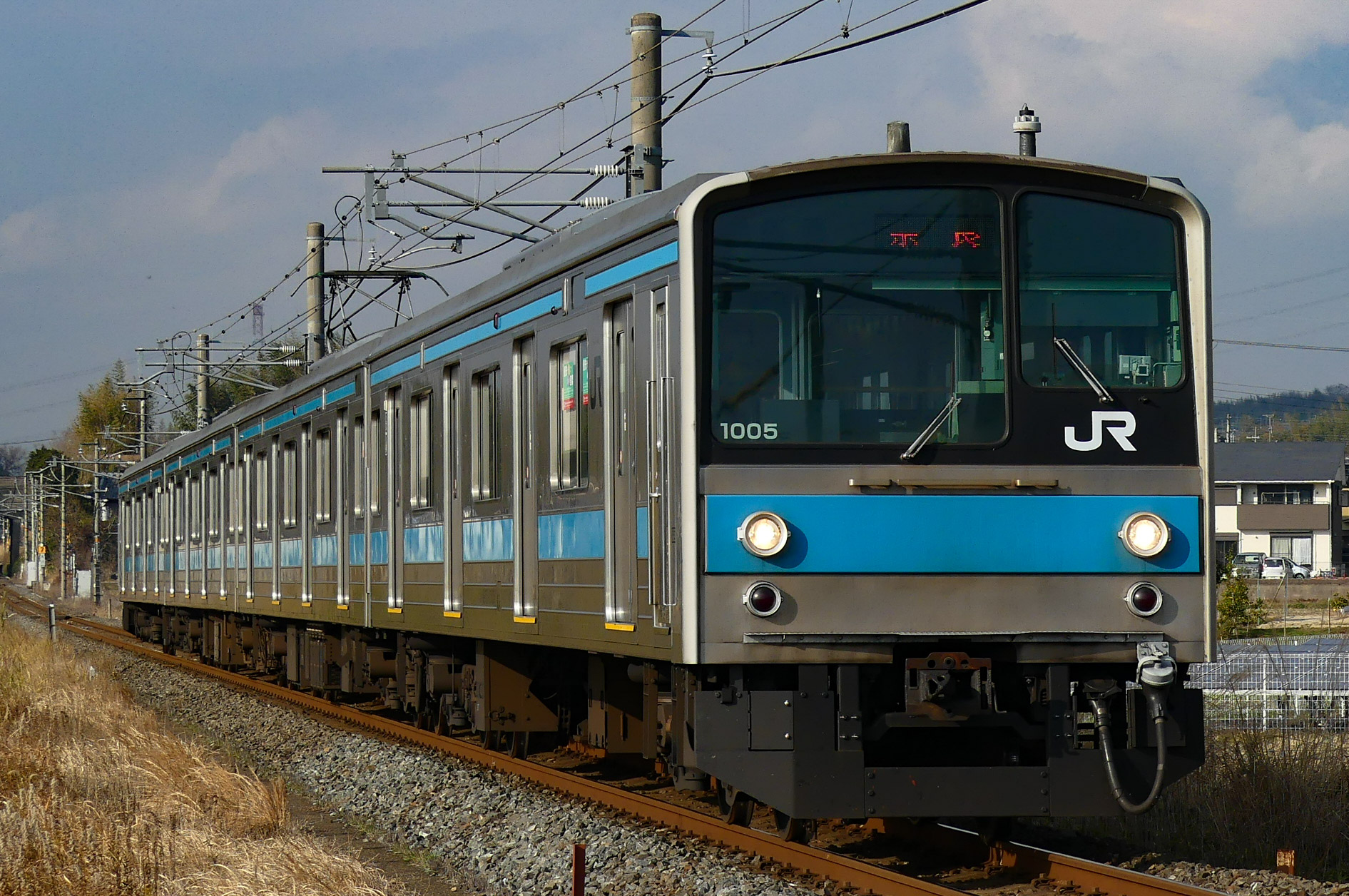
奈良支所に転属した1000番台
（2019年1月 玉水駅 - 棚倉駅間）

阪和線での運用を終了した1000番台は、2017年10月から2018年2月にかけて吹田総合車両所奈良支所に転属され、2018年3月17日のダイヤ改正より4扉車運用の一部を置き換える形で奈良線および大和路線木津駅 - 奈良駅間での営業運転を開始。同年10月28日のダイヤ改正以降、平日朝の下り1本のみだが奈良駅 - 王寺駅間の乗り入れを開始した。また、阪和線時代とは異なり、103系と共通運用となっている。
0番台も長らく日根野支所に留置されていたが、元HI601編成がモハユニット2両を2018年6月20日付で廃車した上で、同年7月14日付で奈良支所へ転属。NE401編成に編成番号を変更し、2018年7月26日より奈良線で運行を開始した。帯色は103系・201系電車のようなウグイス帯（■）に変更されておらず、阪和線時代の青帯（■）のままとなっている。2018年8月16日付で元HI602編成が、同年8月31日付で元HI603編成が、それぞれ4両化の上で奈良支所へ転属し、NE402・NE403編成となっている。余剰となったモハユニット4両は2018年8月31日付で廃車された。2018年10月6日付で最後まで残っていた元HI604編成も4両化の上で奈良支所へ転属し、NE404編成となっている。余剰となったモハユニットは2018年10月9日付で廃車された。
|                   | ← 京都奈良 → |             |              |               |              |               |
| 号車              | 4            | 3           | 2            |               |              | 1             |
| 形式 （0番台）    | クハ205 (Tc) | モハ205 (M) | モハ204 (M') | モハ205 (M)   | モハ204 (M') | クハ204 (Tc') |
| 号車              | 4            | 3           | 2            | 1             |              |               |
| 形式 （1000番台） | クハ205 (Tc) | モハ205 (M) | モハ204 (M') | クハ204 (Tc') |              |               |

- 太字:脱車ユニット

## JR東日本での転属
小規模な転属は各路線別に記載したが、ダイヤ改正時における比較的大きな転属は下記に記載する。
1993年（平成5年）4月10日ダイヤ改正
このダイヤ改正では横浜線・中央線快速・中央・総武緩行線における輸送力増強のため、本系列に動きが発生している。京浜東北線・根岸線への209系1次車投入に伴い、同線の205系10連を3本捻出した。また、同時に南武線へも209系（ナハ1編成）を投入することで同線の205系6連を1本捻出した。
横浜線には増車1本が必要とされた。これには京浜東北線・根岸線用の205系10両編成を6両編成化し、合わせて4扉車最後の新製となる「サハ205-232」を組み込んで7両編成化し、同線に転属させた。
一方、中央・総武緩行線には同線から201系2本が中央快速線用に転属したため、中央・総武緩行線用10両編成が合わせて3本必要になった。このため、京浜東北線・根岸線から捻出した205系10両編成2本と南武線の6両編成1本に、元京浜東北線・根岸線用10両編成から前述の6両編成化で捻出した中間車4両を組み込んだ10両編成1本が中央・総武緩行線に転属となった。
1996年3月16日のダイヤ改正
この改正時には埼京線新宿駅 - 恵比寿駅間延伸開業用として10両編成4本の増車が必要となった。このため、209系を京浜東北線に投入することで捻出した205系10両編成3本を埼京線へ転用した（この時点で京浜東北線からは引退）。もう1本は山手線205系10両編成の大井工場（当時）の検査周期を見直すことで予備車を削減し、転用した。
E231系導入に伴う転属
2000年代に入ると中央・総武緩行線へのE231系0番台の投入や山手線へのE231系500番台投入により、首都圏のほぼ全体に影響を及ぼす本系列の大規模転配属が行われた。この転属は中央・総武緩行線用10両編成3本、山手線用11両編成52本（埼京線へのサハ204形転用による捻出分含む）とサハ1両、総計593両にも及ぶものとなった。
この転用計画は2001年度末時点で転属車両数が決定していた。しかし、2004年（平成16年）秋に東京臨海高速鉄道りんかい線と埼京線との直通運転拡大に伴い、埼京線に10両編成1本が必要となり、八高線・川越線用の205系3000番台充当車を含めた6M4T編成が使用されたため、南武線・川越線・八高線向けと武蔵野線向け車両に計画変更が発生した。
編成を解体して転属させるのではなく、先頭車の種類を統一させるため、複数の編成でそれぞれ先頭車を入れ替え、不足する電動車を補うためにVVVFインバータ制御化改造を施し（武蔵野線のみ）、同線以外の本系列（埼京線のサハ205形など）も合わせて転属させるなど、首都圏各線区の状況に合わせて他線区へ配置するという柔軟な転配属を行っている。また、電動発電機（MG）を搭載していないモハ204形は転属（その際に先頭車改造したクモハ204形も含む）に際して静止形インバータ (SIV) を設置した車両もある。なお、これらの車両は南武支線、鶴見線（この2線はクモハ204形）、仙石線（全編成）、武蔵野線（一部編成）で運用している。原形先頭車と改造先頭車が混結される編成は存在していない。
当初予定していた千葉地区への配置は、計画変更により配置が見送られた。そのため、当初用意された分は武蔵野線車両の増備や各線の輸送改善用に使用され、多くの路線で増発が可能になった。

## 廃車

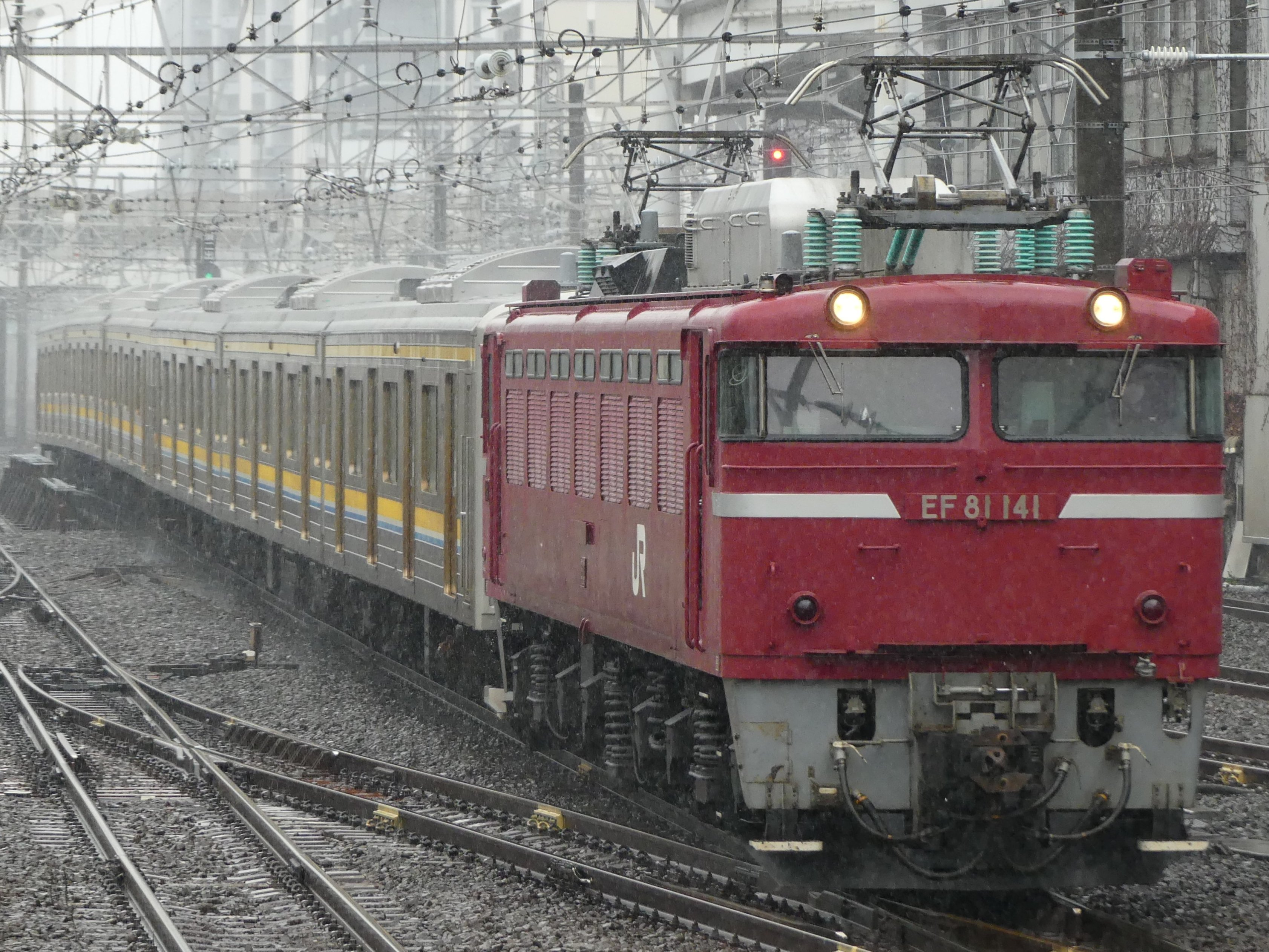
郡山総合車両センターへ廃車回送
される鶴見線用1100番台
（2024年3月26日 横浜駅）

2008年4月1日時点で、川越車両センター所属車6両（モハ205-386、モハ204-388、サハ205-107・108・220・221）、東京総合車両センター所属車2両（サハ205-45・60）、京葉車両センター所属車10両（元ケヨ21編成のうち川越線での踏切事故により代替として2007年5月21日に川越車両センターへ転属したモハ205・モハ204-277を除く8両とサハ205-29・30（のちに横浜線H28編成に転用））の計16両が保留車となっていた。ただし、京葉車両センター所属車は元ケヨ21編成の8両については、MM'ユニットがVVVF化され武蔵野線に転用された。
一方、前述の川越線での踏切事故により復旧が見送られたモハ205-386およびモハ204-388は廃車されることになり、2008年6月18日に同じ川越車両センターのサハ4両とともに郡山総合車両センターへ送られ、そして、19日付で6両全車が廃車となった。これは本系列で初の廃車である。
その後、ケヨ21編成の武蔵野線転用によりM66編成が捻出され、サハ205-29・30を組み込んで横浜線に転用されたが、その際に編成から外れたモハ205・204-44は2009年6月に廃車となっている。
2010年3月には東京総合車両センターの保留車サハ205-45・60が廃車され、東京総合車両センターの205系配置がなくなった。また、2010年度内には中原電車区に配置されていた中間車2両（電車区内での感電事故車両）が廃車された。2010年度以降には京葉線へのE233系5000番台に投入に伴い、本格的な廃車が発生した。京葉線に所属車両していた本系列（10両編成17本170両）のうち、東京開業用に投入した新製車はケヨ1 - 10編成は4両編成に短縮して保留（計40両）、残った中間車6両10編成分とケヨ11・12編成（計80両）は廃車となった。なお、2012年10月以降、順次600番台化改造工事を実施し、小山車両センターへ転属している。一方、山手線から転用されたケヨ22・24 - 27編成（計50両）は、後述する富士急行譲渡分12両（3両×4本）を除き、すべて廃車となった。なお、これらの京葉線所属車の廃車整理は2010年度・2011年度内に実施された。
2012年度初頭時点（2012年4月1日）までに計146両が廃車となり、JR東日本車の在籍数は1,267両に減少している。2013年度には埼京線・川越線へのE233系7000番台、横浜線へのE233系6000番台投入に伴い、埼京線・川越線に所属していた本系列（10両編成32本320両）のうち、ハエ16・17編成は4両編成に短縮して600番台化改造を施工の上で小山車両センターへ転属（計8両）、残った中間車6両2編成分とハエ1 - 15・18 - 27・30 - 32編成の全車（廃車後、一部は後述するインドネシアへ譲渡）、ハエ29編成のうちサハ205-82を除く9両、鎌倉車両センター所属の横浜線車両のうちH3編成の全車、中原電車区へ転属したH26編成の余剰車2両の計311両は廃車となった。なお、これらの廃車整理は2013年7月から実施されている。その後サハ204-105が鉄道総合技術研究所に譲渡され、「脱線しにくい台車」の研究用として、三菱重工エンジニアリングの三原製作所和田沖工場（広島県三原市）内の総合交通システム検証施設「MIHARA試験センター（MTC）」内で能勢電鉄1500系1554Fに牽引され各種試験に使用されている。
2014年度はJR東日本車のうち鎌倉車両センターに所属していた208両すべてと中原電車区に所属していた南武線車のうち44両、仙台車両センター宮城野派出所の4両、川越車両センターの付随車1両の計257両が廃車となった。またサハ204が形式消滅となり、6扉車が全廃した。2015年度初頭時点（2015年4月1日）でのJR東日本車の在籍数は699両に減少している。
2015年度は中原電車区に所属していた南武線車（支線用を除く）132両が廃車、2016年度は川越車両センターに所属していた埼京・川越線車の10両が廃車され、2017年度初頭時点（2017年4月1日）でのJR東日本車の在籍数は557両に減少している。
2017年度は京葉車両センターに所属していた武蔵野・京葉線車の24両（全車インドネシアへ譲渡）、川越車両センターに所属していた川越・八高線車の4両の計28両が廃車されている。
2018年度は京葉車両センターに所属していた武蔵野・京葉線車の80両（全車インドネシアへ譲渡）と川越車両センターに所属していた川越・八高線車の残り16両（うち6両は富士急行へ譲渡）の計96両が廃車された。
2019年度は京葉車両センターに所属していた武蔵野・京葉線車の168両が廃車された。
2020年4月から10月にかけて、京葉車両センターに所属していた武蔵野・京葉線車の64両が廃車され、武蔵野・京葉線車は消滅した。同時にサハ205も形式消滅となった。
2022年4月1日時点でのJR東日本車の在籍数は201両に減少している。
2022年3月12日のダイヤ改正で小山車両センターと国府津車両センターに所属していた編成が運用から離脱した。2022年4月から2023年1月にかけて、国府津車両センターに所属していた相模線車の48両と小山車両センターに所属していた日光・宇都宮線車の44両の計92両が廃車された。
2023年4月1日時点でのJR東日本車の在籍数は109両に減少している。
JR西日本在籍車48両には長らく変化がなかったが、前述のとおり2015年に余剰となったサハ205形4両が廃車され、2018年にモハユニット4組8両が廃車された。2023年4月1日時点で36両が吹田総合車両所奈良支所に在籍している。

### 東日本大震災による廃車

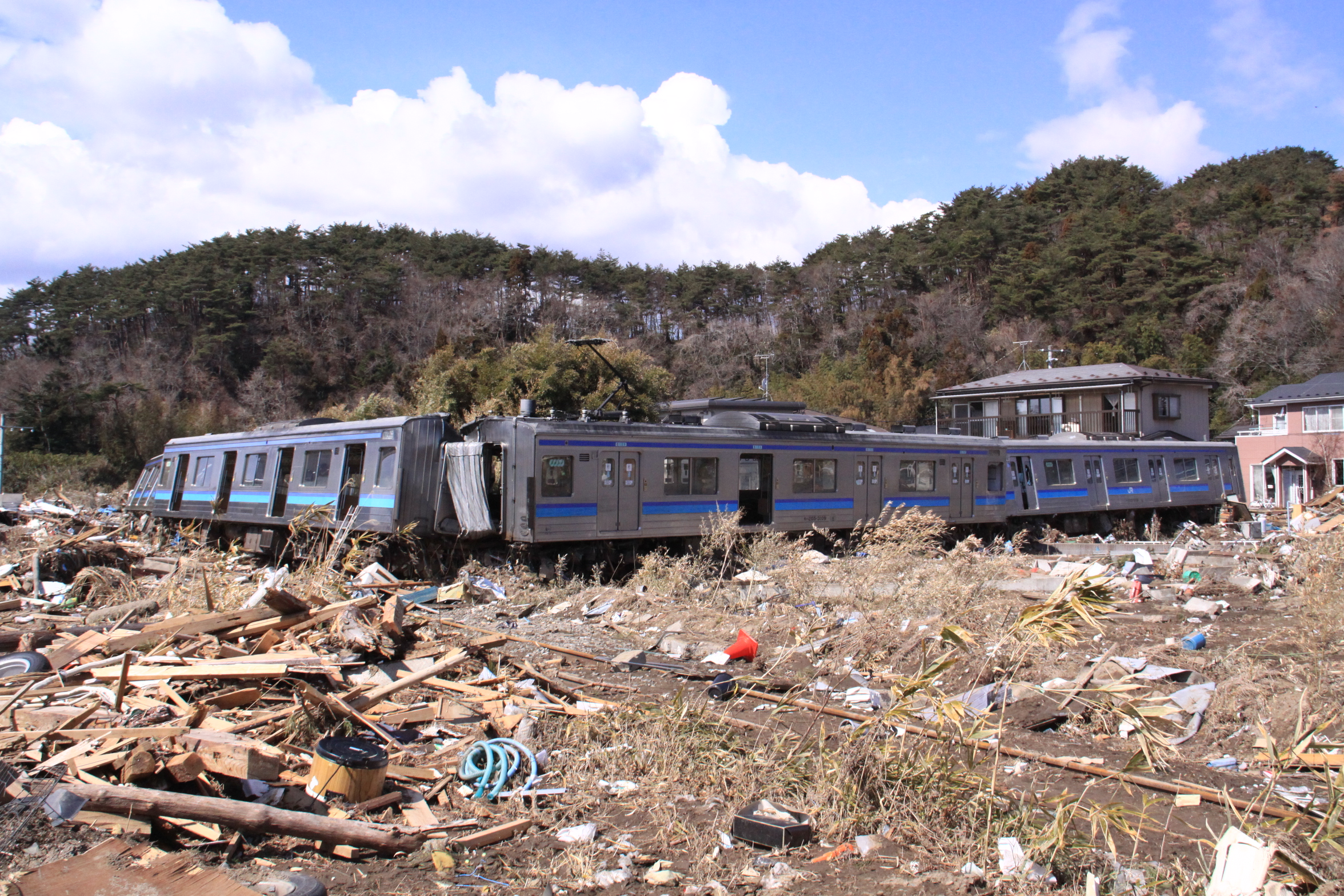
東日本大震災による津波で廃車となった仙台車両センター宮城野派出所配置のM-9編成

2011年3月11日に発生した東北地方太平洋沖地震（東日本大震災）により、仙石線用の3100番台に2編成8両の廃車が発生している。
クハ204 + モハ204 + モハ205 + クハ205 -3107（M7編成）
石巻駅構内で留置中に津波によって冠水、約1年半後の2012年9月5日から7日にかけて総合車両製作所へ配給輸送されたが、仙石東北ライン開業に伴う205系の運用数減少の影響により、HB-E210系に置き換えた方が合理的と判断され、最終的には2014年12月25日付で除籍・廃車となった。
クハ204 + モハ204 + モハ205 + クハ205 -3109（M9編成）
1426Sとして運用中に野蒜駅付近で被災し脱線。翌日付けで廃車となり、現地で解体された。

### 事故廃車
老朽化・余剰・東日本大震災での被災による廃車を除いた事故廃車は以下の5両が該当する。
モハ204-219（クラH20編成）
2014年2月15日に横浜線内の長津田駅付近で大雪で切断された架線がH20編成の6号車山側（モハ204-219）の車体に接触し、アーク跡が車体に残った。事故当日は車体を損傷したまま営業運転を継続したが、翌2月16日からE233系6000番台の営業運転が開始されたため、修理せずに運用を離脱し、同年4月4日付で編成ごと廃車。該当車両は事故前の同年1月にも営業運転中に補助電源装置が故障し運転を打ち切ったこともあった。
モハ205 + モハ204 -236（ナハ4編成）
2008年10月26日、中原電車区構内でモハ204-236に搭載のMG起動装置の点検作業において、非絶縁のスパナが架線電圧（直流1,500 V）で加圧中の配線に触れたためアークが激しく発生し作業員が火傷したとともに、低圧回路と高圧回路との混触により床下機器を大きく損傷した。この事故のため故障車牽引に必要な機器のみ修理して大宮総合車両センターに移送するも修理を断念し、2010年6月14日付で廃車。代替は仙石線に転属したナハ48編成のうち、余剰となったモハ205 + モハ204 -21のユニットに差し替えられて復旧した。
モハ205-386・モハ204-388（ハエ24編成）
2007年1月21日に川越線内で発生した乗用車との踏切事故の影響で、埼京線用編成のハエ24編成のうち2両目のモハ205-386の左側面の外板を損傷したほか床下機器・主回路用配線を損傷、7両目のモハ204-388も左側面の外板を損傷したほか当該車両のそばで乗用車が炎上し類焼した。どちらも外板ならびに床下機器・床下配線を損傷したため脱車し、損傷の軽かった6両目のモハ205-388と3両目のモハ204-386とで新しいユニットを組成、京葉線から205系1本（ケヨ21編成）のモハ1ユニット（モハ205-277 + モハ204-277）を転用して、新しく編成を組み直して同年5月末に営業に復帰した。この事故により使用不能となった2両は、廃車となるその他のサハとともに2008年6月に廃車となった（上述）。

## 譲渡車

### 富士急行6000系

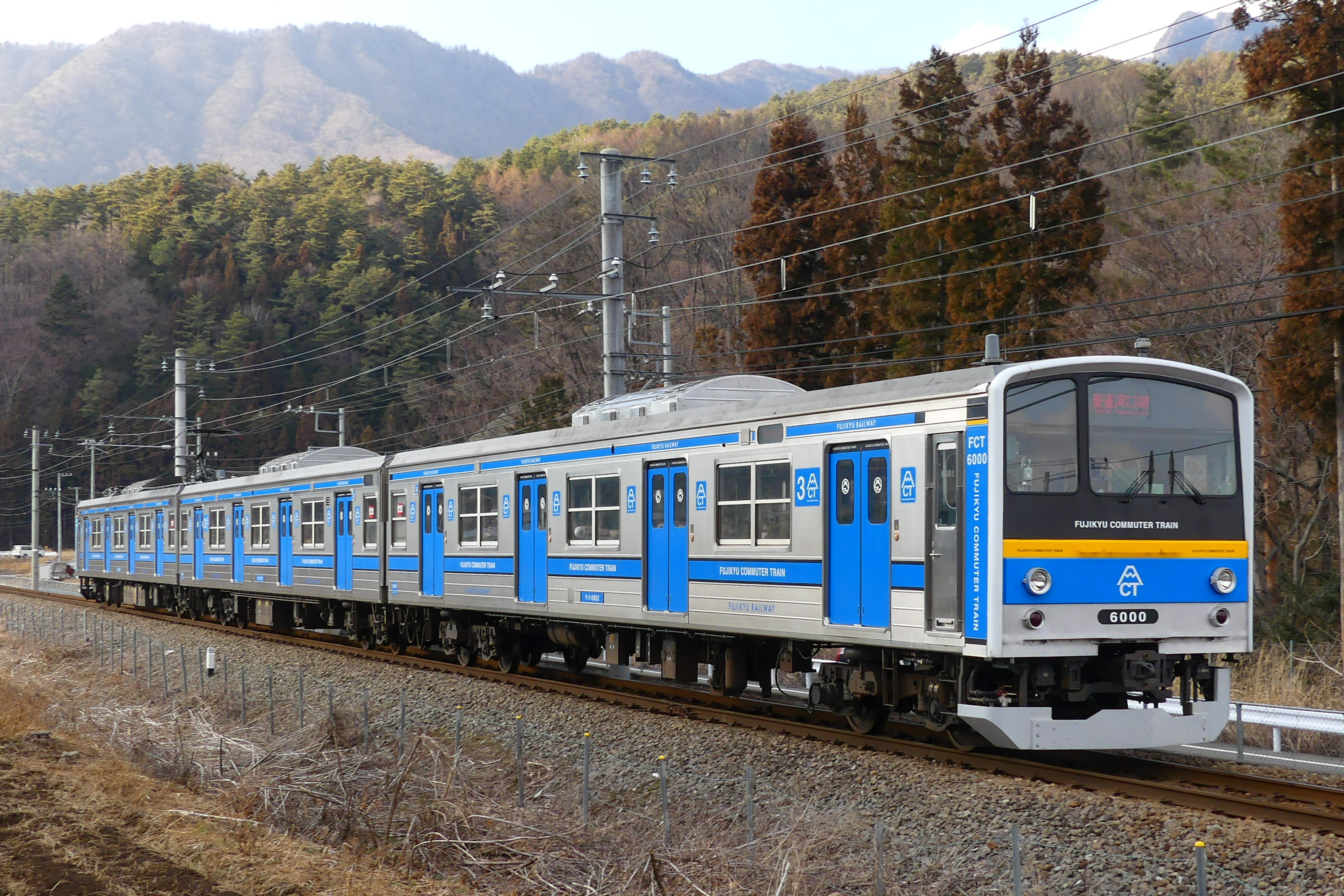
富士急行6000系6002編成
（2018年1月20日 寿駅－三つ峠駅）

E233系5000番台の投入により廃車となった京葉車両センター所属車の一部が、富士急行（分社化により現：富士山麓電気鉄道）に譲渡され、6000系として2012年2月29日（富士急の日）に運転を開始した。2019年6月現在6編成が在籍。2025年には元鶴見線1100番台2本が追加譲渡されている。

### インドネシア

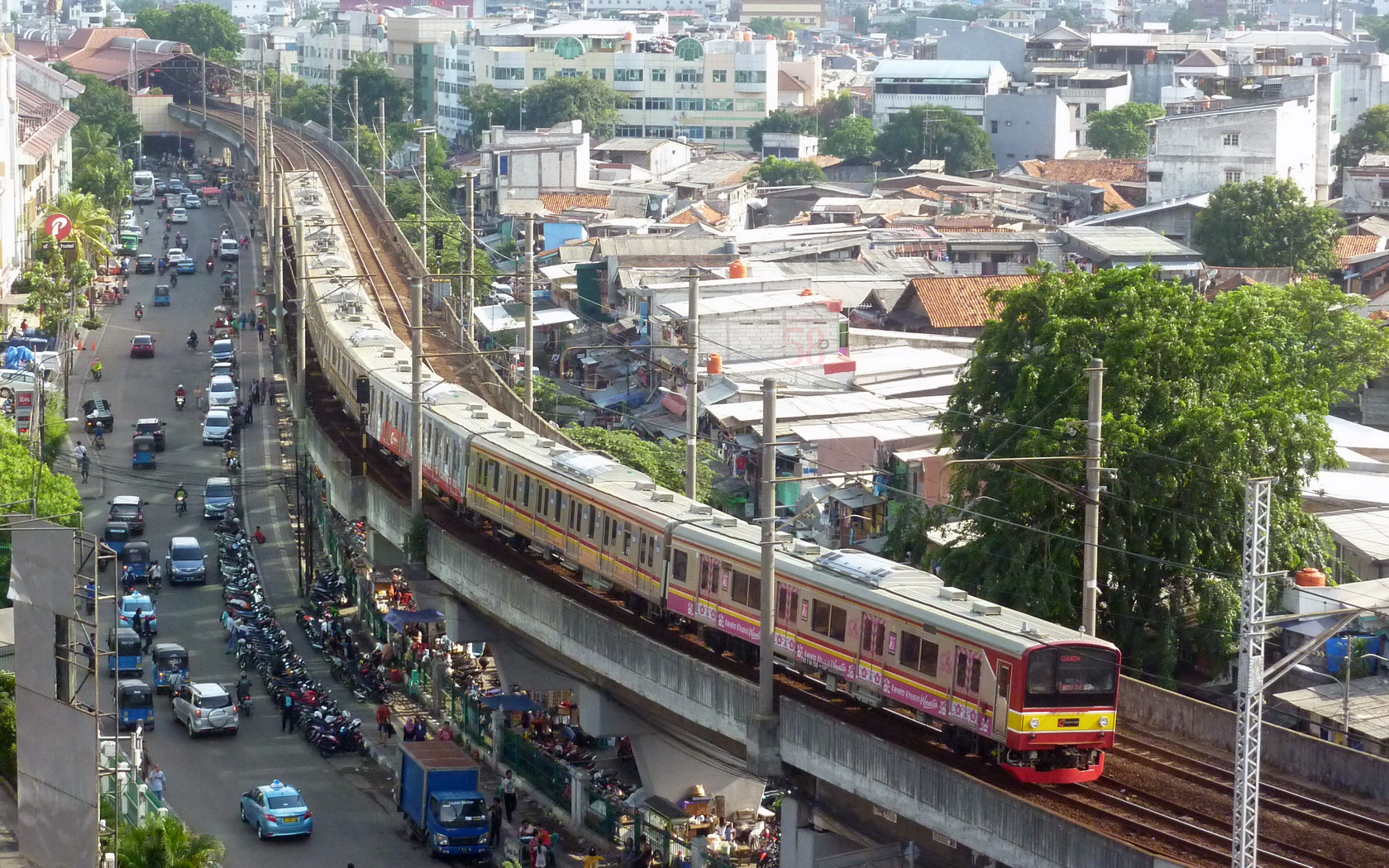
インドネシア譲渡後の205系、BOO142編成

2013年度からはE233系7000番台の投入により余剰となった川越車両センター所属の180両が6扉車も含めて、インドネシアのPT Kereta Commuter Indonesia（以降PT KCI）へ譲渡されることが発表された。この譲渡に伴い、先にインドネシアに譲渡された元東京都交通局6000形や元JR東日本103系、元東急8500系などが置き換えらえている。
そして、実際に譲渡されたのは埼京線で使用されていた6扉車となるサハ204を組み込んだハエ1・4・7・11 - 15・18・20・22 - 25・31ならびに6扉車を含まないハエ26・30・32編成（計180両）となっている。
埼京線での営業運転終了後は、高崎車両センターまで自力回送され、その後高崎駅から新津車両製作所（当時）まで機関車牽引によって配給輸送された。新津車両製作所収容後は、トレーラーによる陸送によって新潟東港まで運ばれ、海上輸送によりインドネシアまで輸送された。海上輸送は7回に分けて輸送され、2014年3月までに全車両が運び込まれた。

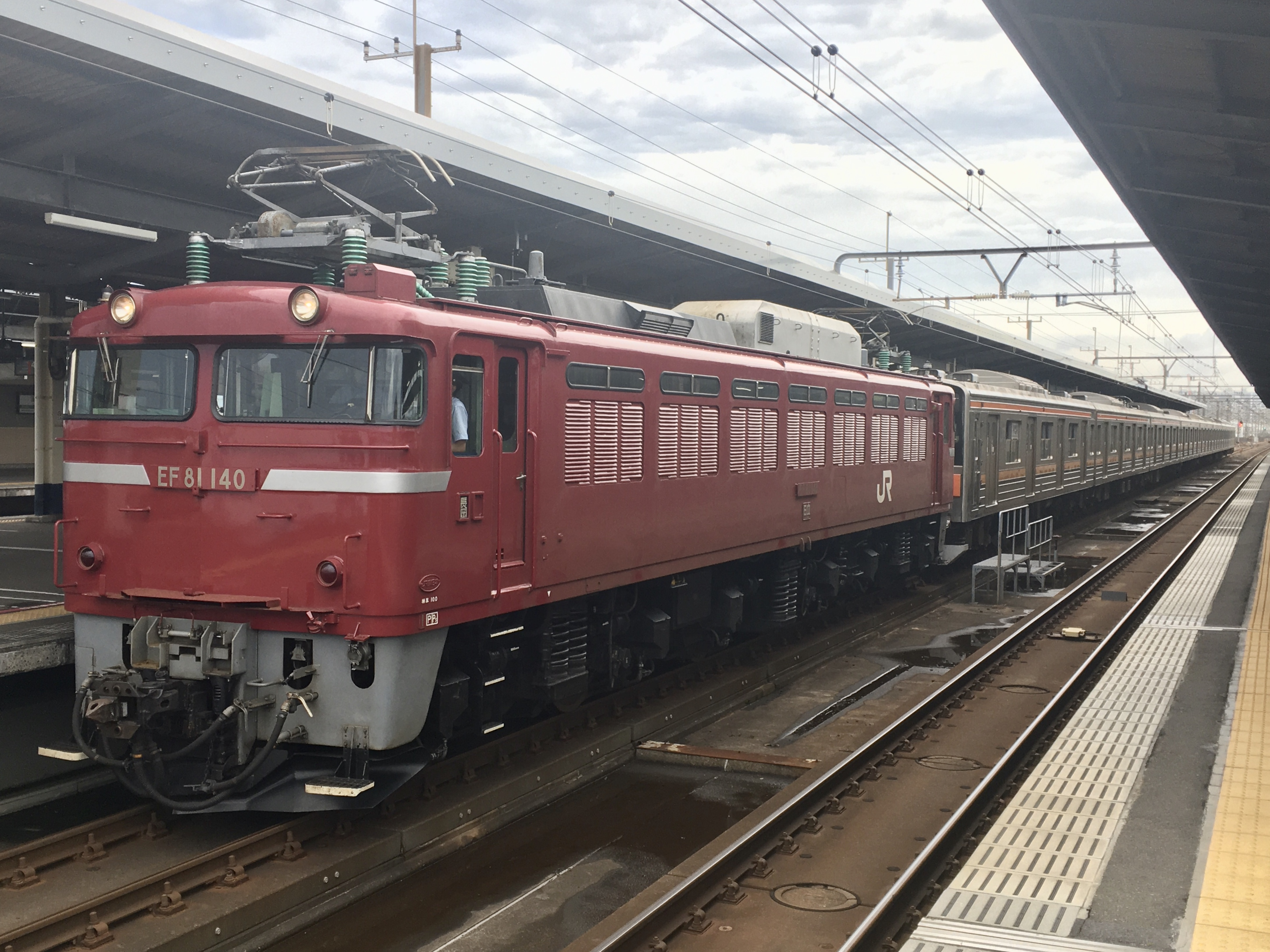
ジャカルタへ輸出するため千葉港方面に輸送される205系とそれを牽引するEF81-140号機

また、E233系6000番台の投入で余剰となった鎌倉車両センター所属編成についても、6扉車を含めた約170両が同国へ譲渡された。ただし、横浜線所属であった車両は鎌倉車両センターから総合車両製作所新津事業所まで機関車牽引である。
2015年度からは、埼京線と横浜線に続きE233系8000番台の投入で余剰となった南武線の中原電車区所属編成についても、約120両が同国へ譲渡された。こちらも国府津車両センターから総合車両製作所新津事業所まで機関車牽引で行われた。ただし、1200番台を含む編成については運転操作方法が異なることから譲渡されなかった。
2017年2月、編成番号がKCIに変更された。KCIの編成番号制度はJRの制度とほぼ同様であり、車両基地の短縮記号とそれに先頭車の番号が続く。たとえば、BUD89編成は、先頭車（クハ）の番号は205-89号車と204-89号車（JR制度から保有されている車番号）で、ブキットデゥリ電車区が所有する編成である。ボゴール電車区の組織を示す短縮記号は「BOO」である。
2017年4月現在、KCIに譲渡された205系476両は管内の主力車両として運用しており、主にジャカルタ・コタ駅とボゴール、もしくはブカシを結ぶ系統で運用されている。
2018年3月からは、武蔵野線への209系・E231系の転属で置き換えられた205系全336両全編成が2020年11月までにKCIへ譲渡されている。。

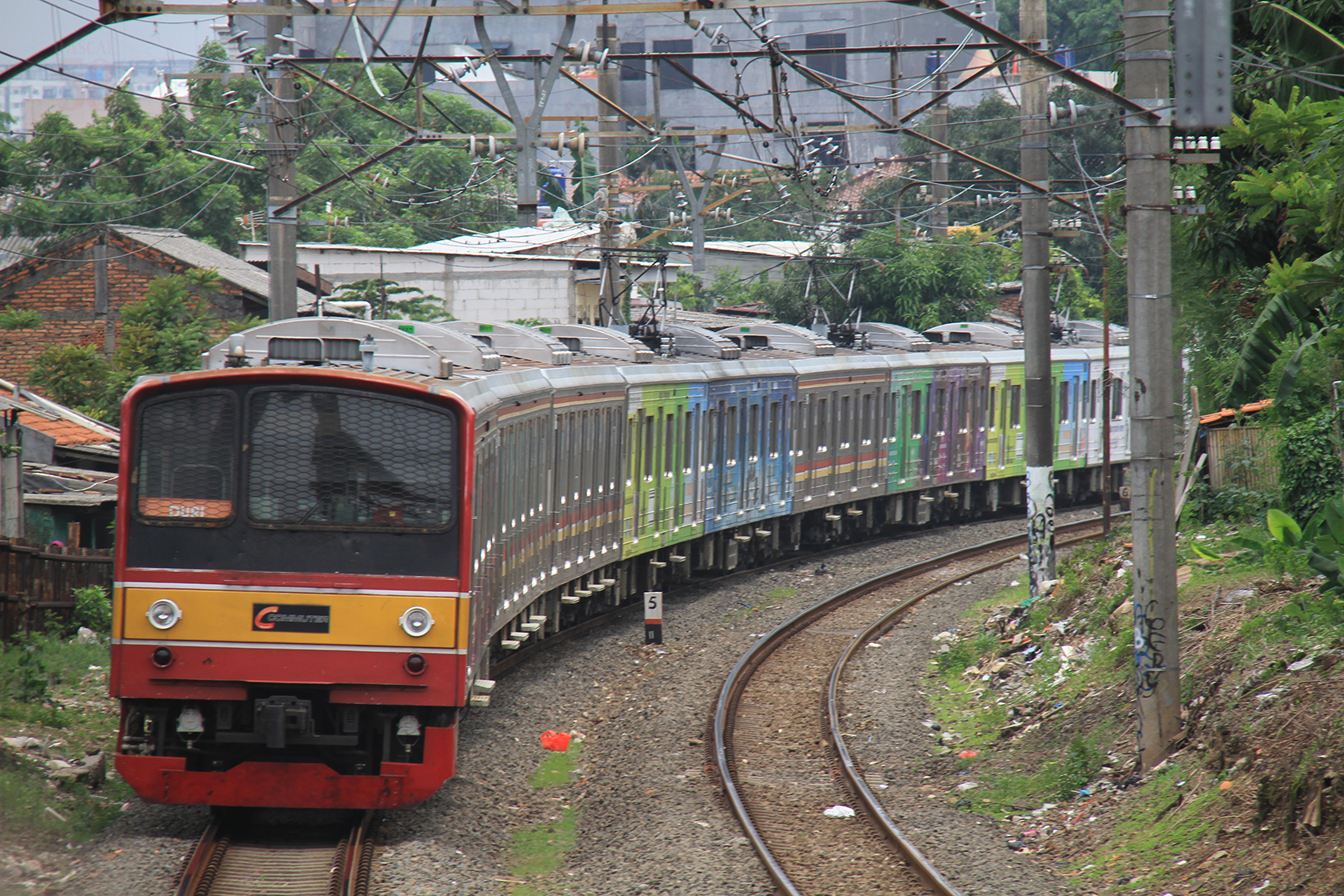
埼京線時代と同様の10両編成として運転された元埼京線のハエ25編成（現：BOO144編成）
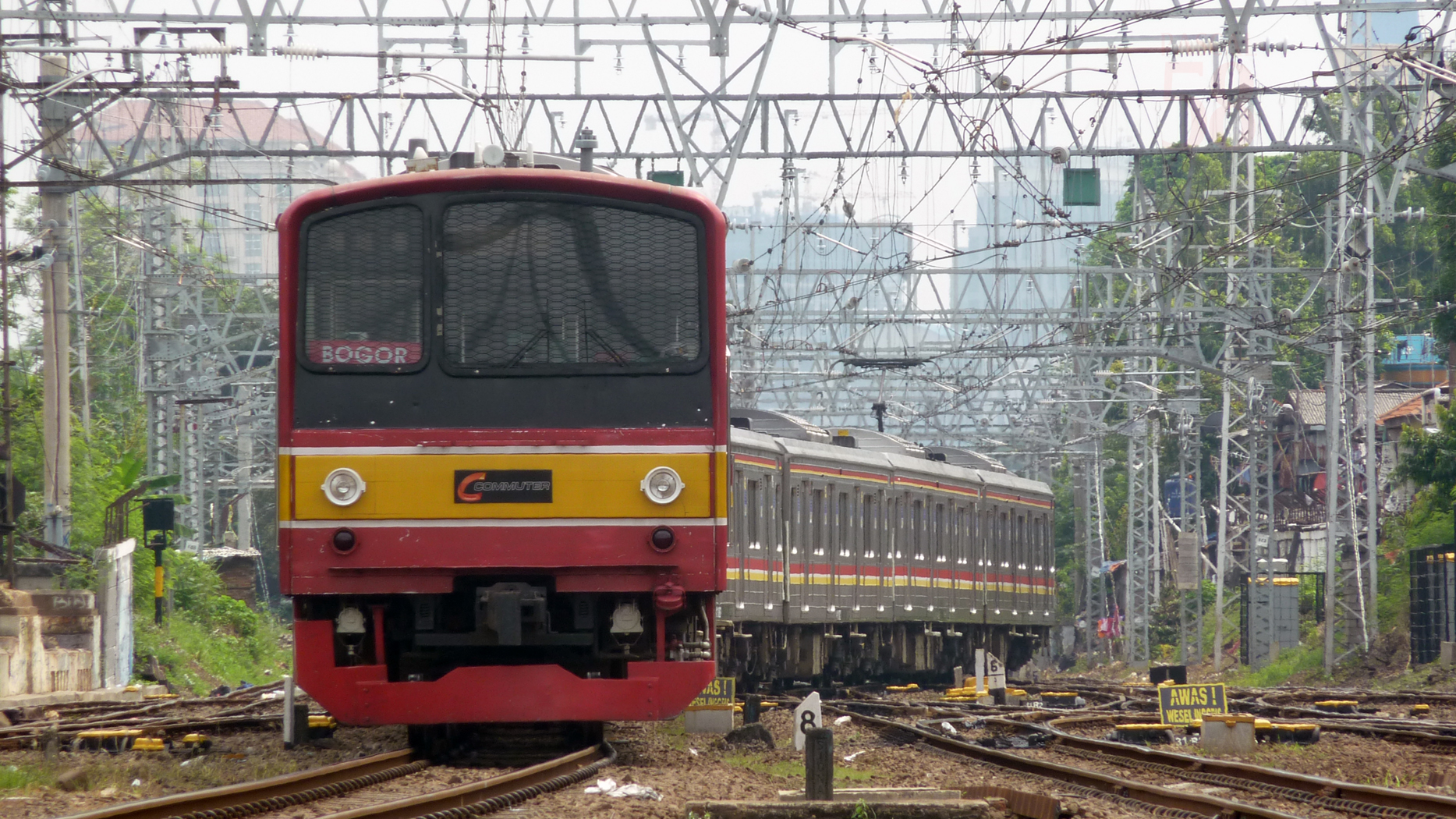
10両編成として運転された元横浜線のクラH2編成（現：BOO62編成）
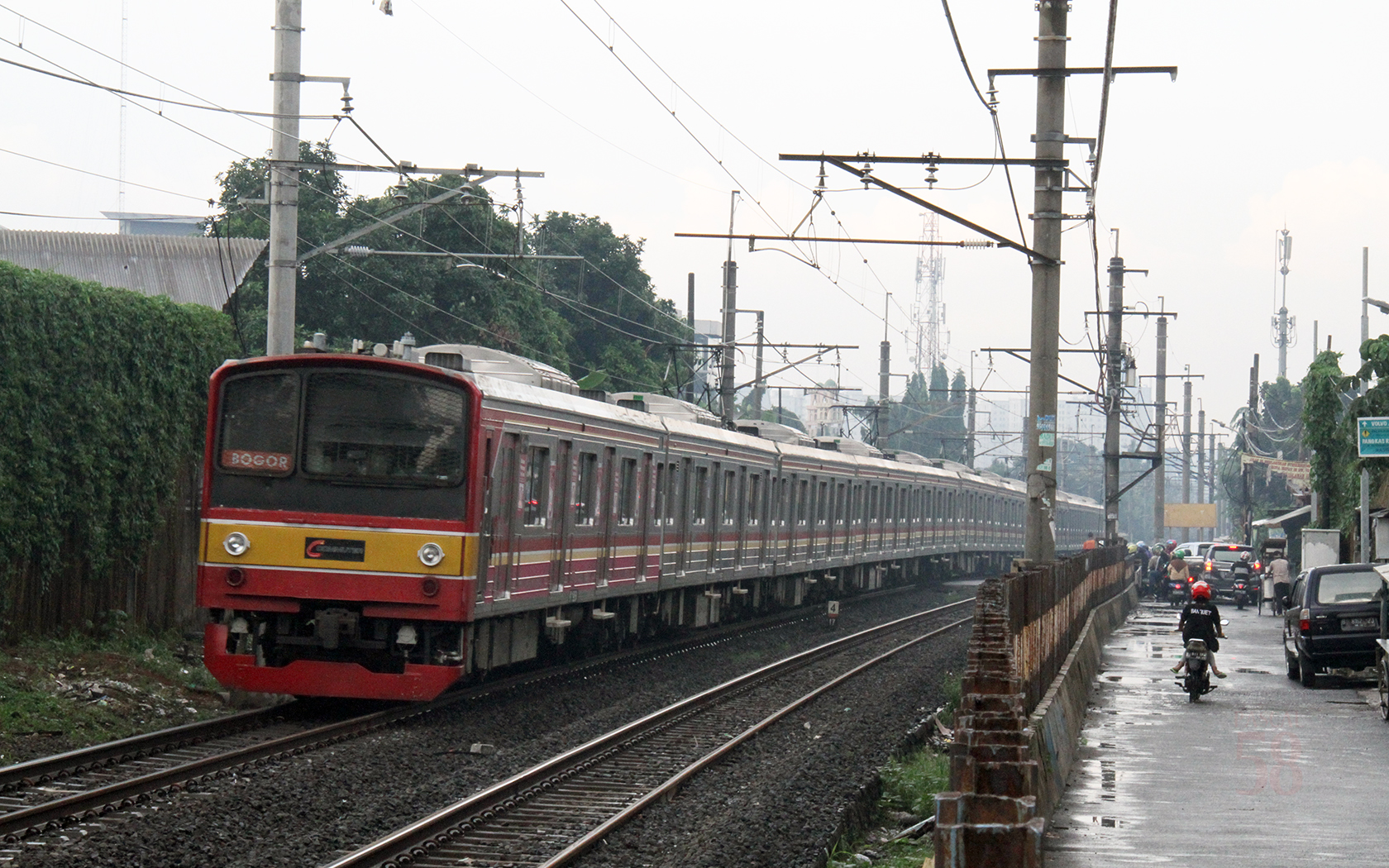
貫通組成の12両編成として運転された元埼京線のハエ24編成（現：BUD143編成）
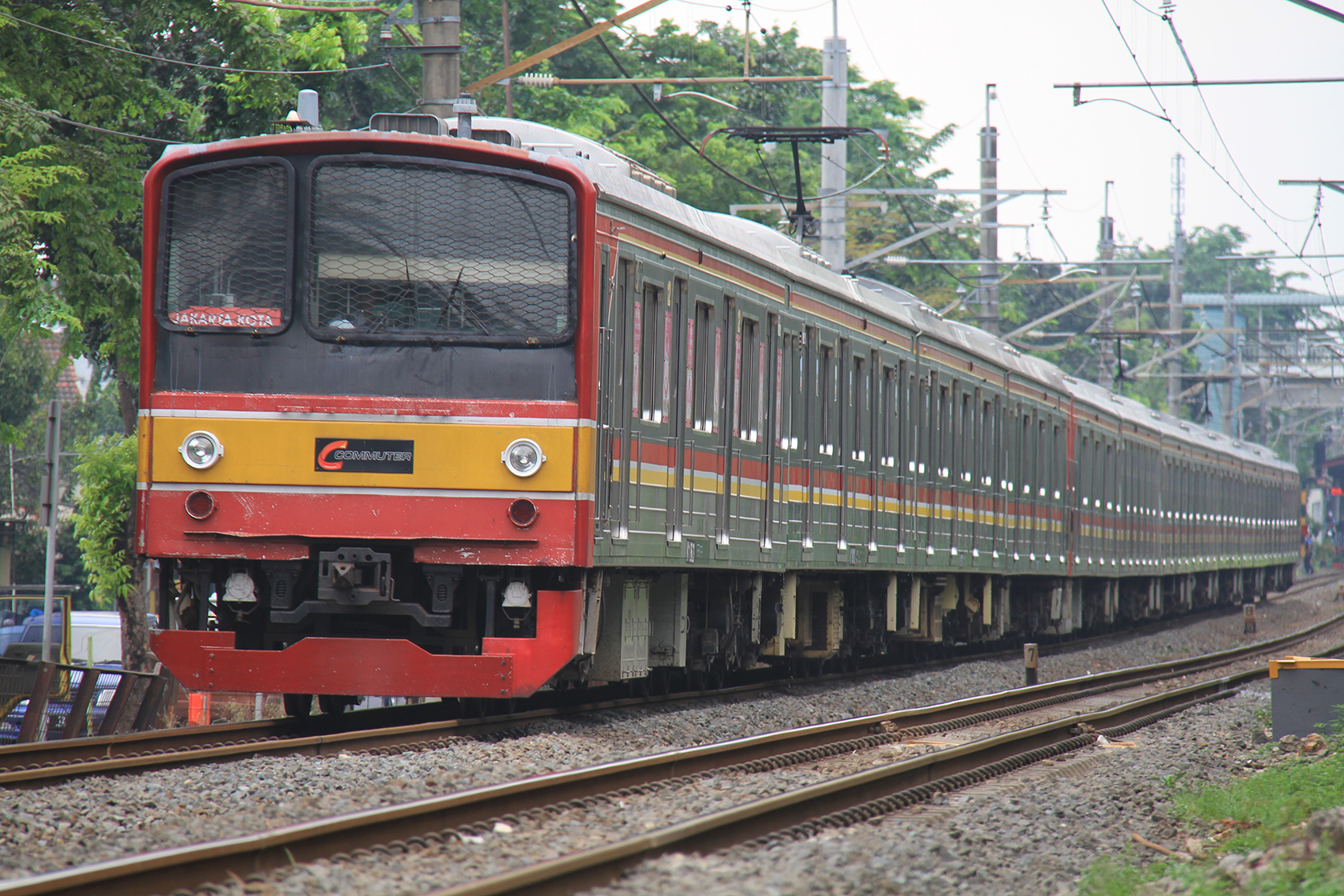
8＋4併結組成の12両編成として運転された元横浜線のクラH14とH27編成（現：DP74＋30編成）
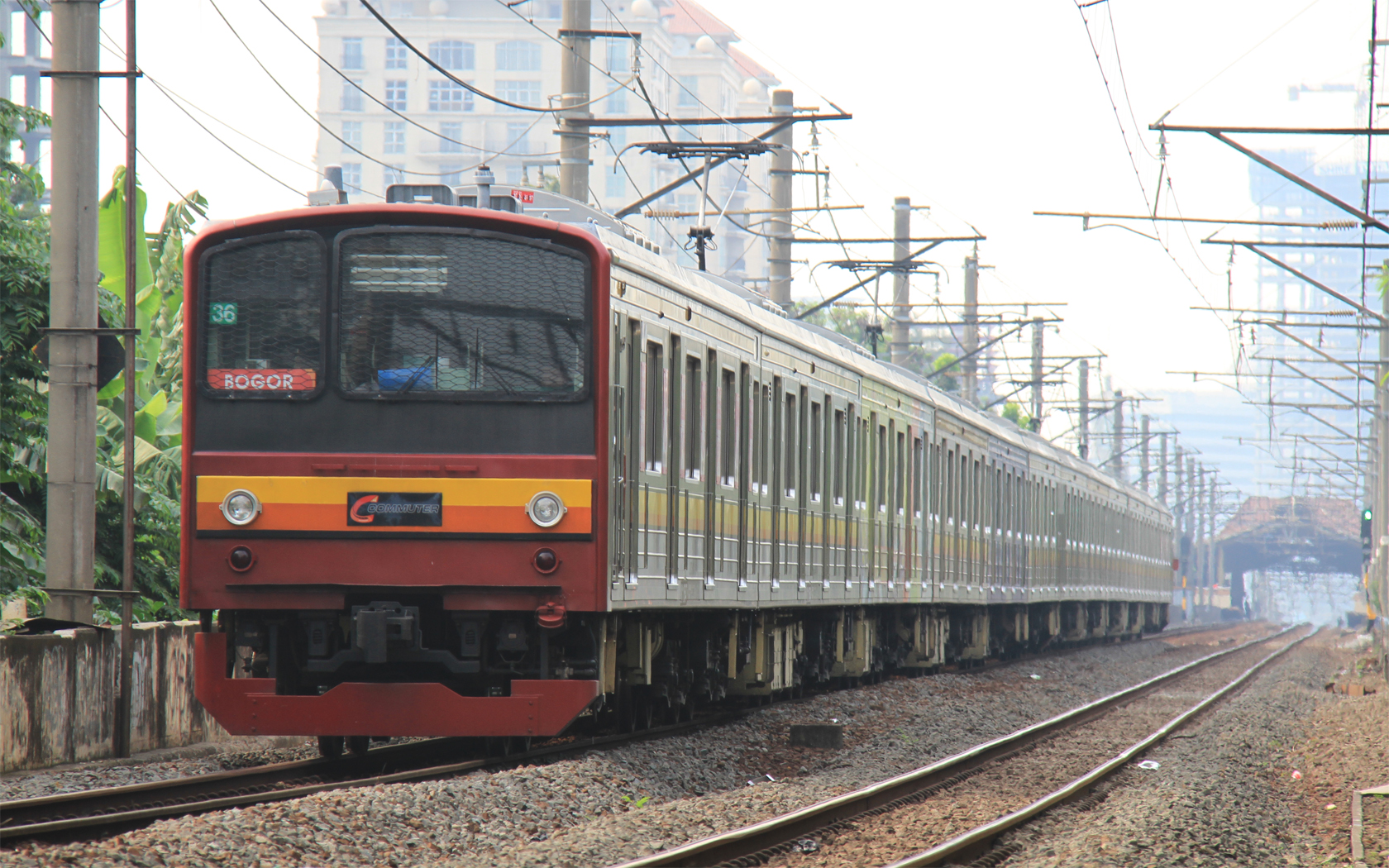
6＋6併結組成の12両編成として運転された元南武線のナハ36と3編成（現：BUD20＋87編成）
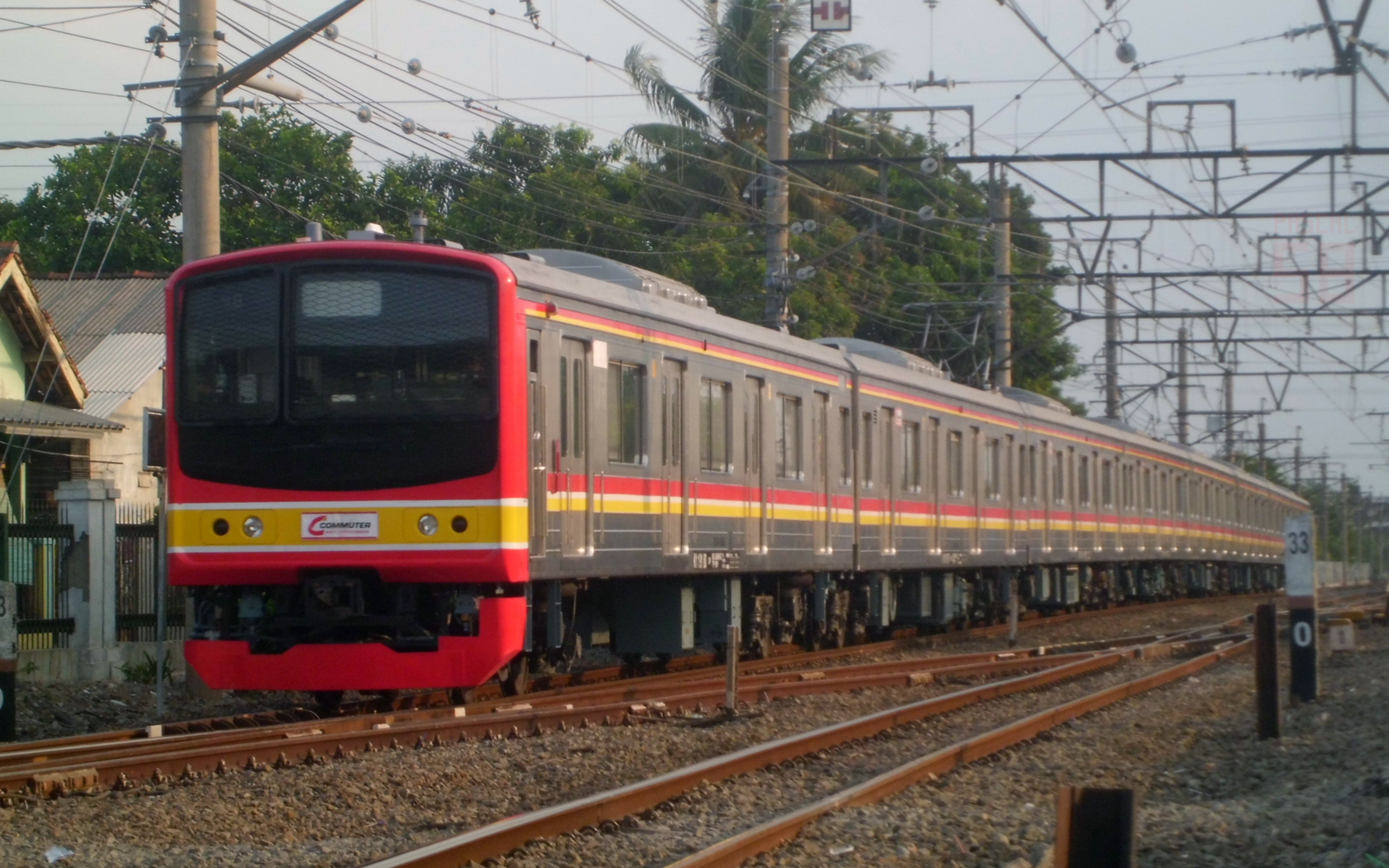
8両編成として運転された元武蔵野線のケヨM64編成（現：DP148編成）
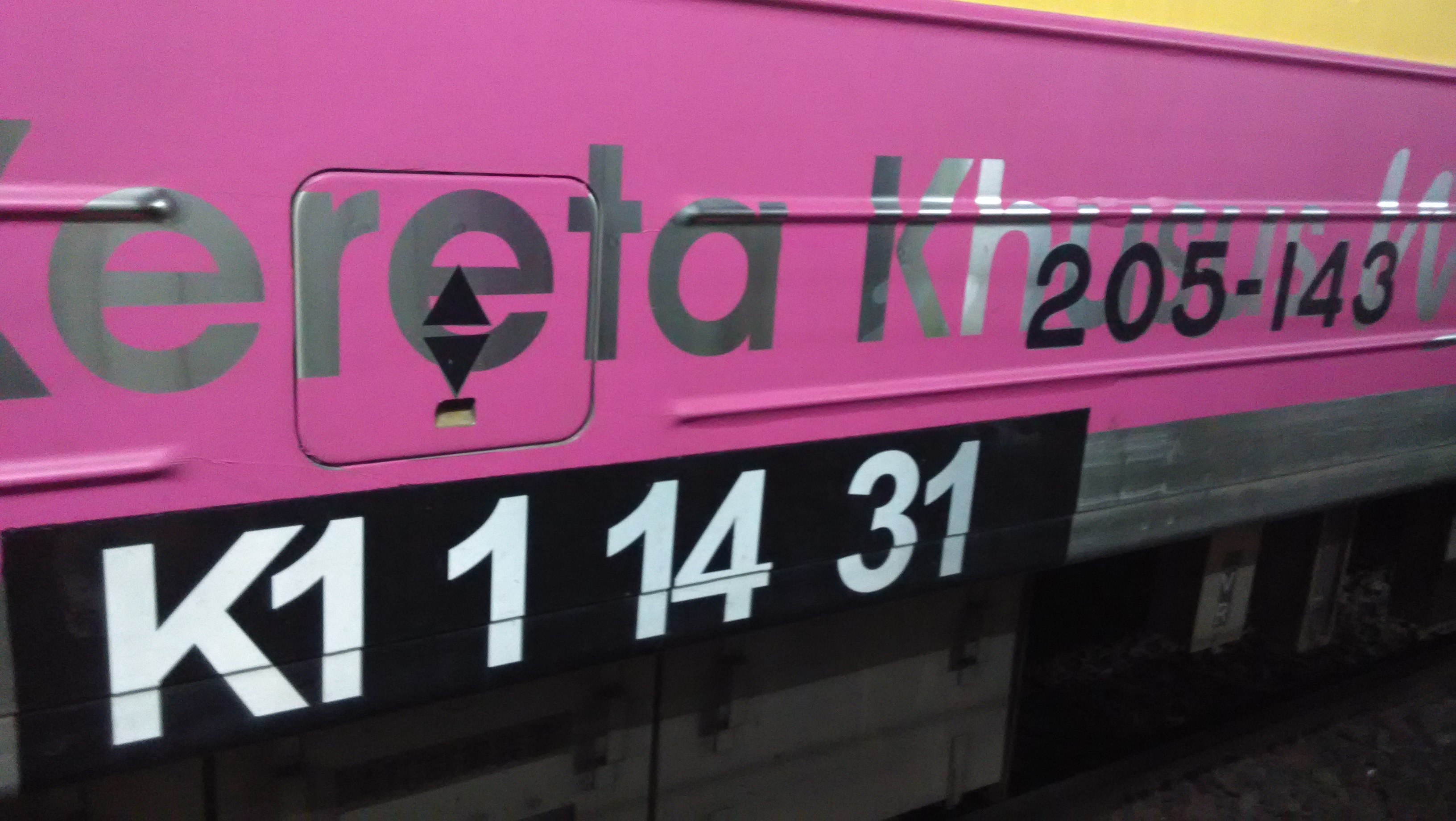
クハ205-143の車体側面の裾に書かれた譲渡後で付与された現地式の車両番号 その上にはJR東日本時代の車両番号（形式記号消去済み）
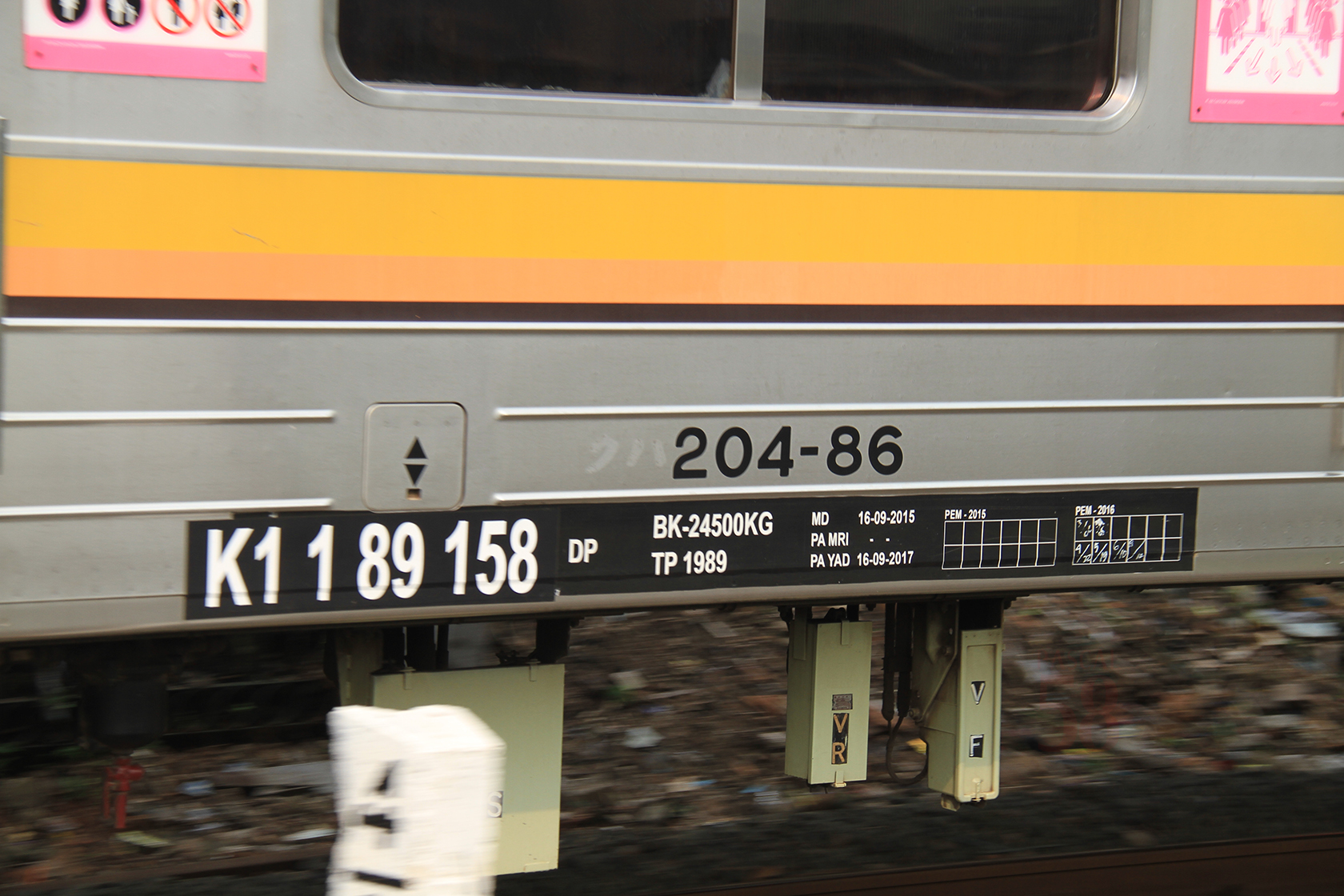
クハ204-86の車体側面の裾に書かれた譲渡後で付与された現地式の車両番号 こちらは2016年に施行したインドネシア運輸省の第54号省令をもとに付与した新しい番号の方式である
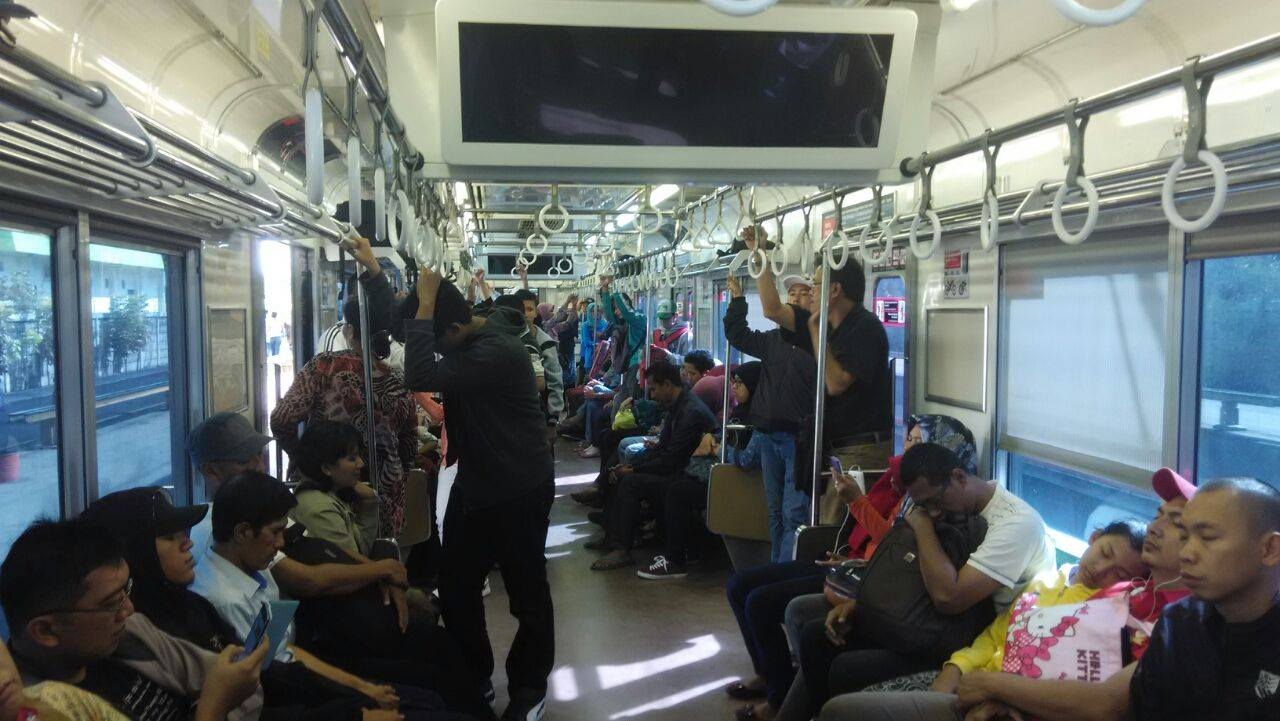
モハ204-385の車内に設置された広告表示用のデジタルサイネージ
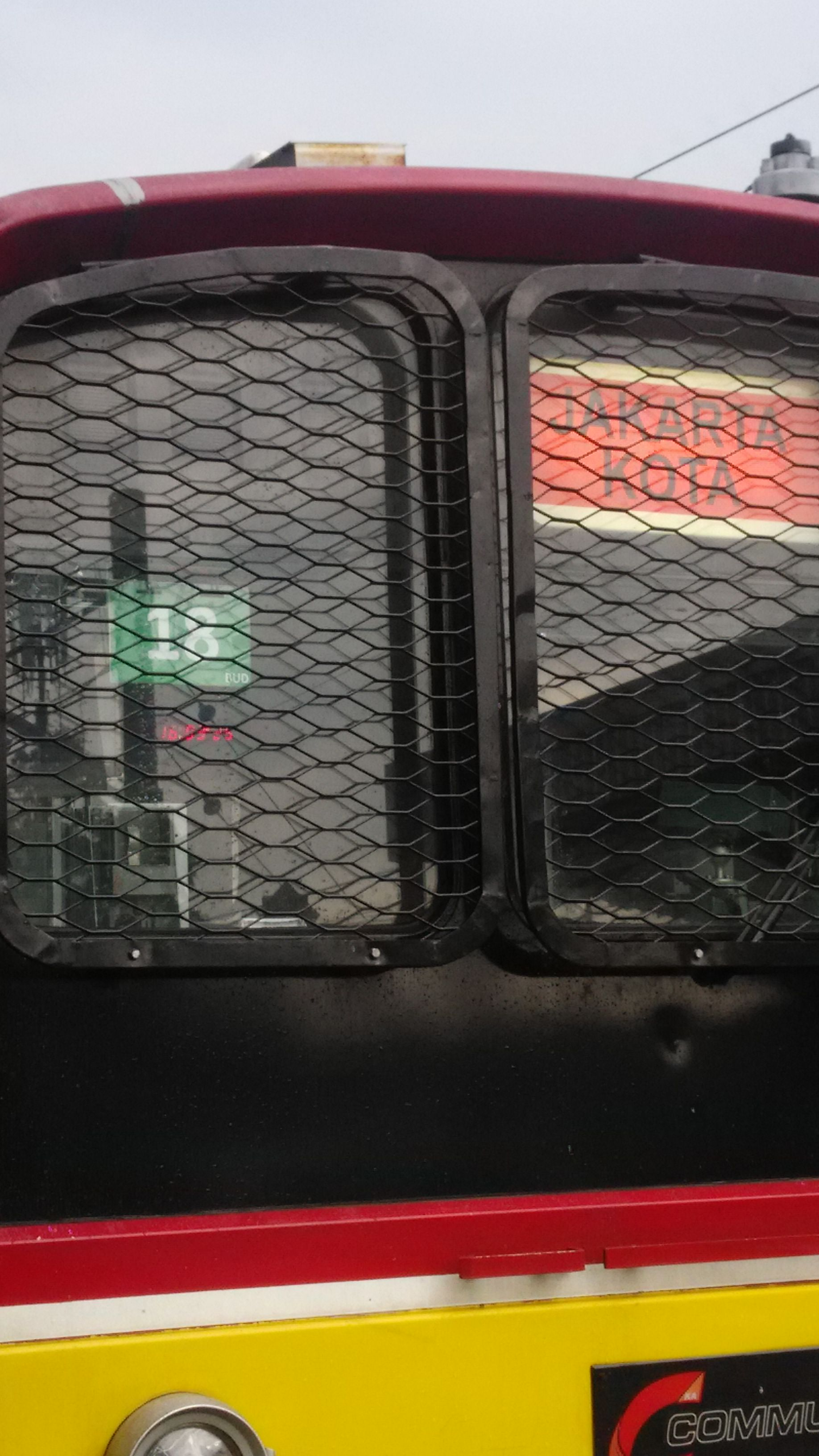
元ナハ34編成（現：DP18編成）の編成札と現地化された幕式行先表示器
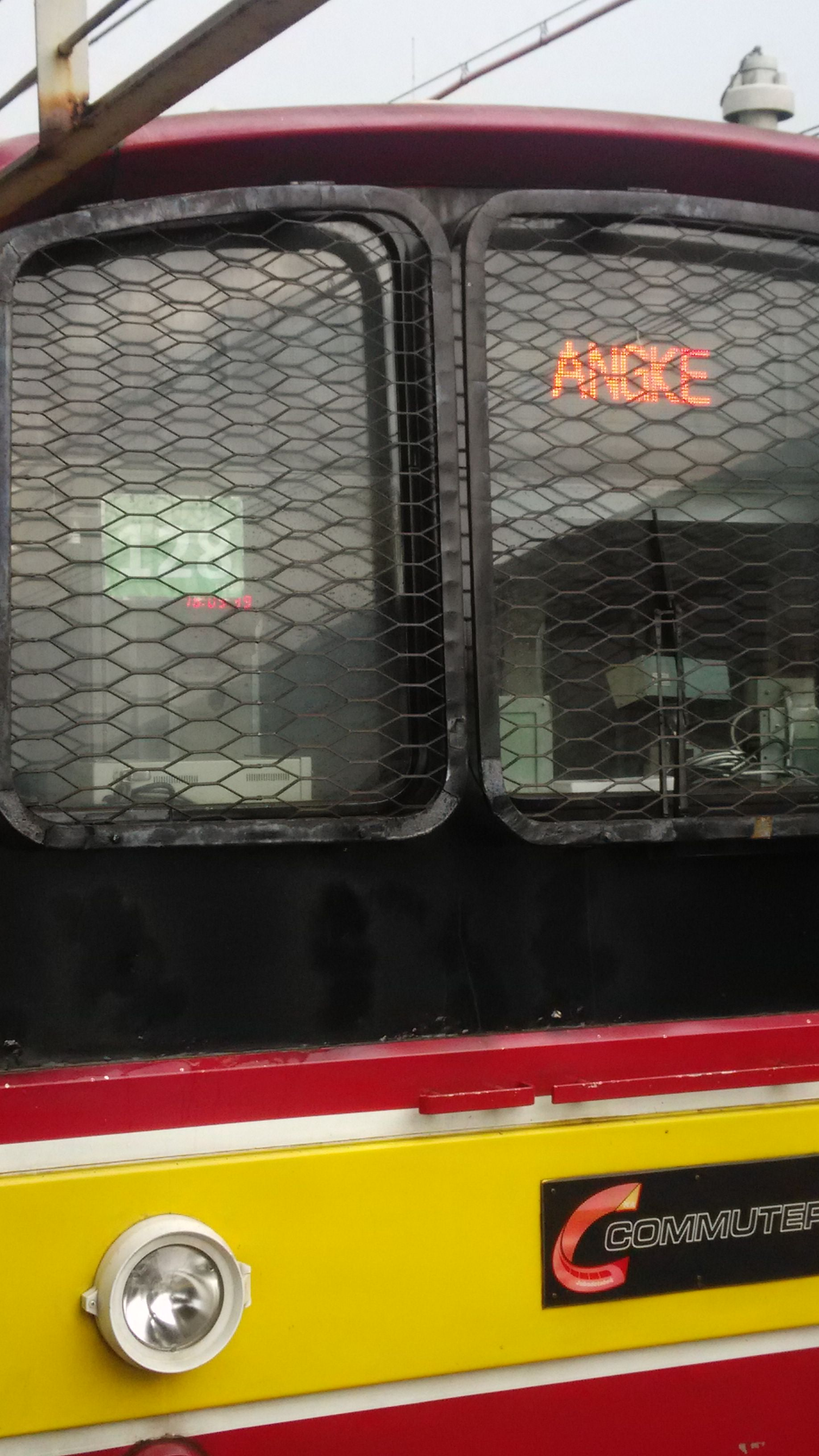
元ハエ20編成（現：BOO128編成）の編成札と現地化されたLED式行先表示器
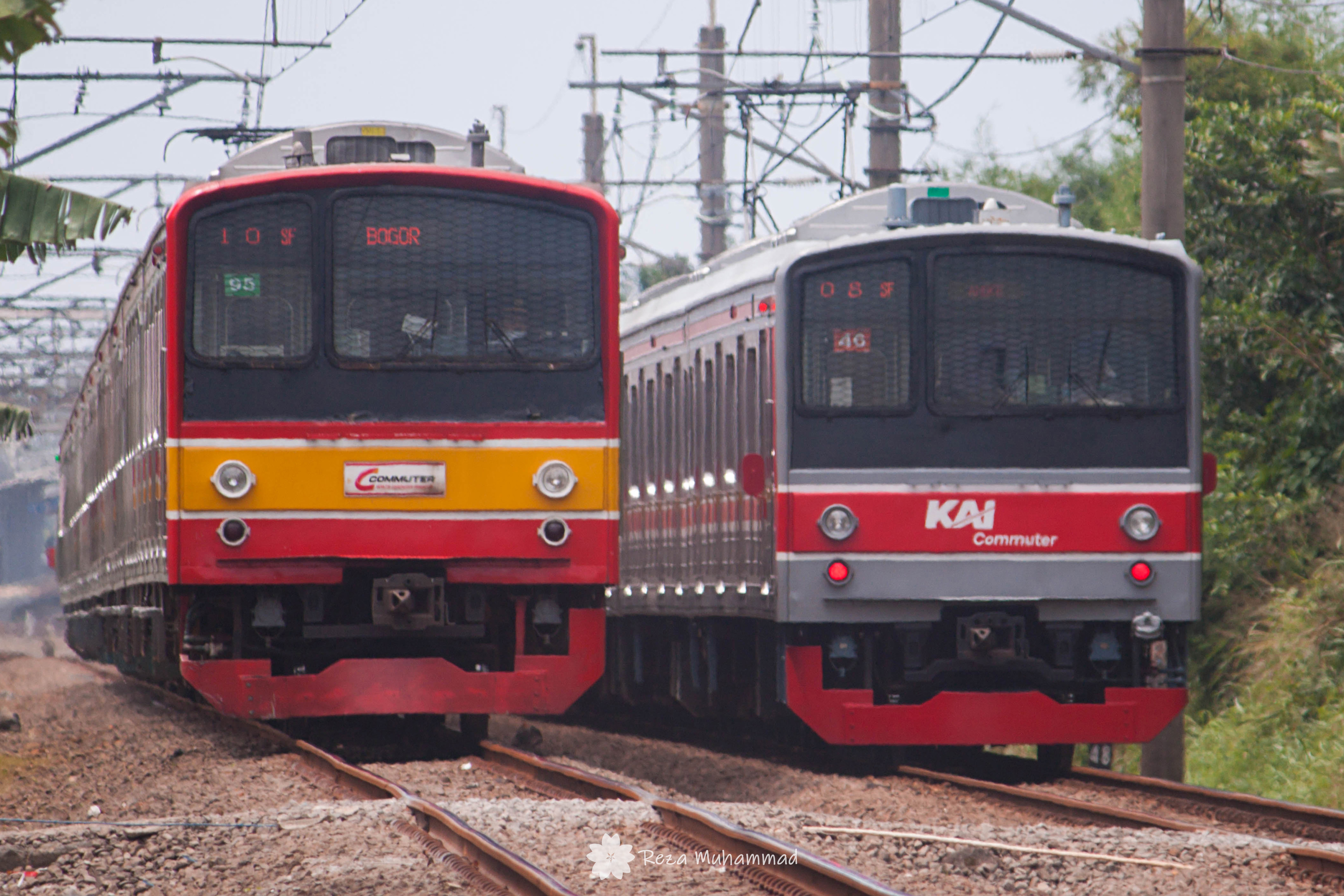
新塗装になった元ケヨM4編成（現：BUD46編成）写真右と旧塗装の元ハエ7編成（現：BOO95編成）写真左
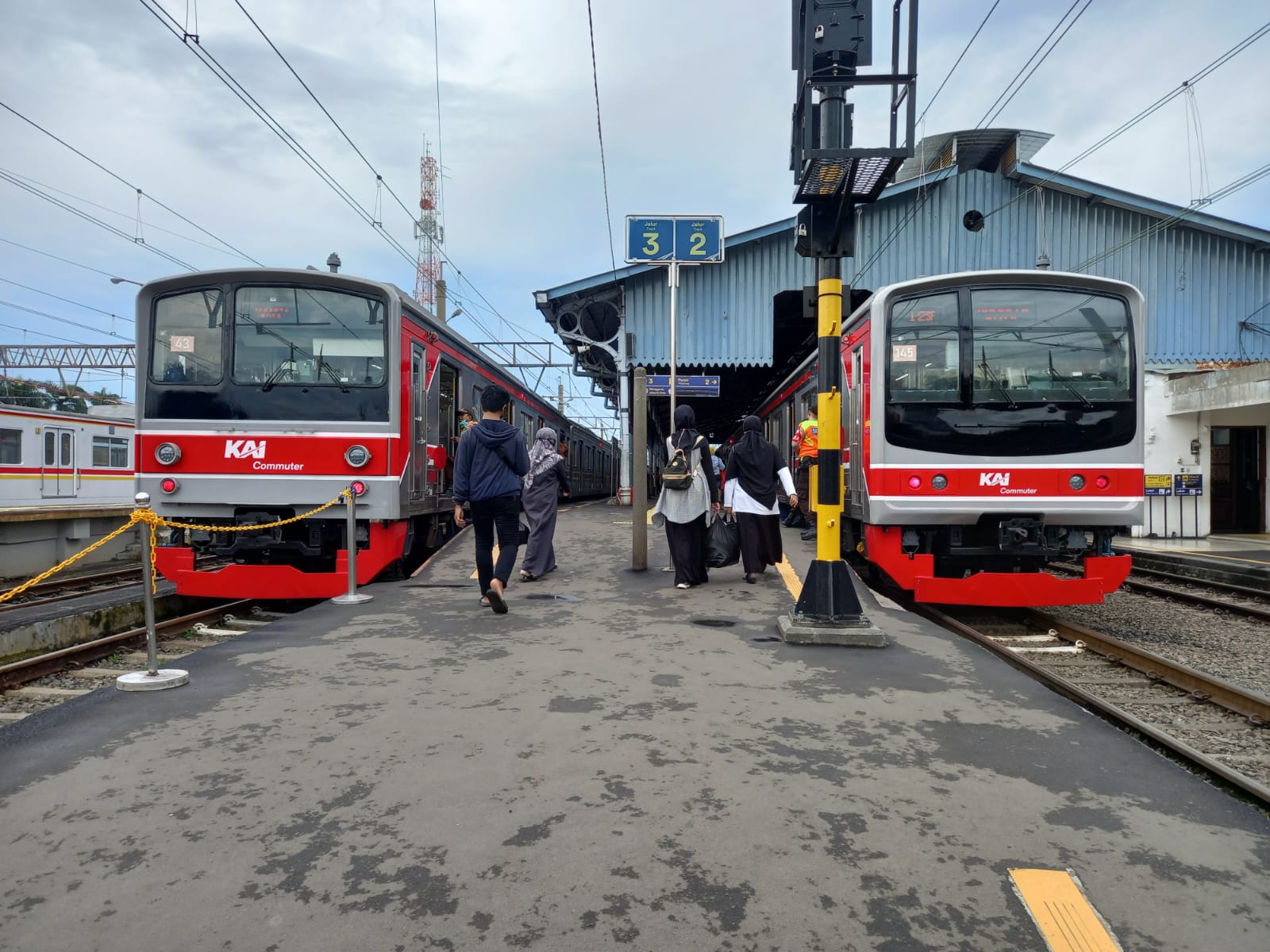
ボゴール駅の国鉄205系（編成43と145）。
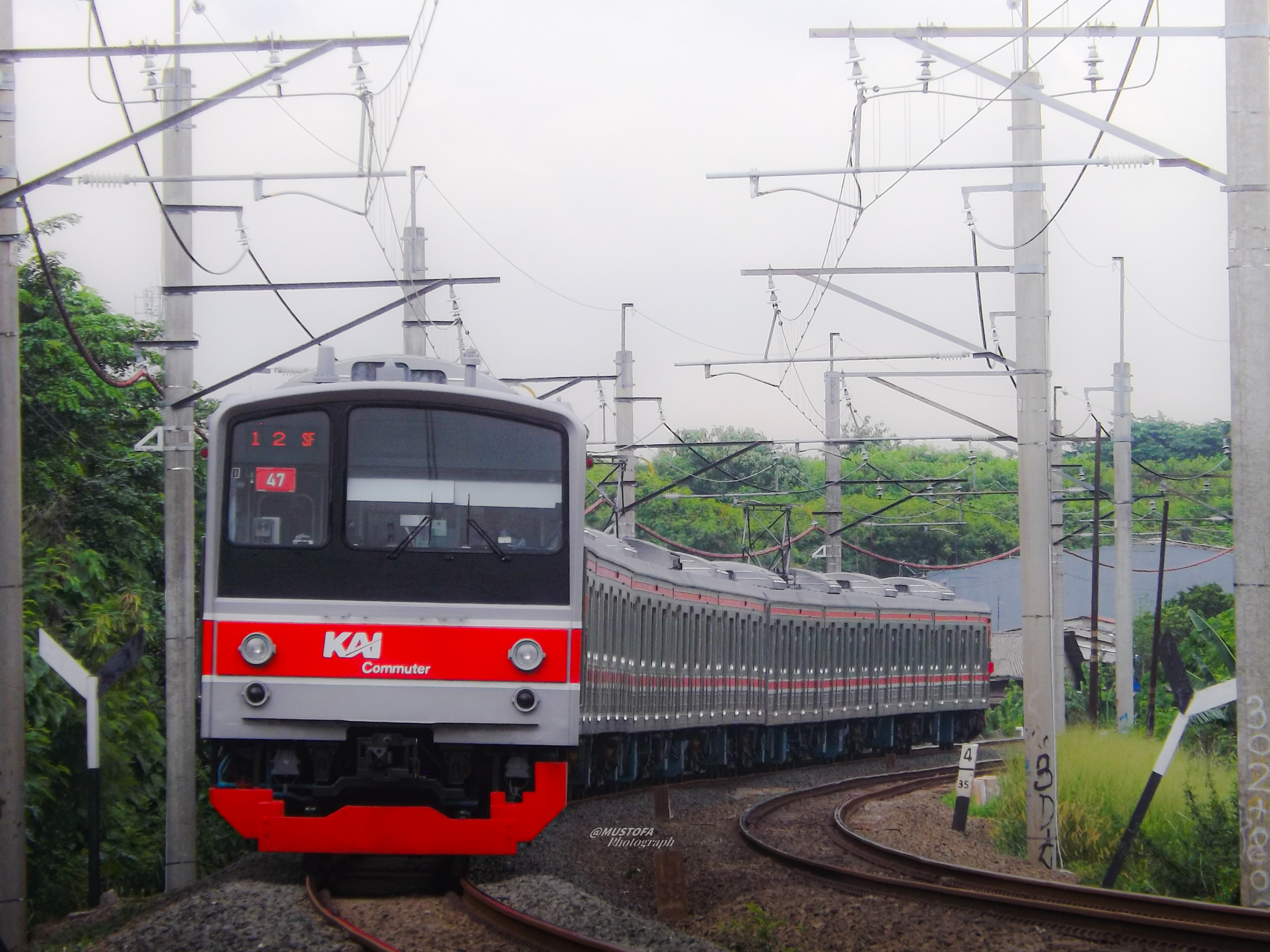
国鉄205系（47番列車）は、チカラン駅を最終目的地とする5544番列車としてチビトゥン駅に向かって蛇行しながら進んでいきます。

## 訓練車
いずれも京葉車両センターに配置されていた車両である。

### 大宮グローアップスクエア
大宮総合車両センター内にある検修社員用の施設で、2012年10月に開設された。クハ205-1・モハ205-1・モハ204-1の3両が検修技能訓練所で使用されている。なお、クハ205-1・モハ205-1は後に山手線帯に復刻され、2024年の鉄道のまち大宮 鉄道ふれあいフェスティバルで一般公開された。一方で、モハ204-1については2019年以降目撃されていない。

### 長野スキルアップセンター

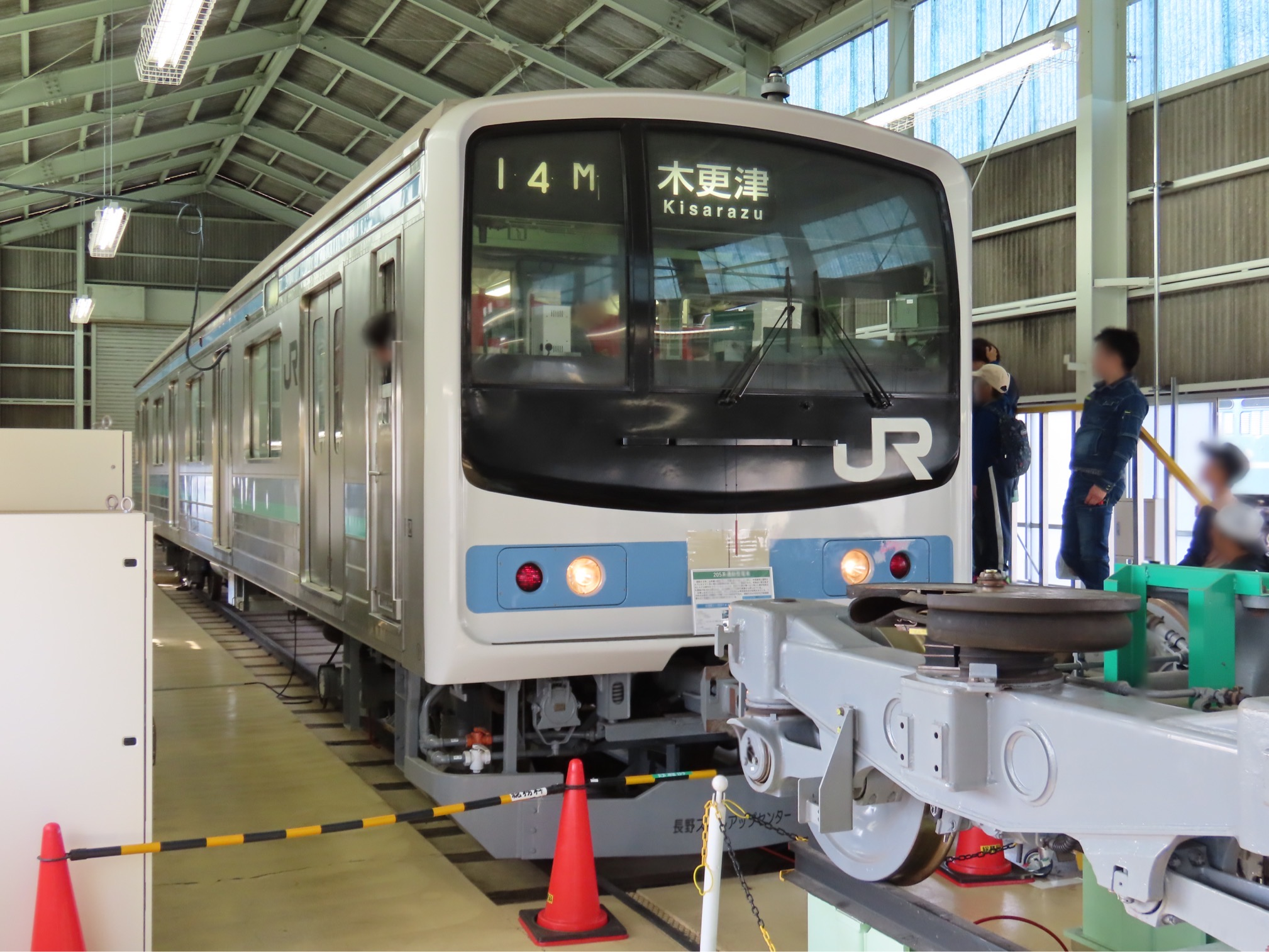
クハ204-118

長野総合車両センター内にある検修社員用の施設。クハ204-118が長野色に塗装変更されて使用されている。600番台が全車解体された事により、日本国内に現存する唯一のメルヘン顔となった。

## 組成表

### JR東日本管内
- 括弧書きされた車両番号は改造種車の番号である。

京葉車両センター（0・5000番台）
2016年5月現在
|          | ← 東京府中本町 → | ← 東京府中本町 → | ← 東京府中本町 → | ← 東京府中本町 → | ← 東京府中本町 → | ← 東京府中本町 → | ← 東京府中本町 → | ← 東京府中本町 → | VVVF改造日     | 施工所               |
| 号車     | 1                | 2                | 3                | 4                | 5                | 6                | 7                | 8                | VVVF改造日     | 施工所               |
| 編成番号 | クハ205          | モハ205          | モハ204          | サハ205          | サハ205          | モハ205          | モハ204          | クハ204          | VVVF改造日     | 施工所               |
| M1       | 104              | 5001 （278）     | 5001 （278）     | 168              | 169              | 5002 （280）     | 5002 （280）     | 104              | 2002年3月29日  | 大井工場             |
| M2       | 105              | 5003 （281）     | 5003 （281）     | 170              | 171              | 5004 （283）     | 5004 （283）     | 105              | 2002年3月26日  | 大宮工場             |
| M3       | 44               | 5005 （130）     | 5005 （130）     | 87               | 88               | 5006 （131）     | 5006 （131）     | 44               | 2003年10月28日 | 大宮工場             |
| M4       | 46               | 5007 （136）     | 5007 （136）     | 91               | 92               | 5008 （137）     | 5008 （137）     | 46               | 2003年10月18日 | 大井工場             |
| M5       | 31               | 5033 （177）     | 5033 （177）     | 206              | 207              | 5040 （180）     | 5040 （180）     | 31               | 2003年12月26日 | 大宮工場             |
| M6       | 47               | 5011 （139）     | 5011 （139）     | 93               | 94               | 5012 （141）     | 5012 （141）     | 47               | 2003年12月13日 | 大井工場             |
| M7       | 48               | 5013 （142）     | 5013 （142）     | 95               | 96               | 5014 （143）     | 5014 （143）     | 48               | 2004年2月14日  | 大井工場             |
| M8       | 6                | 5015 （144）     | 5015 （144）     | 210              | 211              | 5016 （140）     | 5016 （140）     | 6                | 2004年2月6日   | 大宮工場             |
| M9       | 49               | 5017 （145）     | 5017 （145）     | 97               | 98               | 5018 （147）     | 5018 （147）     | 49               | 2004年3月31日  | 大宮工場             |
| M10      | 50               | 5019 （148）     | 5019 （148）     | 99               | 100              | 5020 （149）     | 5020 （149）     | 50               | 2004年4月13日  | 大井工場             |
| M11      | 7                | 5021 （150）     | 5021 （150）     | 212              | 213              | 5022 （146）     | 5022 （146）     | 7                | 2004年4月29日  | 大宮工場             |
| M12      | 43               | 5023 （127）     | 5023 （127）     | 85               | 86               | 5024 （128）     | 5024 （128）     | 43               | 2004年7月23日  | 大宮総合車両センター |
| M13      | 8                | 5025 （129）     | 5025 （129）     | 216              | 217              | 5026 （27）      | 5026 （27）      | 8                | 2004年7月27日  | 東京総合車両センター |
| M14      | 45               | 5027 （133）     | 5027 （133）     | 89               | 90               | 5028 （135）     | 5028 （135）     | 45               | 2004年8月5日   | 東京総合車両センター |
| M15      | 29               | 5029 （85）      | 5029 （85）      | 153              | 208              | 5030 （87）      | 5030 （87）      | 29               | 2005年6月30日  | 秋田総合車両センター |
| M16      | 57               | 5031 （169）     | 5031 （169）     | 113              | 114              | 5032 （170）     | 5032 （170）     | 57               | 2004年9月10日  | 大宮総合車両センター |
| M17      | 10               | 5009 （132）     | 5009 （132）     | 224              | 225              | 5039 （36）      | 5039 （36）      | 10               | 2004年10月19日 | 東京総合車両センター |
| M18      | 58               | 5035 （172）     | 5035 （172）     | 115              | 116              | 5036 （174）     | 5036 （174）     | 58               | 2004年10月8日  | 東京総合車両センター |
| M19      | 59               | 5037 （175）     | 5037 （175）     | 117              | 118              | 5038 （176）     | 5038 （176）     | 59               | 2004年12月28日 | 秋田総合車両センター |
| M20      | 5                | 5010 （138）     | 5010 （138）     | 226              | 227              | 5034 （171）     | 5034 （171）     | 5                | 2004年10月26日 | 大宮総合車両センター |
| M21      | 60               | 5041 （178）     | 5041 （178）     | 119              | 120              | 5042 （179）     | 5042 （179）     | 60               | 2004年12月1日  | 大宮総合車両センター |
| M22      | 32               | 5043 （94）      | 5043 （94）      | 63               | 64               | 5044 （96）      | 5044 （96）      | 32               | 2005年1月7日   | 東京総合車両センター |
| M23      | 9                | 5045 （99）      | 5045 （99）      | 230              | 231              | 5052 （102）     | 5052 （102）     | 9                | 2005年1月13日  | 大宮総合車両センター |
| M24      | 33               | 5047 （97）      | 5047 （97）      | 65               | 66               | 5048 （98）      | 5048 （98）      | 33               | 2005年3月10日  | 郡山総合車両センター |
| M25      | 34               | 5049 （100）     | 5049 （100）     | 67               | 68               | 5050 （101）     | 5050 （101）     | 34               | 2005年2月16日  | 大宮総合車両センター |
| M26      | 12               | 5051 （156）     | 5051 （156）     | 150              | 151              | 5046 （39）      | 5046 （39）      | 12               | 2005年2月22日  | 東京総合車両センター |
| M27      | 51               | 5053 （151）     | 5053 （151）     | 101              | 102              | 5054 （153）     | 5054 （153）     | 51               | 2005年3月19日  | 東京総合車両センター |
| M28      | 52               | 5055 （154）     | 5055 （154）     | 103              | 104              | 5056 （155）     | 5056 （155）     | 52               | 2005年6月10日  | 東京総合車両センター |
| M29      | 13               | 5057 （42）      | 5057 （42）      | 154              | 155              | 5058 （48）      | 5058 （48）      | 13               | 2005年3月26日  | 東京総合車両センター |
| M30      | 53               | 5059 （157）     | 5059 （157）     | 105              | 106              | 5060 （158）     | 5060 （158）     | 53               | 2005年3月26日  | 大宮総合車両センター |
| M31      | 55               | 5061 （163）     | 5061 （163）     | 109              | 110              | 5062 （164）     | 5062 （164）     | 55               | 2005年7月4日   | 大宮総合車両センター |
| M32      | 14               | 5063 （159）     | 5063 （159）     | 156              | 157              | 5064 （393）     | 5064 （392）     | 14               | 2005年8月30日  | 大宮総合車両センター |
| M33      | 56               | 5065 （166）     | 5065 （166）     | 111              | 112              | 5066 （167）     | 5066 （167）     | 56               | 2005年7月22日  | 東京総合車両センター |
| M34      | 16               | 5067 （165）     | 5067 （165）     | 158              | 159              | 5068 （168）     | 5068 （168）     | 16               | 2005年9月5日   | 東京総合車両センター |
| M35      | 145              | 5069 （392）     | 5069 （393）     | 31               | 32               | 5070 （394）     | 5070 （394）     | 145              | 2005年12月5日  | 東京総合車両センター |
| M36      | 103              | 5071 （276）     | 5071 （276）     | 218              | 219              | 5072 （368）     | 5072 （368）     | 103              | 2008年12月17日 | 長野総合車両センター |

1. 1 2  2004年10月19日、東京総合車両センターにて改造施工。
2. 1 2  2004年10月26日、大宮総合車両センターにて改造施工。
3. 1 2  2003年12月26日、大宮総合車両センターにて改造施工。
4. 1 2  2004年10月19日、東京総合車両センターにて改造施工。
5. 1 2  2005年2月22日、東京総合車両センターにて改造施工。
6. 1 2  2005年1月13日、大宮総合車両センターにて改造施工。
7. 1 2  2008年12月5日、長野総合車両センターにて改造施工。

|          | ← 東京府中本町 → |         |         |         |         |         |         |         |
| 号車     | 1                | 2       | 3       | 4       | 5       | 6       | 7       | 8       |
| 編成番号 | クハ205          | モハ205 | モハ204 | モハ205 | モハ204 | モハ205 | モハ204 | クハ204 |
| M51      | 101              | 270     | 270     | 271     | 271     | 272     | 272     | 101     |
| M52      | 130              | 355     | 355     | 356     | 356     | 273     | 273     | 130     |
| M62      | 146              | 395     | 395     | 396     | 396     | 397     | 397     | 146     |
| M63      | 147              | 398     | 398     | 399     | 399     | 400     | 400     | 147     |
| M64      | 148              | 401     | 401     | 402     | 402     | 403     | 403     | 148     |
| M65      | 149              | 404     | 404     | 405     | 405     | 406     | 406     | 149     |

国府津車両センター（500番台）
2017年6月現在
|          | ← 茅ケ崎橋本・八王子 → | ← 茅ケ崎橋本・八王子 → | ← 茅ケ崎橋本・八王子 → | ← 茅ケ崎橋本・八王子 → | 製造日        | 製造所                  |
| 号車     | 1                      | 2                      | 3                      | 4                      | 製造日        | 製造所                  |
| 編成番号 | クハ205                | モハ205                | モハ204                | クハ204                | 製造日        | 製造所                  |
| R1       | 501                    | 501                    | 501                    | 501                    | 1991年1月10日 | 東急車輛製造            |
| R2       | 502                    | 502                    | 502                    | 502                    | 1991年1月10日 | 東急車輛製造            |
| R3       | 503                    | 503                    | 503                    | 503                    | 1991年1月17日 | 東急車輛製造            |
| R4       | 504                    | 504                    | 504                    | 504                    | 1991年1月17日 | 東急車輛製造            |
| R5       | 505                    | 505                    | 505                    | 505                    | 1991年1月29日 | 東急車輛製造            |
| R6       | 506                    | 506                    | 506                    | 506                    | 1991年1月29日 | 東急車輛製造            |
| R7       | 507                    | 507                    | 507                    | 507                    | 1991年2月9日  | 東急車輛製造            |
| R8       | 508                    | 508                    | 508                    | 508                    | 1991年2月9日  | 東急車輛製造            |
| R9       | 509                    | 509                    | 509                    | 509                    | 1991年2月16日 | 東急車輛製造            |
| R10      | 510                    | 510                    | 510                    | 510                    | 1991年2月16日 | 東急車輛製造            |
| R11      | 511                    | 511                    | 511                    | 511                    | 1991年2月23日 | 東急車輛製造            |
| R12      | 512                    | 512                    | 512                    | 512                    | 1991年3月6日  | 大船工場 / 東急車輛製造 |
| R13      | 513                    | 513                    | 513                    | 513                    | 1991年3月6日  | 大船工場                |

1. 1 2  東急車輛製造にて製造。
2. 1 2  東日本旅客鉄道大船工場にてノックダウン製造。
3. ↑  全車両ノックダウン製造。

小山車両センター（600番台）
2018年11月現在
|          | ← 黒磯日光 → | ← 黒磯日光 → | ← 黒磯日光 → | ← 黒磯日光 → | リニューアル改造日 | 施工所               |
| 号車     | 4            | 3            | 2            | 1            | リニューアル改造日 | 施工所               |
| 編成番号 | クハ205      | モハ205      | モハ204      | クハ204      | リニューアル改造日 | 施工所               |
| Y2       | 602 （108）  | 602 （292）  | 602 （292）  | 602 （108）  | 2013年2月1日       | 大宮総合車両センター |
| Y3       | 603 （111）  | 603 （301）  | 603 （301）  | 603 （111）  | 2012年11月12日     | 大宮総合車両センター |
| Y6       | 606 （112）  | 606 （304）  | 606 （304）  | 606 （112）  | 2012年12月10日     | 大宮総合車両センター |
| Y10      | 610 （116）  | 610 （316）  | 610 （316）  | 610 （116）  | 2012年10月15日     | 大宮総合車両センター |

|          | ← 黒磯日光 → | ← 黒磯日光 → | ← 黒磯日光 → | ← 黒磯日光 → | 改造日        | 施工所               |
| 号車     | 4            | 3            | 2            | 1            | 改造日        | 施工所               |
| 編成番号 | クハ205      | モハ205      | モハ204      | クハ204      | 改造日        | 施工所               |
| Y1       | 601 （109）  | 601 （295）  | 601 （295）  | 601 （109）  | 2013年7月1日  | 大宮総合車両センター |
| Y4       | 604 （110）  | 604 （298）  | 604 （298）  | 604 （110）  | 2013年3月29日 | 東京総合車両センター |
| Y5       | 605 （113）  | 605 （307）  | 605 （307）  | 605 （113）  | 2013年4月26日 | 大宮総合車両センター |
| Y7       | 607 （115）  | 607 （313）  | 607 （313）  | 607 （115）  | 2013年3月14日 | 大宮総合車両センター |
| Y8       | 608 （114）  | 608 （310）  | 608 （310）  | 608 （114）  | 2013年3月7日  | 東京総合車両センター |
| Y9       | 609 （117）  | 609 （319）  | 609 （319）  | 609 （117）  | 2013年7月22日 | 大宮総合車両センター |
| Y11      | 611 （125）  | 611 （341）  | 611 （341）  | 611 （125）  | 2014年3月19日 | 大宮総合車両センター |
| Y12      | 612 （124）  | 612 （338）  | 612 （338）  | 612 （124）  | 2014年2月13日 | 大宮総合車両センター |

中原電車区（1000・1100番台）
2017年3月現在
|          | ← 浜川崎尻手 →       | ← 浜川崎尻手 →       | 先頭車化改造日 | 施工所         |
| 号車     | 2                    | 1                    | 先頭車化改造日 | 施工所         |
| 編成番号 | クモハ205            | クモハ204            | 先頭車化改造日 | 施工所         |
| ワ1      | 1001 （モハ205-279） | 1001 （モハ204-279） | 2002年3月29日  | 鎌倉総合車両所 |
| ワ2      | 1002 （モハ205-282） | 1002 （モハ204-282） | 2002年3月29日  | 鎌倉総合車両所 |
| ワ4      | 1003 （モハ205-2）   | 1003 （モハ204-23）  | 2003年11月27日 | 鎌倉総合車両所 |

|          | ← 海芝浦・大川・扇町鶴見 → | ← 海芝浦・大川・扇町鶴見 → | ← 海芝浦・大川・扇町鶴見 → | 先頭車化等改造日                             | 施工所                                              |
| 号車     | 3                          | 2                          | 1                          | 先頭車化等改造日                             | 施工所                                              |
| 編成番号 | クハ205 (Tc)               | モハ205 (M)                | クモハ204 (M'c)            | 先頭車化等改造日                             | 施工所                                              |
| T11      | 1101 （サハ205-161）       | 26                         | 1101 （モハ204-26）        | 2004年8月10日 （M・M'c） 2002年3月29日（Tc） | 鎌倉総合車両センター（M・M'c） 鎌倉総合車両所（Tc） |
| T12      | 1102 （サハ205-214）       | 134                        | 1102 （モハ204-134）       | 2004年8月27日                                | 郡山総合車両センター                                |
| T13      | 1103 （サハ205-209）       | 35                         | 1103 （モハ204-35）        | 2004年10月26日                               | 秋田総合車両センター                                |
| T14      | 1104 （サハ205-215）       | 173                        | 1104 （モハ204-173）       | 2004年12月3日                                | 郡山総合車両センター                                |
| T15      | 1105 （サハ205-222）       | 38                         | 1105 （モハ204-38）        | 2005年2月8日                                 | 秋田総合車両センター                                |
| T16      | 1106 （サハ205-228）       | 95                         | 1106 （モハ204-95）        | 2005年1月26日                                | 郡山総合車両センター                                |
| T17      | 1107 （サハ205-223）       | 41                         | 1107 （モハ204-41）        | 2005年4月20日                                | 秋田総合車両センター                                |
| T18      | 1108 （サハ205-229）       | 152                        | 1108 （モハ204-152）       | 2005年3月29日                                | 郡山総合車両センター                                |
| T19      | 1109 （サハ205-152）       | 47                         | 1109 （モハ204-47）        | 2005年3月31日                                | 秋田総合車両センター                                |

仙台車両センター宮城野派出（3100番台）
2016年9月現在
|          | ← 石巻仙台・あおば通 → | ← 石巻仙台・あおば通 → | ← 石巻仙台・あおば通 → | ← 石巻仙台・あおば通 → | 改造日         | 施工所               | 廃車       |
| 号車     | 4                      | 3                      | 2                      | 1                      | 改造日         | 施工所               | 廃車       |
| 編成番号 | クハ205                | モハ205                | モハ204                | クハ204                | 改造日         | 施工所               | 廃車       |
| M1       | 3101 （サハ205-160）   | 3101 （53）            | 3101 （53）            | 3101 （サハ205-34）    | 2002年10月10日 | 土崎工場             | —          |
| M2       | 3102 （サハ205-33）    | 3102 （56）            | 3102 （56）            | 3102 （サハ205-38）    | 2002年10月31日 | 郡山工場             | —          |
| M3       | 3103 （サハ205-35）    | 3103 （59）            | 3103 （59）            | 3103 （サハ205-36）    | 2002年11月9日  | 土崎工場             | —          |
| M4       | 3104 （サハ205-37）    | 3104 （62）            | 3104 （62）            | 3104 （サハ205-42）    | 2002年11月27日 | 郡山工場             | 2024/4/20  |
| M5       | 3105 （サハ205-39）    | 3105 （65）            | 3105 （65）            | 3105 （サハ205-40）    | 2002年12月14日 | 土崎工場             | —          |
| M6       | 3106 （サハ205-41）    | 3106 （68）            | 3106 （68）            | 3106 （サハ205-46）    | 2003年2月2日   | 郡山工場             | —          |
| M7       | 3107 （サハ205-43）    | 3107 （71）            | 3107 （71）            | 3107 （サハ205-44）    | 2003年2月10日  | 土崎工場             | 2014/12/25 |
| M8       | 3108 （サハ205-49）    | 3108 （74）            | 3108 （74）            | 3108 （サハ205-50）    | 2003年3月18日  | 郡山工場             | —          |
| M9       | 3109 （サハ205-164）   | 3109 （77）            | 3109 （77）            | 3109 （サハ205-165）   | 2003年3月13日  | 土崎工場             | 2011/3/12  |
| M10      | 3110 （サハ205-53）    | 3110 （80）            | 3110 （80）            | 3110 （サハ205-54）    | 2003年5月29日  | 郡山工場             | —          |
| M11      | 3111 （サハ205-200）   | 3111 （83）            | 3111 （83）            | 3111 （サハ205-201）   | 2003年8月6日   | 土崎工場             | —          |
| M12      | 3112 （サハ205-162）   | 3112 （86）            | 3112 （86）            | 3112 （サハ205-163）   | 2003年9月12日  | 郡山工場             | —          |
| M13      | 3113 （サハ205-51）    | 3113 （89）            | 3113 （89）            | 3113 （サハ205-52）    | 2003年8月29日  | 土崎工場             | —          |
| M14      | 3114 （サハ205-57）    | 3114 （92）            | 3114 （92）            | 3114 （サハ205-58）    | 2003年11月6日  | 郡山工場             | —          |
| M15      | 3115 （サハ205-204）   | 3115 （17）            | 3115 （17）            | 3115 （サハ205-205）   | 2003年12月11日 | 土崎工場             | —          |
| M16      | 3116 （サハ205-166）   | 3116 （20）            | 3116 （20）            | 3116 （サハ205-167）   | 2004年3月29日  | 郡山工場             | —          |
| M17      | 3117 （サハ205-19）    | 3117 （29）            | 3117 （29）            | 3117 （サハ205-20）    | 2004年3月31日  | 土崎工場             | —          |
| M18      | 3118 （サハ205-202）   | 3118 （14）            | 3118 （14）            | 3118 （サハ205-203）   | 2004年6月24日  | 郡山総合車両センター | —          |
| M19      | 3119 （クハ205-1203）  | 3119 （19）            | 3119 （19）            | 3119 （クハ204-1203）  | 不明           | 郡山総合車両センター | —          |

1. ↑  2009年に南武線から仙石線に転出するにあたり、短編成化・改番された編成。
2. ↑  南武線転用にあたり山手線の サハ205-13 を先頭車化したもの（2004年1月26日・郡山工場）。2009年に仙石線に転出し、再び改番された。
3. ↑  南武線転用にあたり山手線の サハ205-14 を先頭車化したもの（2004年1月26日・郡山工場）。2009年に仙石線に転出し、再び改番された。

川越車両センター（3000番台）
2016年9月現在
|          | ← 南古谷・川越八王子 → | ← 南古谷・川越八王子 → | ← 南古谷・川越八王子 → | ← 南古谷・川越八王子 → | 改造日         | 施工所               |
| 号車     | 4                      | 3                      | 2                      | 1                      | 改造日         | 施工所               |
| 編成番号 | クハ205                | モハ205                | モハ204                | クハ204                | 改造日         | 施工所               |
| 81       | 3001 （サハ205-15）    | 3001 （22）            | 3001 （22）            | 3001 （サハ205-16）    | 2003年10月29日 | 大宮工場             |
| 82       | 3002 （サハ205-55）    | 3002 （24）            | 3002 （24）            | 3002 （サハ205-56）    | 2003年8月23日  | 大宮工場             |
| 83       | 3003 （サハ205-17）    | 3003 （25）            | 3003 （25）            | 3003 （サハ205-18）    | 2004年9月6日   | 秋田総合車両センター |
| 84       | 3004 （サハ205-9）     | 3004 （34）            | 3004 （34）            | 3004 （サハ205-10）    | 2004年10月29日 | 郡山総合車両センター |
| 85       | 3005 （サハ205-25）    | 3005 （37）            | 3005 （37）            | 3005 （サハ205-26）    | 2005年1月29日  | 秋田総合車両センター |

### JR西日本管内
- 括弧書きされた車両番号は改造種車の番号である。

吹田総合車両所日根野支所（0・1000番台）
2016年11月現在
|          | ← 天王寺和歌山 → | ← 天王寺和歌山 → | ← 天王寺和歌山 → | ← 天王寺和歌山 → | 新製年月日    | 製造所   | 体質改善       | 施工所         |
| 編成番号 | クハ205          | モハ205          | モハ204          | クハ204          | 新製年月日    | 製造所   | 体質改善       | 施工所         |
| HH401    | 1001             | 1001             | 1001             | 1001             | 1988年1月20日 | 近畿車輛 | 2012年7月10日  | 吹田総合車両所 |
| HH402    | 1002             | 1002             | 1002             | 1002             | 1988年1月29日 | 近畿車輛 | 2012年10月18日 | 吹田総合車両所 |
| HH403    | 1003             | 1003             | 1003             | 1003             | 1988年1月29日 | 近畿車輛 | 2013年1月7日   | 吹田総合車両所 |
| HH404    | 1004             | 1004             | 1004             | 1004             | 1988年2月10日 | 近畿車輛 | 2013年3月19日  | 吹田総合車両所 |
| HH405    | 1005             | 1005             | 1005             | 1005             | 1988年2月10日 | 近畿車輛 | 2013年1月23日  | 吹田総合車両所 |

|          | ← 天王寺和歌山 → | ← 天王寺和歌山 → | ← 天王寺和歌山 → | ← 天王寺和歌山 → | ← 天王寺和歌山 → | ← 天王寺和歌山 → | 新製年月日    | 製造所   | 体質改善       | 施工所         |
| 編成番号 | クハ205          | モハ205          | モハ204          | モハ205          | モハ204          | クハ204          | 新製年月日    | 製造所   | 体質改善       | 施工所         |
| HI601    | 35               | 103              | 103              | 104              | 104              | 35               | 1986年8月5日  | 川崎重工 | 2013年2月16日  | 吹田総合車両所 |
| HI602    | 36               | 105              | 105              | 106              | 106              | 36               | 1986年8月7日  | 日本車輌 | 2012年3月27日  | 吹田工場       |
| HI603    | 37               | 107              | 107              | 108              | 108              | 37               | 1986年8月21日 | 川崎重工 | 2012年8月2日   | 吹田総合車両所 |
| HI604    | 38               | 109              | 109              | 110              | 110              | 38               | 1986年8月28日 | 川崎重工 | 2012年11月20日 | 吹田総合車両所 |

|          |         | 新製年月日    | 製造所   | 体質改善       | 施工所         | 廃車         |
| 編成番号 | サハ205 | 新製年月日    | 製造所   | 体質改善       | 施工所         | 廃車         |
|          | 69      | 1986年8月5日  | 川崎重工 | —              | —              | 2015年9月9日 |
|          | 70      | 1986年8月7日  | 日本車輌 | 2012年3月27日  | 吹田工場       | 2015年9月9日 |
|          | 71      | 1986年8月21日 | 川崎重工 | 2012年8月2日   | 吹田総合車両所 | 2015年9月9日 |
|          | 72      | 1986年8月28日 | 川崎重工 | 2012年11月20日 | 吹田総合車両所 | 2015年9月9日 |

## その他エピソード
2015年末、南武線で運用最終日の205系に乗車していた大学生が車内にスマートフォンと学生証を置き忘れた。この編成は運用終了後にインドネシアへ譲渡されたが、現地でこの編成のうちの1両を点検していた現地人の技師が、背もたれとクッションの間の隙間に落ちていたスマホと学生証を発見し、翌2016年に持ち主へ引き渡した。
第一発見者の技師は地元メディアから度々取材を受けたり、ワイドショーにも出演し、職場でも知名度を広めた功績で表彰を受け、現地人技師の結婚式には、先の大学生も出席した。